# Histoire de Paray-le-Monial
L'histoire de Paray-le-Monial décrit l'histoire de la commune française de Paray-le-Monial située dans le département de Saône-et-Loire en région Bourgogne-Franche-Comté.

## Préhistoire et antiquité
C’est au lieudit Grainetières, sur le rebord de la terrasse dominant d’une trentaine de mètres la rive droite de la Bourbince que la présence de l’homme est attestée pour la première fois. L’étymologie du nom de Paray la plus généralement proposée n’est guère éclairante : la parée serait une charge grevant un bien dont le revenu était affecté à la couverture des dépenses faites par un curé pour recevoir un évêque ou un archidiacre. Qu’on se représente un petit groupe d’habitations autour d’une église vouée à la Vierge Marie sur l’emplacement du cimetière actuel. Le voisinage d’une source, toujours existante, rendait possible la vie de cette communauté. Qu’elle ait été dédiée à saint Martin ne surprend pas : « lors de la christianisation de la Gaule, c’est une pratique courante que de donner un nom chrétien aux anciennes sources sacrées pour détourner les habitants des pratiques païennes ». Le fameux évangélisateur des campagnes ayant vécu à la fin du IVe siècle, peut-on trouver là le plus ancien élément de datation ?
L'existence à l'entrée du cimetière d'un édifice religieux est attestée depuis 876. En fait le bâtiment, reconstruit au XIe siècle dans le style préroman, était aux dimensions d'une grande église large de 14,5 mètres et longue de 29 mètres. La partie conservée (en orange sur le plan) n'en serait que les deux dernières travées et l'abside. Elle était le siège d'une paroisse et devait le rester jusqu'au XVIIIe siècle,.

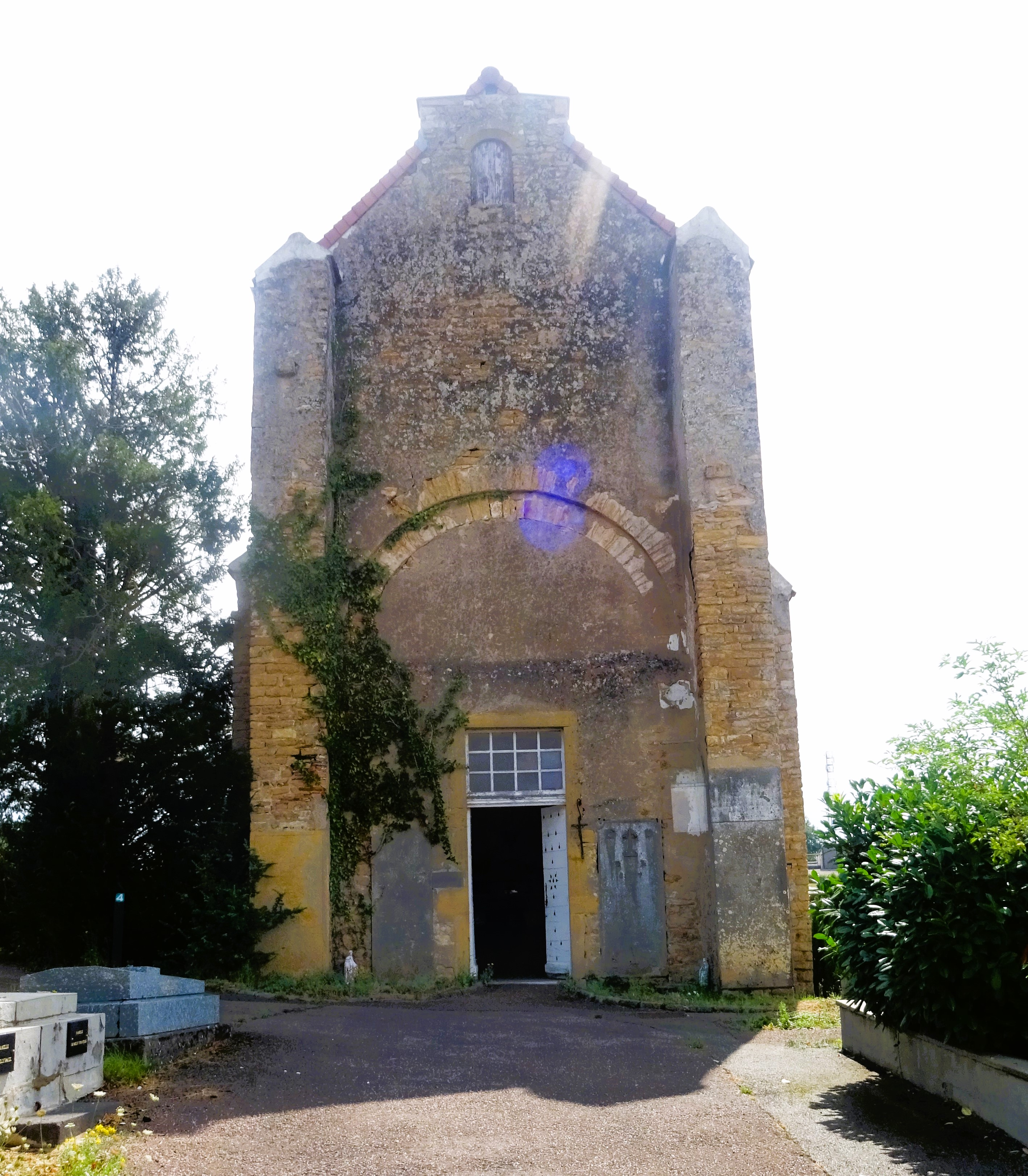
façade de l'église
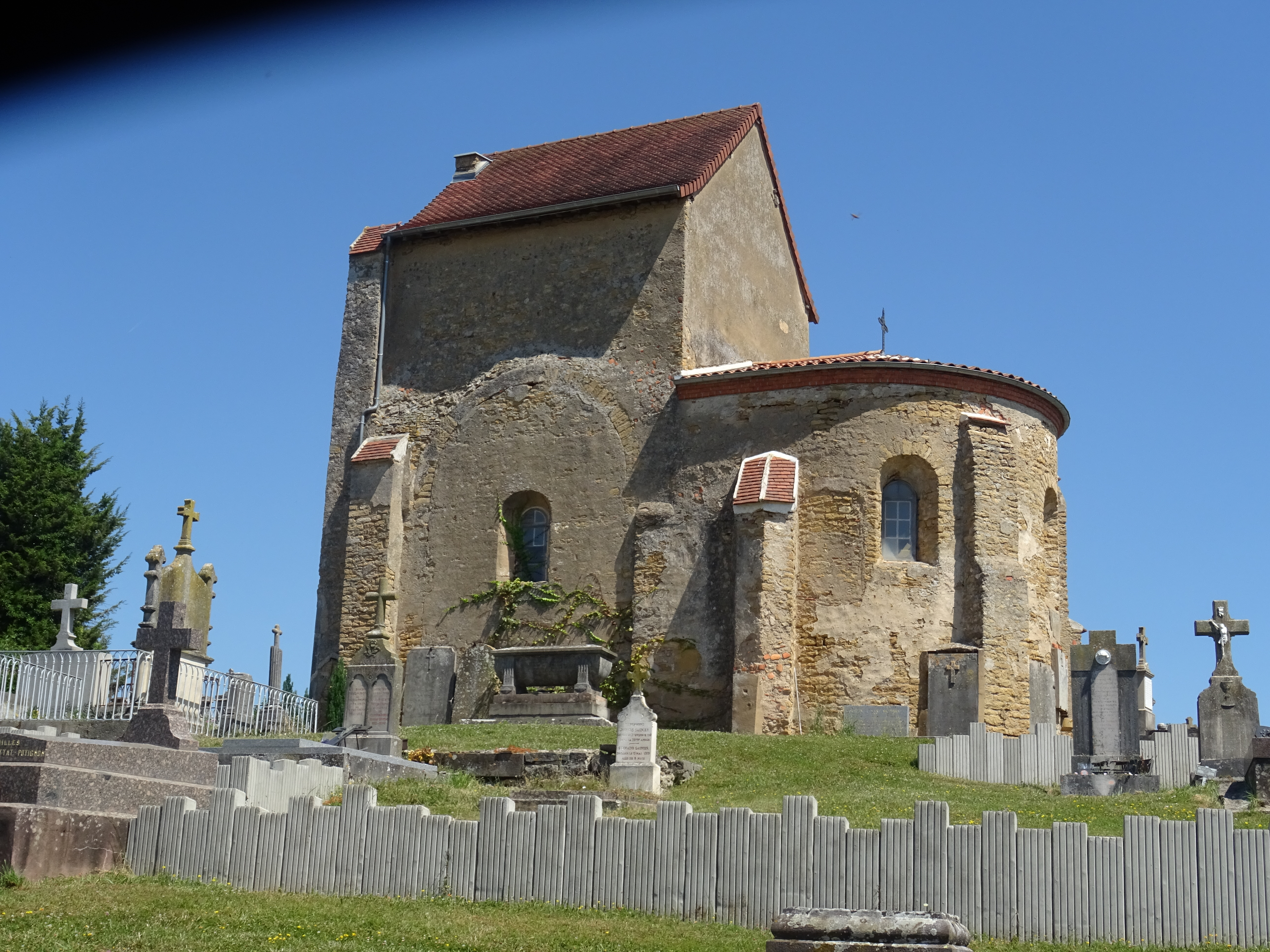
côté sud de la chapelle
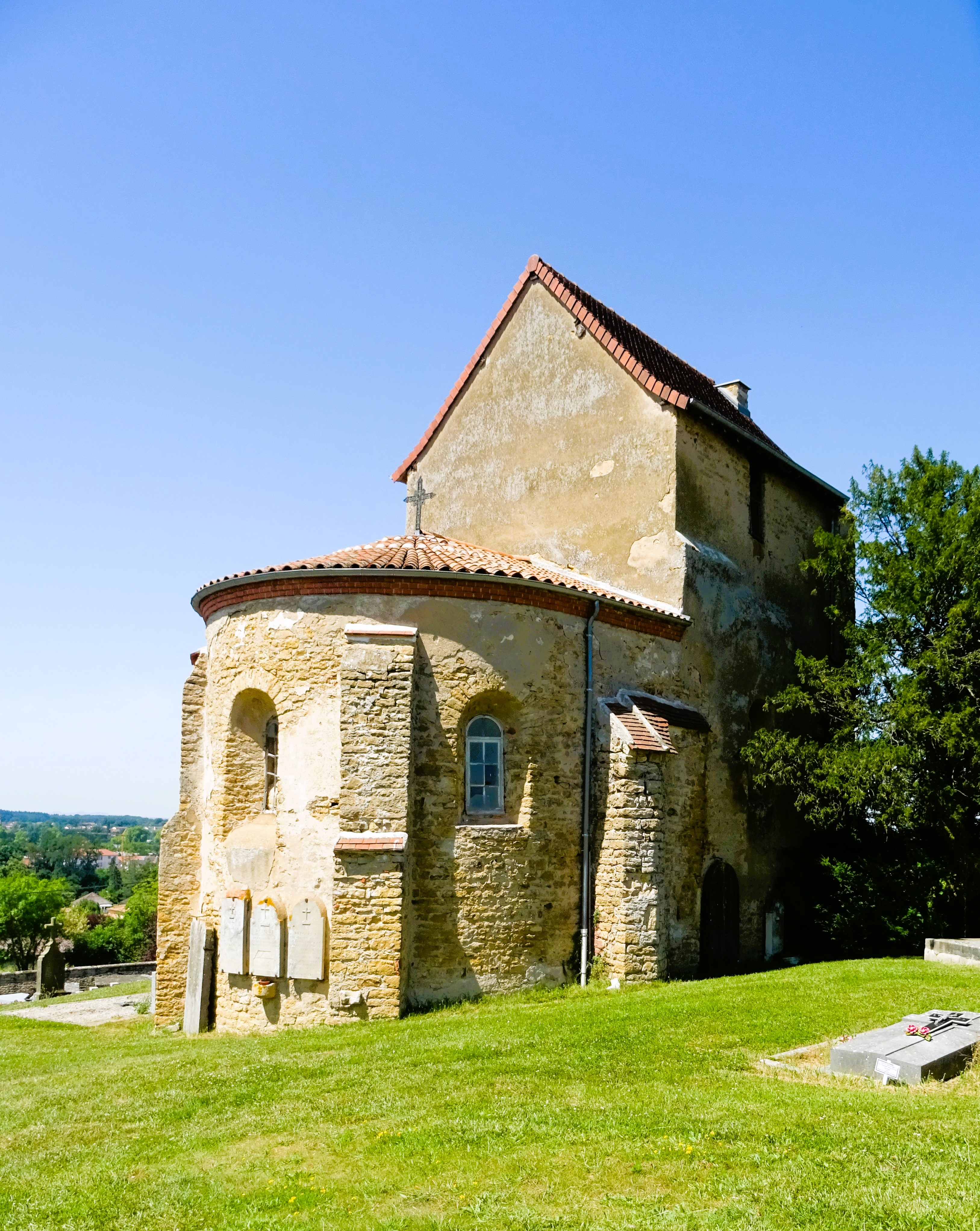
chevet de la chapelle
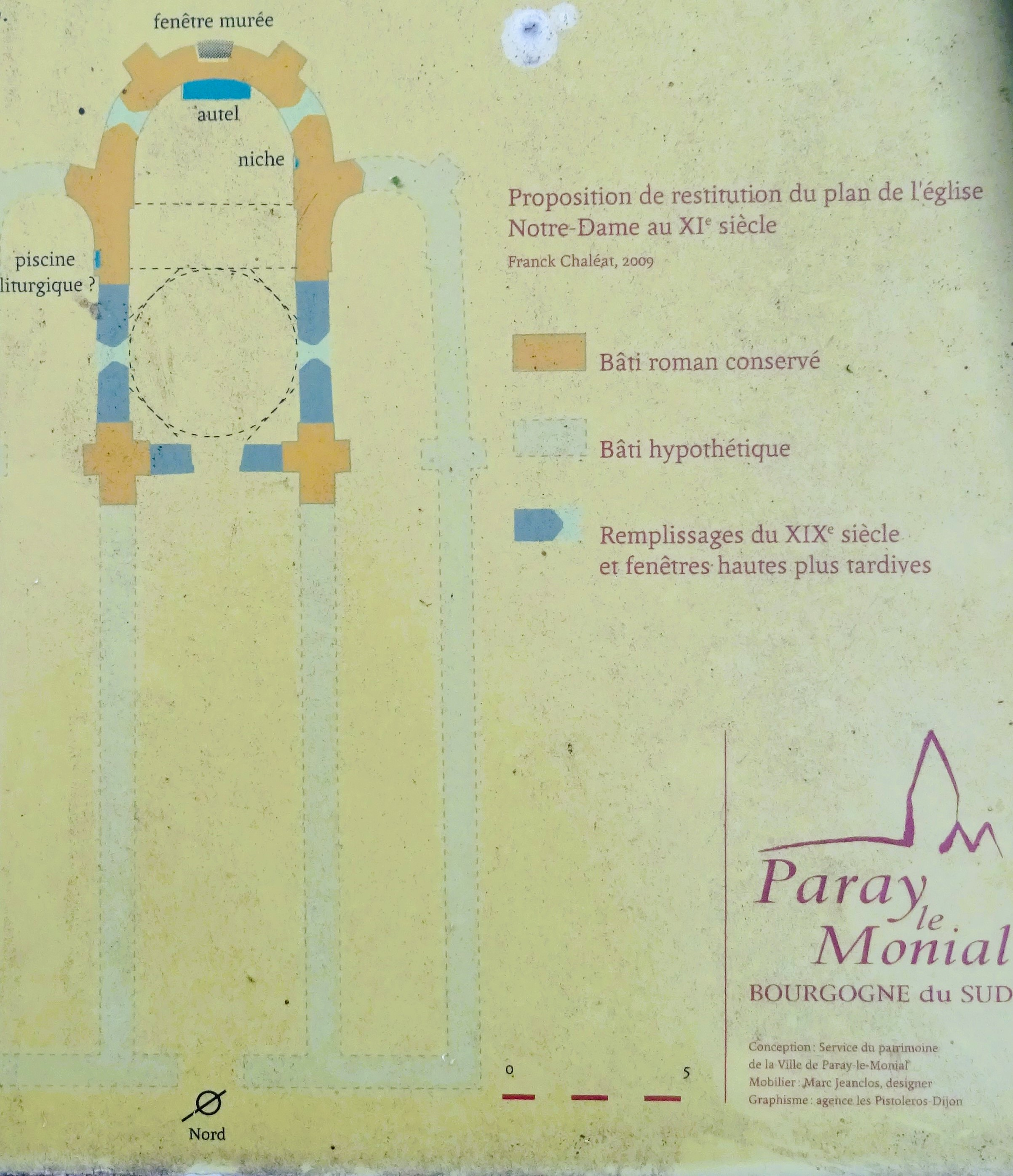
plan de l'ancienne église
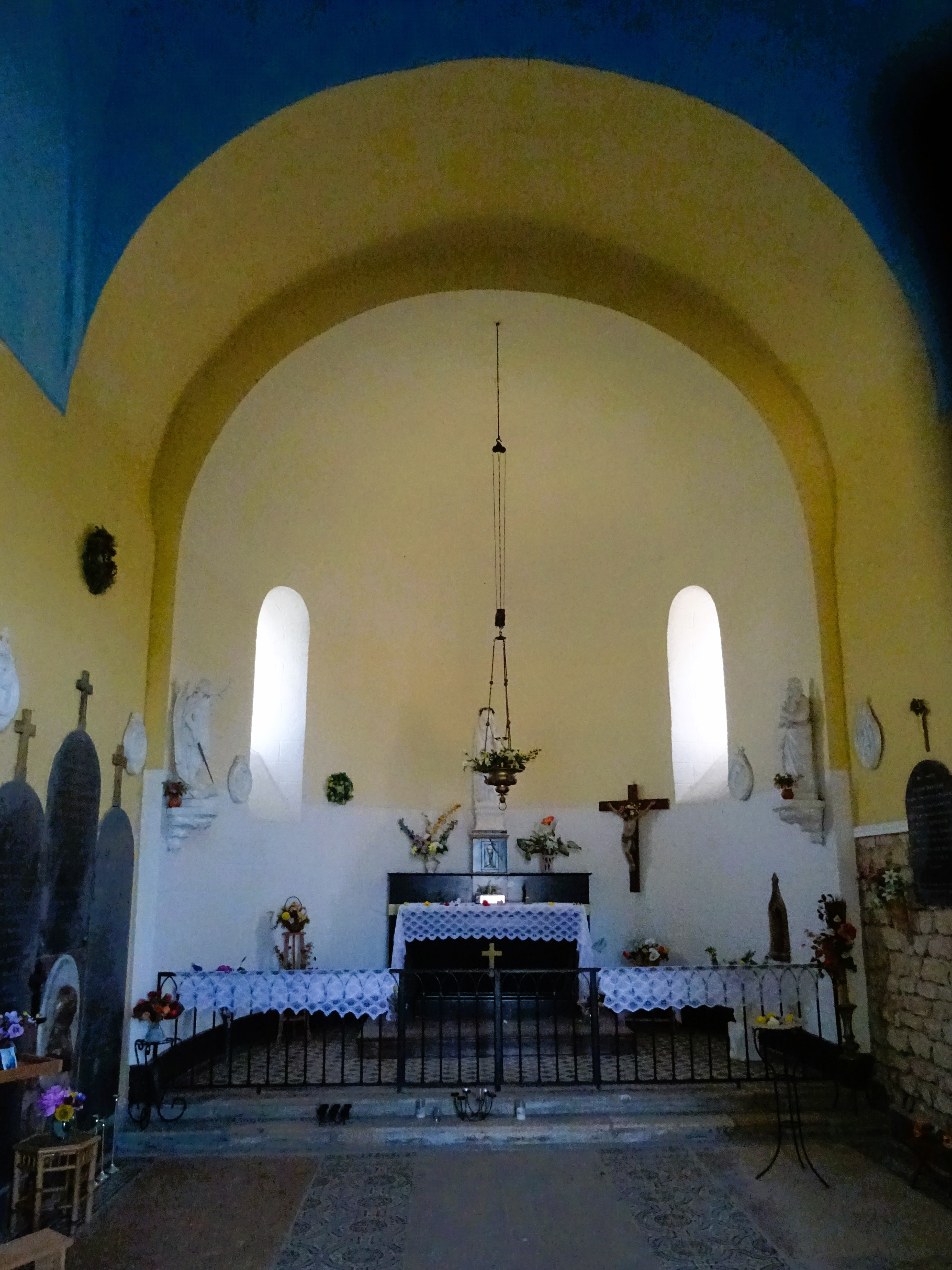
abside de la chapelle
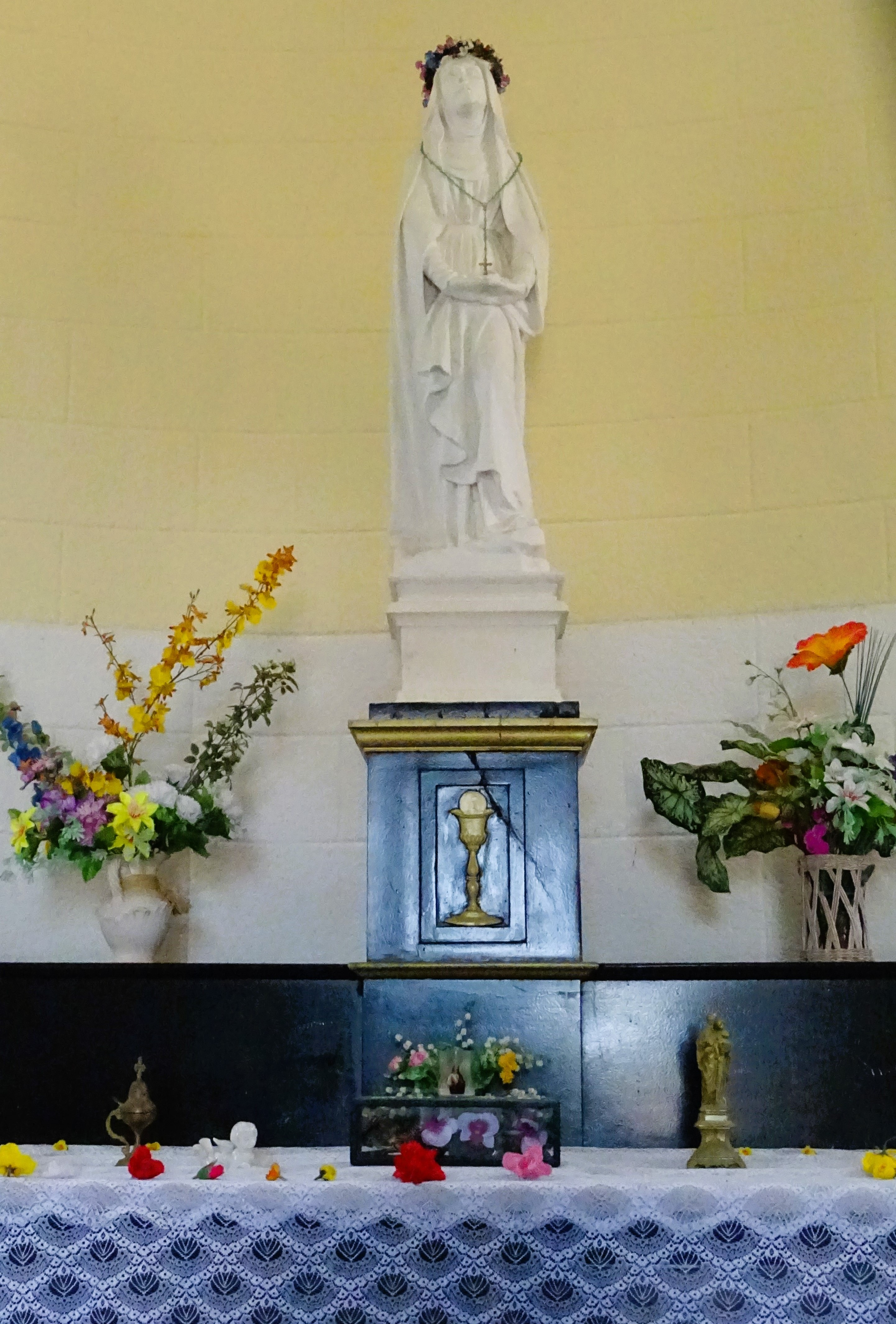
statue de la Vierge
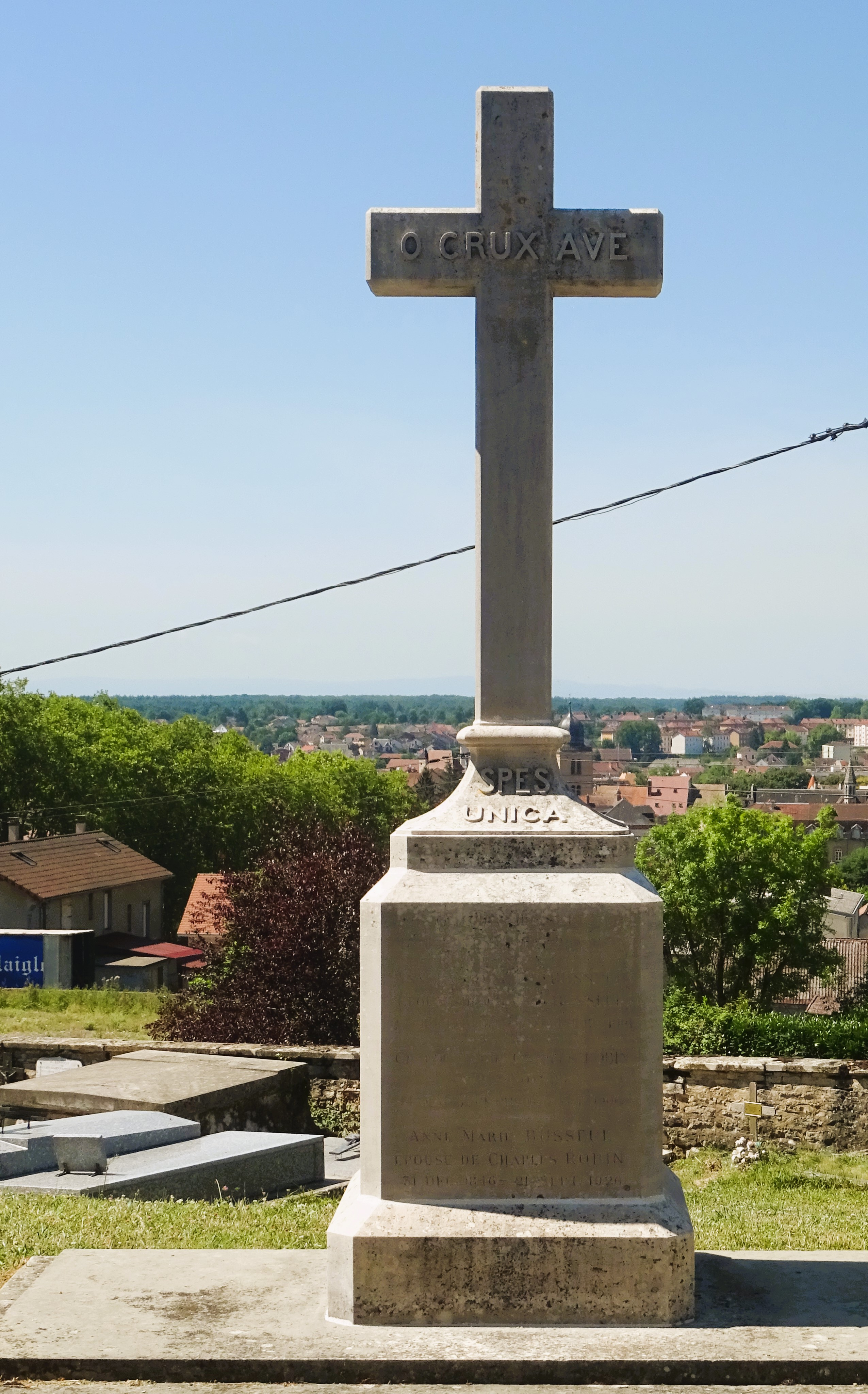
croix du cimetière

## Moyen Âge
Chaque étape de la transformation de Paray-le-Monial en un organisme urbain est à mettre en relation avec des facilités accrues de communication. Lorsqu’en 973 le comte Lambert de Chalon, en remerciement des bienfaits de Dieu, vient reconnaître les lieux d’implantation d’un monastère en compagnie de Mayeul, abbé de Cluny, il arrête son choix sur le site du Val d’Or au bord de la Bourbince à proximité d’un gué sur l’ancienne voie romaine de Mâcon à Digoin, sur un léger relief à l'abri des crues. L'abbaye apparaît dès l'origine comme devant accueillir une importante communauté monastique. Les moines sauront tirer parti des eaux de la rivière et de la forêt, et les voyageurs pourront y faire étape. En trois ans sont construits les bâtiments conventuels et une première église. La consécration officielle a lieu en 977, en présence des évêques de Chalon, de Mâcon et d’Autun. Quand en 999 le comte Hugues de Chalon fait don du monastère et des biens dont il peinait à s’assurer le contrôle, à l’abbé de Cluny Odilon de Mercœur, Paray prend rang de prieuré et le restera jusqu’à la Révolution.
La première église rapidement détruite a fait place à Paray II dès 1004 et c’est sur les ruines de celle-ci qu’a été édifiée en plus grand la basilique dite Paray III par l’abbé saint Hugues vers 1100, dans les mêmes temps que Cluny III. On estime que leur construction a été faite par les mêmes équipes, Paray servant de laboratoire pour l’abbaye mère. Tels que nous les observons aujourd’hui, les bâtiments ont subi peu de transformations depuis plus d’un millénaire. Une contribution détaillée sur la basilique de Paray-le-Monial nous instruisant sur l’essentiel, on se contentera ici de rappeler la seule modification apportée en 1470. La grande famille de Damas-Digoine a alors obtenu moyennant des donations l’autorisation d’avoir une chapelle funéraire à l’emplacement de l’absidiole du transept sud dans le style du gothique flamboyant. Le porche a certes été fragilisé par les protestants en 1562. Ils y ont allumé un gigantesque brasier dans lequel ils ont brûlé le mobilier de l’église, les boiseries, les livres, les archives… L’entrée principale a été condamnée jusqu’en 1860. Mais l’architecte Millet en a réussi la restauration en 1860 malgré les difficultés de l’entreprise, le problème étant de soutenir le poids des tours pendant la reconstruction de leur base. Quant au clocher, il a été abattu par les Révolutionnaires en 1794. On a procédé à une première reconstruction en 1810 en forme de dôme et c’est encore l’architecte Millet qui a rétabli la flèche d’origine en 1858. Au total, la basilique de Paray offre aujourd’hui l’image la plus proche de ce que pouvait être Cluny III avant sa démolition.

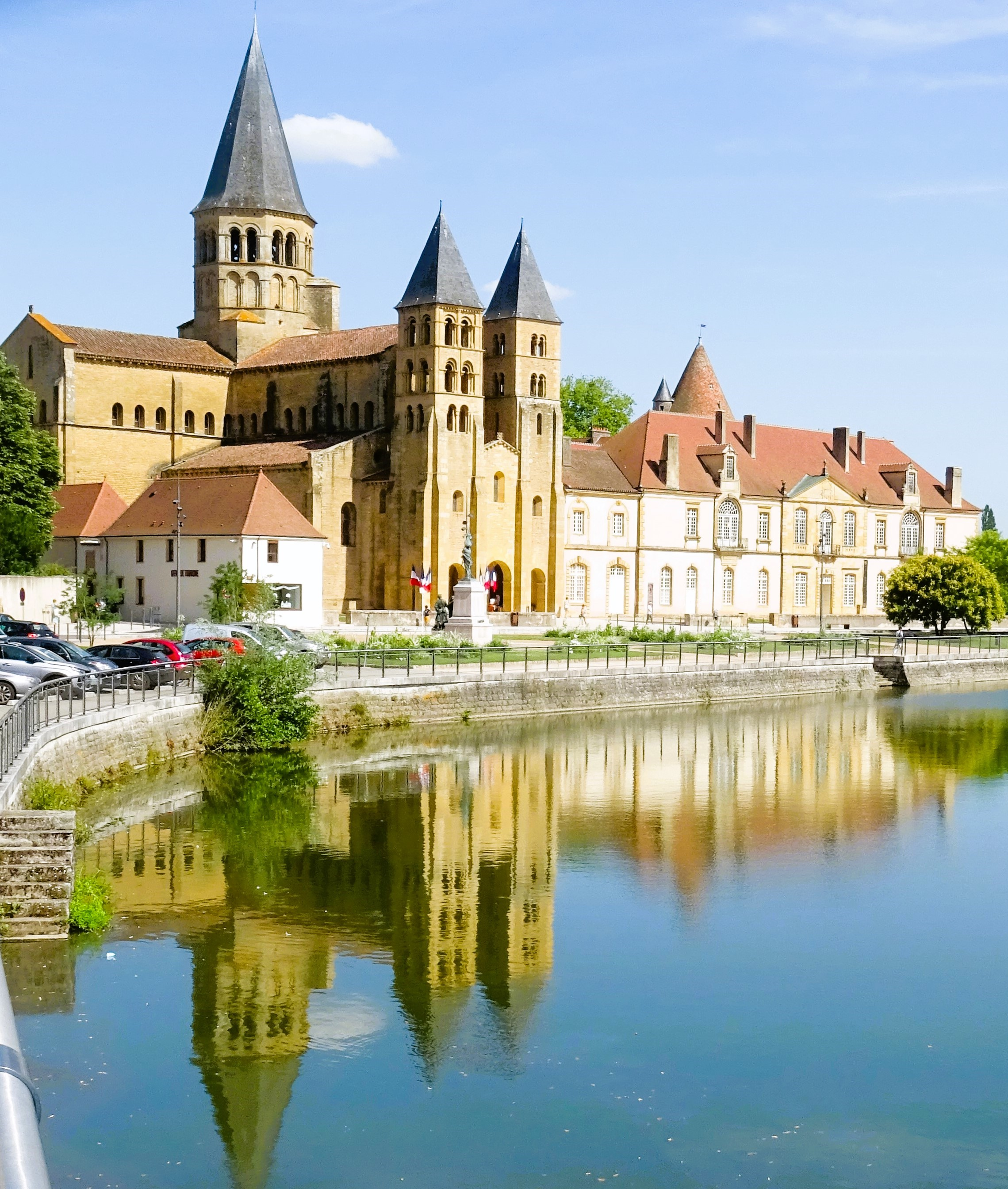
la basilique de Paray au bord de la Bourbince
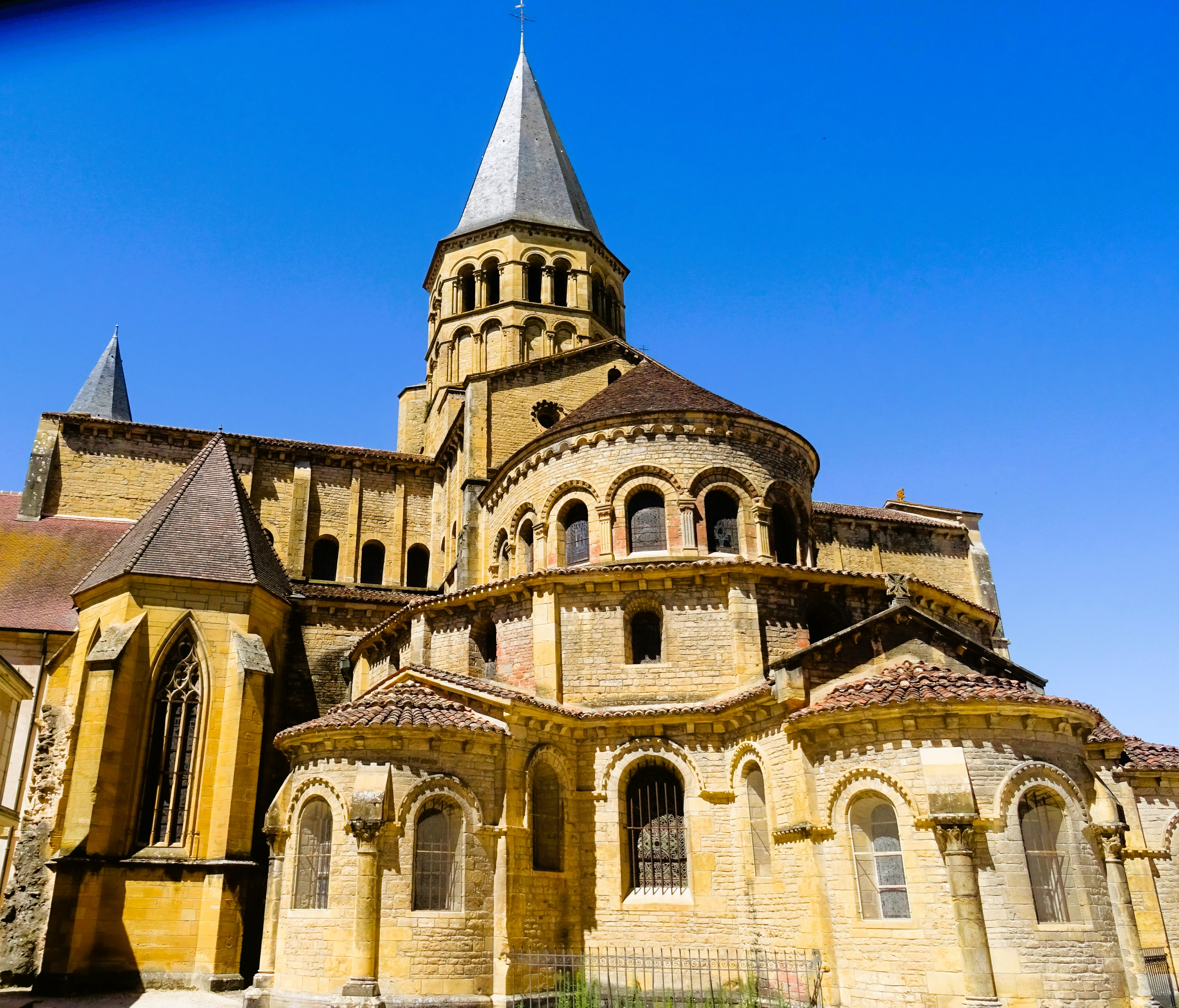
chevet de la basilique de Paray le Monial
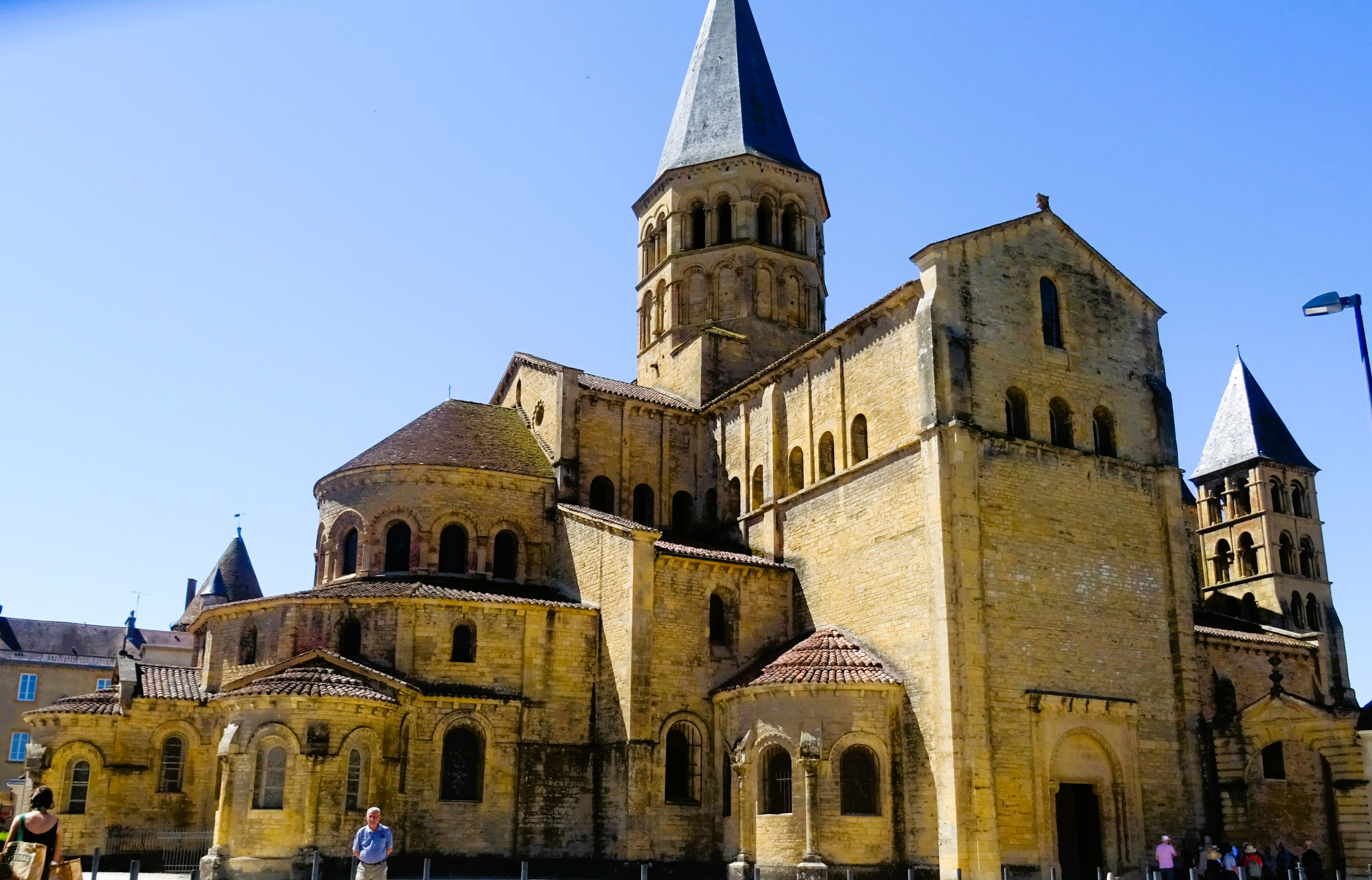
basilique de Paray le Monial
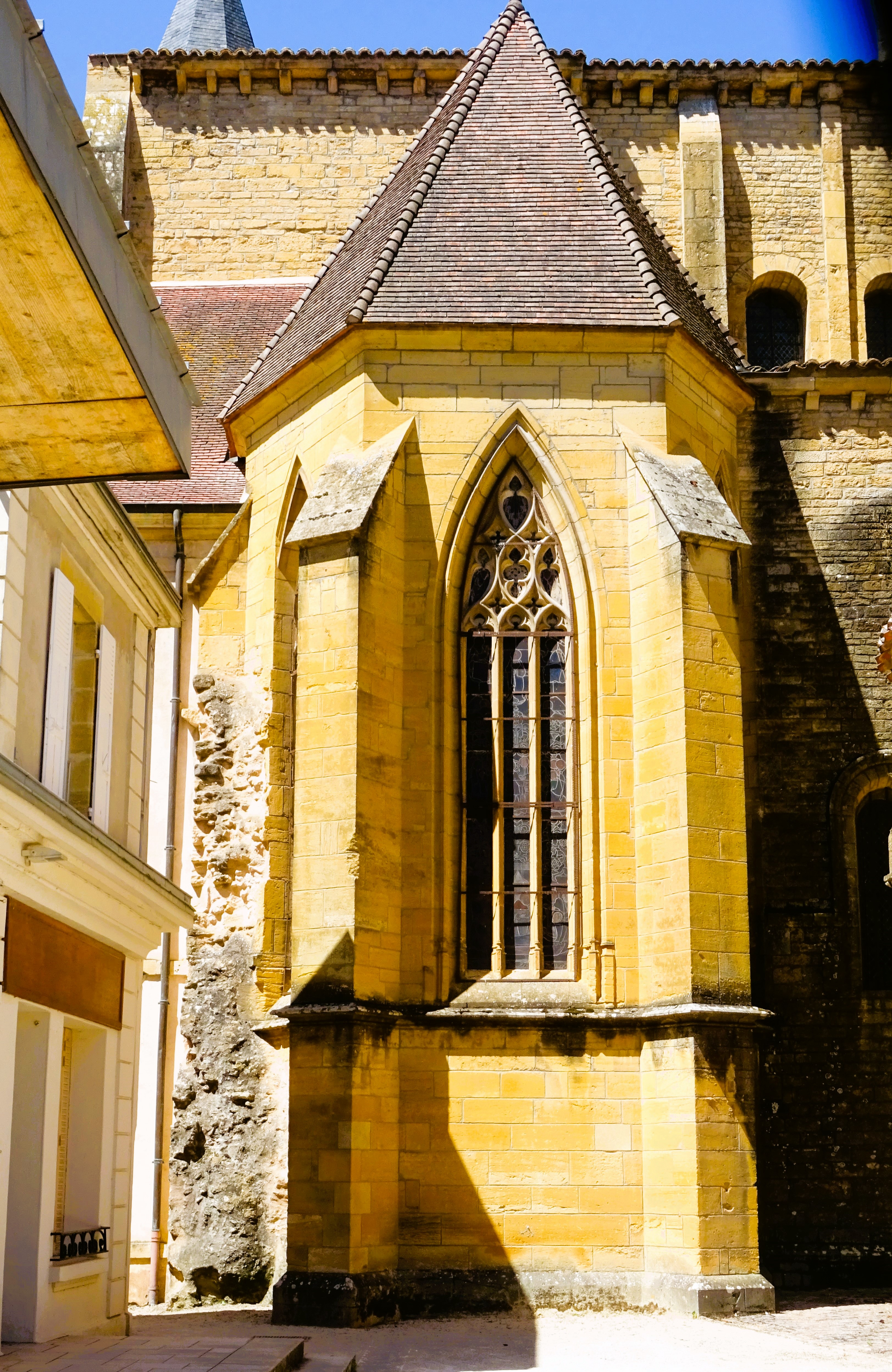
chapelle gothique des Damas
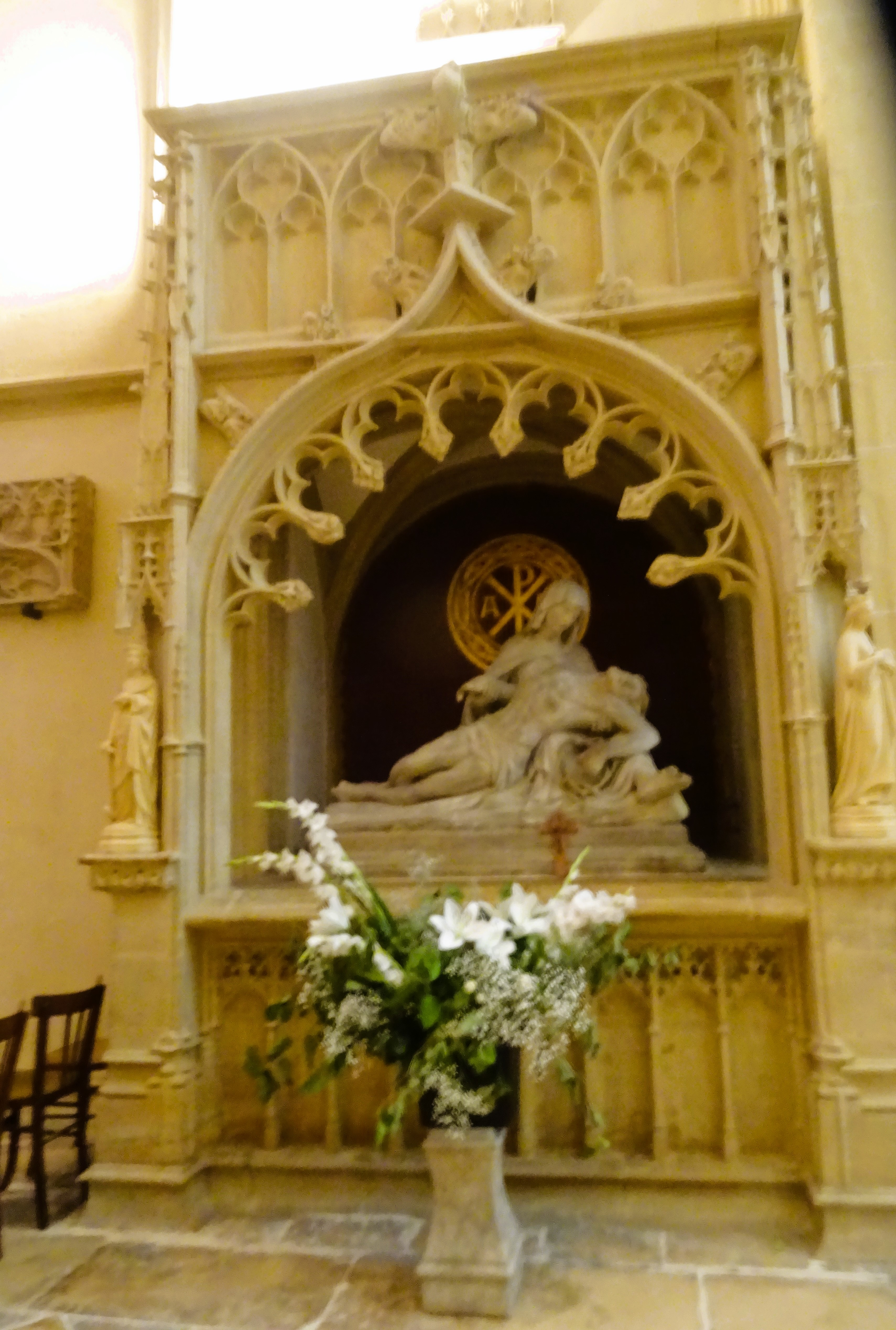
tombe des Damas-Digoine
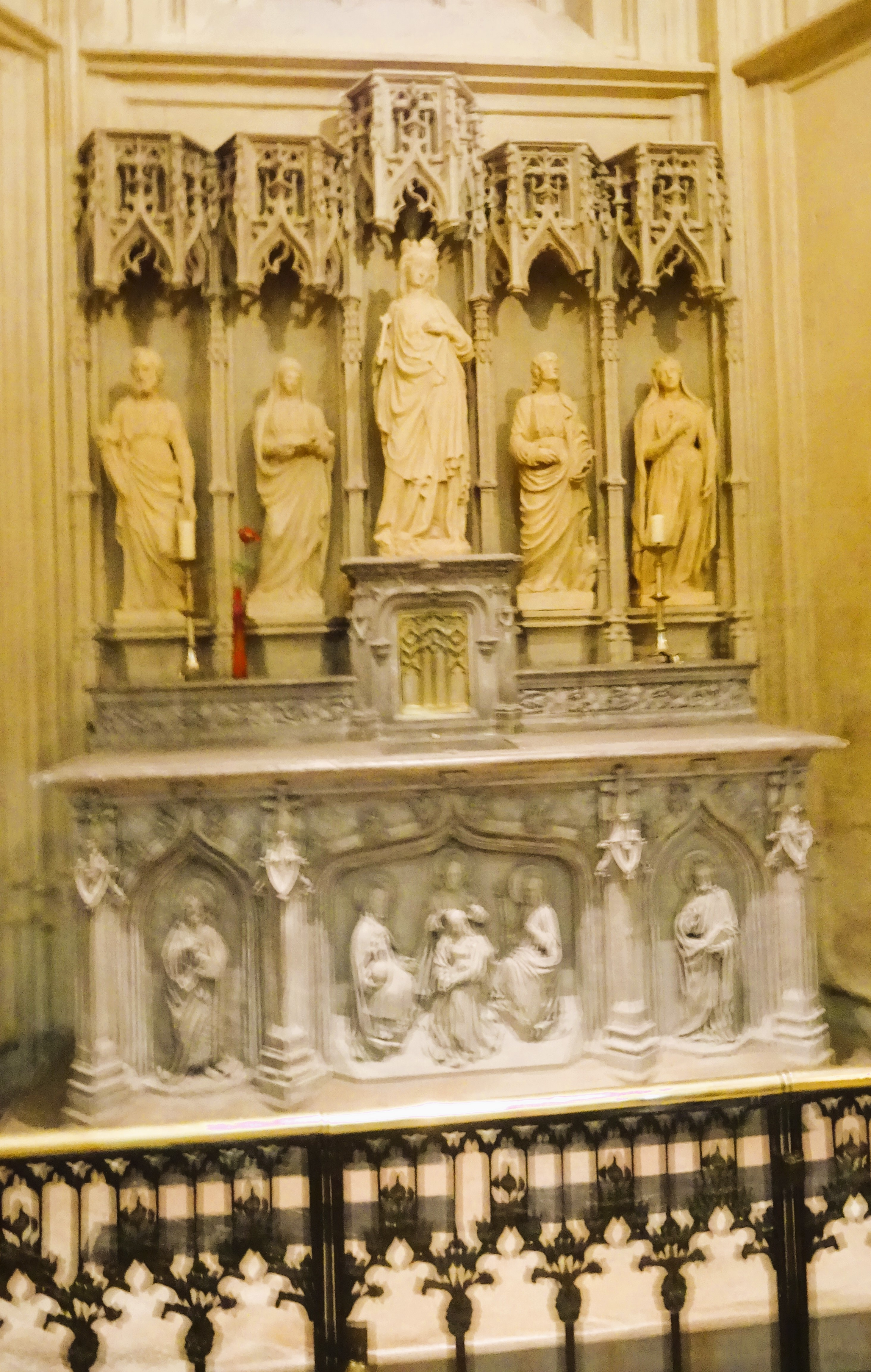
saints de la chapelle gothique
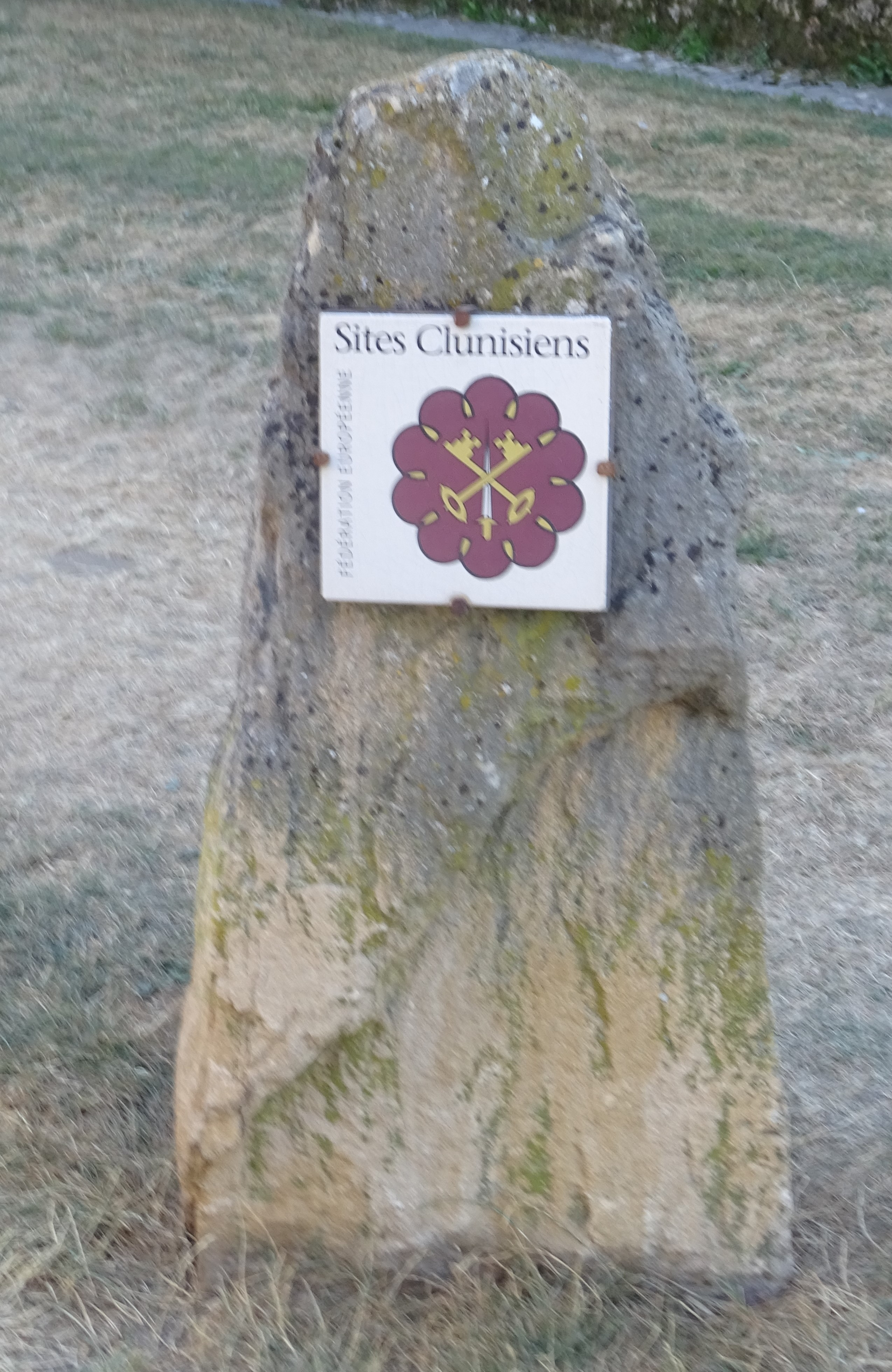
Paray site clunisien
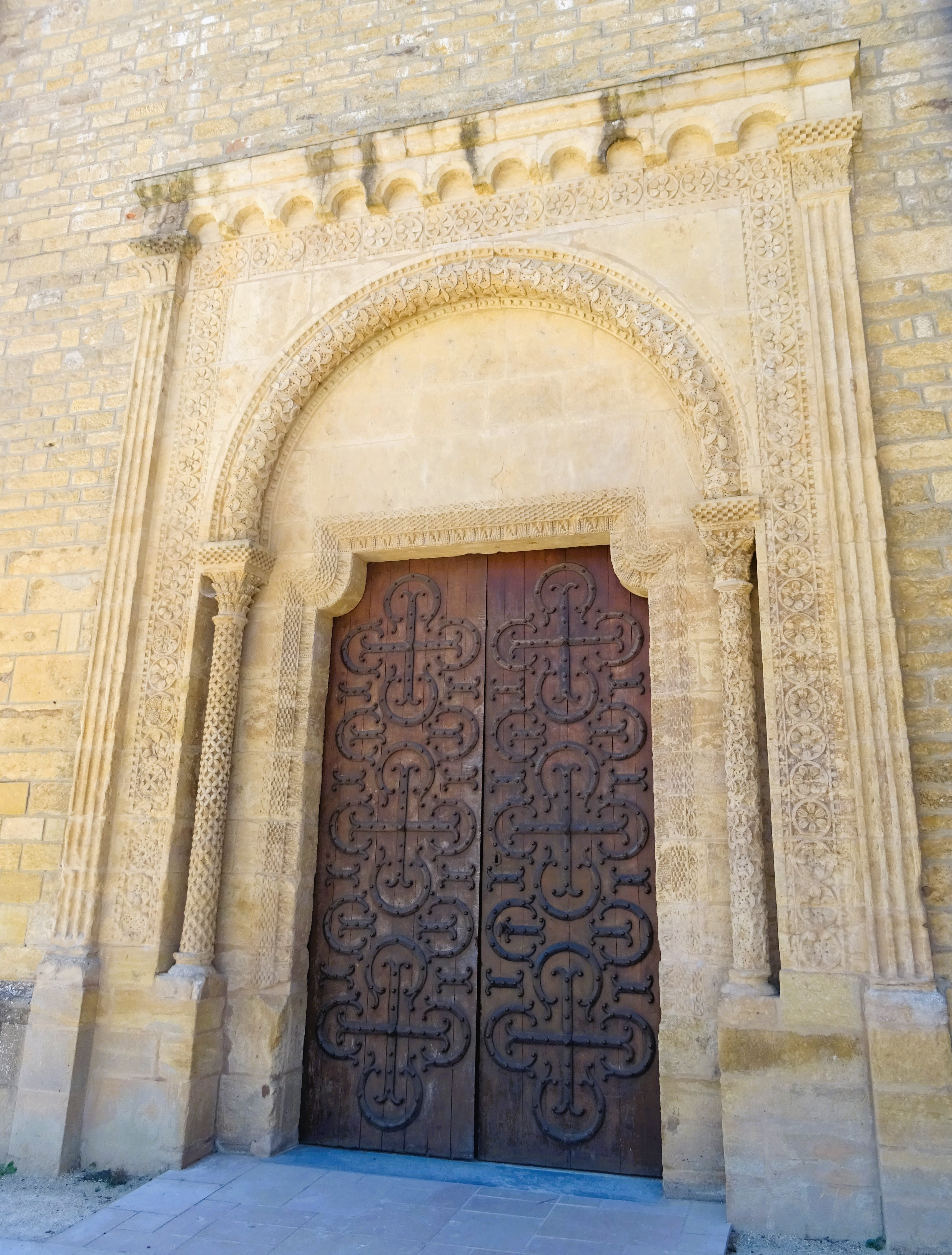
portail bras gauche du transept

Deux kilomètres en amont de la rivière Bourbince, la chapelle de Romay est à ses débuts en rapport avec la basilique. Construite comme elle au XIe siècle, sur son site avait été ouverte une carrière de calcaire qui alimenta les chantiers de Paray II et Paray III. Les ouvriers devaient y trouver la commodité d’un service religieux tout proche. Surtout, elle tirait sa célébrité d’une fontaine dont les eaux avaient la vertu de guérir des maladies des yeux. On amenait aussi dans ce sanctuaire de répit les enfants mort-nés : ils étaient supposés retrouver vie le temps du baptême et obtenaient ainsi une mort chrétienne. Romay devint un lieu de pèlerinage suivi par de nombreux fidèles, encore au surlendemain de la Libération en 1944,.

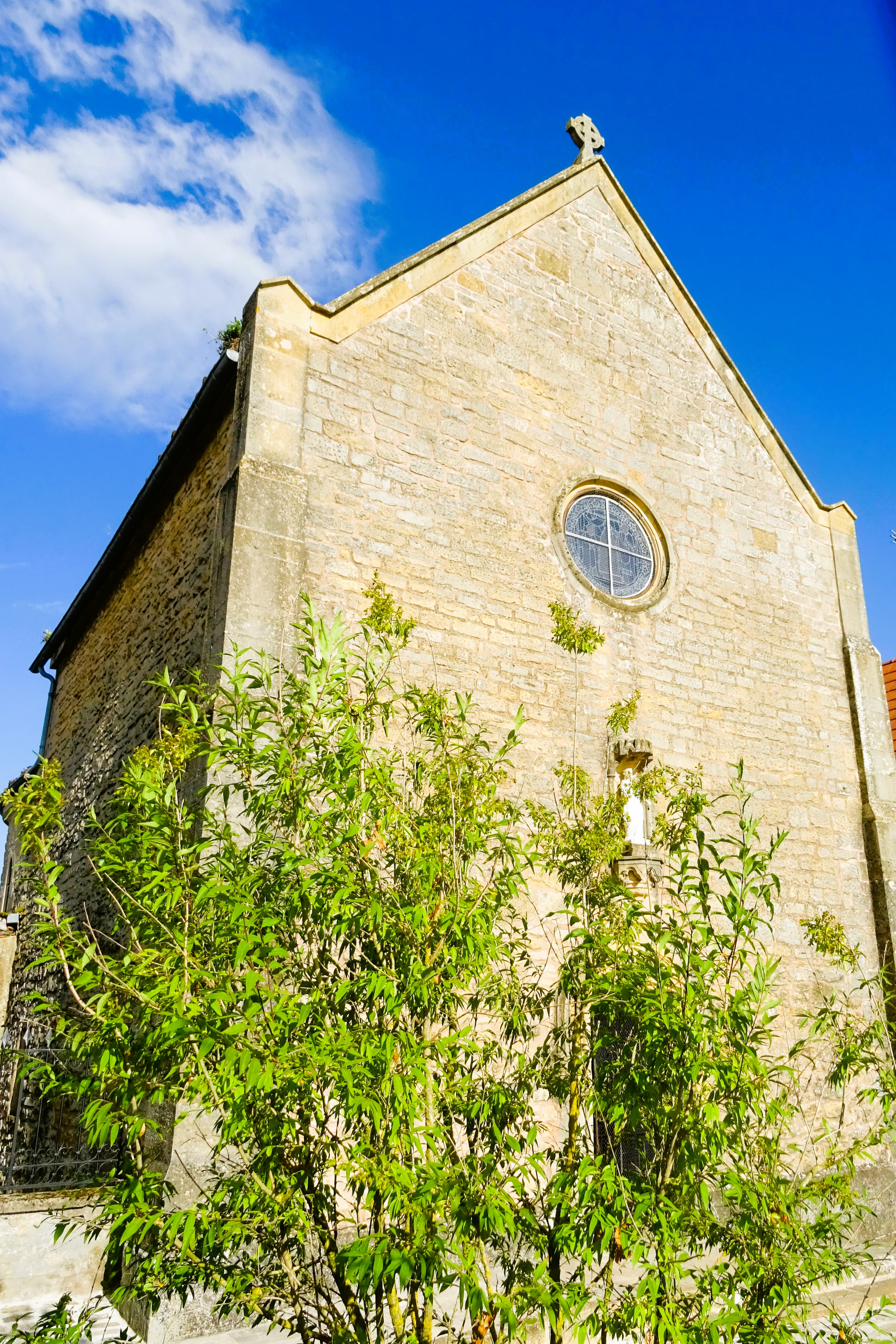
façade de chapelle de Romay
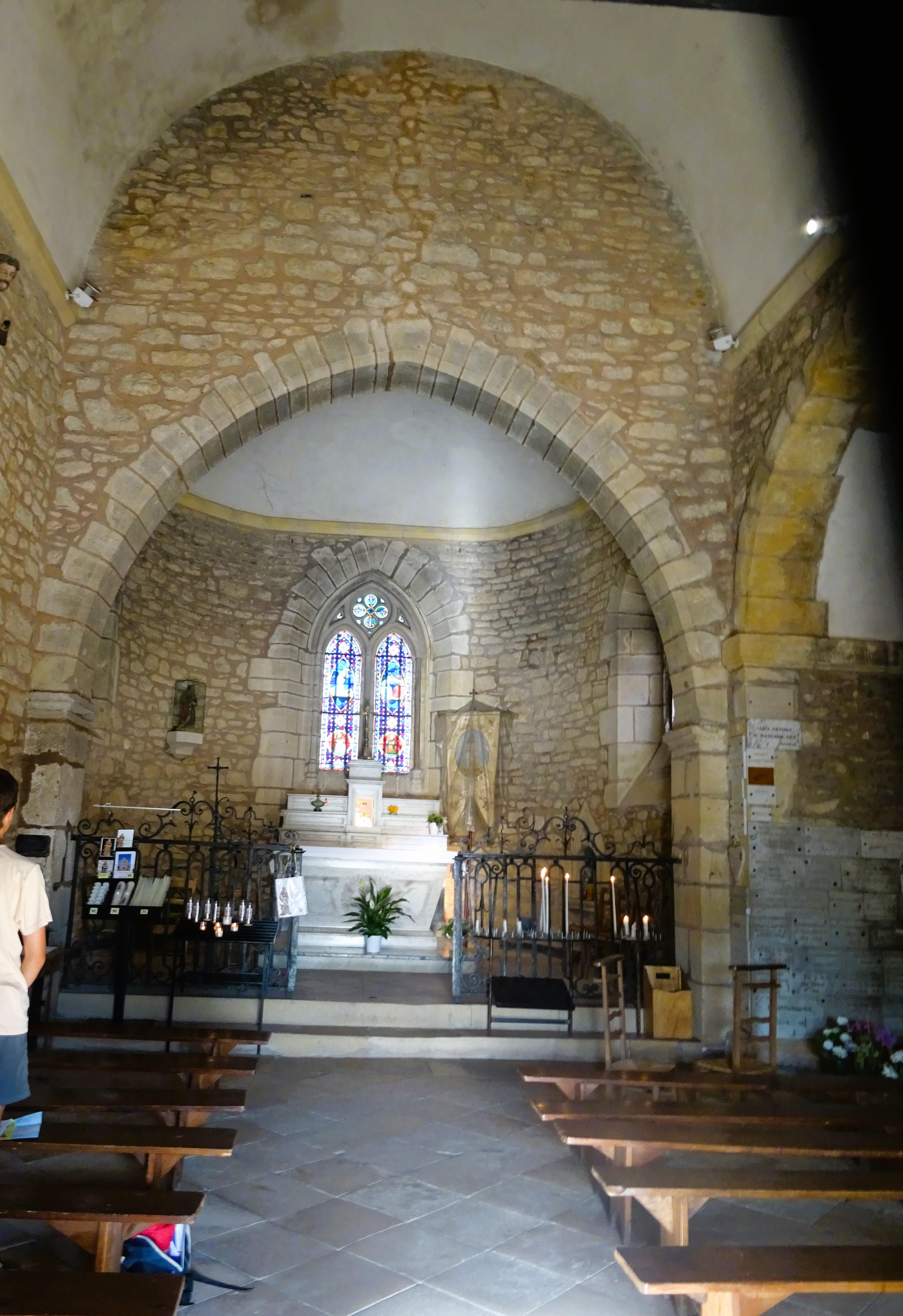
intérieur de la chapelle de Romay

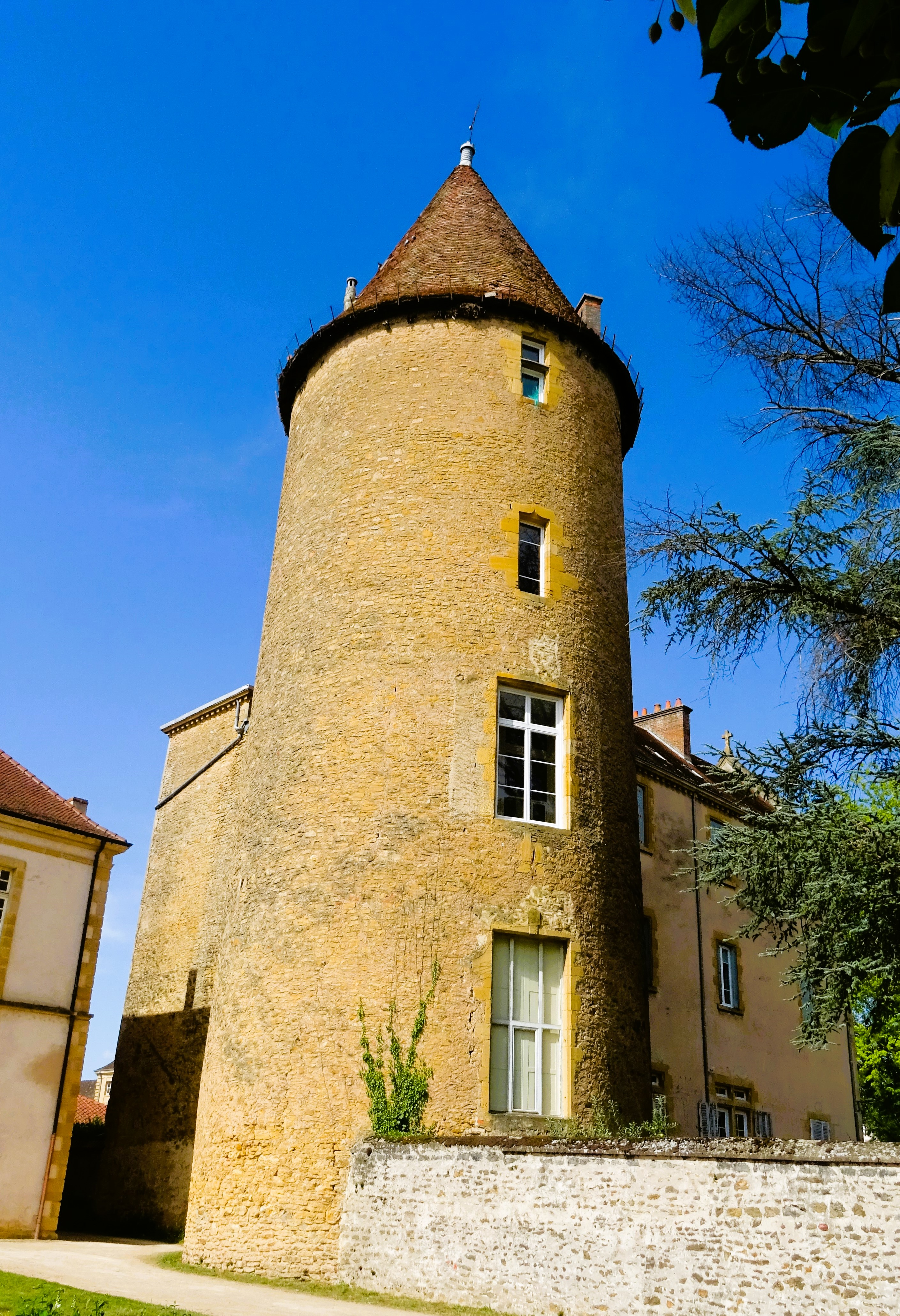
tour du château des abbés de Cluny

Pendant tout le Moyen Âge les moines du prieuré vivent en milieu fermé à proximité de l’église sur l’emplacement de l’actuel jardin Saint Hugues. Ils respectent la règle fixée par saint Benoît, dont Cluny était le symbole et le phare. Ils partagent leur temps entre la prière en commun, de l’aube (les vigiles nocturnes) à la tombée de la nuit (les complies), la lecture priante de l’écriture sainte et le travail manuel. Leur nombre oscillera entre 20 et 35 (en 1381). Ils ont creusé un canal de dérivation en rive gauche de la Bourbince ce qui a permis la construction d ’un moulin. Ce bras artificiel devait être comblé à la fin du XXe siècle : il correspond aux actuels boulevards du dauphin Louis et du Collège mais le nom de rue des Deux Ponts perpétue le souvenir de l’île ainsi créée. C’est là qu’ils exercent leur fonction hospitalière mais cet hôtel Dieu de très faible capacité recueille surtout des pauvres, des mendiants et des vagabonds. Il faut attendre le XVe siècle pour que soit construit le château où aimaient à séjourner les abbés de Cluny. Seule en subsiste la tour car il a été détruit pour faire place à la maison des Chapelains en 1889.

## Temps modernes

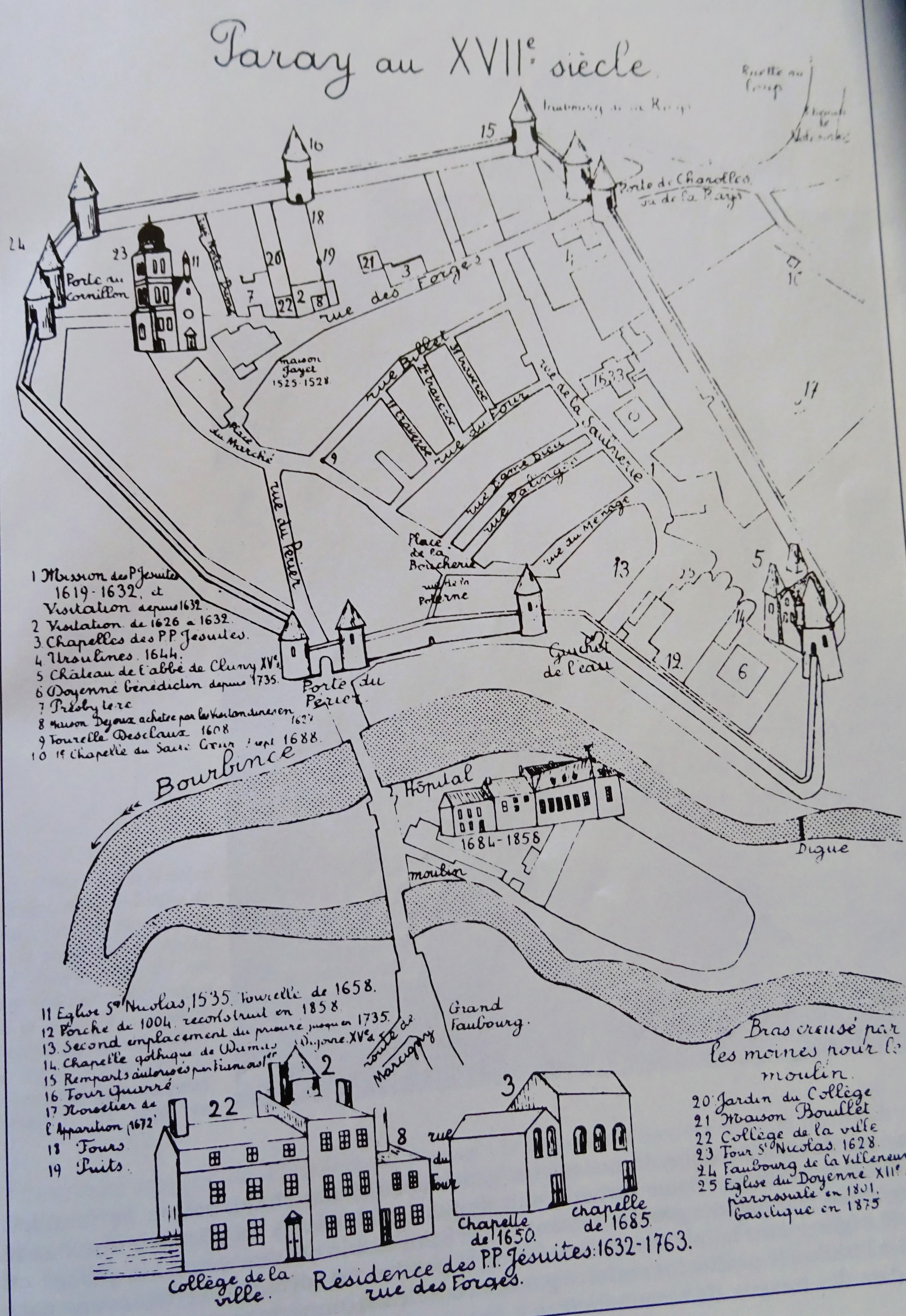
Plan de Paray au XVIIe siècle.

### Une vie prospère
Avec une population qui a pu atteindre les 3000 habitants, pendant les trois siècles qui précèdent la Révolution et surtout à partir des années 1600-1630 Paray devient le premier pôle démographique et économique du Charolais. Elle a dû cet essor à son rôle de centre commercial et artisanal. Au terme de cette période, en 1790, il existait dans la cité « environ 55 commerçants et 230 artisans pratiquant des métiers divers dans l’alimentation, les textiles, l’habillement, le cuir, l’outillage, le bâtiment, la chaudronnerie, le chauffage, le jardinage, le voiturage et environ 50 paysans ». Si la présence d’un marché est attestée dès 1228, celui-ci occupe une place de plus en plus envahissante d’est en ouest du lotissement médiéval jusqu’à la place Guignaud. Et il existe déjà un marché aux bestiaux sur le champ de foire (actuelle place de l’Europe). On construit beaucoup. Les habitants éprouvent le besoin d’une meilleure protection. Vers 1540 ils obtiennent de François Ier l’autorisation d’élever de nouveaux remparts. Par rapport aux anciens, ils sont élargis et englobent désormais le territoire du monastère jusques et y compris le château abbatial. Mais ils restent cantonnés à la rive droite de la Bourbince. On pénètre dans la cité par quatre portes encadrées de tours. Devenus inutiles, ces remparts disparurent peu à peu au XVIIIe siècle par manque d’entretien. Des riverains ne se firent pas faute d’utiliser leurs pierres pour d’autres constructions et l’on vendit celles des portes.

### Premières confrontations religieuses
Pendant toute cette période les problèmes religieux vont dominer la vie de la communauté parodienne. L’affrontement, en partie légendaire, entre les frères Jayet peut servir de prologue à cette longue histoire. Pierre était un fabricant de serges, tissus de laine et de soie légers et serrés, en relation avec les banquiers et commerçants de la diaspora italienne à Lyon. Il était marié à une protestante dont il avait épousé la cause. C’est pour faire étalage de sa réussite sociale qu’il s’est fait construire entre 1525 et 1528 une maison dans le style renaissant avec ses deux étages de fenêtres à meneaux entre lesquels s’interposent des rangées de médaillons : figures de chevaliers et emblèmes féodaux, galerie des 22 rois de France sans oublier la représentation de son couple. Cet édifice, le plus remarquable de la ville, a été classé aux monuments historiques en 1865. Quant à son frère, en contribuant au financement de la construction de l’église Saint-Nicolas en vis-à-vis, il affirmait fermement sa fidélité au catholicisme. La nef unique sur laquelle s’ouvraient de petites chapelles était normalement orientée vers l’est. La tour du clocher aux formes pesantes a été construite ultérieurement hors œuvre. Devenue trop petite, elle a perdu son rang paroissial en 1792 au profit de l’église abbatiale. En 1860, on démolit les chapelles et le chevet afin d’aérer l’espace devant la maison Jayet où l’on prévoyait d’installer la mairie.

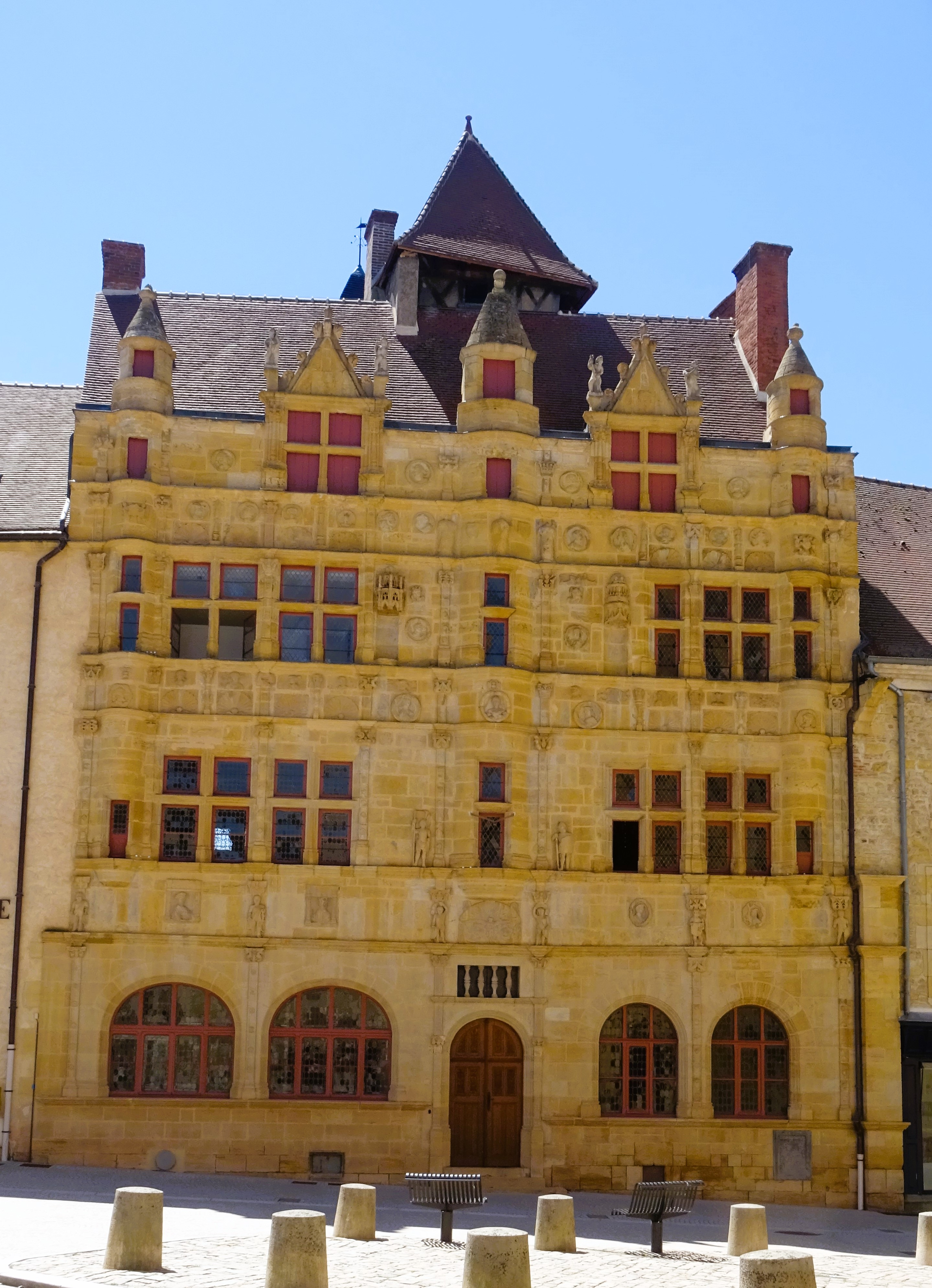
maison Jayet (mairie)
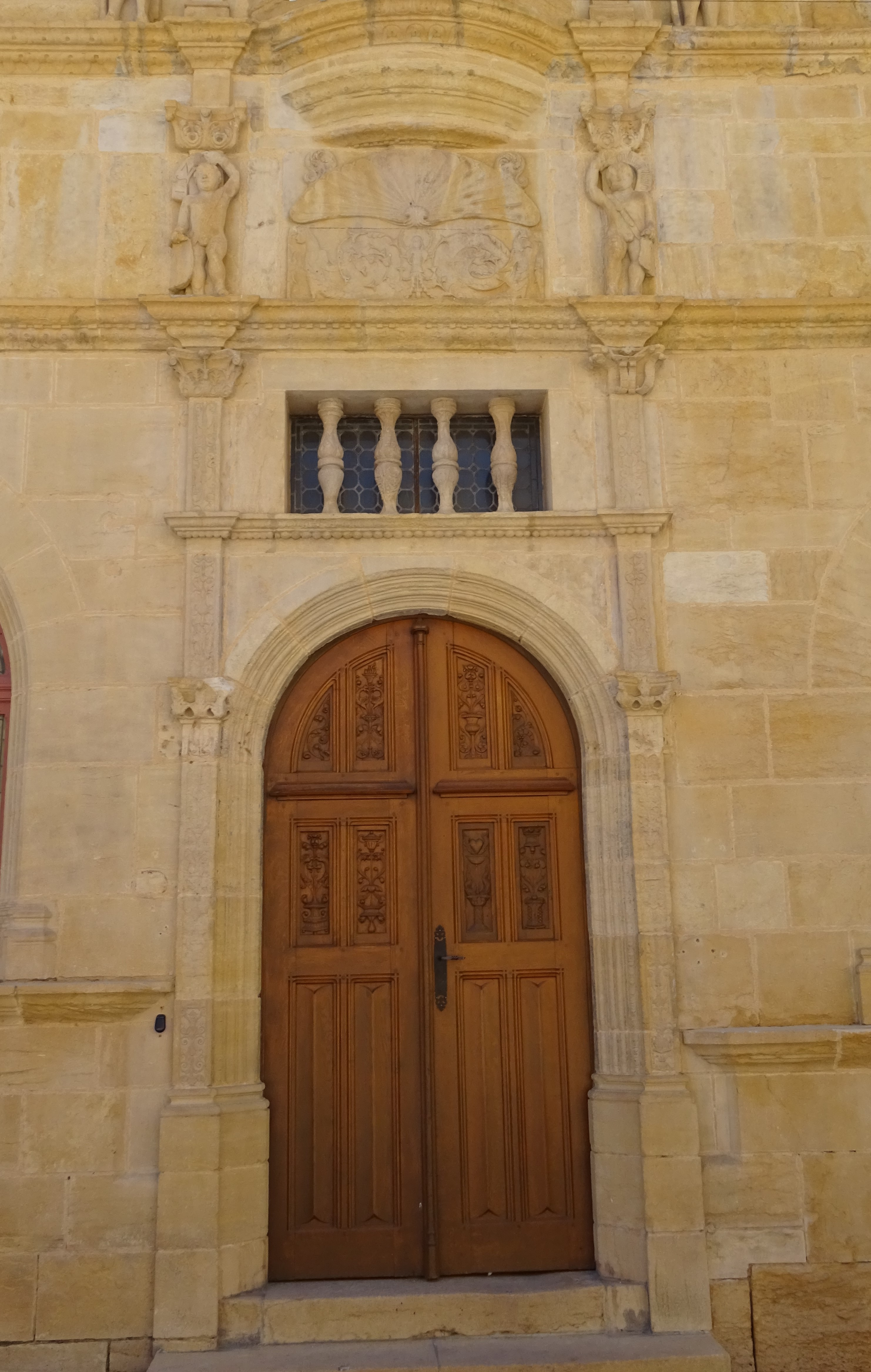
porte de la mairie
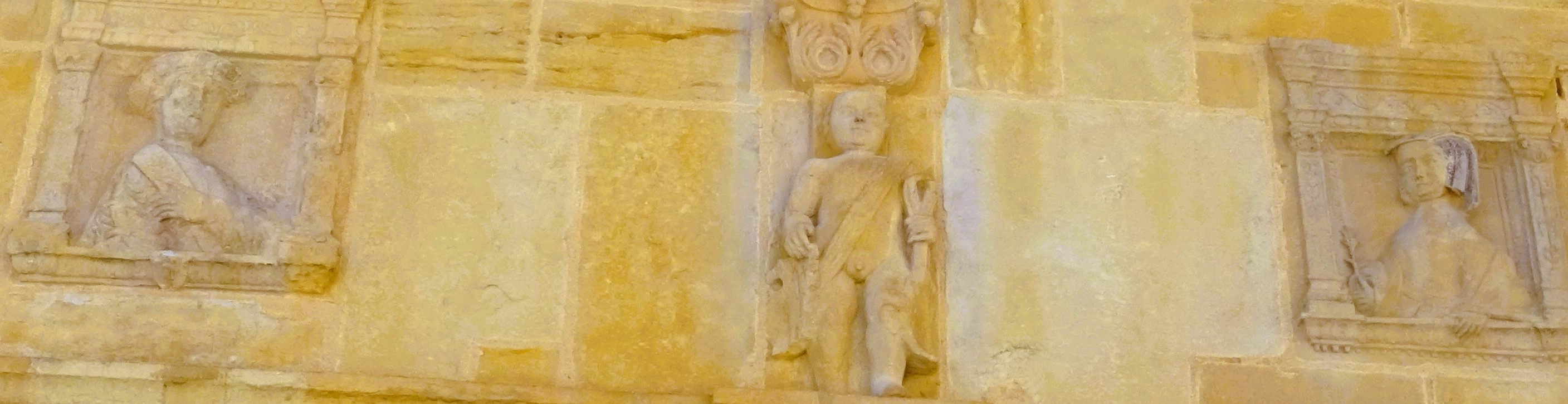
Jayet et son épouse
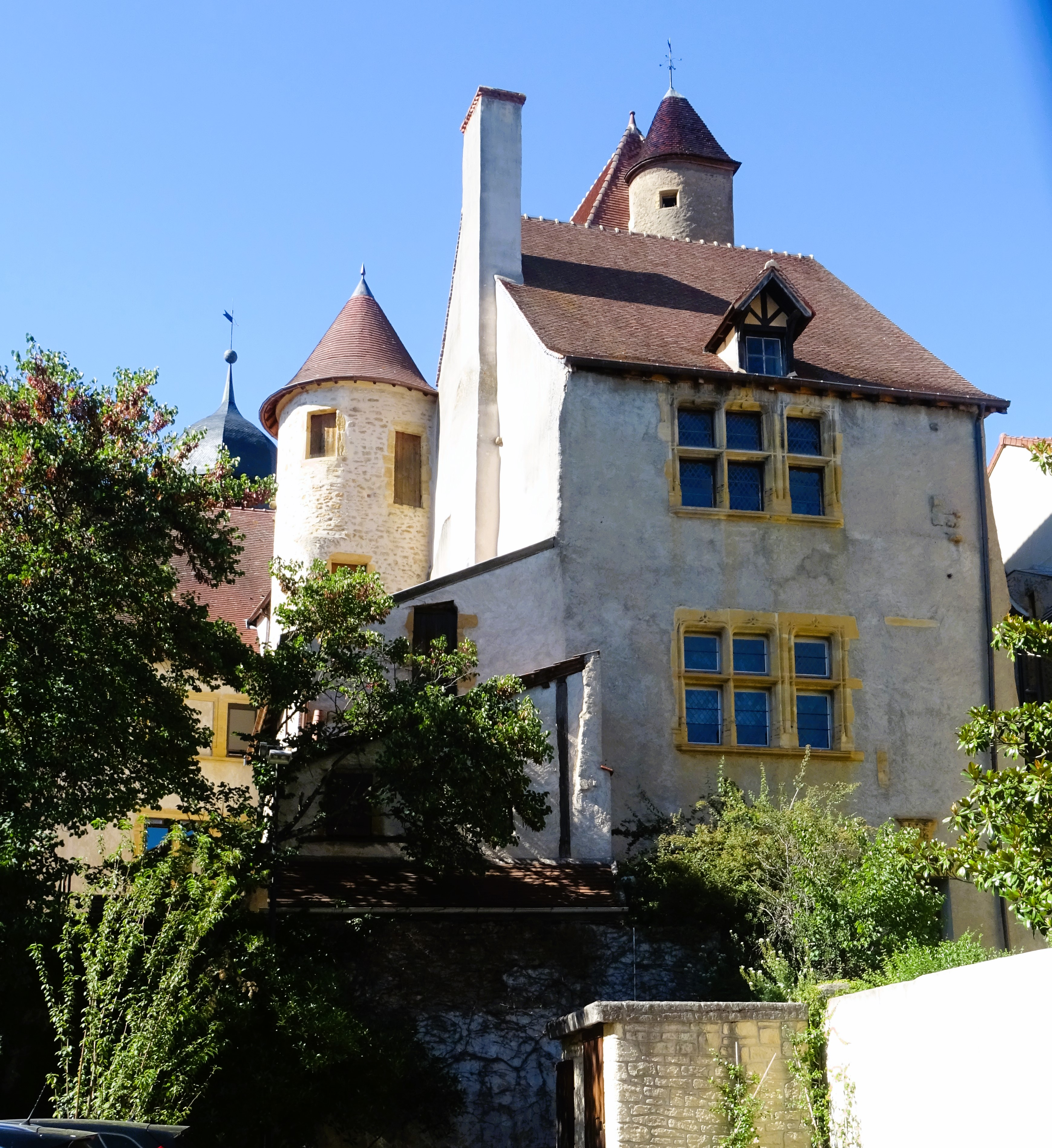
arrière de la mairie
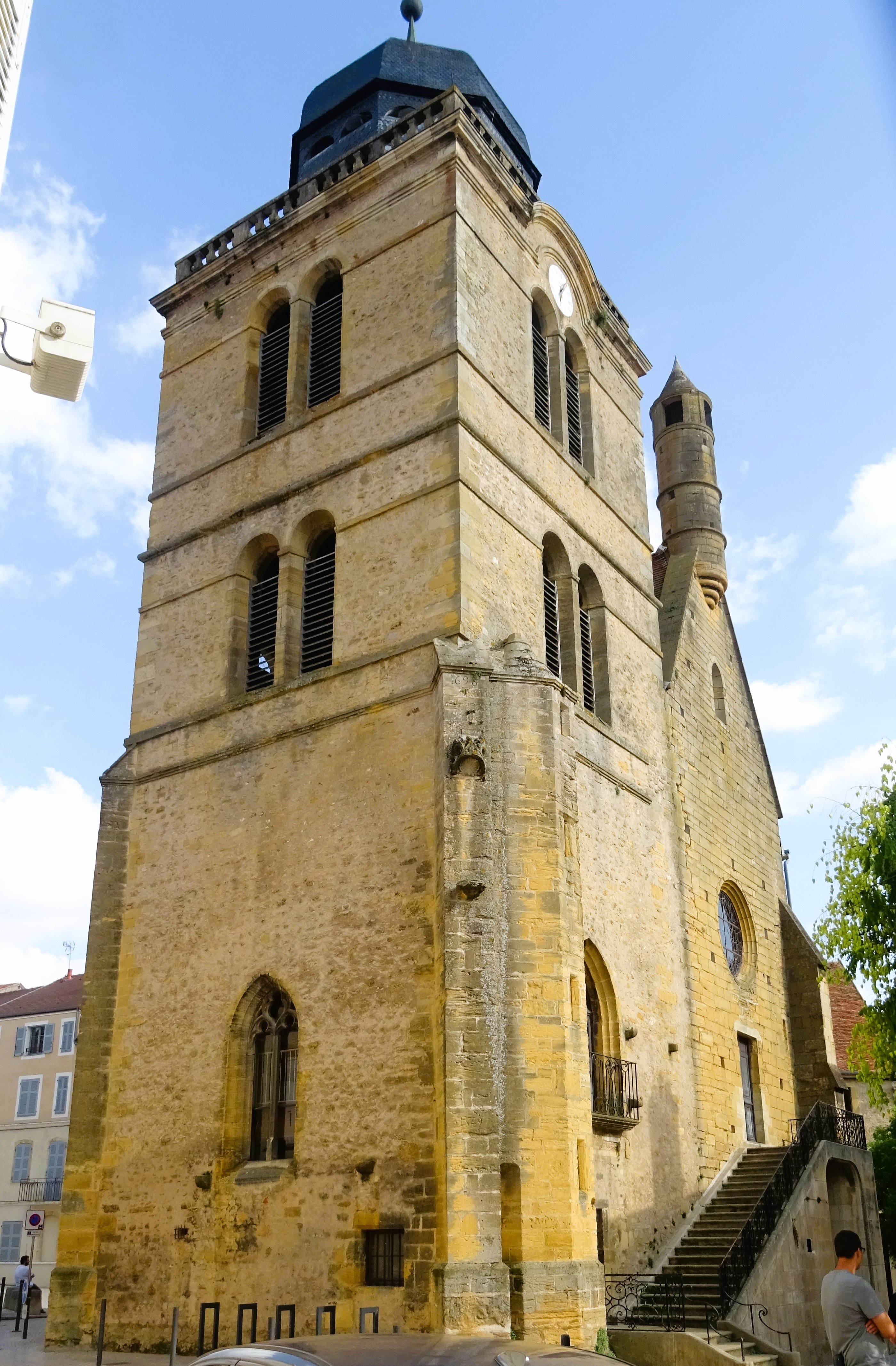
tour saint Nicolas depuis la place Lamartine
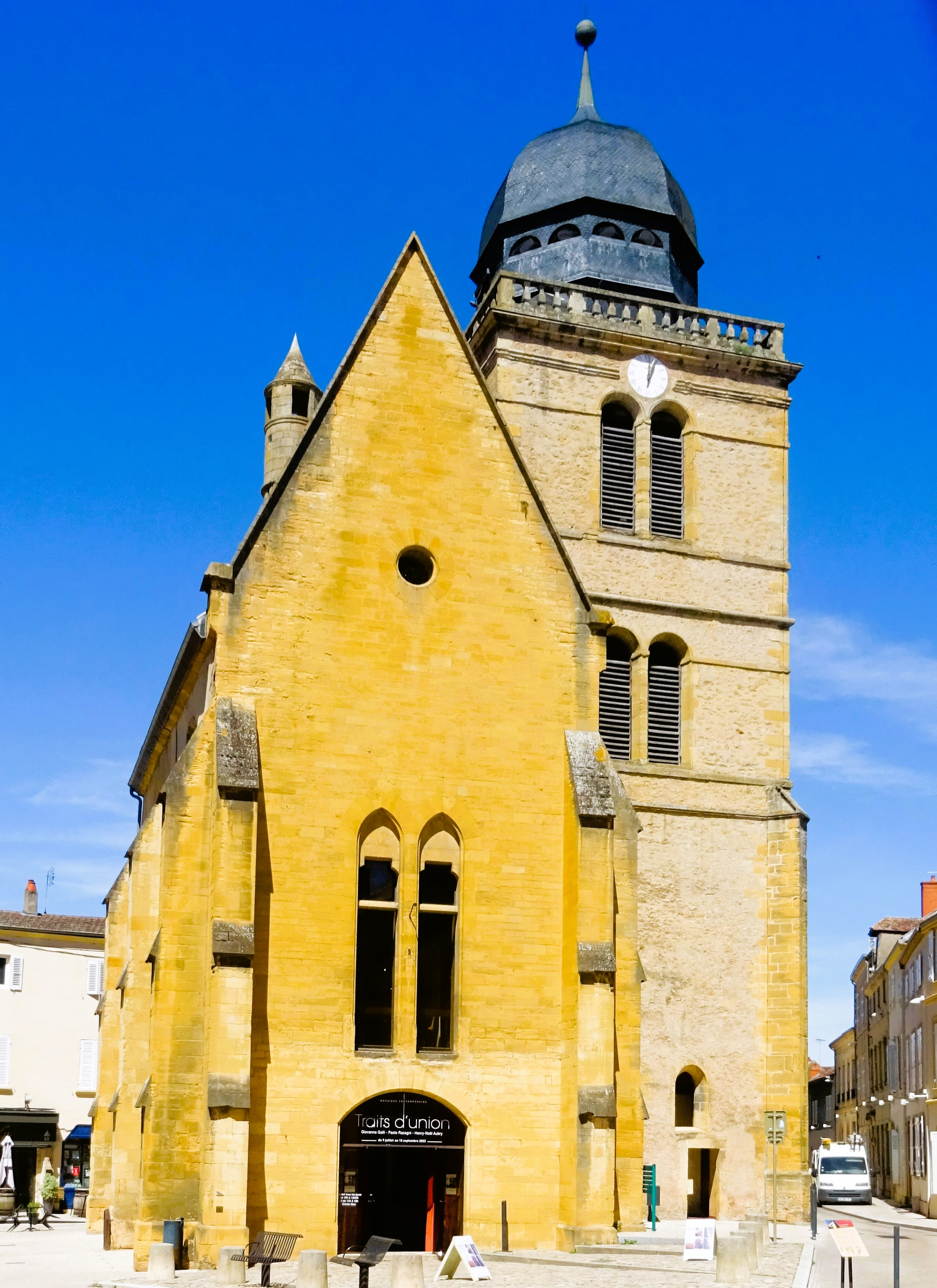
église saint Nicolas
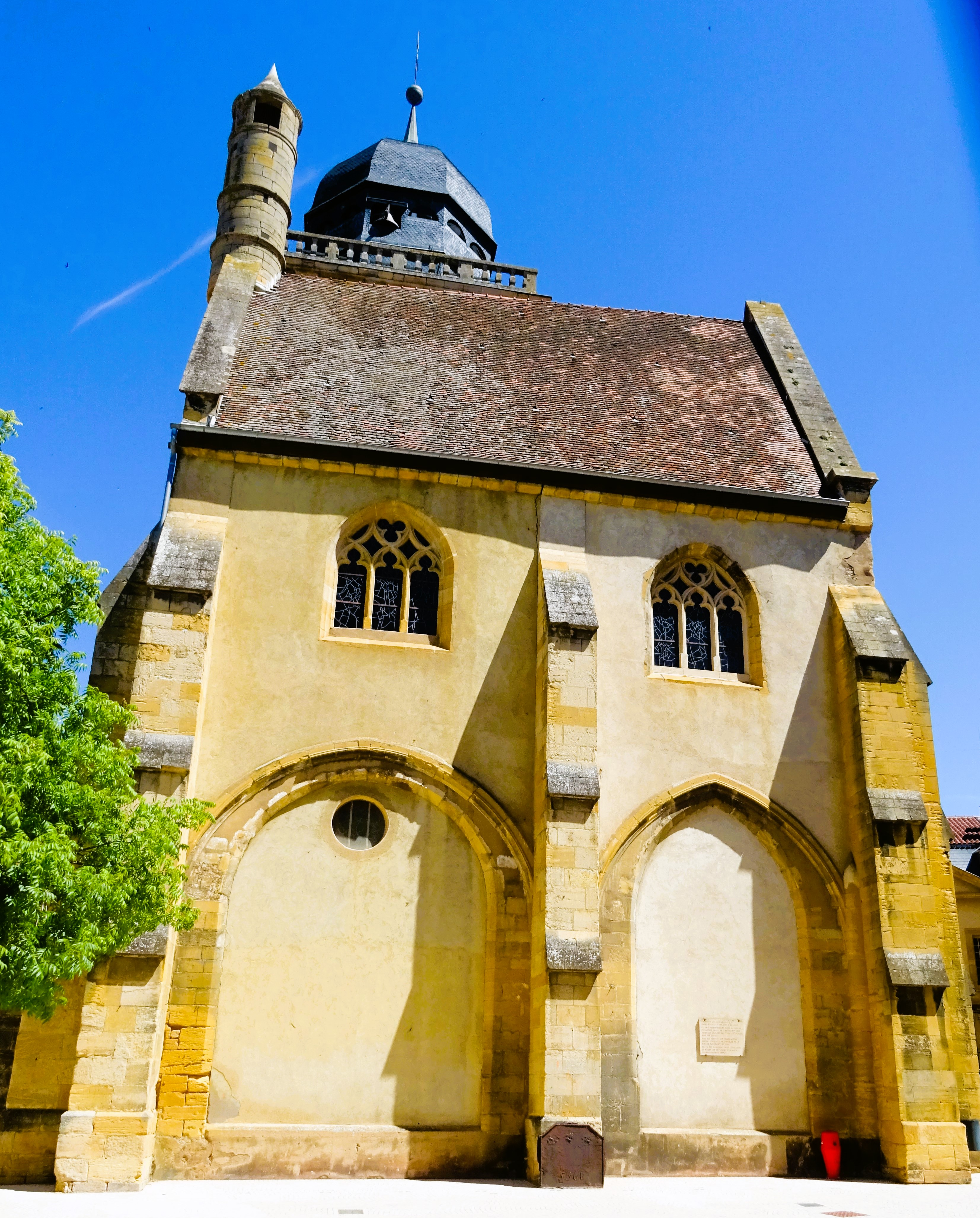
encore église saint Nicolas
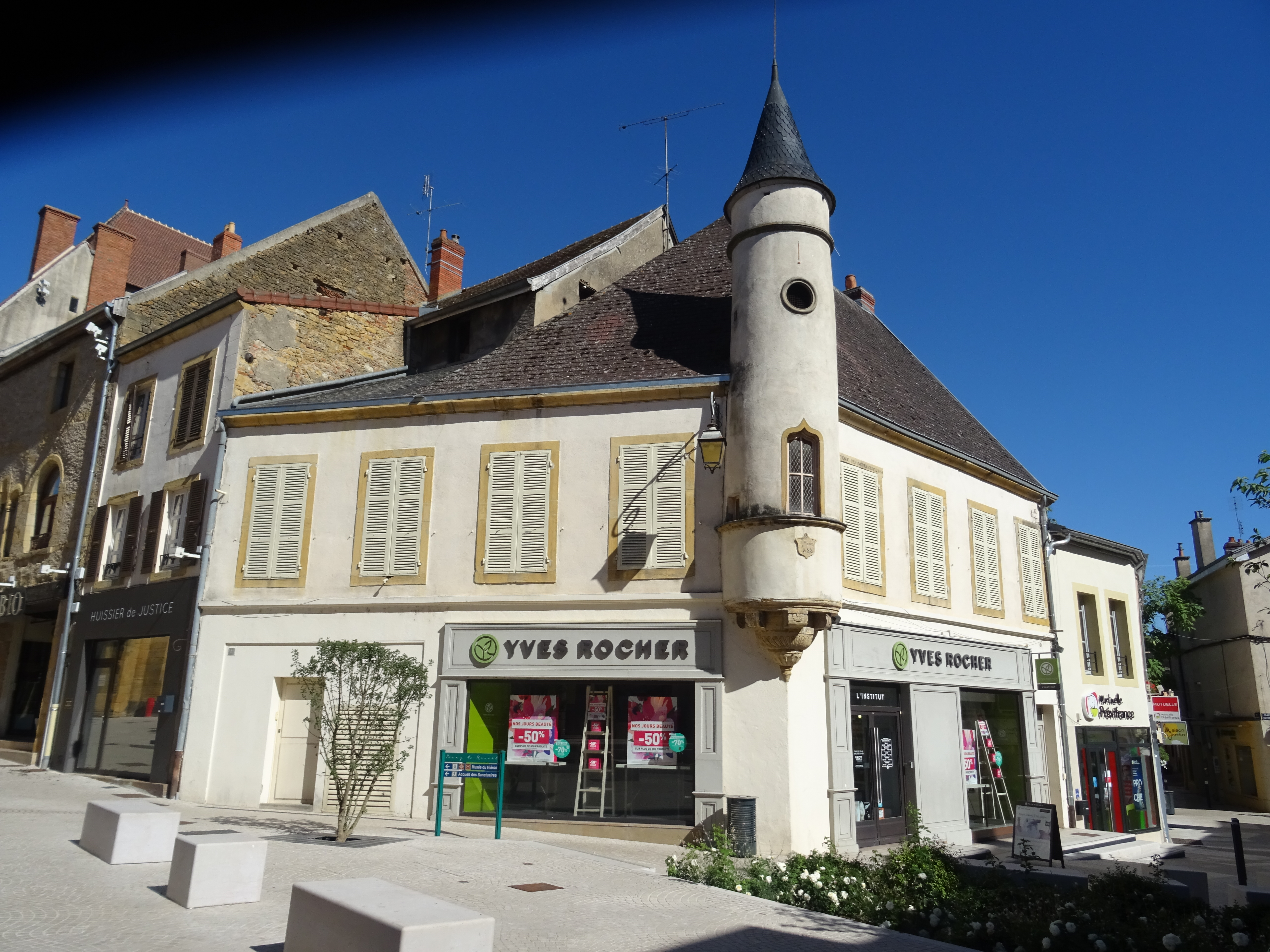
maison d'une famille protestante

### Évolution des rapports religieux
C’est à partir de Genève où Calvin s’était installé en 1541 que les idées protestantes, plus radicales que celles de Luther, se sont propagées jusqu’à Paray-le-Monial. On évalue entre 40 et 50 le nombre de familles converties à cette doctrine vers la fin du XVIe siècle, soit un dixième de la population. Mais leur influence ne se mesure pas seulement à leur nombre car ils exerçaient des fonctions importantes dans le commerce, l’industrie (textile et tannerie), voire comme médecins. Ils voyaient dans leur réussite même la confirmation de la justesse de leur engagement religieux. Ils surent aussi rapidement s’organiser, avoir leur lieu de culte et leur école.
Les relations avec la majorité catholique devaient connaître d’importantes fluctuations. Elles sont d’abord très conflictuelles car leurs méthodes étaient marquées par la violence. Il a déjà été question des graves dégradations occasionnées à l’église abbatiale en 1562 après que l’un d’entre eux eut ouvert les portes de la ville à deux chefs calvinistes à la tête d’une troupe de 400 hommes. Mais la liste est longue des attaques huguenotes entre 1569 et 1591 : leur recension occupe toute une page de l’ouvrage de Lavader ! Ces rapports se sont apaisés sous le règne de Henri IV à partir de la publication de l’édit de Nantes en 1598. Leurs institutions, temple et école, ont été reconnues officiellement et Théodore de Bèze, le grand continuateur de l’œuvre de Calvin a pu venir en visite dans la cité. Ils avaient droit à un représentant dans ce qui tenait lieu de conseil municipal. Les brimades devaient se multiplier surtout à partir de 1634. Elles devaient même être orchestrées de manière systématique lorsque Gabriel de Roquette devint évêque d’Autun (1666 – 1702). Sa réputation peu flatteuse devait justifier des critiques acerbes jusqu’au niveau du royaume.
La lutte contre le protestantisme devait être conduite plutôt que par des méthodes coercitives, par les initiatives positives auxquelles on a donné le nom de Contre-Réforme. Les jésuites étaient passés maîtres en la matière : c’est le but que leur avait assigné leur fondateur Ignace de Loyola. Ils installèrent une mission permanente à Paray en 1618 à la demande de la marquise de Ragny, épouse du gouverneur du Charolais. Et c’est encore à la requête d’un des leurs, le père Rolin, que les Visitandines vont être introduites dans la cité. Cet ordre de la Visitation avait été fondé à Annecy en 1610 par Jeanne de Chantal avec l’appui de l’évêque François de Sales. Sept sœurs, donc, fondent alors un couvent en face de la maison Jayet. Les locaux s’avérant vite insuffisants, elles s’installent ensuite définitivement dans la rue qui devait prendre le nom de la Visitation. Elles y ouvrent un collège de jeunes filles en 1637. On ne pouvait imaginer à l’époque que leur établissement acquerrait une célébrité mondiale. Car il devait accueillir en 1671 sœur Marguerite-Marie Alacoque. C’est là que cette jeune fille, née en 1647 à Vérosvres à 25 km à l’est de Paray devait avoir à trois reprises en 1673, 1675 et 1675, dans le bosquet de noisetiers du jardin, le privilège des apparitions du Christ. Ainsi prenait naissance dans la discrétion le culte du Sacré Cœur au destin mondial. L’authenticité de cette expérience peu commune devait être confirmée grâce à la personnalité exceptionnelle du Jésuite Claude La Colombière qui fut son directeur spirituel le temps de son bref passage à Paray (Au terme de sa brève carrière, Il devait choisir Paray comme lieu de retraite et y décéder en 1682). D’autres initiatives sont venues renforcer l’influence du catholicisme dans la cité. En 1644, les Ursulines sont accueillies et se vouent à l’éducation des jeunes filles. Elles devaient être remplacées par les sœurs du Saint-Sacrement…en 1855 ! Et voilà que le fameux hôtel Dieu à l’abandon dans son île, bénéficie en 1676 de diverses donations dont une du roi de 800 livres. Il est remis en état et pris en mains par des jeunes filles de la ville encouragées à fonder une communauté de sœurs hospitalières

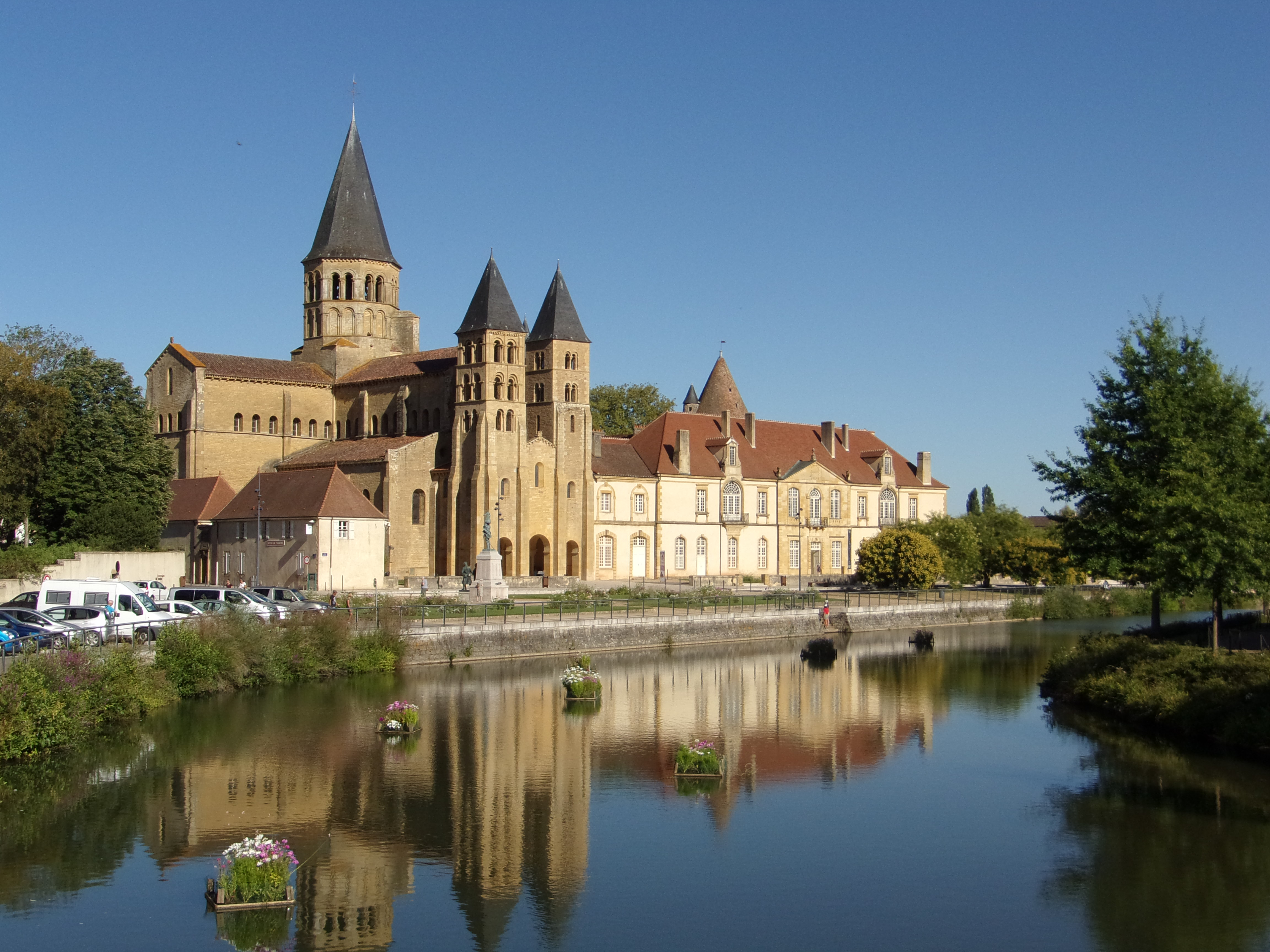
Basilique du Sacré-cœur au bord de la Bourbince.

obéissant à la règle de Sainte-Marthe.

Il n’appartenait pas aux bonnes volontés locales de décider de l’équilibre entre les éléments religieux d’une petite ville de province. Le sort du protestantisme a été scellé négativement par la volonté du roi Louis XIV. En 1685, l’édit de Nantes est révoqué. Une partie de la communauté calviniste choisit l’exil, majoritairement en Suisse. C’est la plus aisée : « des notables industrieux qui emmènent avec eux leur activité, leur savoir-faire et leur fortune[…]. D’autres familles abjurent, d’autres résistent et essaient de continuer à vivre avec leur foi dans des conditions difficiles ». Leur temple a été détruit, ils sont interdits d’exercer leur profession dans les domaines médical et judiciaire. Au-delà de 1730, on ne parle plus de protestants à Paray.

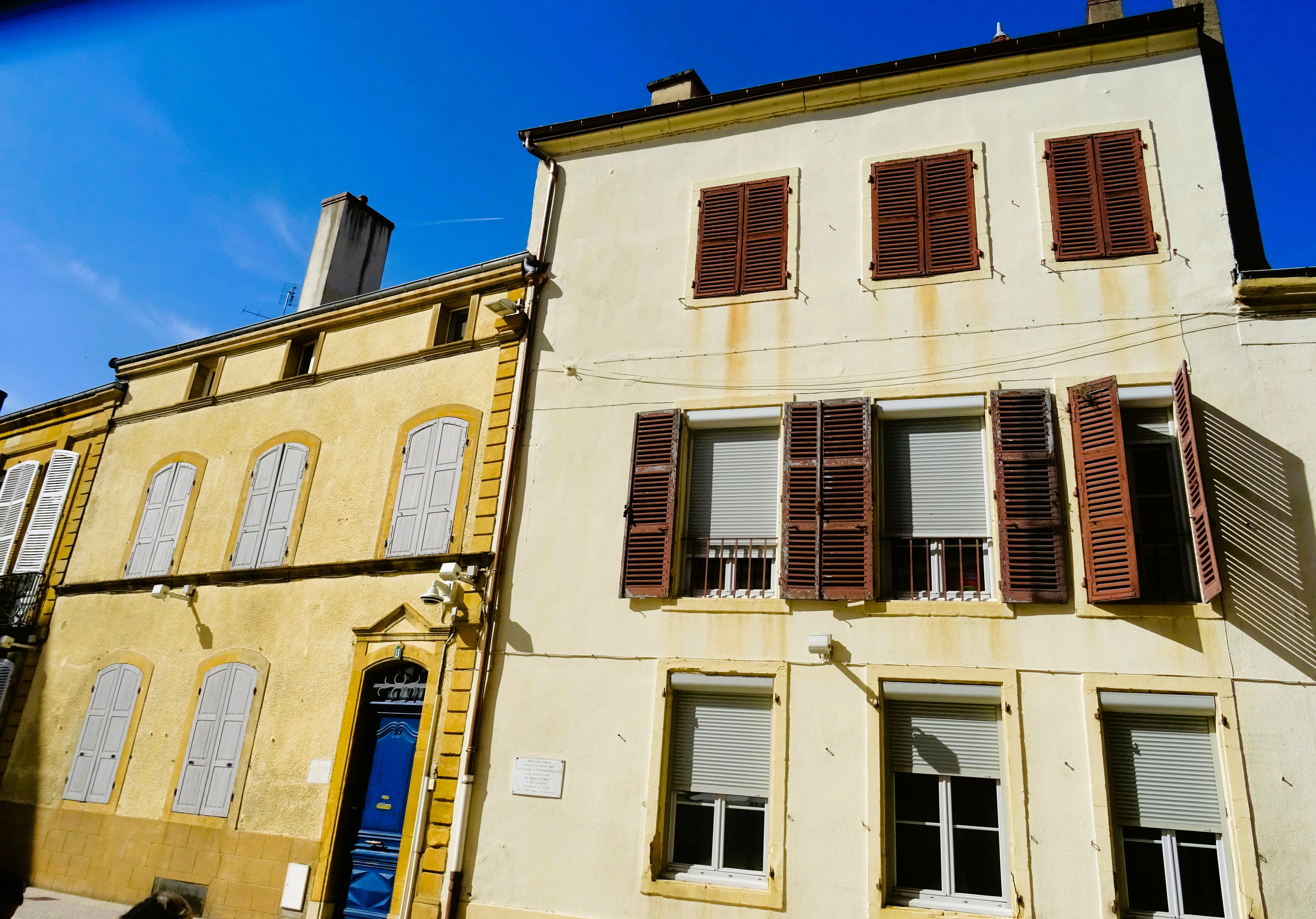
maison où La Colombière est décédé
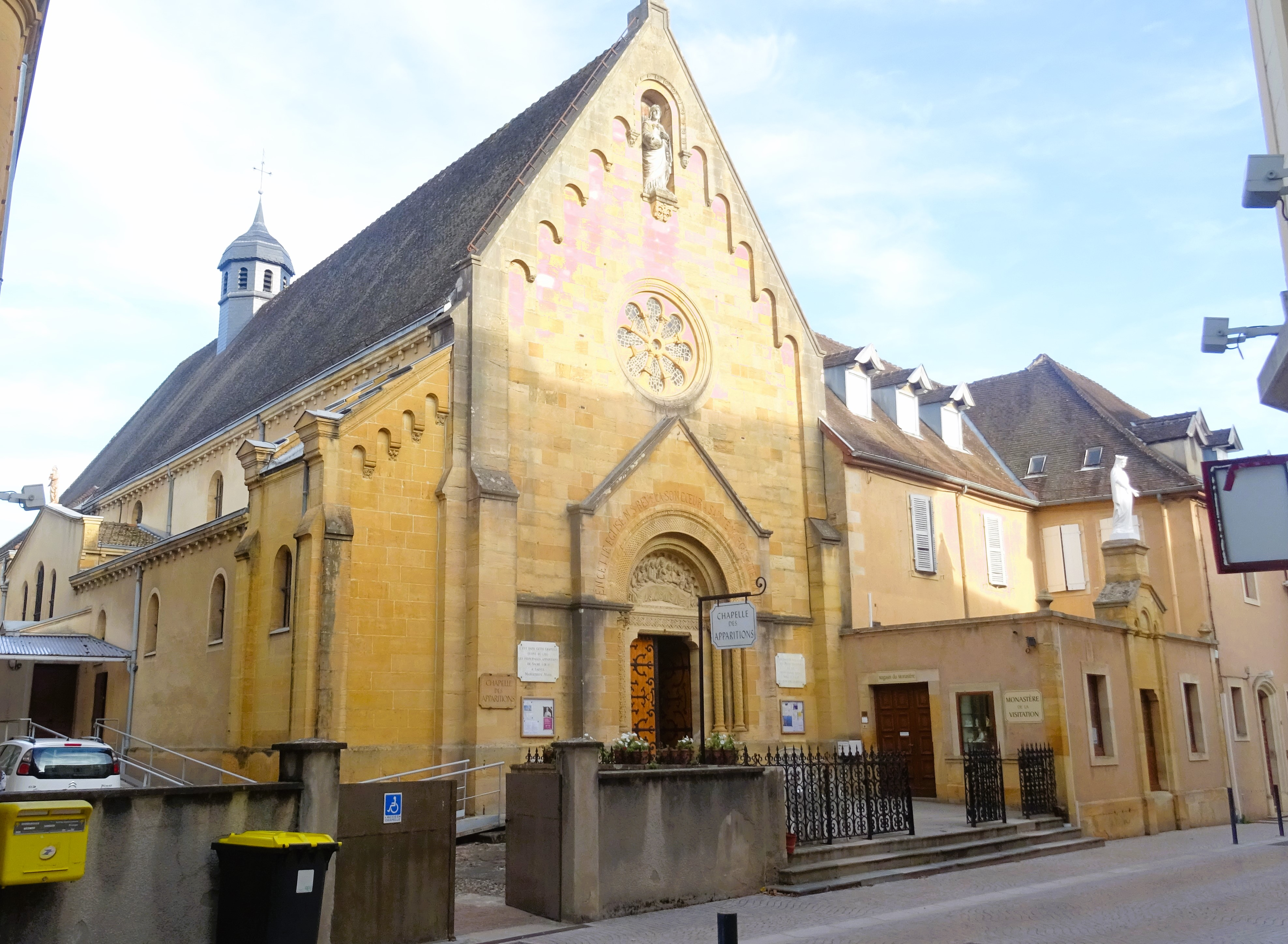
monastère de la Visitation
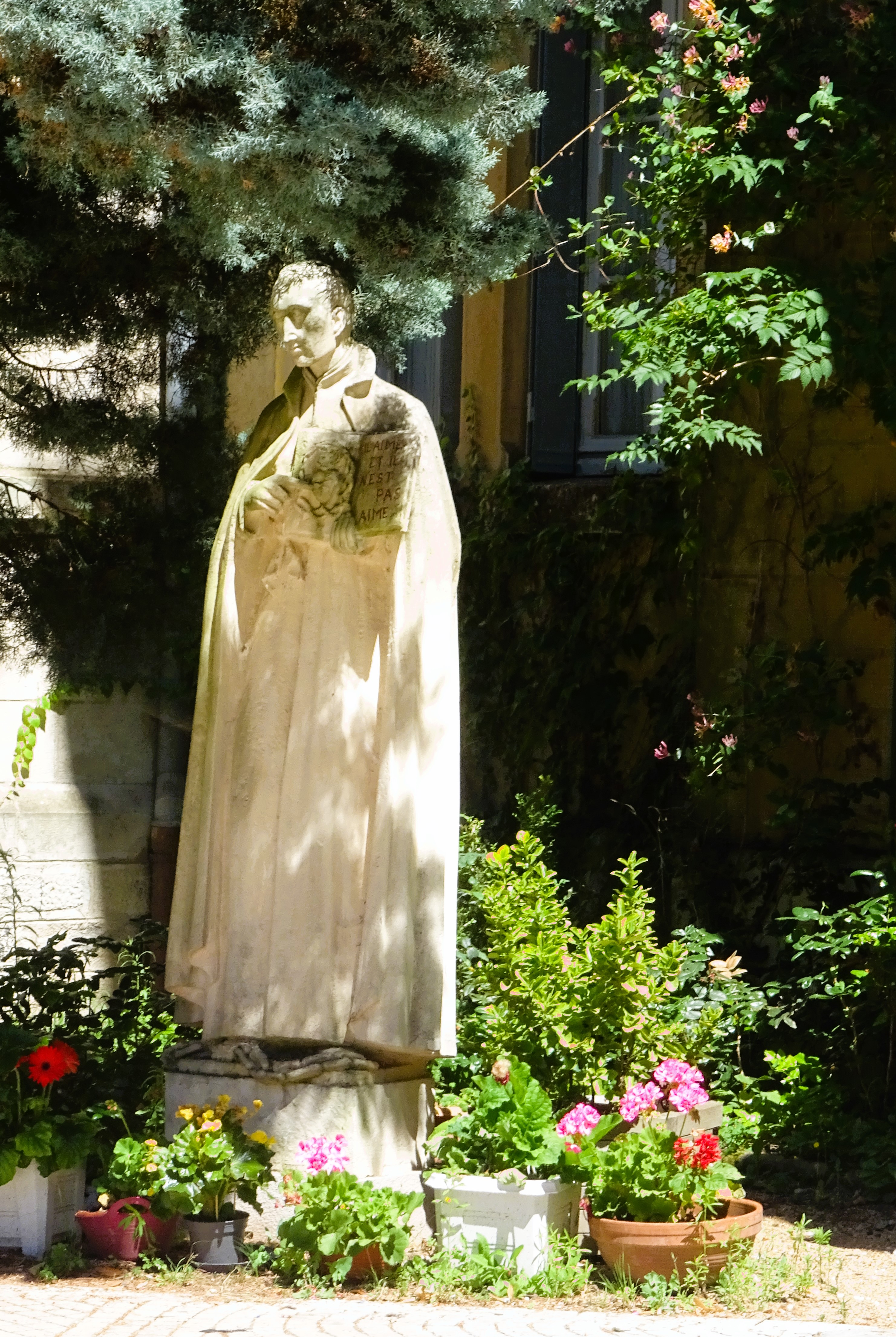
statue de Claude de La Colombière
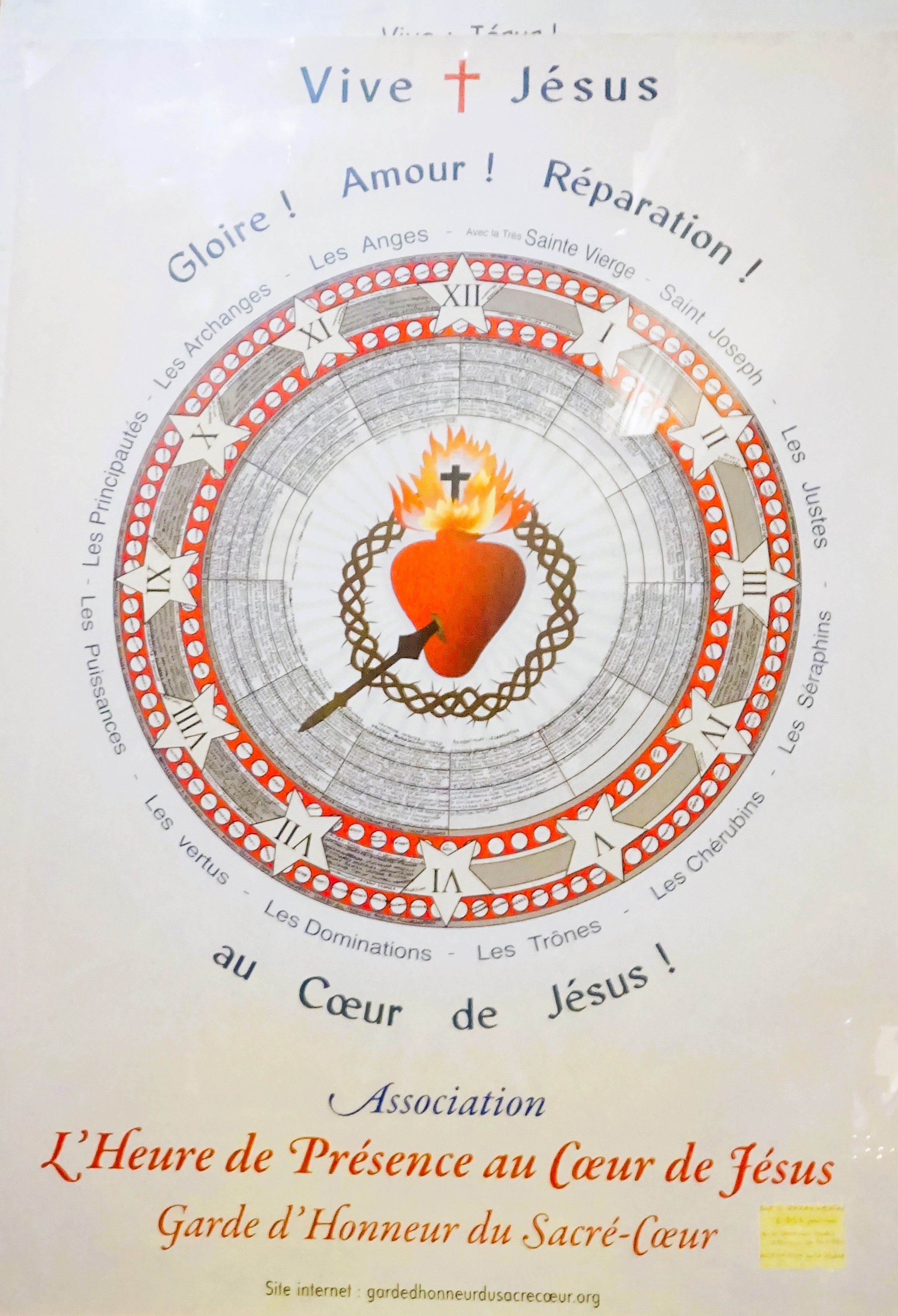
dévotion au Sacré Cœur

### Fin du prieuré

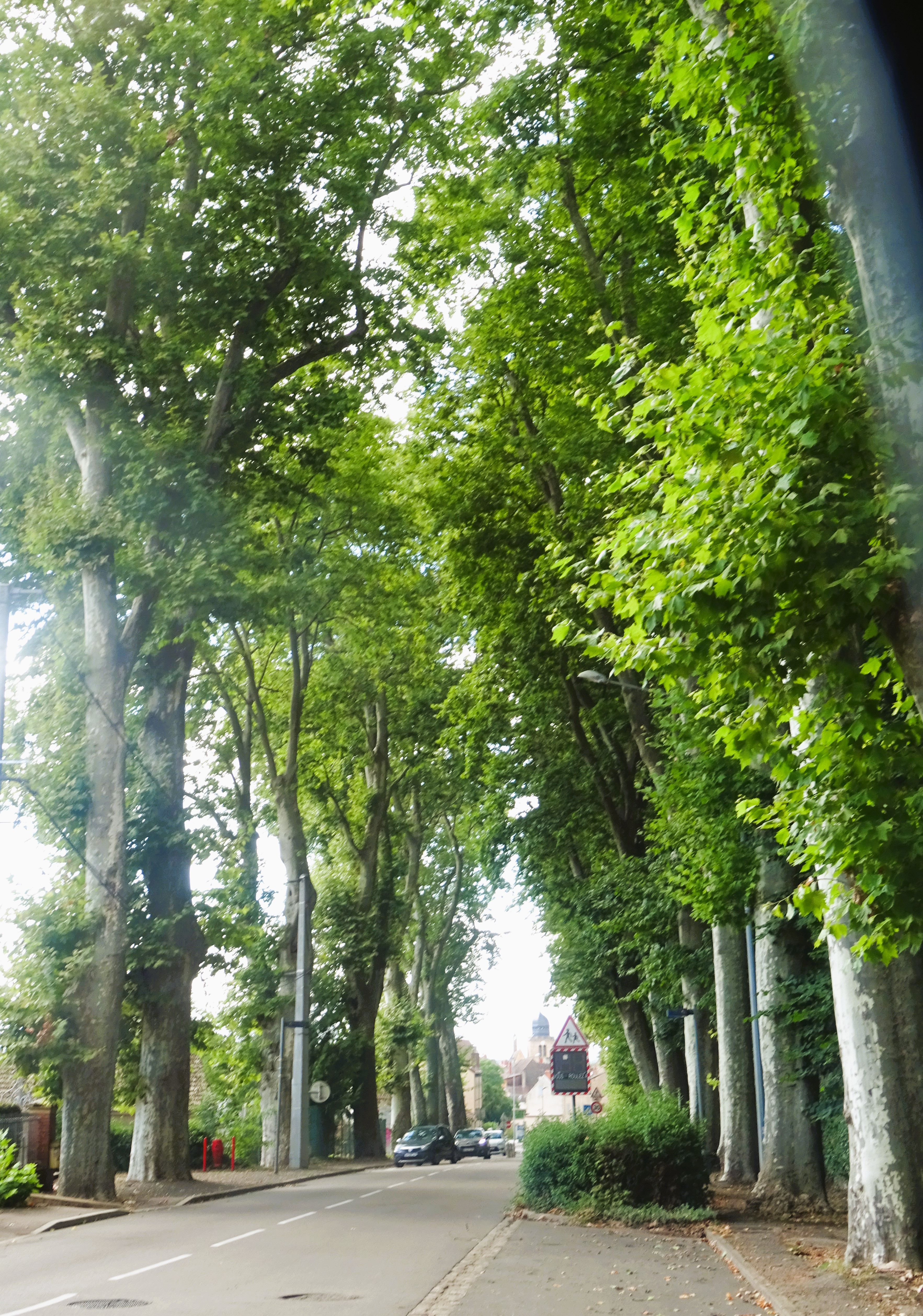
les platanes de l'avenue de Charolles

Les moines du prieuré semblent ne pas avoir été mêlés à ce conflit entre catholiques et protestants. Leur rôle est, en effet, devenu de plus en plus effacé car c’est toute l’institution monastique qui est en crise. Les abbés commendataires sont nommés selon la fantaisie du pouvoir politique et ne sont plus astreints à résidence. Par ailleurs, les vocations se font de plus en plus rares : on ne compte plus que huit moines au début du XVIIIe siècle et ils ne seront plus que six en 1791. Paradoxalement, c’est alors que sont édifiés les bâtiments les plus remarquables selon la fantaisie du prieur. À Paray-le-Monial, les travaux ont été lancés à partir de 1701 ou 1702 par Emmanuel Théodore de la Tour d’Auvergne, cardinal de Bouillon et abbé de Cluny de 1683 à 1715. Le prélat alors en disgrâce, qui disposait de grandes ressources notamment par la vente des coupes de bois, trouva dans cette entreprise matière à satisfaire son immense orgueil mais la construction ne fut terminée sans doute que sous l’abbatiat de Frédéric Guillaume de la Rochefoucault (1747-1757) qui a aussi planté les platanes de l'avenue de Charolles. La belle architecture louis quatorzième classique pouvait entrer en harmonie avec le style roman de l’église : on en sera convaincu par le choix de l’arc en plein cintre pour la galerie du cloître attenant et pour la porte de communication avec le transept sud de l’église. Les autorités municipales qui ont restauré cette porte en 2003 ont mis à l’œuvre le service des espaces verts de la ville pour l’aménagement du jardin autour de son puits. Les services de l’État n’avaient pas attendu pour reconnaître le prieuré comme monument historique (1959). Si l’ensemble a été si bien conservé c’est que toute l’abbaye, devenue bien national, avait été achetée par la commune le 12 décembre 1792. Elle devait abriter les écoles municipales pendant plus d’un siècle : l’école de filles au rez-de-chaussée en façade, sauf la partie la plus proche de l’église servant de presbytère jusqu’en 1907, les garçons étant accueillis sur le côté.

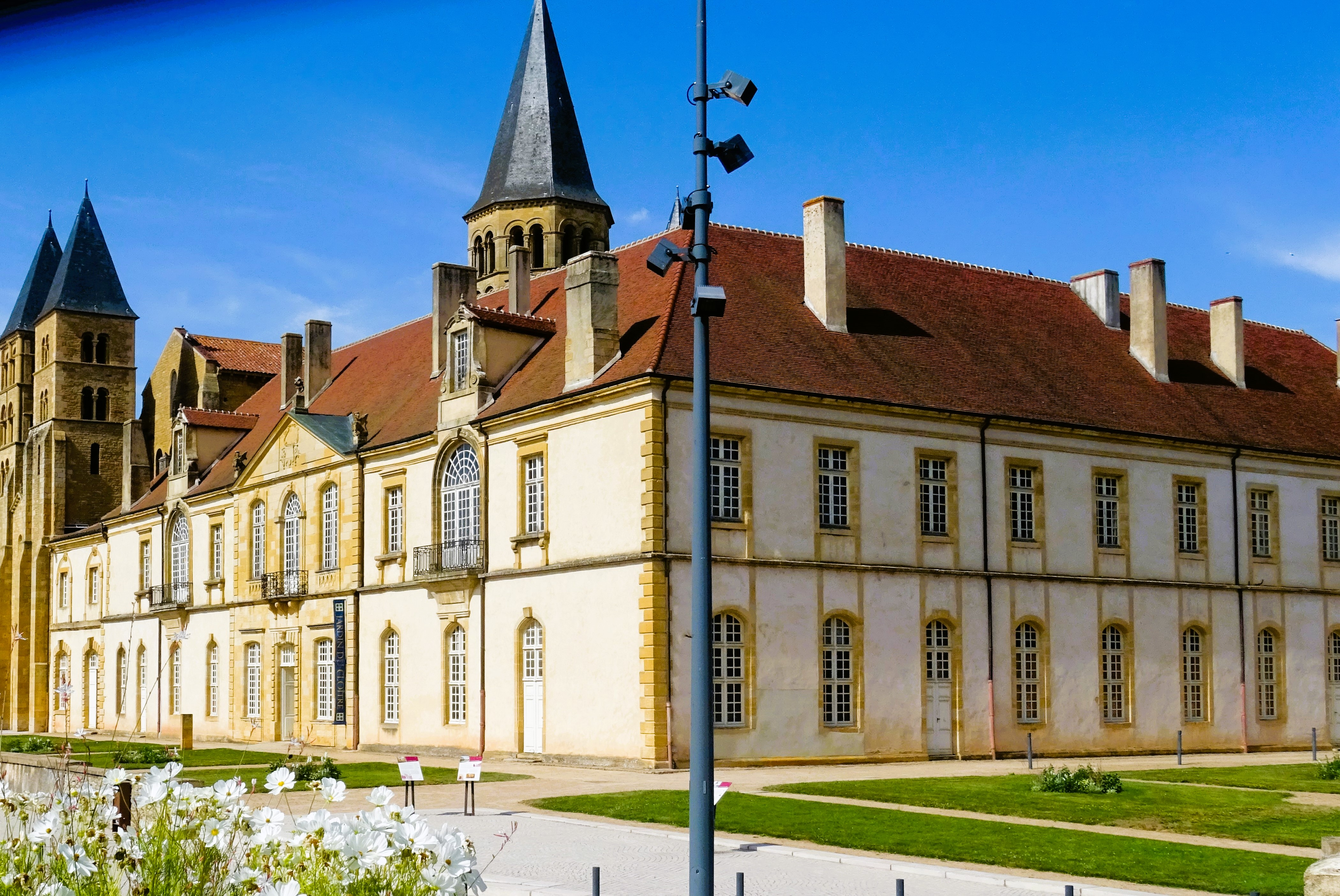
prieuré de Paray le Monial
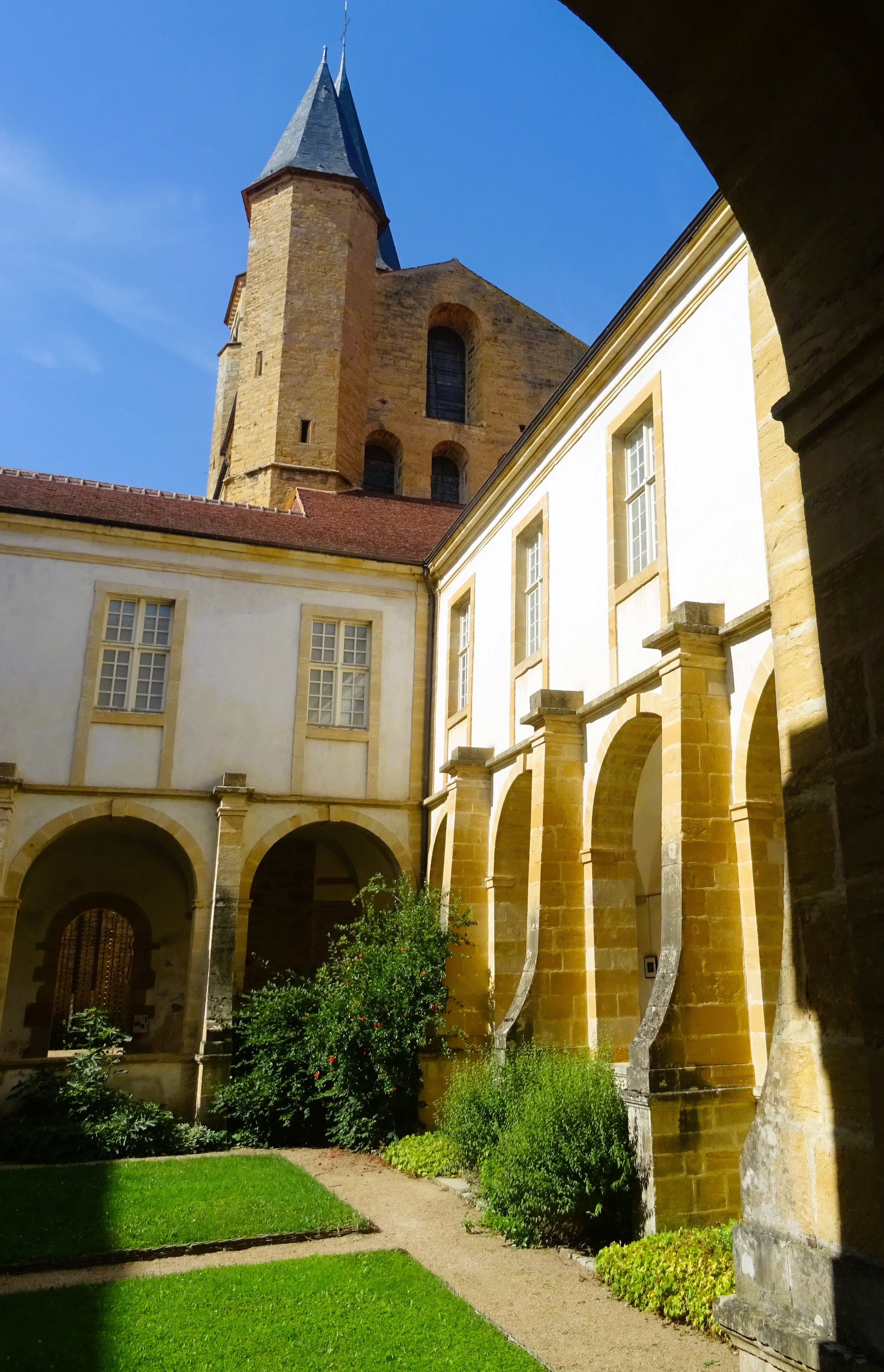
cloître du prieuré
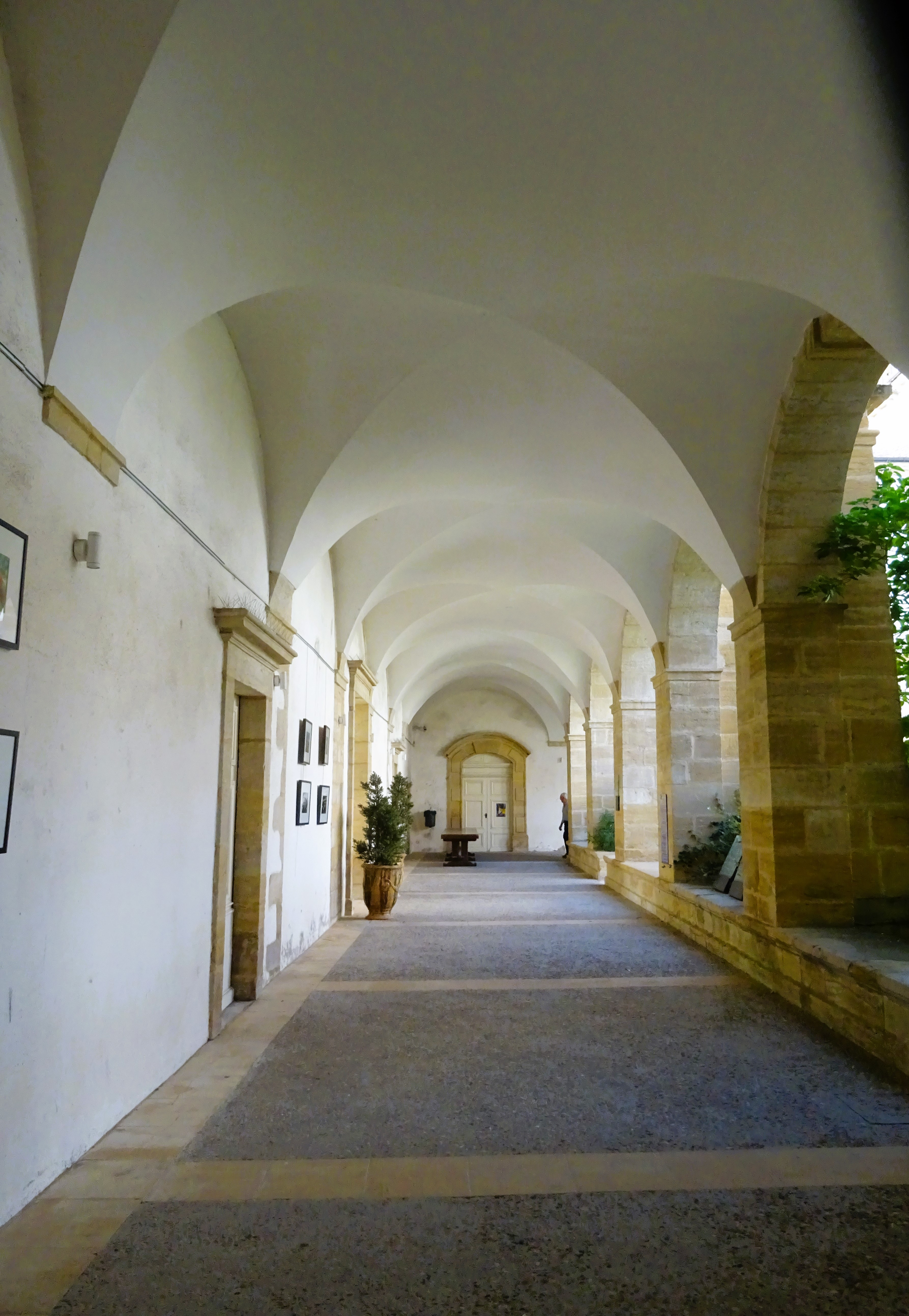
galerie du cloître
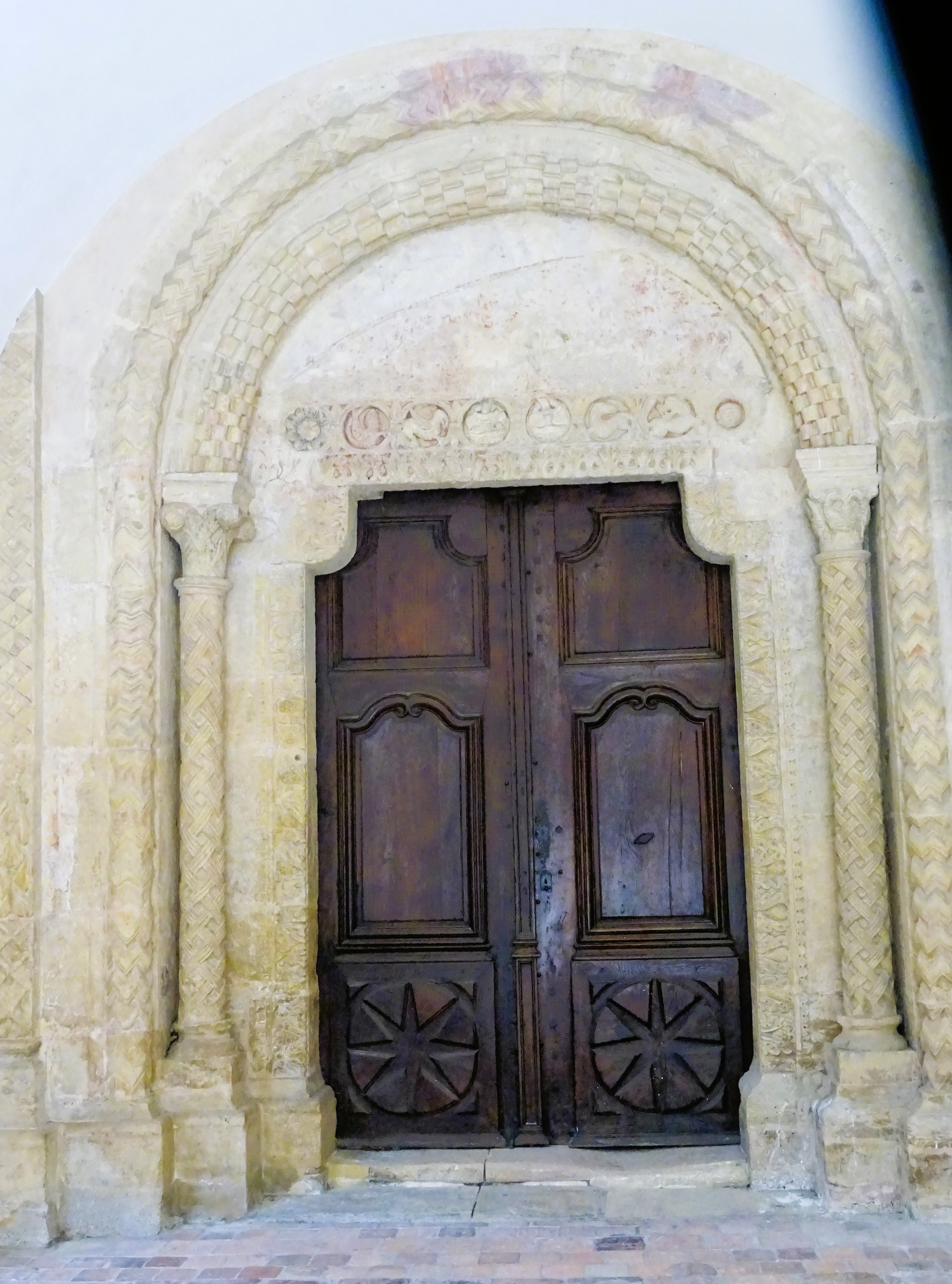
porte de communication avec l'église
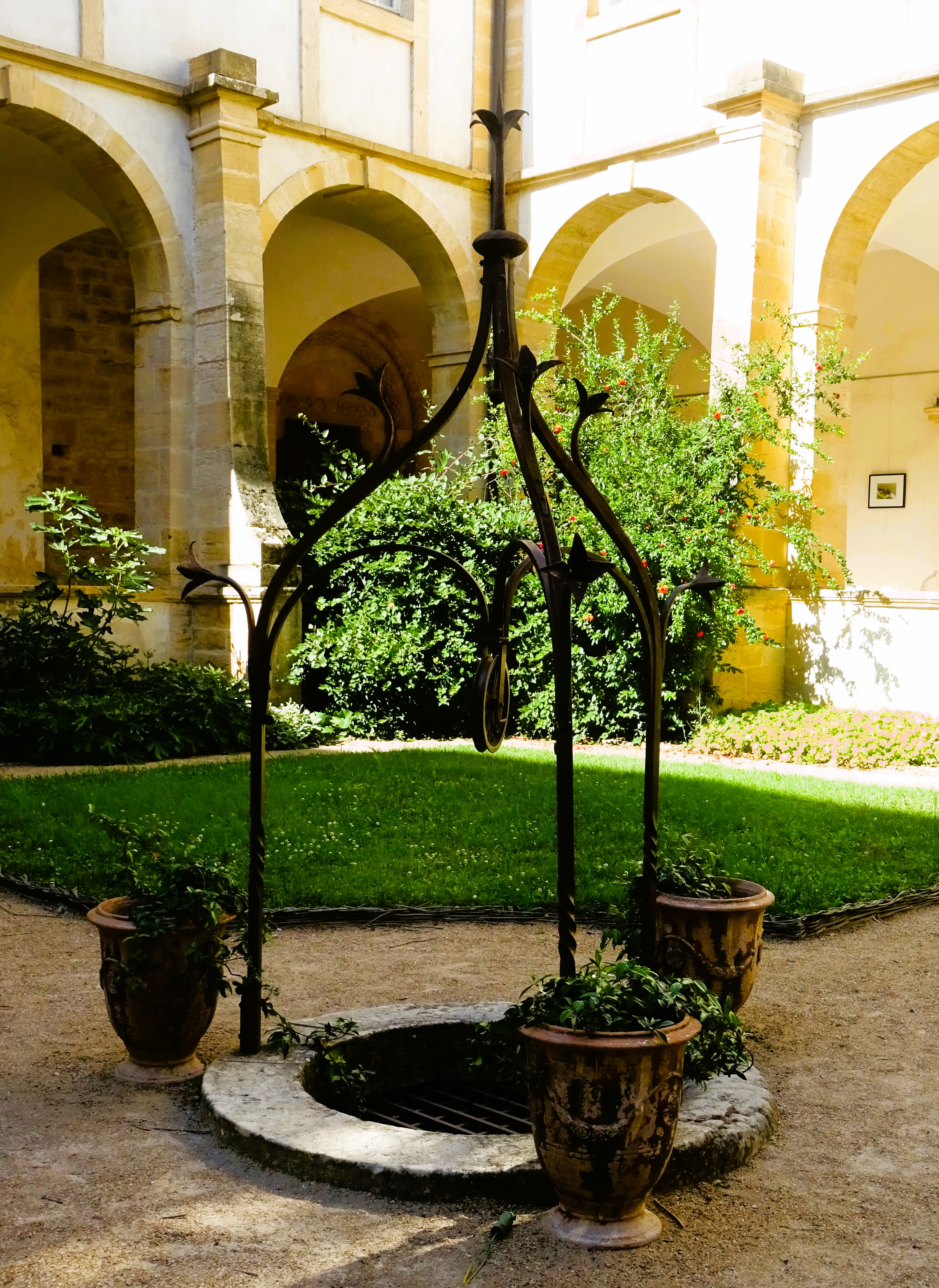
puits du cloître
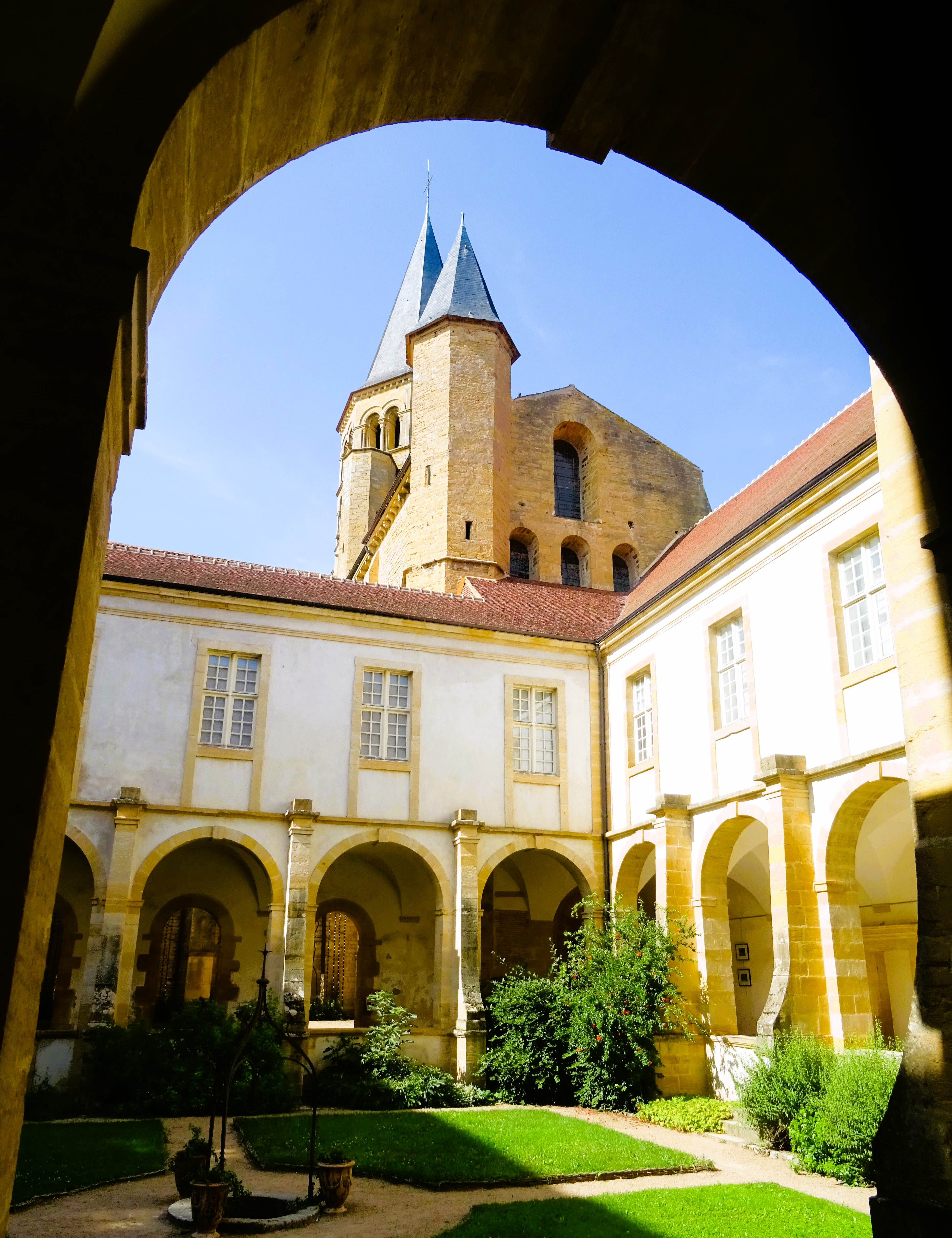
cloître de Paray le Monial
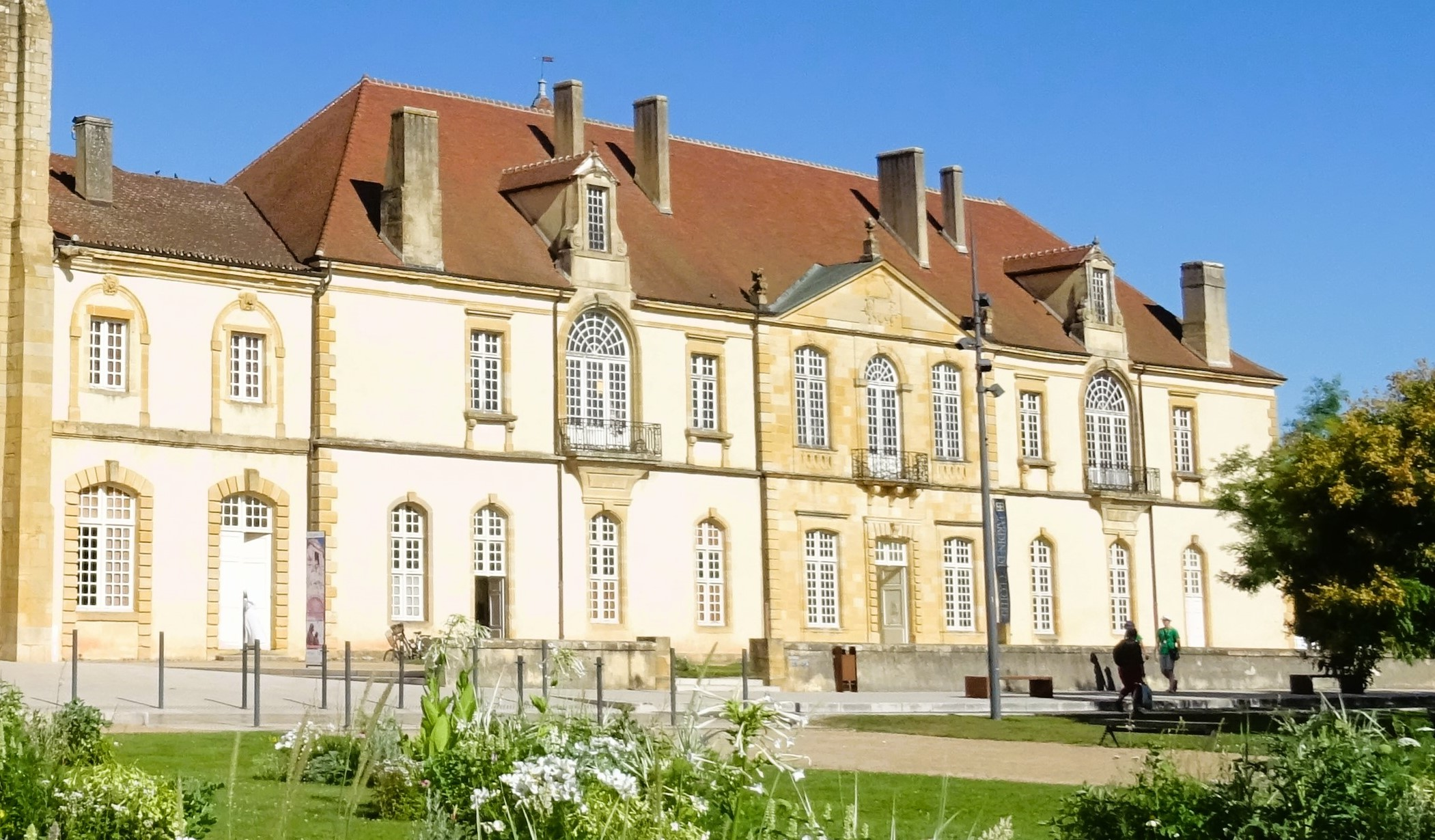

## Révolution française et Empire
Alors que Paray-le-Monial a joué les premiers rôles au XVIIe siècle dans le Charolais, dès la fin du XVIIIe siècle et pour une centaine d’années, la cité semble en quelque sorte rentrer dans le rang.
Sur le plan religieux, si le catholicisme a triomphé du protestantisme, il est confronté à de graves problèmes. Quand on sait la place tenue dans la cité par les jésuites depuis 1618, on ne peut que s’inquiéter sur la portée de l’interdiction de leur compagnie. Ils ont réuni contre eux jansénistes, gallicans et philosophes des Lumières dans l’ensemble du royaume. Ils sont expulsés en exécution de l’édit du 26 novembre 1764. Tout recours devient inutile car le pape lui-même ordonne la dissolution de l’ordre en 1774. La fermeture de leur collège, un parmi les 200 du royaume, a posé problème pour le recrutement de professeurs appointés sur deniers publics, prêtres puis laïcs. Par la Constitution Civile du Clergé du 12 juillet 1790, c’est l’ensemble des ordres religieux qui sont «éteints et supprimés sans qu’il puisse jamais en être établi de semblables ». Si une telle mesure s’applique à l’ensemble du territoire, elle revêt une importance exceptionnelle dans une cité où les congrégations étaient si fortement implantées. Il ne s’agit pas seulement des bénédictins mais également des Visitandines et des Ursulines. Il faudra un ordre du district de Charolles le 23 septembre 1792 pour que celles-ci s’y résignent. Si les Visitandines reviendront individuellement dès 1801 et rouvriront un pensionnat de jeunes filles dans deux ailes de l’ancien prieuré les Ursulines ne pourront jamais rouvrir leur école. Quant aux deux bâtiments religieux les plus emblématiques, Saint Nicolas perd sa qualité d’église paroissiale en 1792 et devient un lieu de réunions publiques puis un grenier. Celle des bénédictins (l’actuelle basilique), un temps menacée de destruction, transformée en cave puis en grenier à foin au plus fort de la Révolution, la remplacera dans cette fonction
En 1801 Paray compte 2848 habitants contre 2676 à Charolles et 2602 à Digoin. La situation démographique est inversée en 1851 : Charolles vient en tête avec 3909 habitants suivie de Digoin qui en compte 3635 et de Paray avec 3528 habitants. Ces écarts restent faibles mais sont significatifs.
Lorsque l’Assemblée Constituante réorganise l’administration du pays sur la base des départements en 1790, c’est Charolles qui est choisi comme siège d’un des sept districts de Saône-et-Loire renommés sous-préfectures à partir de 1801. La situation est inchangée en 2022. On n’a pas égard alors au nombre d’habitants de cette commune, inférieur à celui de Paray-le-Monial mais au passé prestigieux de celle qui fut le siège du comté du Charolais avec tout ce que cela impliquait en matière d’administration, de justice et de police. La résidence des corps de fonctionnaires suffit, à faire la différence avec le voisinage, toutes activités égales par ailleurs. Pour expliquer le cas de Digoin, il faut rappeler un événement sans doute passé inaperçu car c’est dans le mois de janvier en 1793, alors que Louis XVI est guillotiné, qu’est ouvert au trafic le canal du Charolais (renommé canal du Centre par la suite) par son initiateur l’ingénieur chalonnais Emiland Gauthey. Le tracé emprunte le territoire de la commune de Paray sur environ 4 km à proximité immédiate de la ville mais celle-ci ne l’utilise que très marginalement. La gagnante est alors Digoin. Certes, le grand essor du trafic se fera attendre jusqu’à la mise en communication du canal avec les canaux latéraux à la Loire par un pont-canal en 1835. En attendant, le raccord se fait dans cette ville par quatre écluses jusqu'au fleuve sur lequel la navigation est soumise aux aléas des crues et des basses eaux. Mais c’est suffisant pour faire de Digoin, au confluent de l’Arroux avec son arrière-pays un point névralgique du réseau de la navigation.

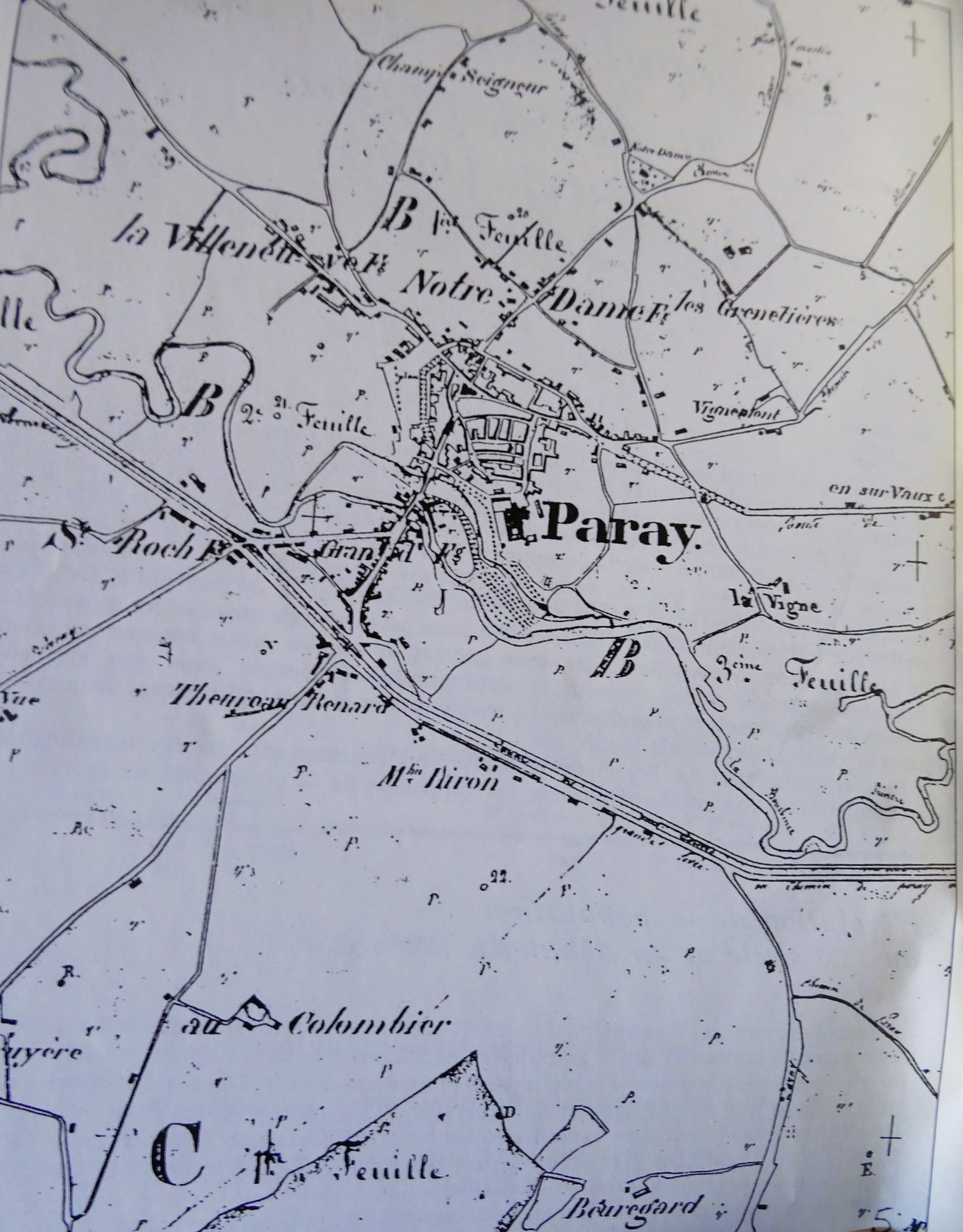
Paray en 1832

Donc, cette banale petite ville de province « vit tranquillement avec des activités traditionnelles : tissage de la soie, moulins à blé, à huile, ateliers pour la construction et la réparation de bateaux, fours à chaux et à plâtre, tanneries, poteries, commerce de bestiaux, de grains, de bois, de charbon ». Les professions liées aux services sont aussi représentées : trois notaires, deux médecins, deux pharmaciens… Sa physionomie ne change guère. Seule excroissance : au-delà de la Bourbince il y a déjà un faubourg en direction de la route royale de Nevers à Genève et du canal du Centre,.

## Époque contemporaine

### Avant 1914
La transformation de Paray-le-Monial en centre d’activités animé par les transports et par l’industrie s’est faite progressivement. Dans une première étape, la population passe de 3388 habitants en 1872 à 4814 en 1911. À cette date, avec 3740 habitants, Charolles est nettement distancée. 

Une forte révolution des transports est à l’origine de cette mutation. Elle concerne d’abord le réseau ferroviaire. La gare est ouverte le 15 septembre 1867. « Ce jour-là était inaugurée la ligne de Paray-le-Monial à Moulins, avec la mise en service du tronçon Paray-Gilly. Le lendemain est ouvert le tronçon Paray-Montchanin. La ville se trouvait ainsi reliée à Paris de deux côtés par Nevers et Chalon-sur-Saône ». À ces liaisons fondamentales, grâce à l’aide financière du département, la Compagnie des Dombes et des chemins de Fer du sud-est ajoute en 1870 la ligne Mâcon-Paray, sympathique tortillard à voie unique qui permet d’atteindre le chef-lieu, à 77 km, en 2 h 20 ou 3 h 30 ; elle sera prolongée jusqu’à Roanne en 1882. Mais la pièce majeure de l’étoile ferroviaire sera la liaison Paray-Givors. Programmée dès 1879 dans le plan Freycinet, elle est terminée en 1900 avec la mise en service du tronçon Paray-Lamure-sur-Azergues. Cette artère à double voie dite du Bourbonnais ou des Messageries est d’une particulière importance car elle a pour fonction le délestage du trafic de marchandises de l’artère majeure Paris-Lyon-Méditerranée par les vallées de la Saône et du Rhône. Sa réalisation a exigé un nombre important d'ouvrages d’art, non seulement le tunnel des Écharmeaux long de 4 163 mètres pour le franchissement des monts du Beaujolais à 570 mètres d’altitude mais aussi la boucle hélicoïdale en tunnel (1 262 mètres de Claveissolles) et le viaduc de Mussy-sous-Dun, long de 561 avec 18 arches inscrit en 1984 au titre des monuments historiques. Le plan Freycinet de modernisation des transports concernait aussi les voies navigables. Le gabarit des écluses a été porté à 38,50 de longueur et 5,20 mètres de largeur avec un mouillage de 2,20 mètres. Les bateaux, à l’enfoncement de 1,80 mètre pouvaient être chargés de 300 tonnes. Les ponts ont dû être refaits pour accorder un tirant d’air de 3,70 mètres.

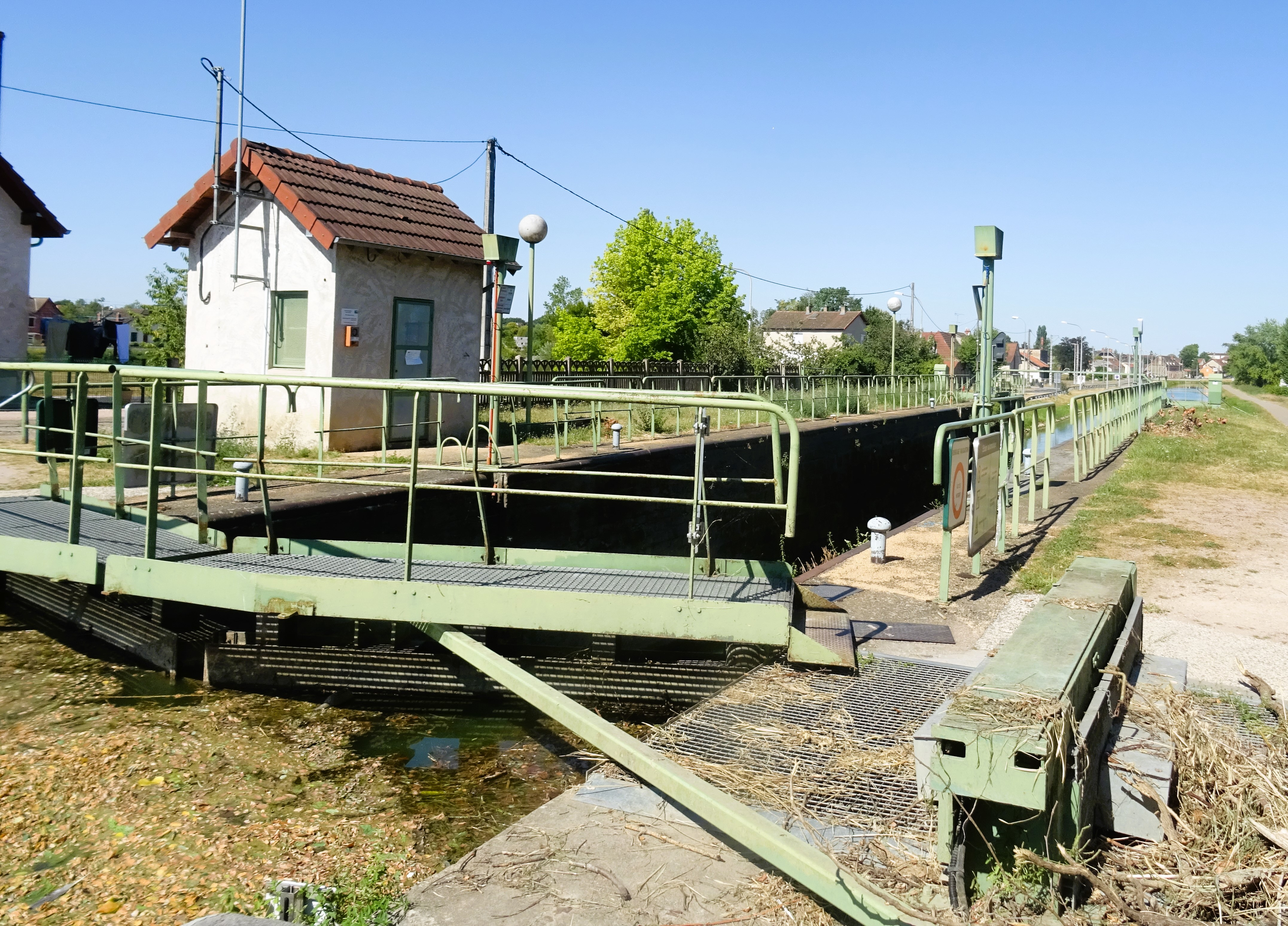
Écluse de Paray-le-Monial.
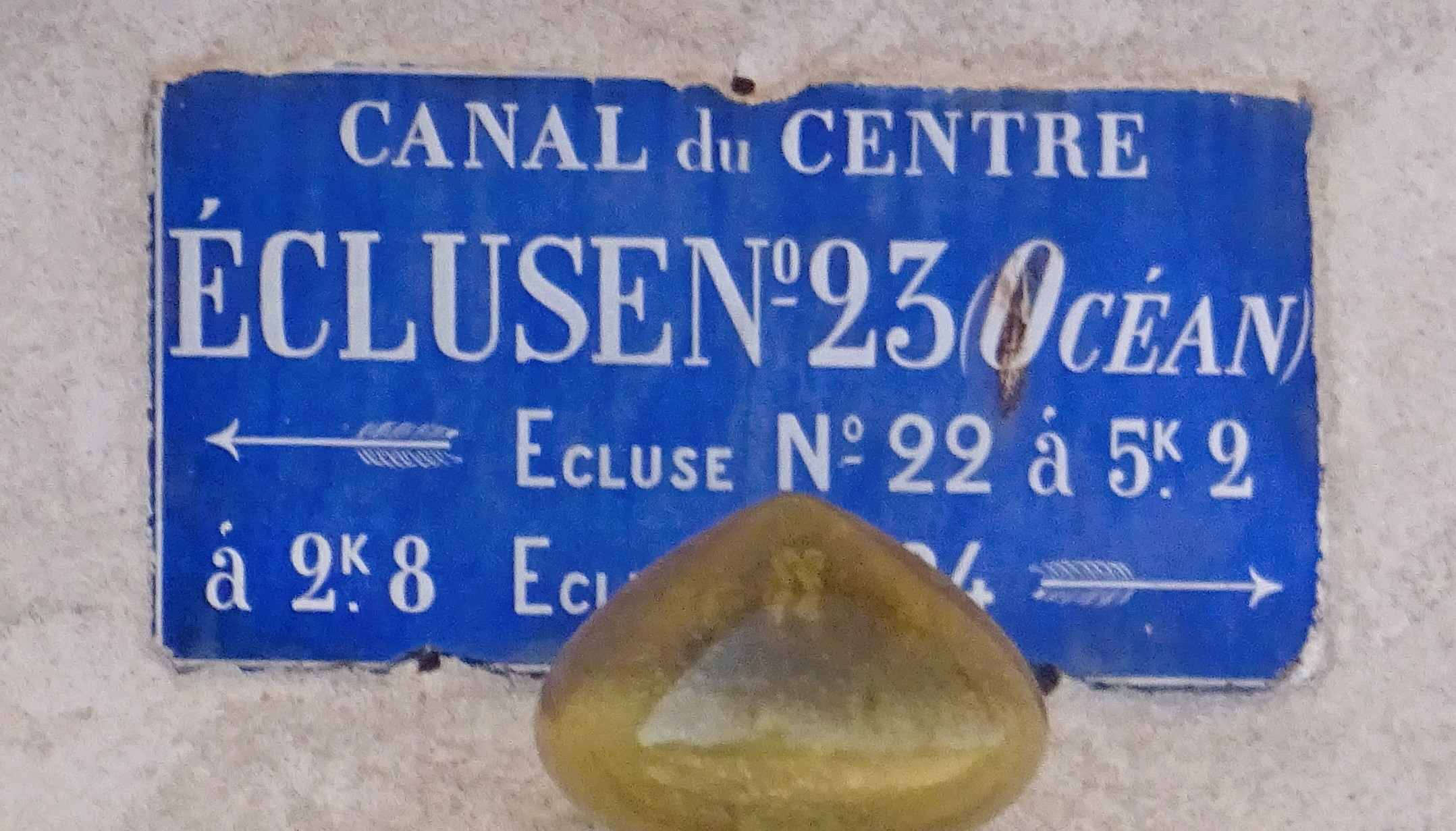
Numéro de l'écluse (23 Océan).
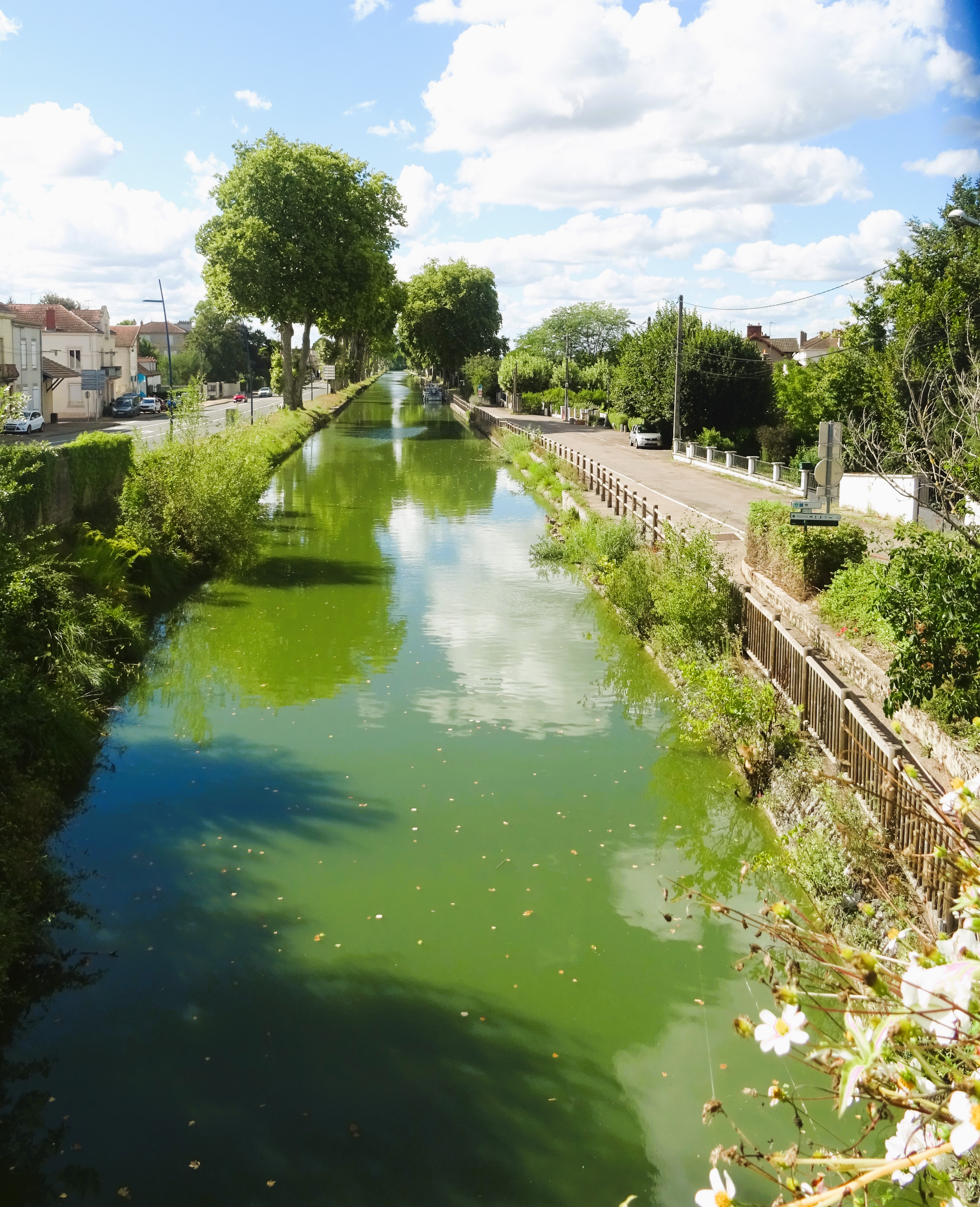
Canal du Centre.

Cette révolution des transports a favorisé l’implantation d’établissements industriels tout au long du canal de Chagny à Digoin. La richesse de la dépression géologique Dheune-Bourbince en terres argileuses a déterminé la spécialisation dans les industries dites telluriques et les mines de charbon du bassin de Blanzy en plein développement à Montceau-les-Mines ont assuré le ravitaillement en combustible. À Paray-le-Monial ont été implantées dès avant 1914 deux entreprises. La Manufacture de carrelages céramiques a été créée en 1877 par Paul Charnoz (1845-1927), originaire de Metz. Il en assure la direction jusqu’en 1901. Animé d’une grande passion pour son art, « il possédait en outre des connaissances géologiques, physiques et chimiques indispensables au céramiste, le très haut goût de la composition décorative ». Des techniciens repliés de l’Alsace-Lorraine germanisée assurent l’encadrement du personnel qui atteint la centaine dans les années 1880. La qualité de ses productions avec incrustation dans l’épaisseur acquiert une renommée qualifiée d’universelle. Deux de ses réalisations prestigieuses ont hissé la manufacture « au pinacle des industries céramiques françaises » : une fresque primée à l’exposition universelle à Paris en 1889 et une immense rosace de 122 m2 en 4 256 carreaux classée hors concours à l’exposition de 1900.

Les Parodiens, justement fiers de ce glorieux passé, ont à cœur d’en perpétuer le souvenir. Le musée Paul Charnoz a été créé dans ce but par une association en 1993. La tour Saint-Nicolas abrite chaque année une exposition où des céramistes du monde entier présentent leurs œuvres. Créée en 2011, la Maison de la mosaïque contemporaine au bord du canal est un centre de documentation qui abrite des ateliers de formation à cet art, organise des expositions.

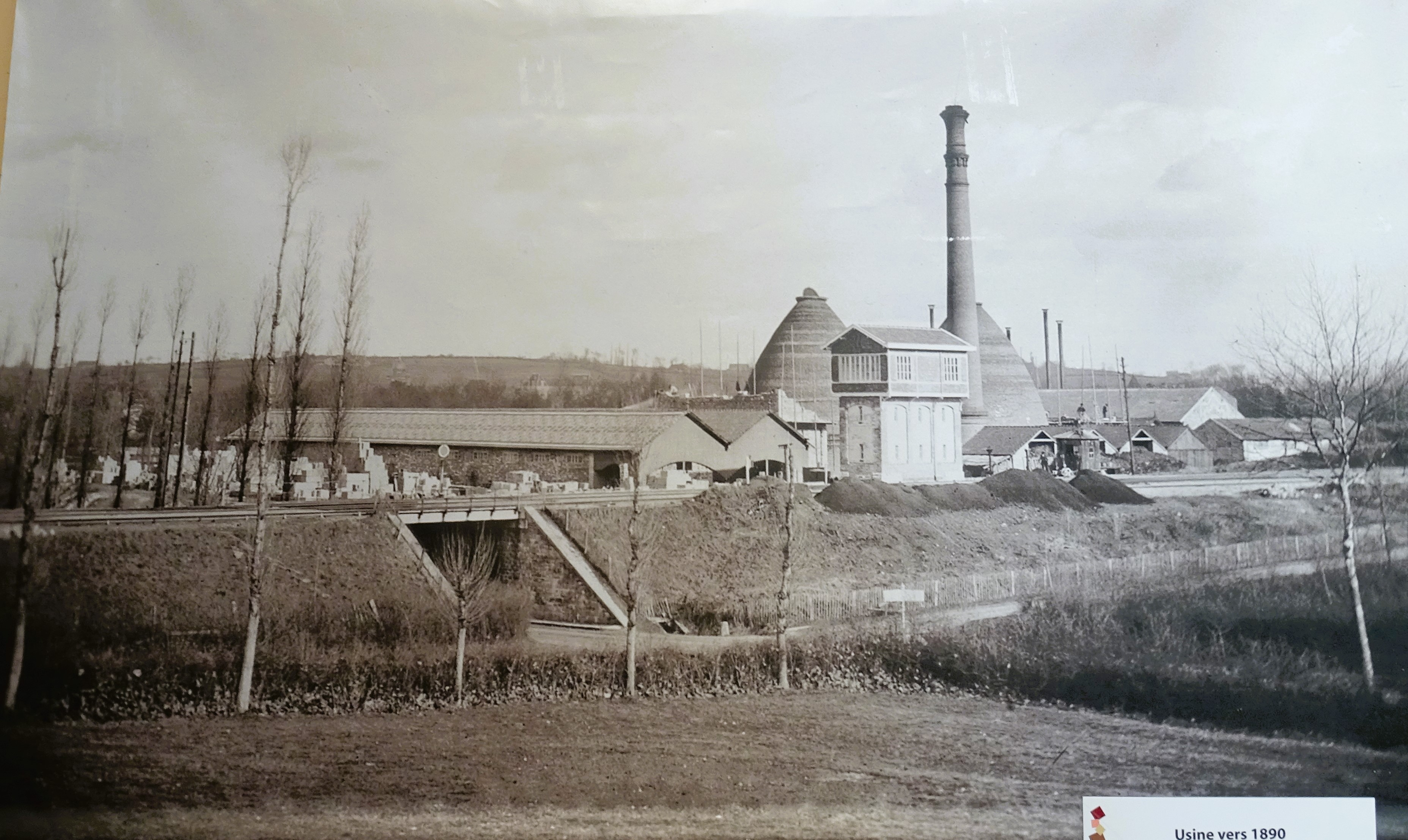
Manufacture de céramiques vers 1900.
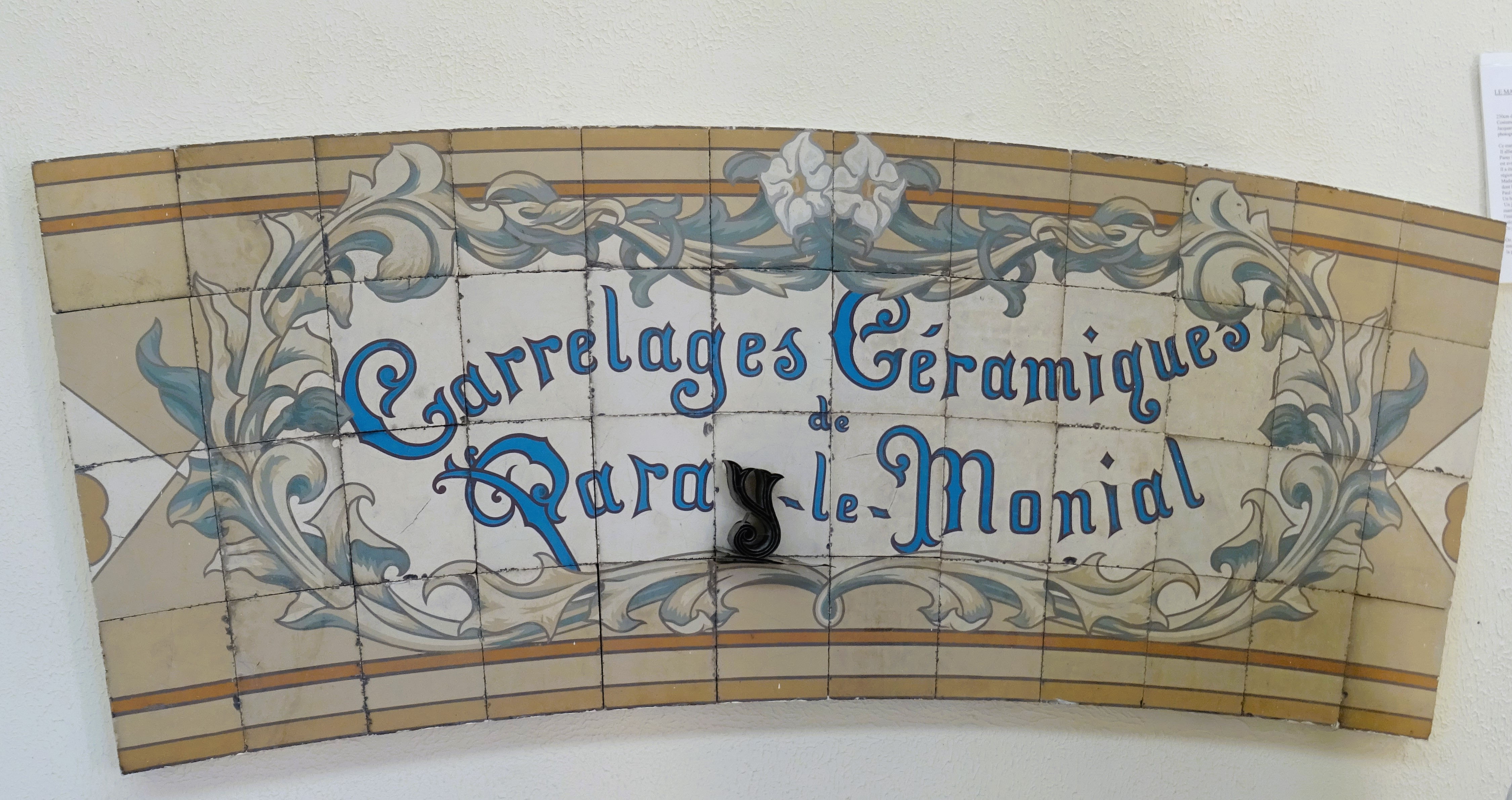
Enseigne de l'usine.
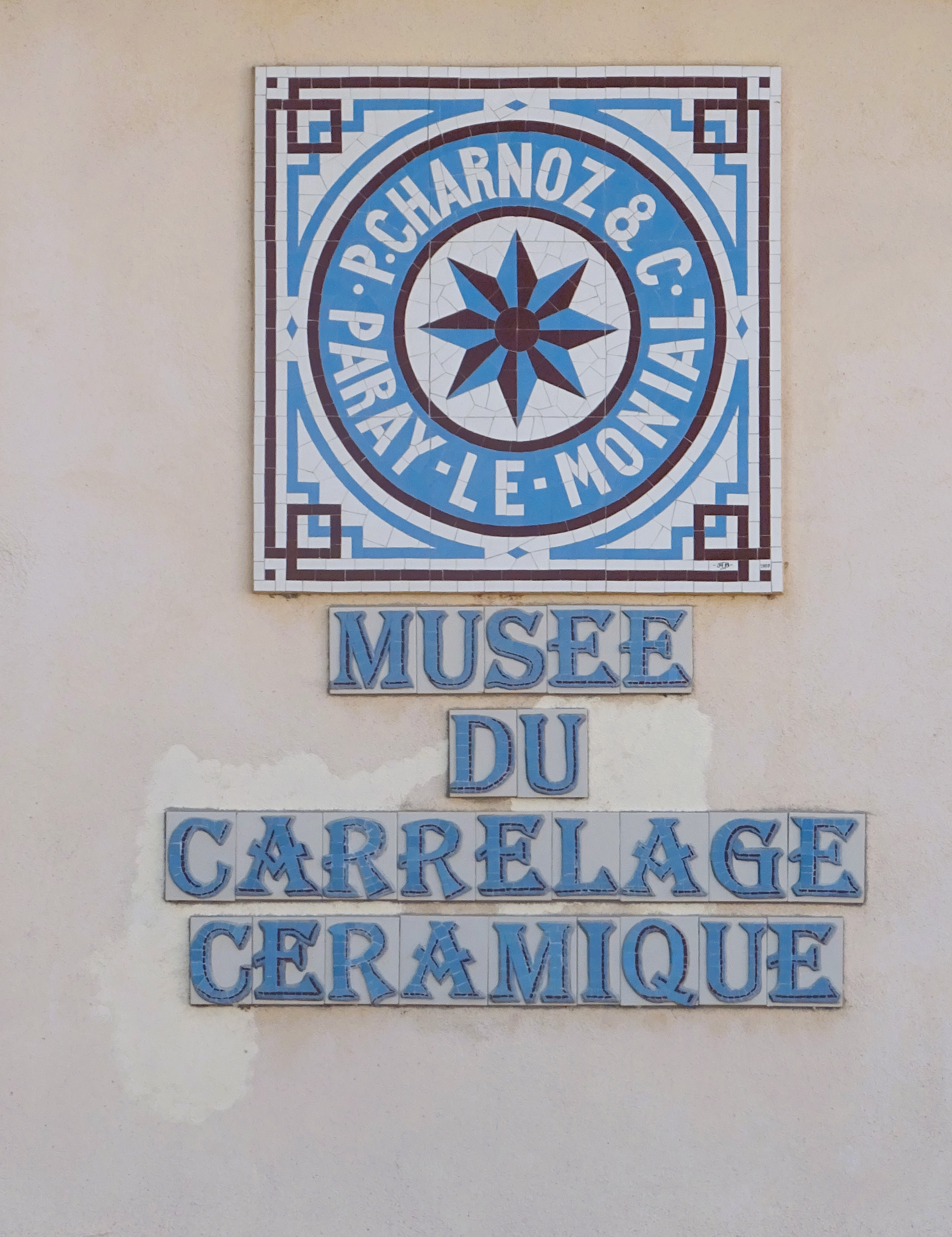
Enseigne du musée.
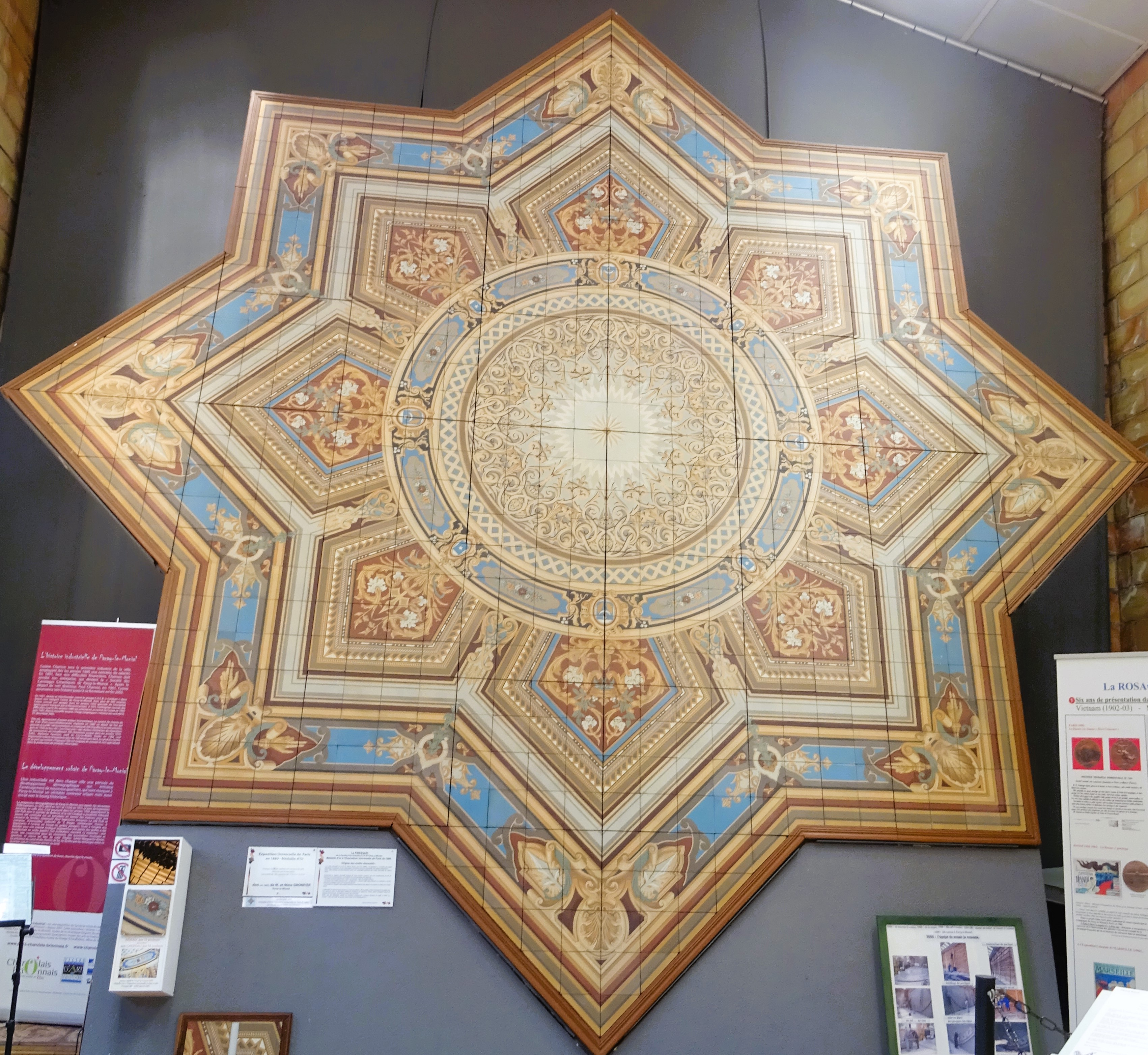
La fresque de Paray-le-Monial.
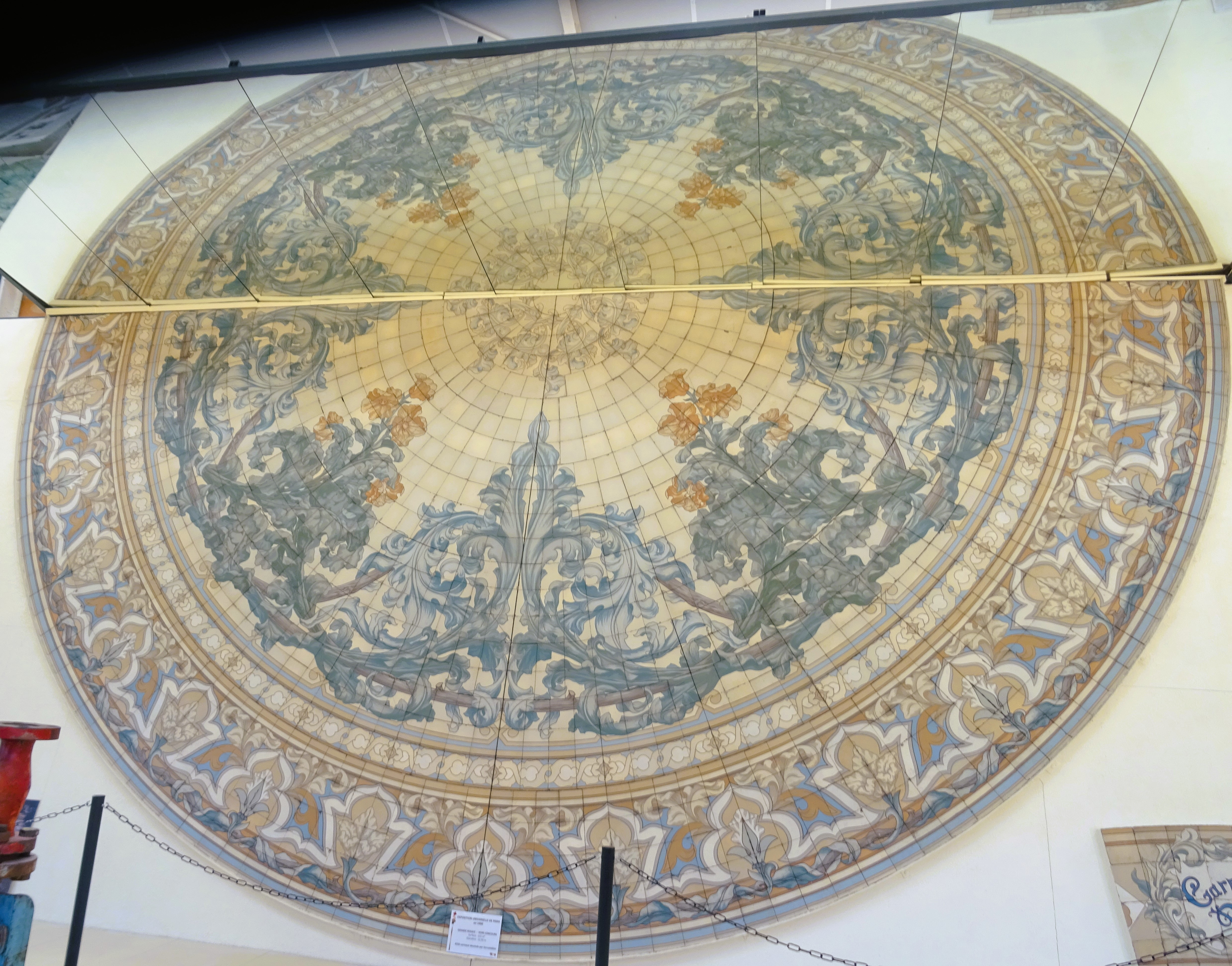
La rosace de Paray-le-Monial.
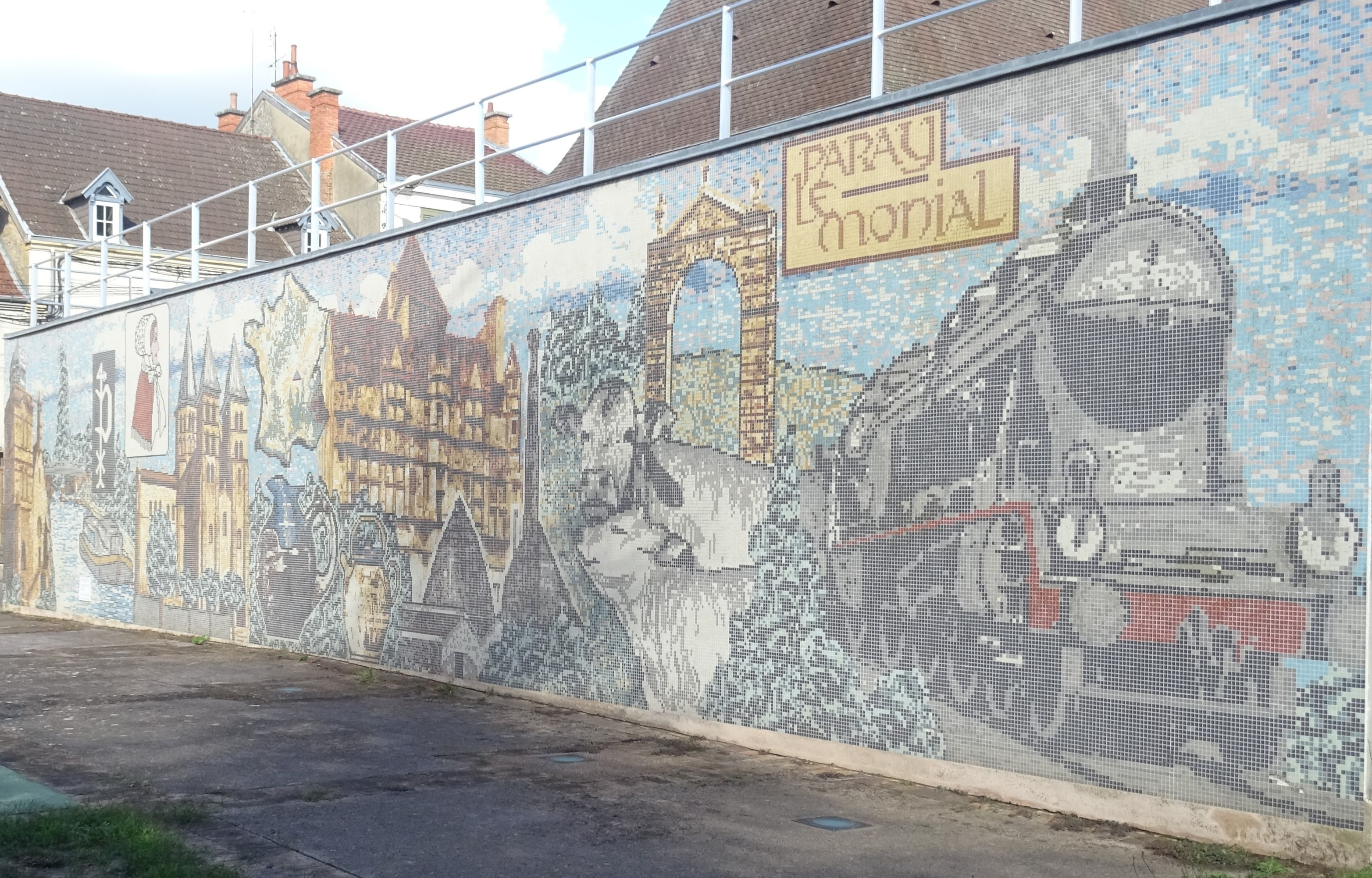
Mosaïque de Paray-le-Monial.
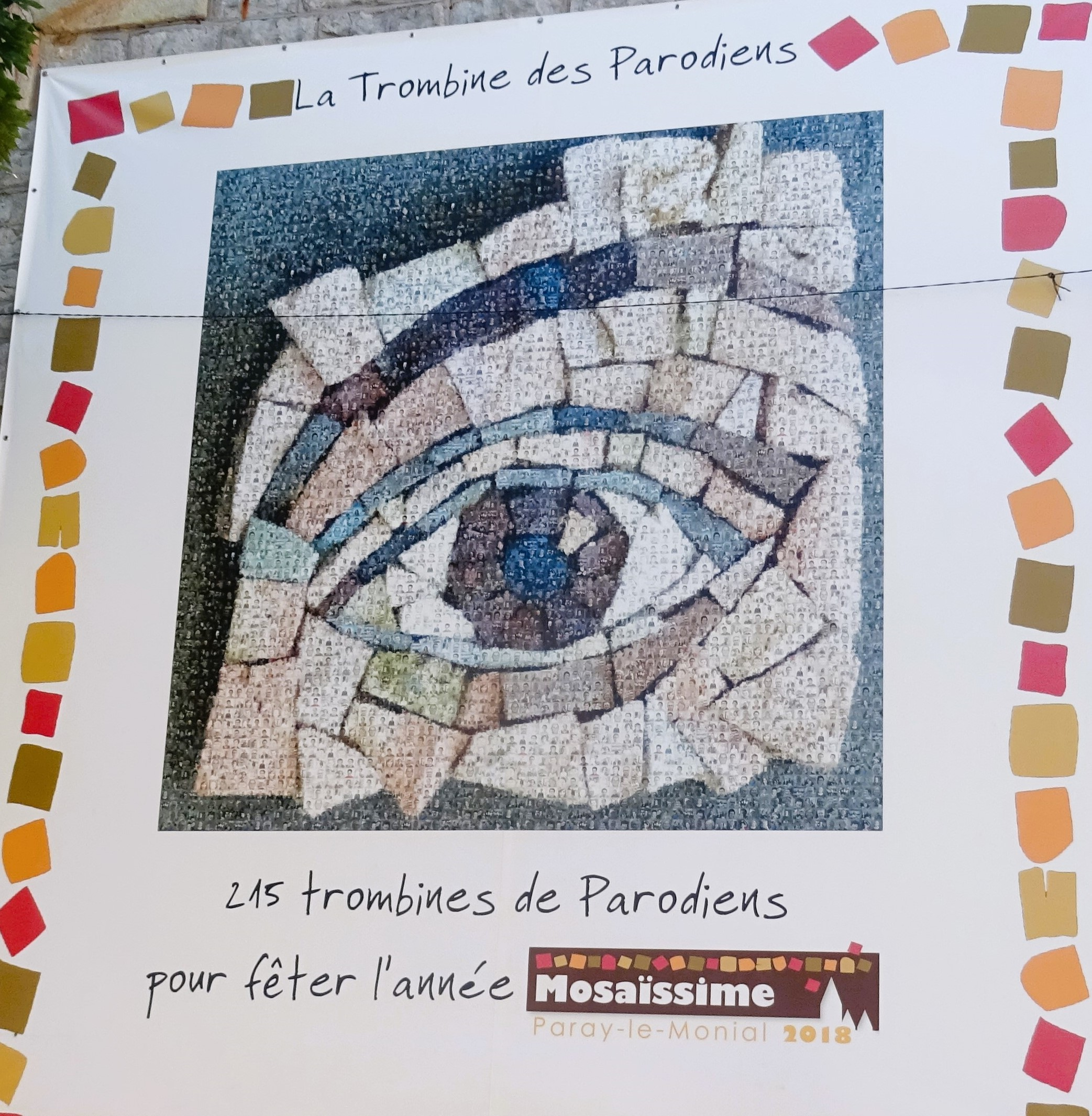

L’entreprise Fauchon-Baudot a été créée en 1901 par Alphonse Fauchon (1869-1941), un enfant du pays, né à Ciry-le-Noble. Elle n’est en rien comparable à la Manufacture de céramiques. C’est par le hasard de son mariage avec une demoiselle Baudot dont le père dirigeait une tuilerie dans cette commune que ce brillant étudiant en médecine se reconvertit en entrepreneur. Le rachat d’une tuilerie à Paray entre rail et canal marque ce nouveau départ. Quatre carrières d’argile dont deux sur le territoire de la commune alimentent l’usine de briques, tuiles et dalles entre rail et canal pour de longues années.

### Entre les deux guerres
Ni la Grande Guerre de 1914-18 ni la crise économique des années 1930 ne se sont traduites par un recul démographique : 4814 habitants sont recensés en 1914, encore 5302 en 1921 et ils sont 7794 Parodiens en 1936 : cette fois, Digoin avec 7089 habitants est à son tour dépassée. C’est une situation étonnante dans une France en pleine déroute démographique. 

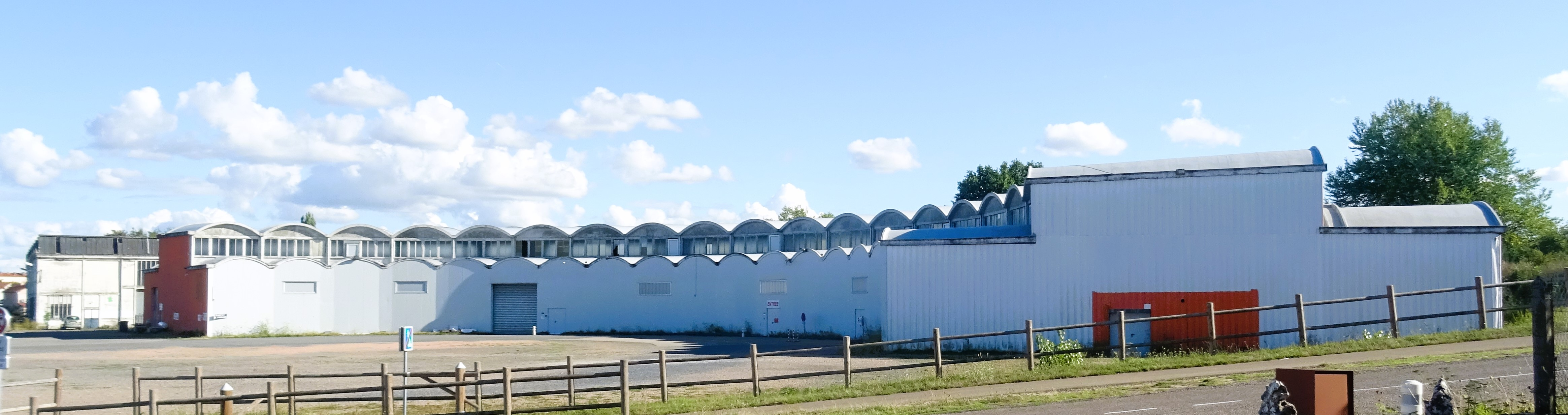
Dépôt des locomotives.

La raison essentielle de cette augmentation réside dans l’accroissement des activités ferroviaires. Du fait de l’engorgement du trafic de marchandises de l’axe Paris-Lyon par Dijon et par la vallée de la Saône, force est de diriger les trains vers deux axes parallèles : Paris-Chagny-Paray et Paris-Moulins-Paray et de là vers Lyon. En tant qu’étoile ferroviaire, Paray est idéalement placée pour l’installation d’un atelier de réparation et d’entretien des locomotives : leur nombre passe d’une vingtaine à 123. « Le dépôt mis en place en 1920-21 est impressionnant. Les installations comprennent un entrepôt de combustibles et deux rotondes en béton de 19 et de 21 voies où sont garées les locomotives. Ces rotondes sont desservies par des ponts tournants de 21 et de 23 mètres de diamètre et elles sont réunies par un bâtiment comportant des bureaux et un atelier de mécanique et de levage des engins ». Le personnel employé tant à la gare elle-même que dans le dépôt atteint environ un millier de personnes, soit le tiers de la population active de Paray-le-Monial.

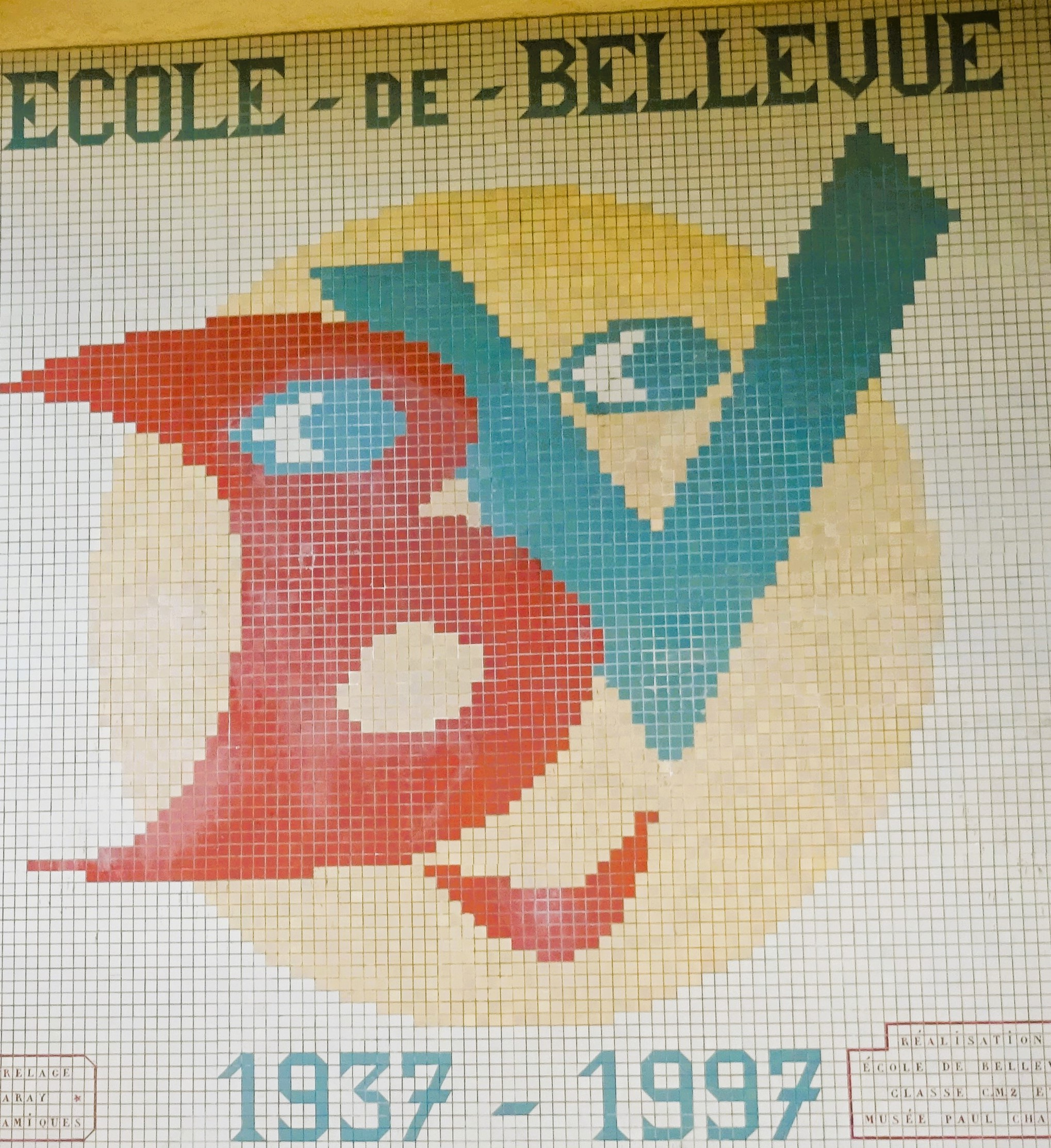
Mosaïque de l'école Bellevue.

Le paysage urbain de Paray-le-Monial subit une transformation totale pendant l’Entre-Deux-Guerres. Pour loger son personnel, le PLM a construit sur la colline de Bellevue au-dessus de la gare une cité cheminote sous la forme de collectifs de trois étages comprenant chacun six logements. À l’arrière, des potagers sont loués aux familles pour une somme modique. La vie est organisée collectivement avec une école, des lavoirs, une coopérative, des associations musicales et sportives, une église dédiée à sainte Marguerite-Marie avec son école privée e sa cure. La cantine est à côté de la gare. En 1921, c’est Edouard Jaunez est aux commandes de la Manufacture fondée par Charnoz. Il l'a intégrée à un groupe de six usines sous le nom de Cérabati. Le même souci que la direction du PLM le conduit à loger son personnel dans une cité en damier d’un ensemble de maisons, chacune pouvant accueillir deux familles. Au total plus d’une centaine, donc. Puis furent mis en place une cantine, une garderie, un service médico-social, des colonies de vacances, des secours aux démunis. « Le plan de Paray-le-Monial donne l’impression d’une ville coupée en deux de part et d’autre d’un espace vide formé par le grand pré Saint-Roch et le Moulin Liron. Jamais l’opposition entre une ville d’ouvriers et de cheminots au sud, de commerçants et autres actifs du secteur tertiaire au nord, n’a été aussi forte »,.

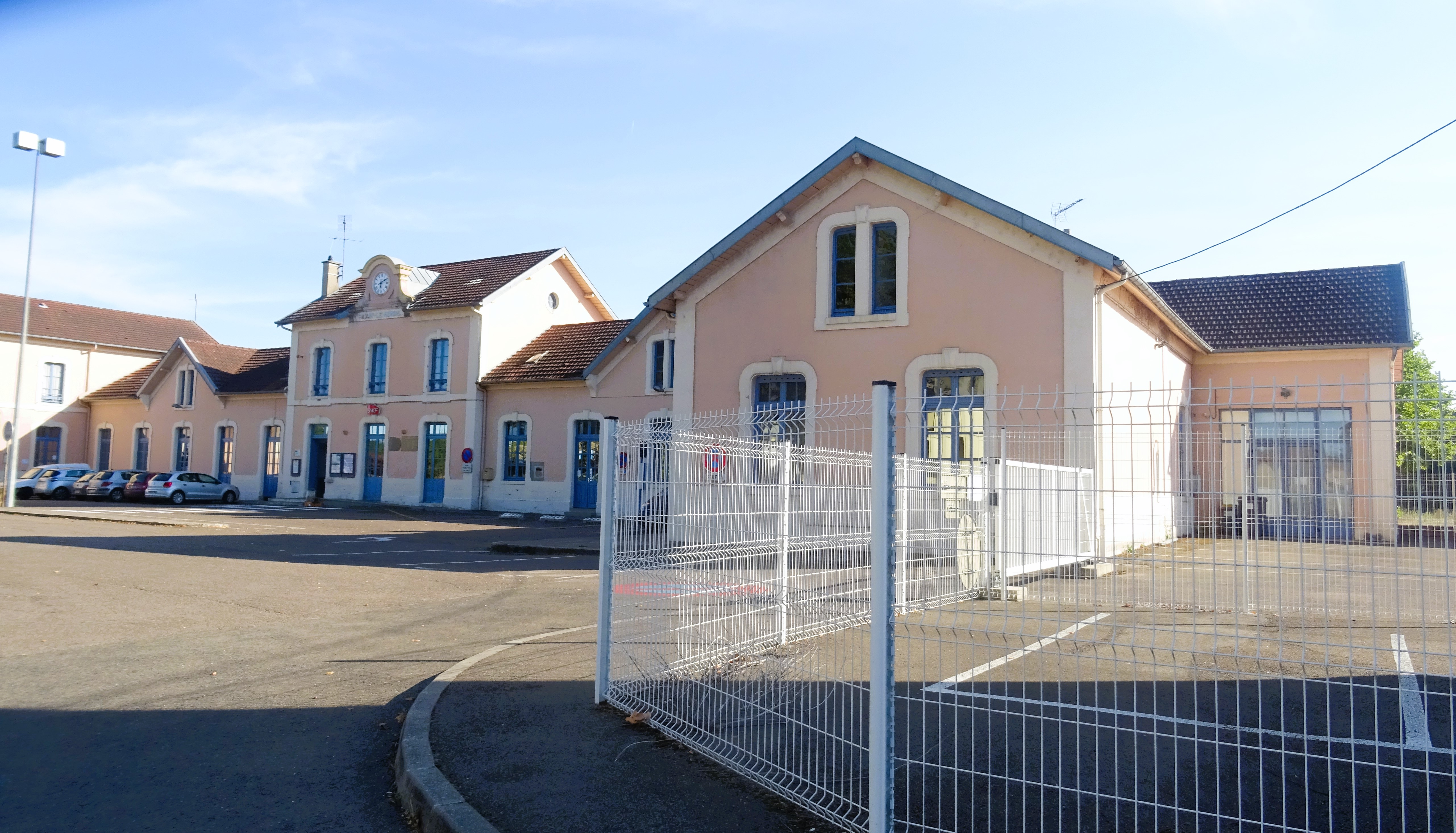
Gare de Paray-le-Monial.
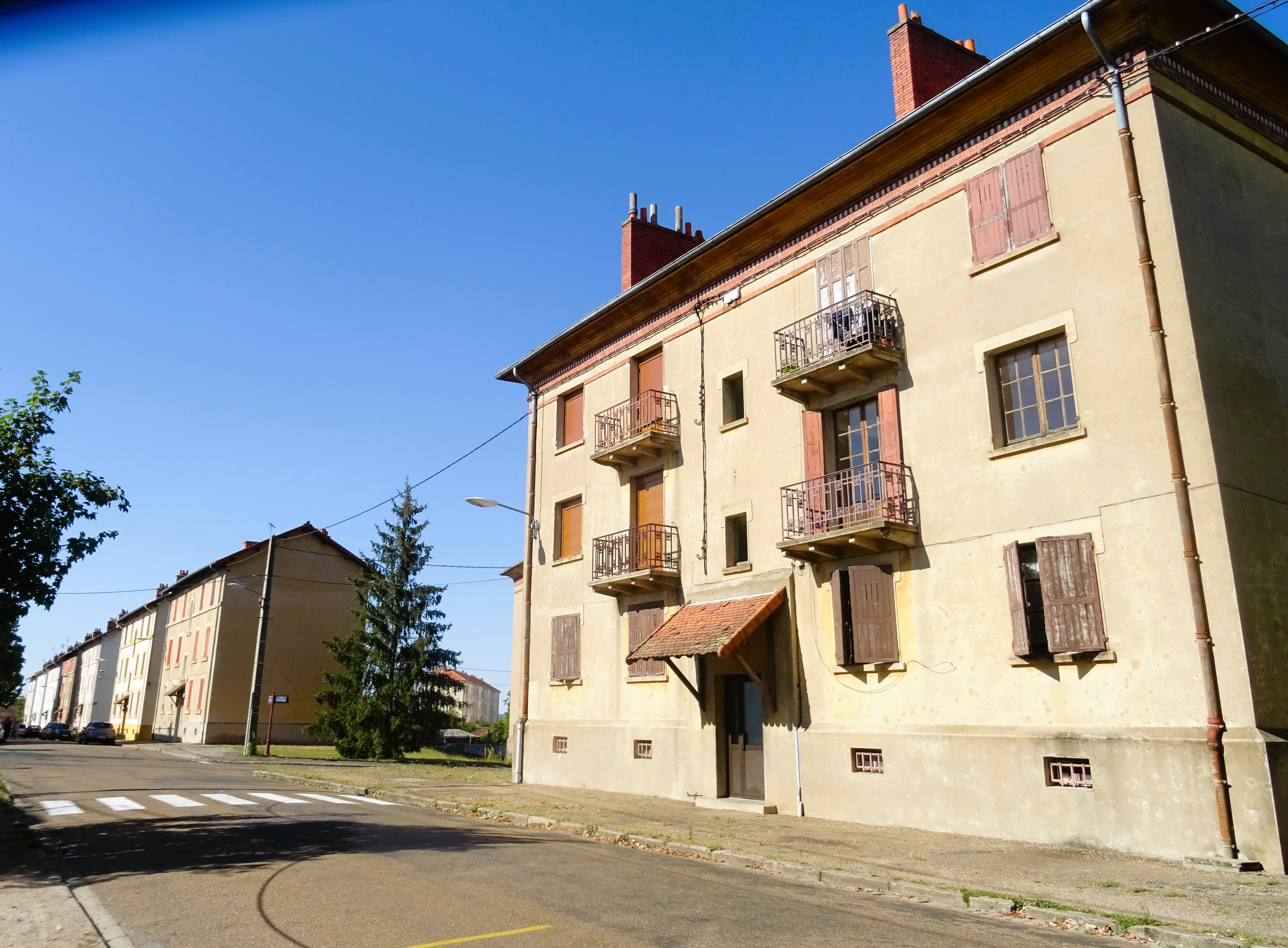
Immeubles du PLM.
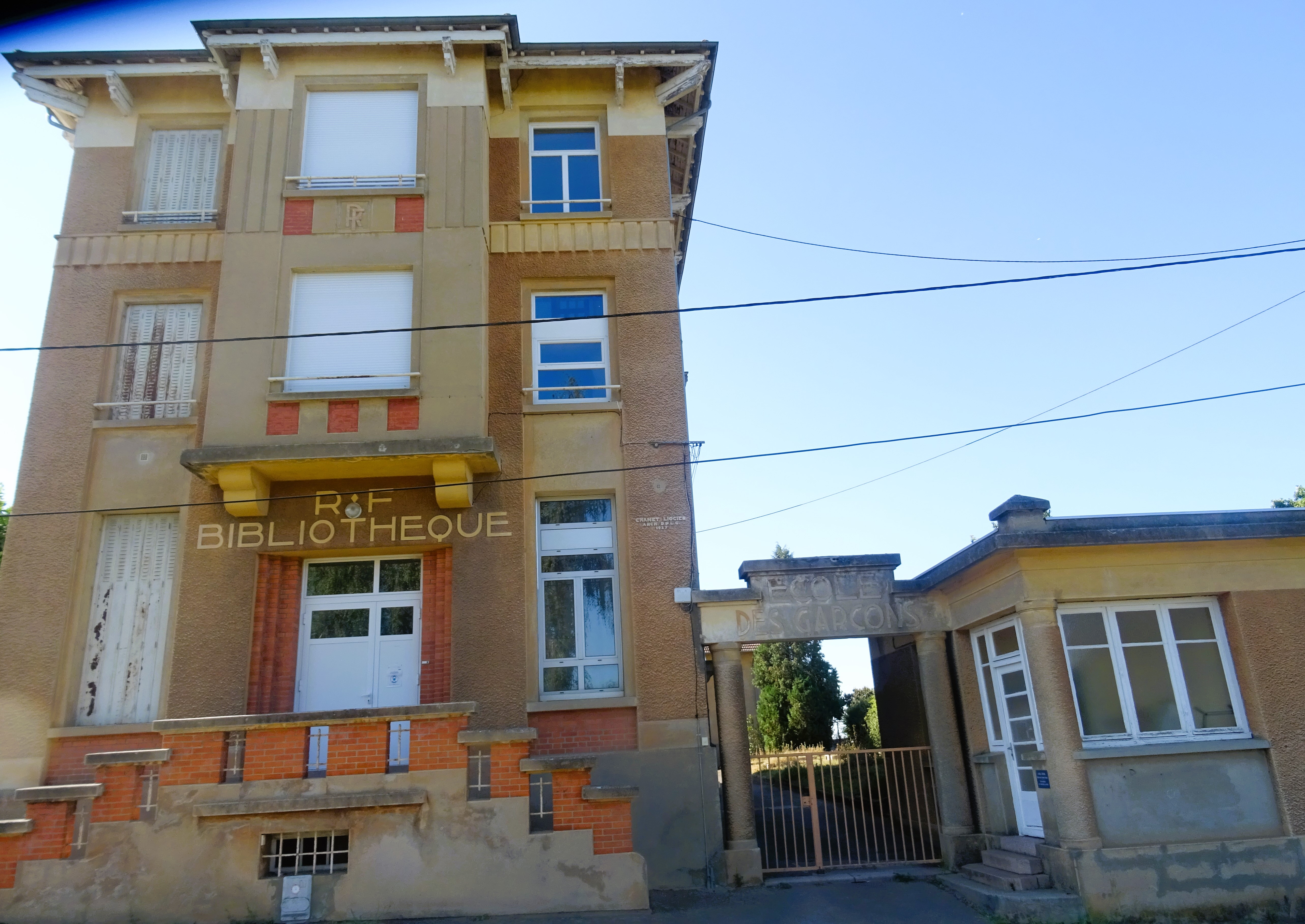
École Bellevue.
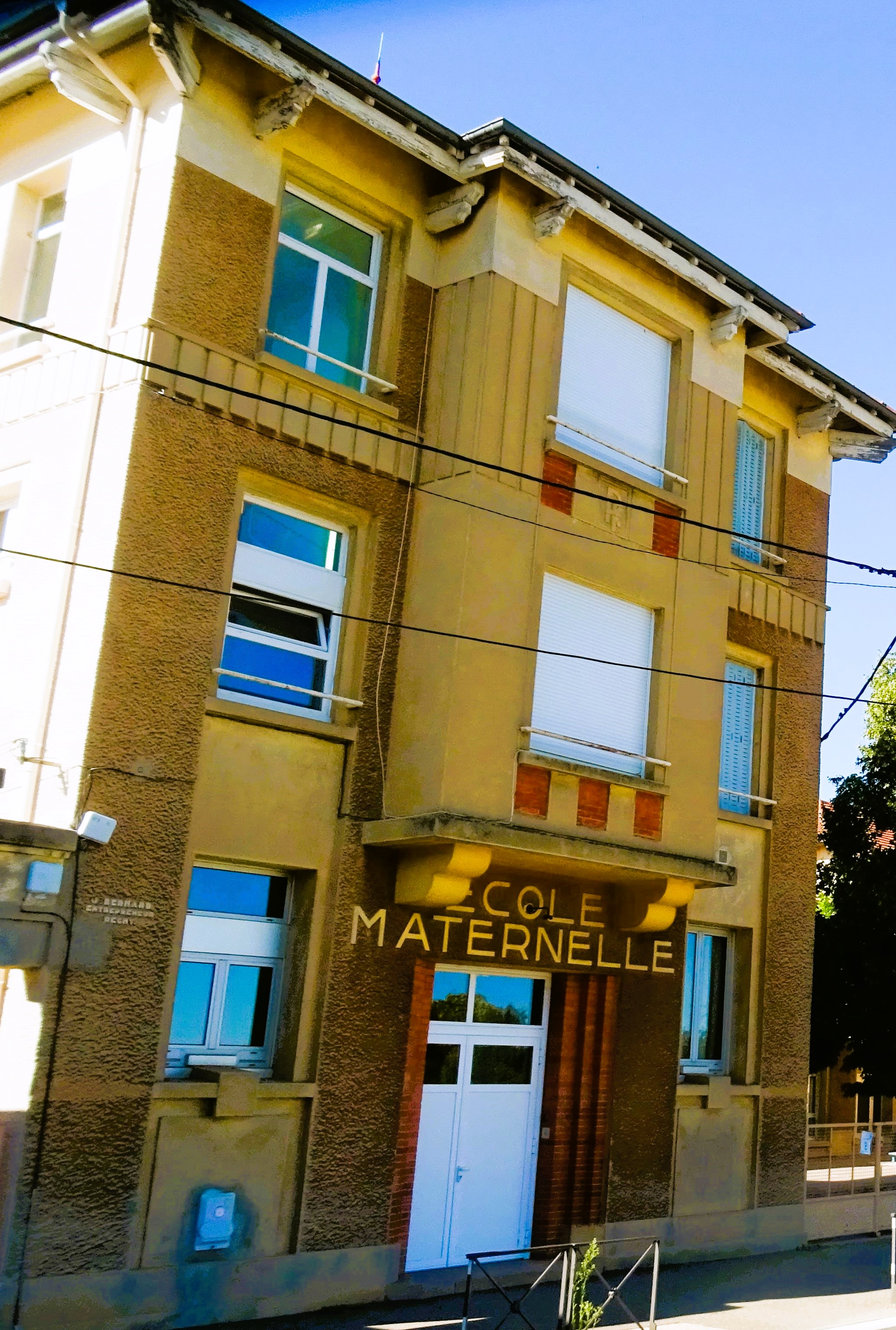
École maternelle Bellevue.
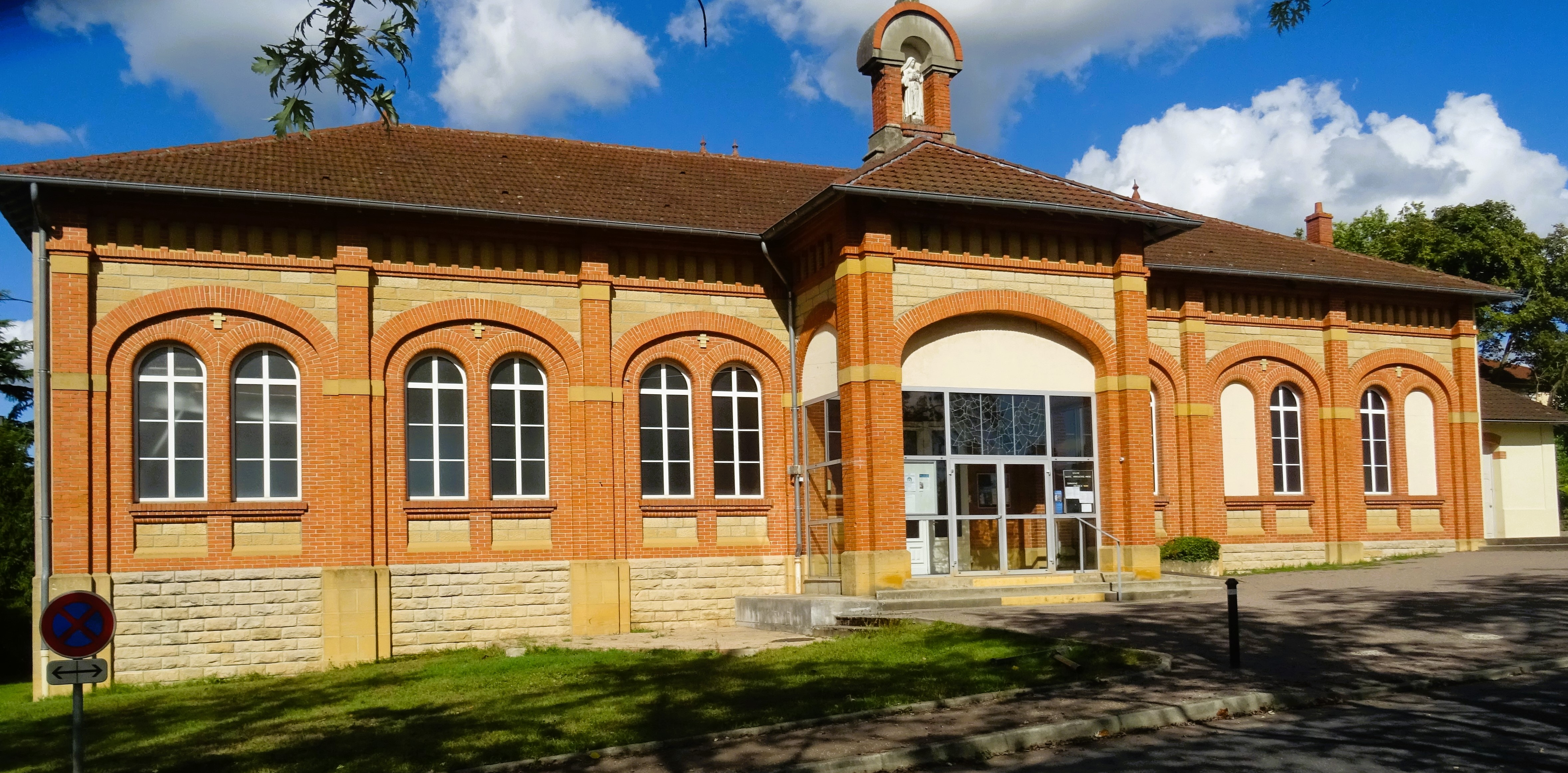
Église sainte Marguerite-Marie.
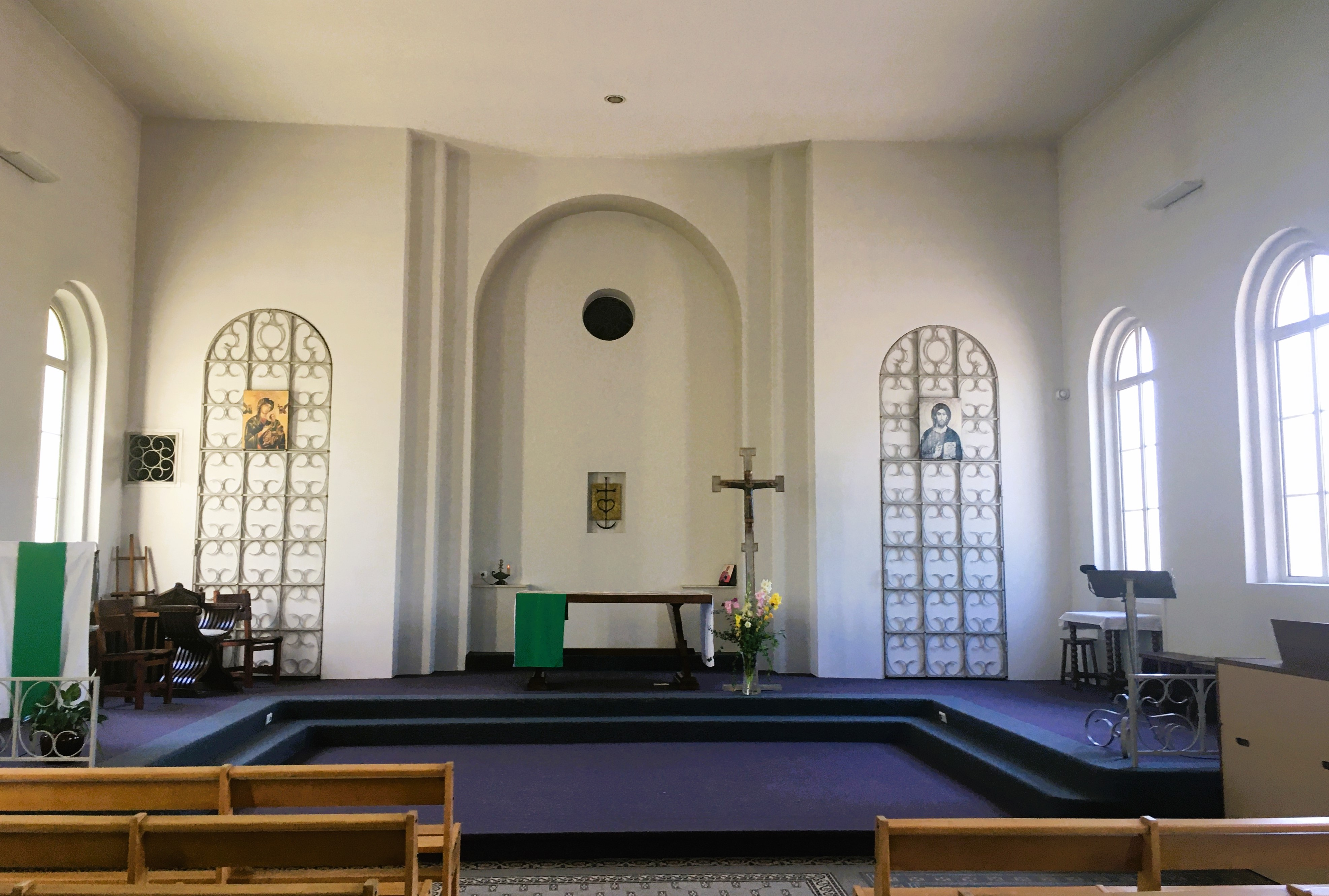
Intérieur de l'église Sainte Marguerite-Marie.
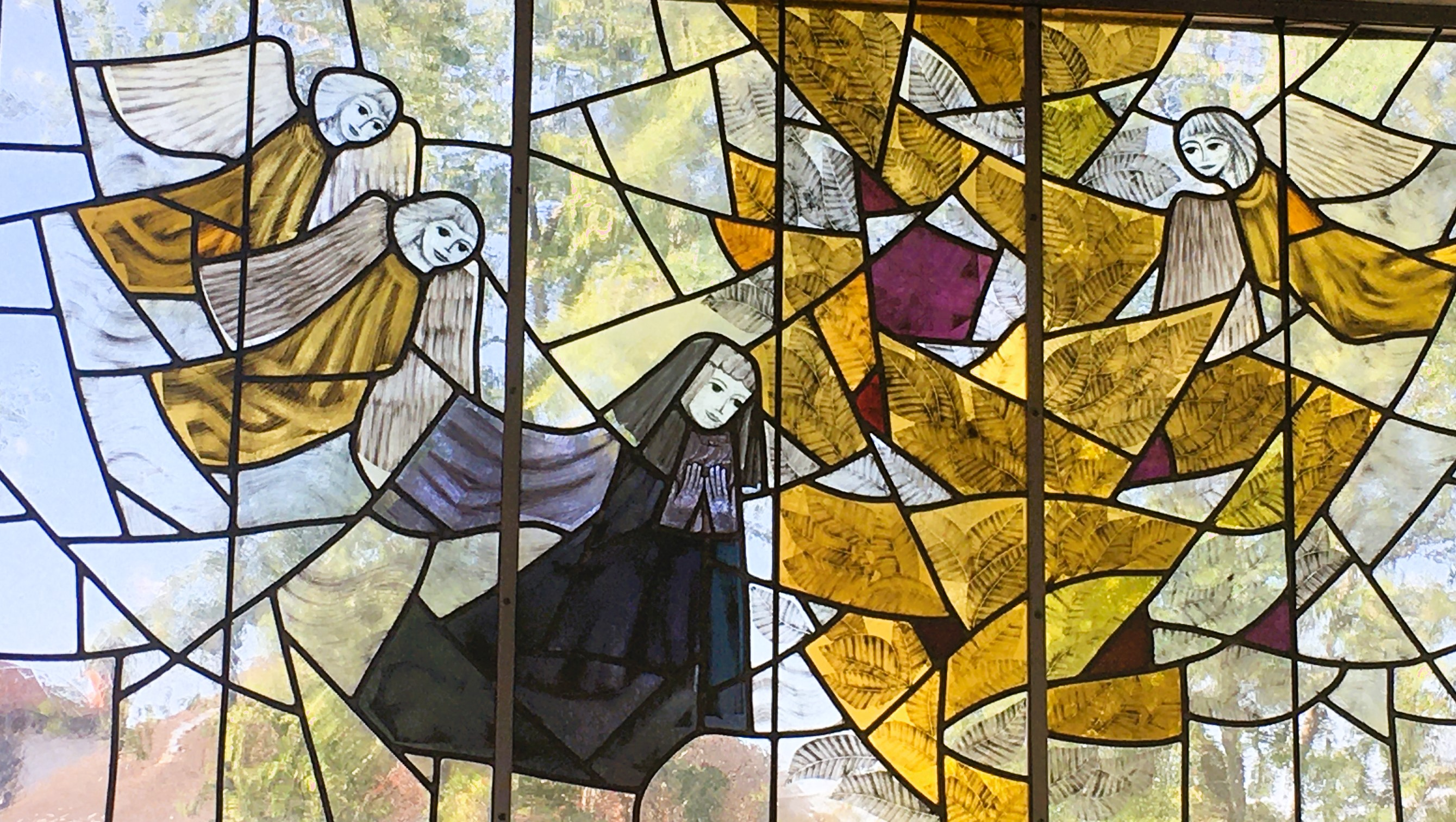
Vitrail de l'église Sainte Marguerite-Marie.
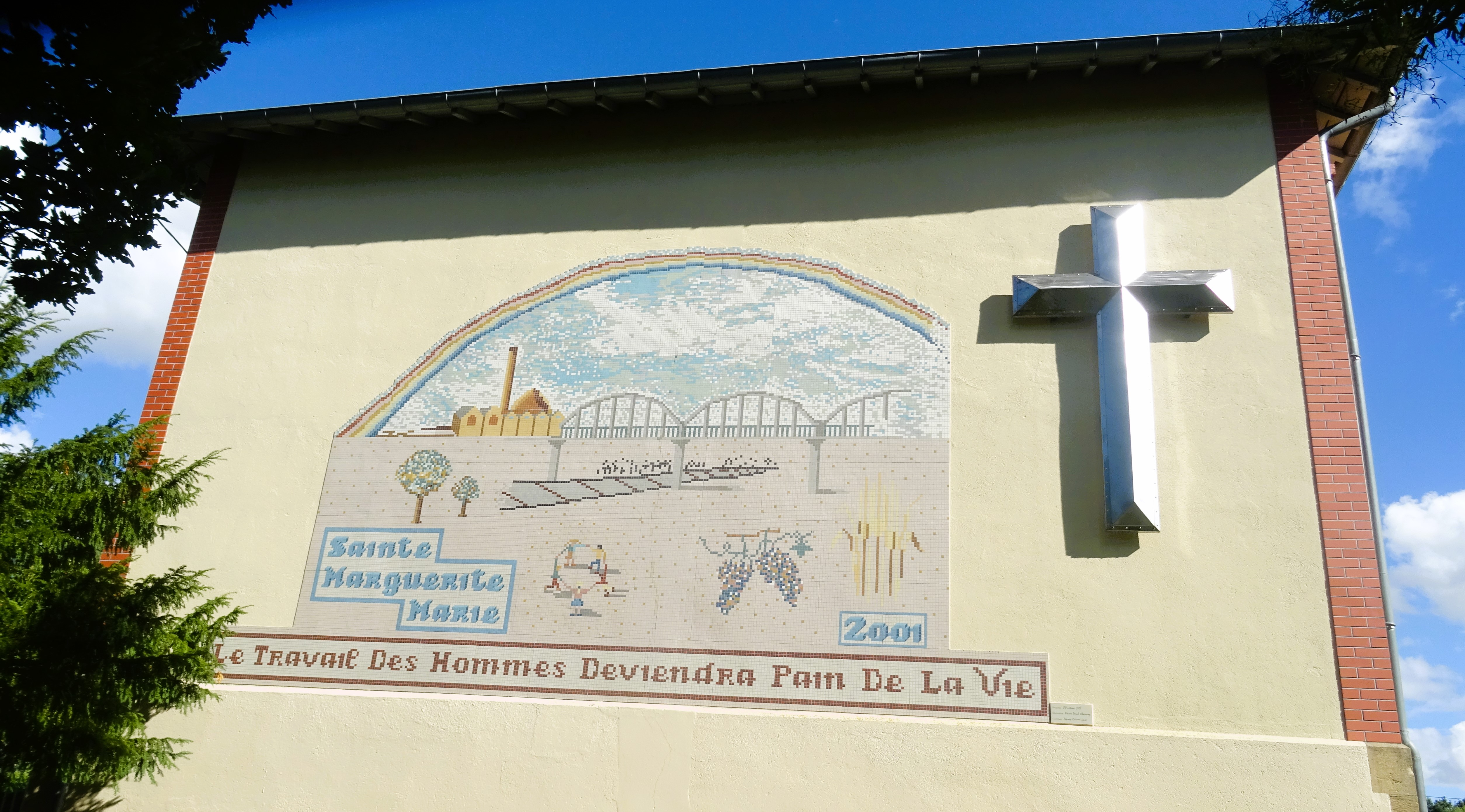
Mosaïque à Sainte Marguerite-Marie.
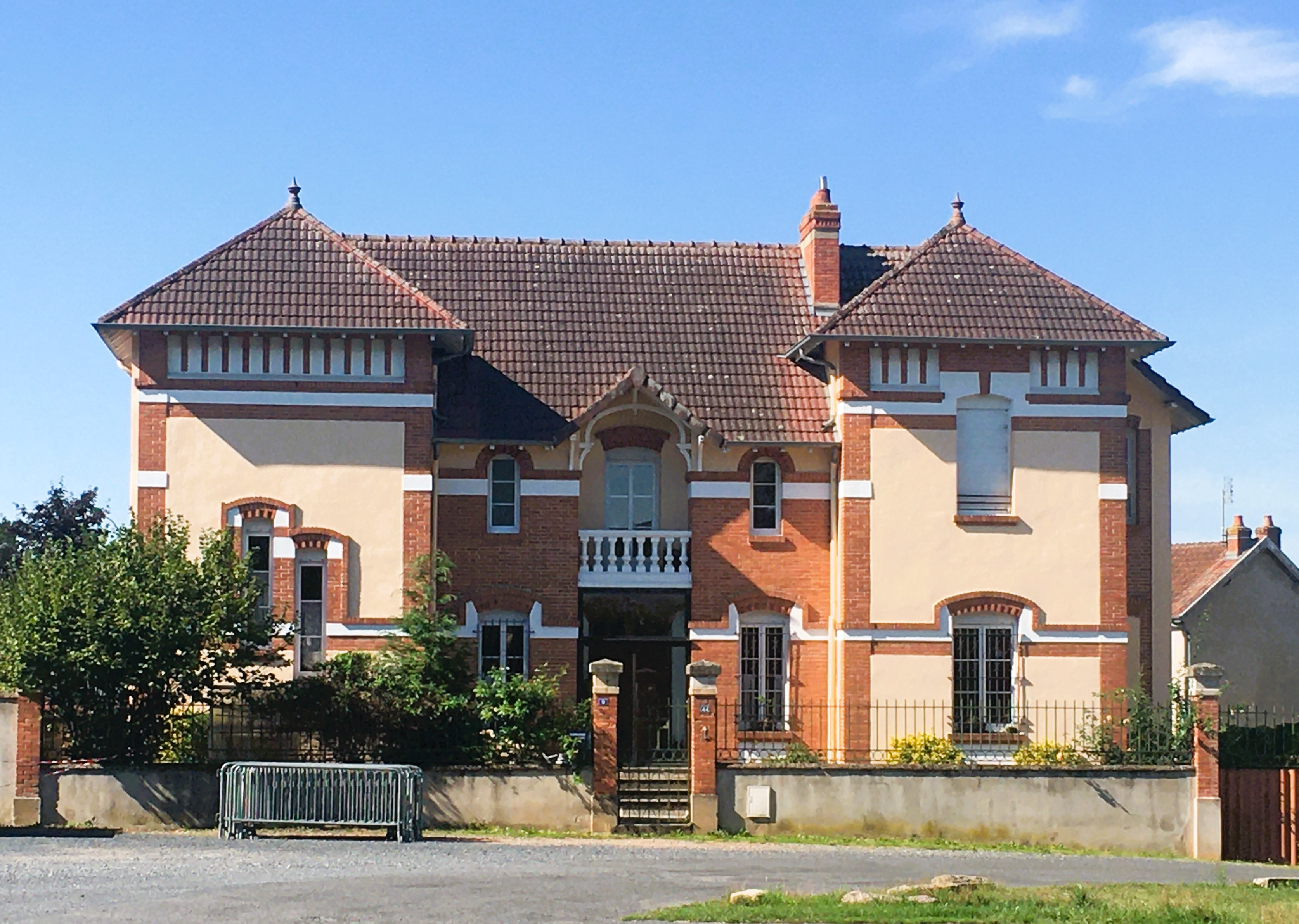
Cure du quartier de Bellevue.
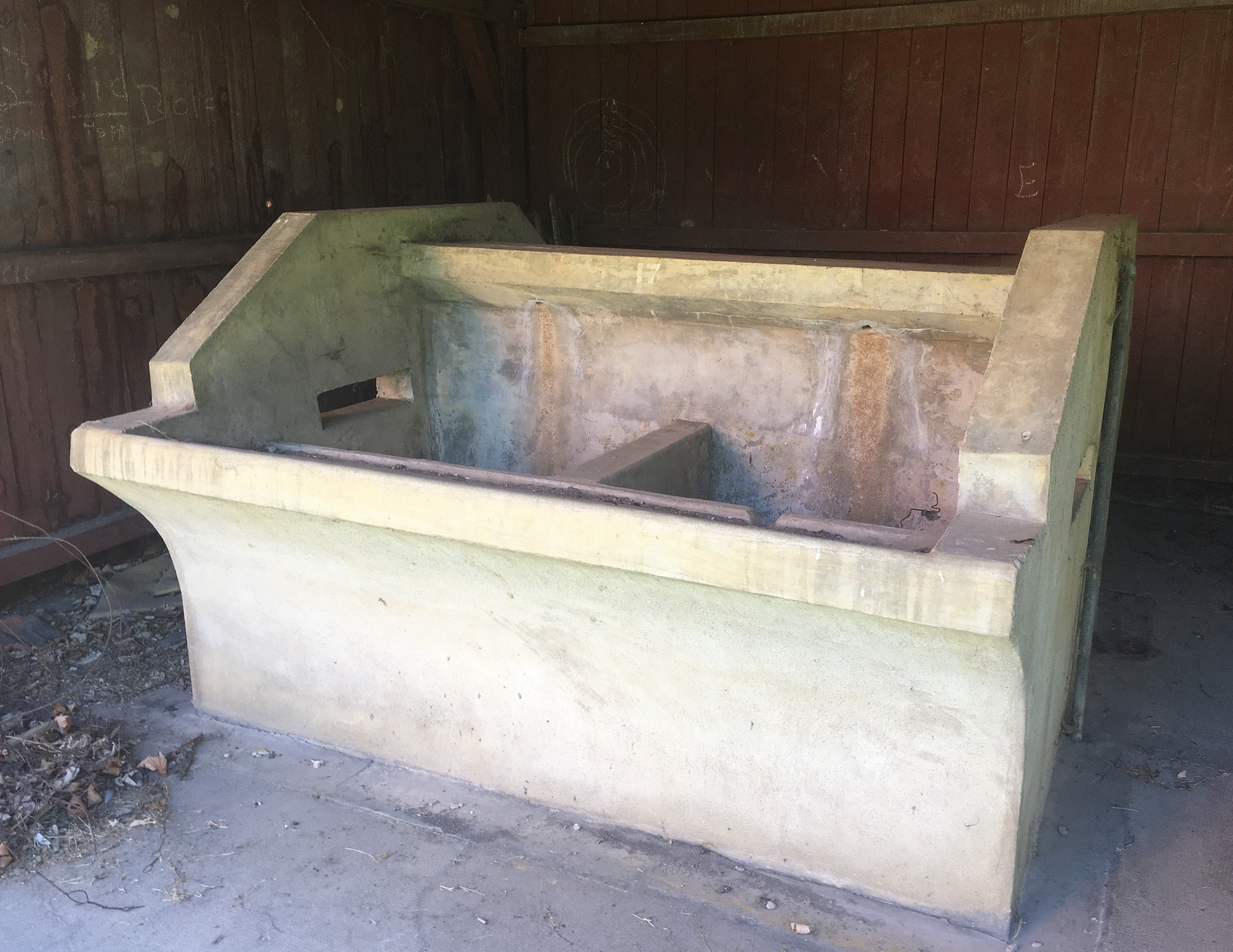
Lavoir du quartier de Bellevue.

### Pendant les Trente Glorieuses
Paray comptait 7 770 habitants en 1946. Ils sont 11 575 en 1975. « En un peu moins de 30 ans, la ville a gagné dans l’absolu 3 775 habitants soit autant qu’en soixante ans de 1886 à 1946. Relativement, c’est une progression de 48,6 % déjà remarquable en soi mais qui le devient d’autant plus que, dans le même temps, le principal employeur de la ville, la SNCF, fermait ses ateliers d’entretien de machines à vapeur et que disparaissaient les emplois correspondants, soit au total un bon millier ». Le fonctionnement du dépôt de locomotives avait été perturbé pendant la Deuxième Guerre mais sa dotation avait été à peu près reconstituée dès 1947. « Il a subi ensuite une érosion continue. En 1955, il n’y a plus que 70 machines et, en 1962, une douzaine seulement. Il ferme en 1972 après restauration de deux machines pour le musée de Mulhouse ». La traction électrique, qui équivalait à une consommation d’énergie de 52 %, avait eu raison de la machine à vapeur.
Cette énorme perte d’emploi a été compensée par la prospérité des établissements industriels. Le succès d’Eternit a été spectaculaire. C’est en 1939 qu’avait été créée cette entreprise d’origine franco-belge sur le territoire de Vitry-en-Charolais à 4 km au nord-ouest de Paray, entre canal et voie ferrée. Elle exploitait le brevet déposé par l’Autrichien Ludwig Hatschek en 1900. Ce sera la deuxième usine en France après celle de Prouvy dans le Nord. Elle était spécialisée dans la fabrication d’éléments en fibrociment. Elle s’approvisionnait en ciment depuis Beffes dans le Cher et importait son amiante du Canada par le port d’Anvers et le réseau navigable. À la fin des années 1950, elle employait
1 400 ouvriers. La problématique de l'amiante était inconnue à cette époque.
Nous retrouvons aussi Cerabati. En 1945, la production de produits de luxe n’est pas rentable. La technique de fabrication des carreaux dessinés ne se prête pas à la mécanisation. Il faut adopter les carreaux unis, moins coûteux. Au début des années 1950 l’usine emploie 900 personnes. La productivité accrue la rend très compétitive. Placée au premier plan des entreprises françaises du carrelage, elle investit beaucoup et, au début des années 1970, la politique favorisant l’accession à la propriété procure un gain d’activité au secteur du bâtiment. Fauchon-Baudot se développe également en exploitant un créneau technique : les éléments réfractaires de coulée pour la sidérurgie.
Au total, en regroupant les ouvriers de l’industrie et les cheminots classés dans le secteur tertiaire, on classait 57 % des actifs dans la classe ouvrière. Grâce à l’essor de l’industrie, ces données restaient valables au milieu des années 1970. Du point de vue urbanistique, l’opposition entre le sud ouvrier et le vieux centre s’est estompé car celui-ci s’est étoffé de nouveaux ensembles dont la ZAC des Sables est le meilleur exemple. Quant au vide entre ces deux parties de la ville, il a été comblé par une zone d’activité.

### Paray en guerre
Hors la remarquable continuité du développement de la ville de la fin du XIXe siècle jusqu’en 1975, les Parodiens ont pris leur part dans les guerres entre la France et l’Allemagne, selon des modalités différentes.
Très éloignée de la zone des combats de 1914 à 1918, la ville était bien placée en tant que nœud ferroviaire pour recueillir les blessés évacués du front. Pour certains des 58 000 poilus débarqués des 156 trains sanitaires il ne s’est agi que d’une courte halte où ils recevaient les premiers soins dans une infirmerie de gare. Une partie d'entre-eux était dirigée vers l’hôpital de la ville à la capacité d’accueil étant limitée ; un hôpital auxiliaire a dû être improvisé. Si son fonctionnement était à la charge de l’ensemble de l’arrondissement de Charolles, il bénéficiait d’un grand élan de solidarité sous forme de dons et d’une subvention du ministère de la guerre. 1904 soldats y ont été hébergés. La guerre se prolongeant, l’armée a installé tardivement un centre de formation pour 700 recrues de la classe 1917 soit un total d’un millier de personnes avec les services d’accompagnement.

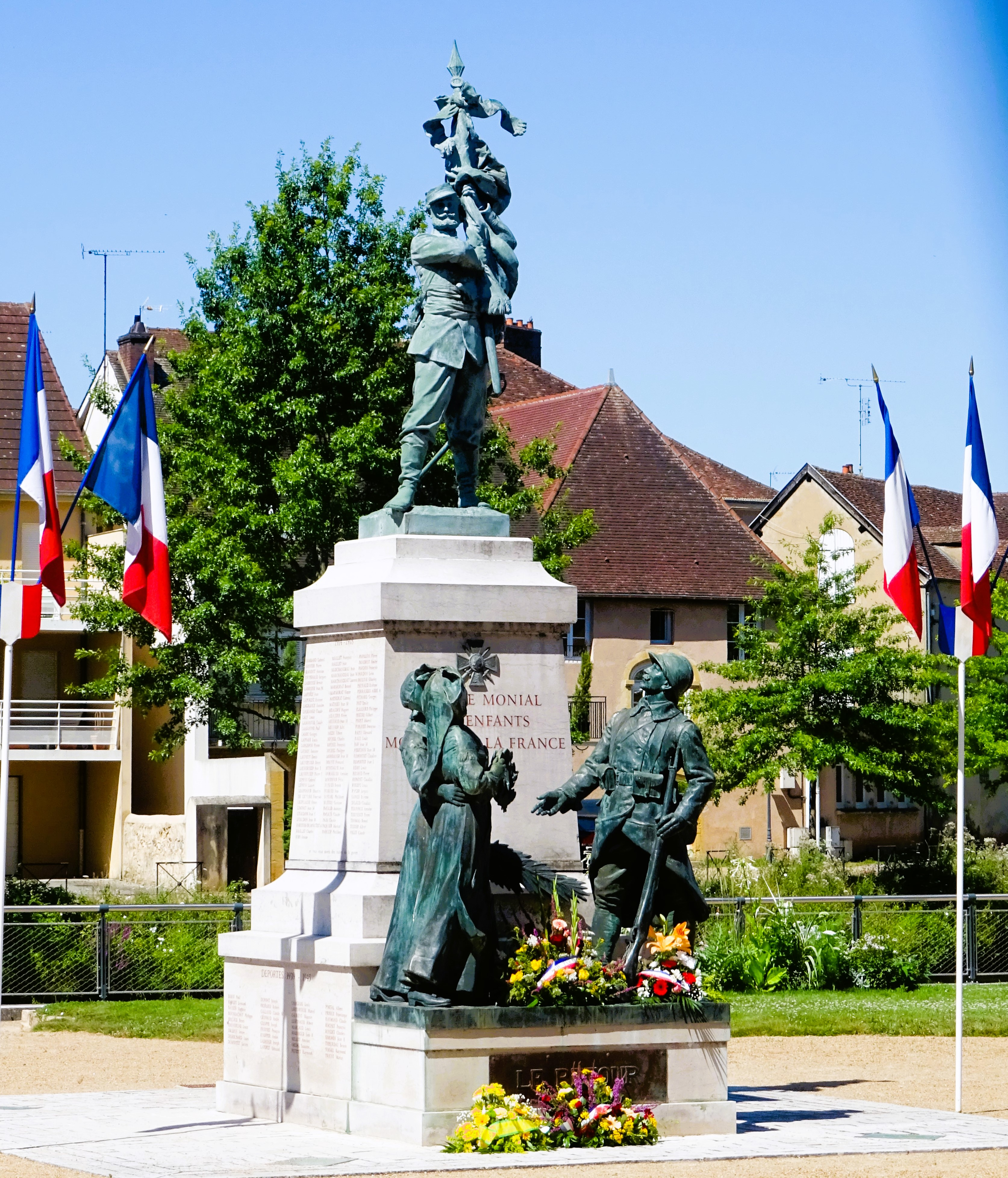
Monument aux morts.

193 enfants de Paray sont morts au combat, chiffre élevé pour une ville de 4 800 habitants. Le monument aux morts qui entretient leur mémoire est unique en son genre. Au lendemain de la défaite de 1871 avait été érigé un premier monument : haut perché sur un socle de pierre, une statue de bronze figurait un glorieux vaincu serrant sur sa poitrine le drapeau de la patrie mutilée. Il y avait place à ses pieds sur le socle pour lui associer les combattants de 14-18. Un poilu victorieux campé sur son fusil et le visage redressé présente à son frère d’armes malheureux deux femmes représentants les provinces d’Alsace et de Lorraine retrouvées grâce à la victoire du 11 novembre. L’inauguration eut lieu en 1923.

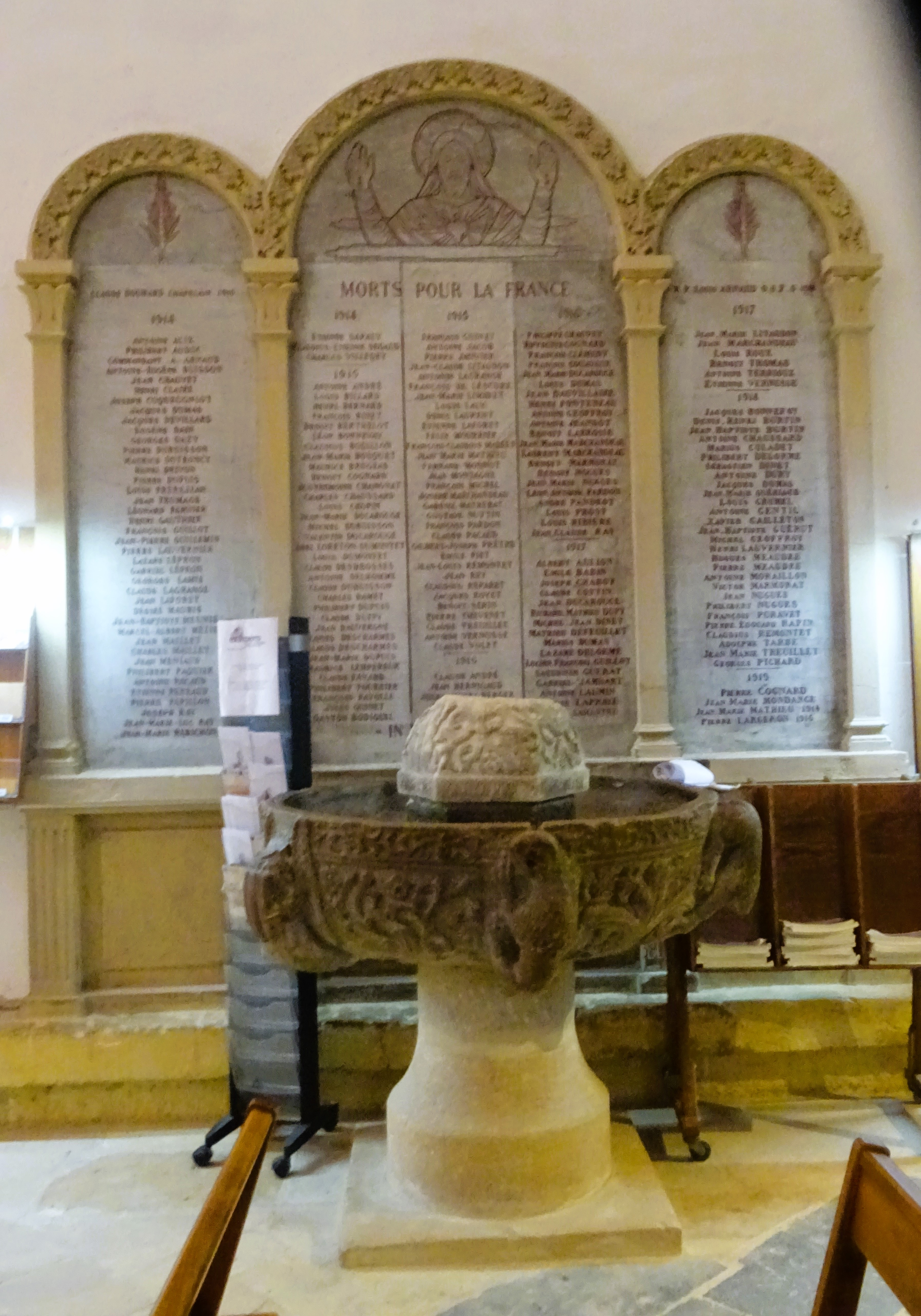
Morts de 1914-18.

Pendant la Seconde Guerre mondiale, la gare devait être la cible de l’ennemi, encore qu’il n’y eut pas grand intérêt pour lui à la bombarder aux derniers jours de la débâcle, le dimanche 16 juin 1940 : les obus firent vingt-et-un morts et de nombreux blessés dans le quartier du Colombier. La ville occupée le 18 juin eut le triste privilège d’être élevée au niveau de sous-préfecture, de préférence à Charolles, d'après le niveau des services contrôlés par l’autorité militaire qui y ont été installés. Une autre particularité la distingua dans les premiers jours de l’occupation. Le canal du Centre étant un repère commode fut choisi dans ce secteur pour marquer la limite entre zone libre et la zone occupée. Pendant tout le mois de juillet 1940, les ouvriers habitant en deçà du canal devaient se soumettre à un contrôle aux ponts et aux écluses pour gagner leur poste de travail. Une telle absurdité ne dura pas. Dès le début du mois d’août cette limite fut repoussée et reportée à 6 km plus au sud. Paray était donc soumise à l’occupation directe et non au régime de la zone libre de Vichy.

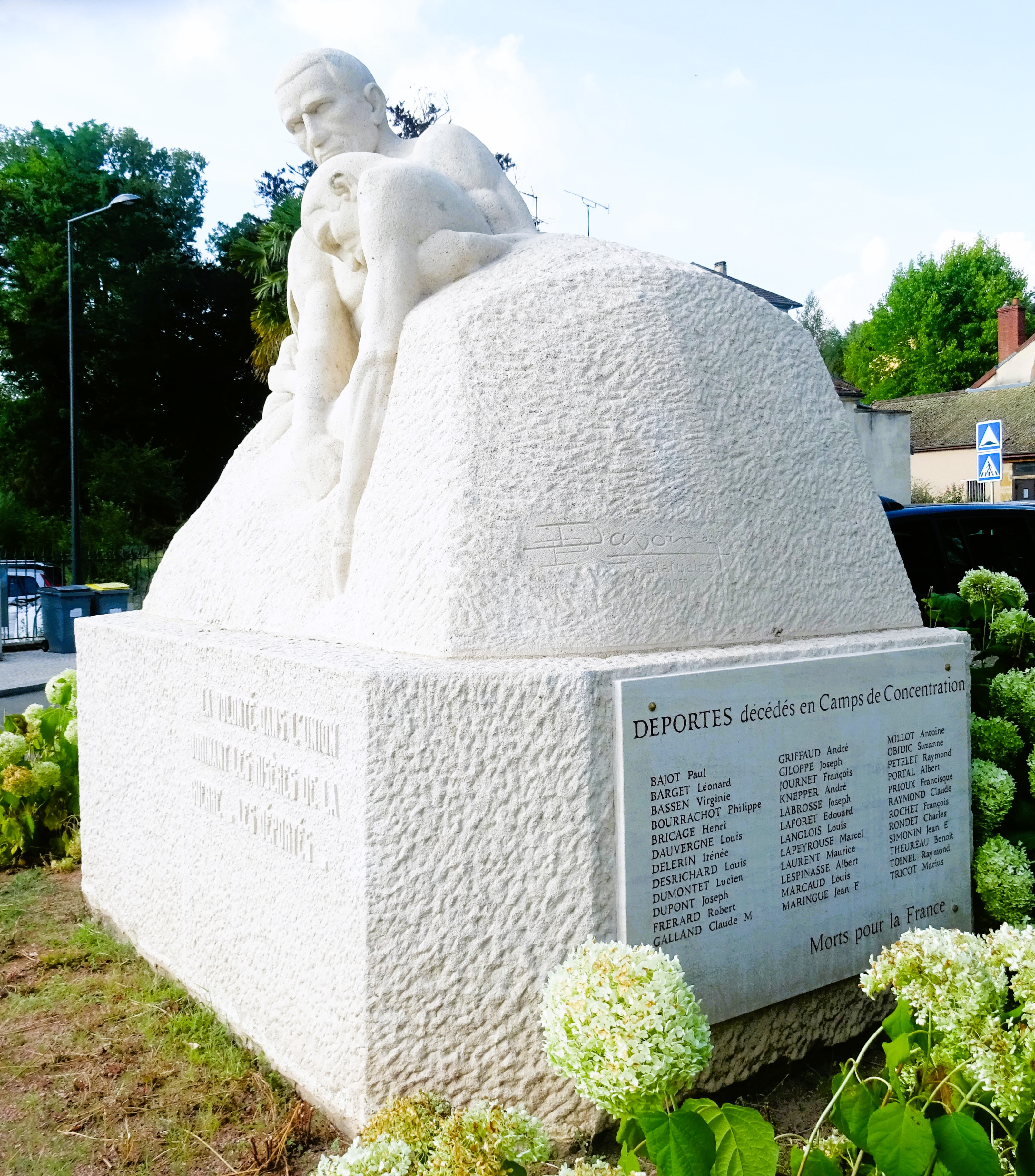
Monument des déportés.

Lorsque l’espoir renaît, avec les premiers succès des forces alliées, le 14 juillet 1943, de jeunes résistants bravent l’ennemi par une minute de silence et par le chant de la marseillaise devant le monument aux morts. Vingt-et-un d’entre eux sont arrêtés, emprisonnés ou déportés. Les drames s’accumulent en 1944. En janvier, c’est l’arrestation de vingt-cinq membres du réseau Combat et de seize cheminots. Dix-sept meurent en déportation. En juin, le maire Louis Desrichard est déporté ; son crime : il a refusé d’enterrer sans cérémonie funèbre un résistant abattu à Poisson. Il ne revient pas des camps de la mort. Le 22 août, les maquisards de Saint-Julien-de-Civry tentent de stopper en gare un train de déportés. Ils ne se doutent pas que les Allemands sont sur leurs gardes, car en queue de convoi se trouvent des wagons de matériels avec des plates-formes d’artillerie lourde. Vingt-deux maquisards sont tués. Au total « Paray est l’une des villes de Saône-et-Loire qui a le plus souffert : dix résistants ont été fusillés et sur quatre-vingt personnes déportées, trente-quatre sont mortes dans les camps ». En ajoutant à cette liste les trente-cinq cheminots de la région morts en résistants ou en déportation, honorés d’une plaque à la gare, la ville de Paray a été décorée de la croix de guerre en 1948.

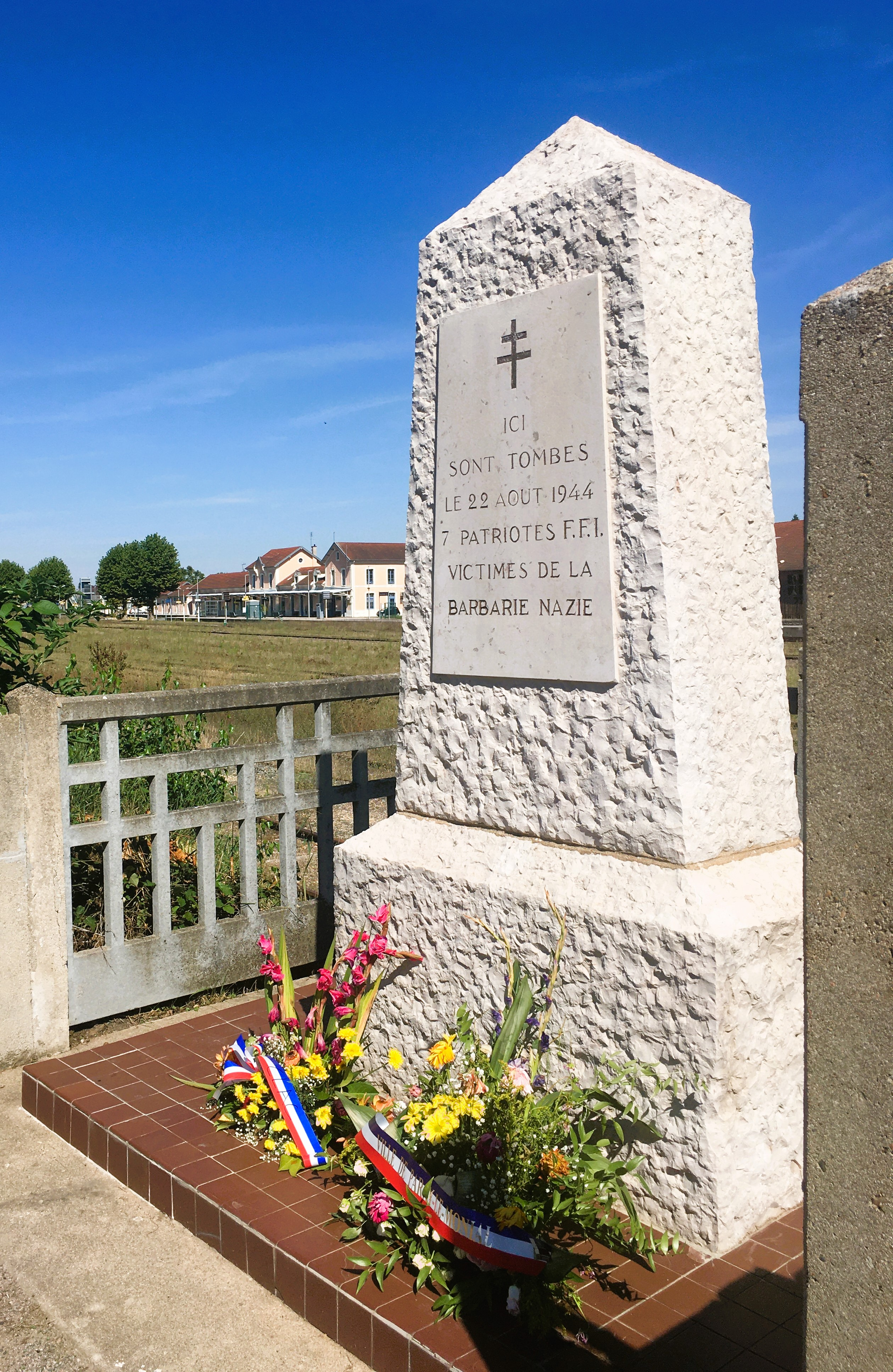
Stèle du 22 août 1944.

### Paray, foyer religieux
Selon toute vraisemblance, Paray-le-Monial trouve ses origines dans la construction au sommet d'une colline (l'actuel quartier de Survaux), dans une vallée broussailleuse alors appelée « Val d'Or », d'un prieuré et d'une église consacrée.

#### Les pèlerinages
L’importance de Paray-le- Monial comme foyer religieux s’apprécie selon deux modes différents : l’animation de la cité par l’afflux des pèlerins et les institutions pérennes dont le culte du Sacré-Cœur a suscité la création.

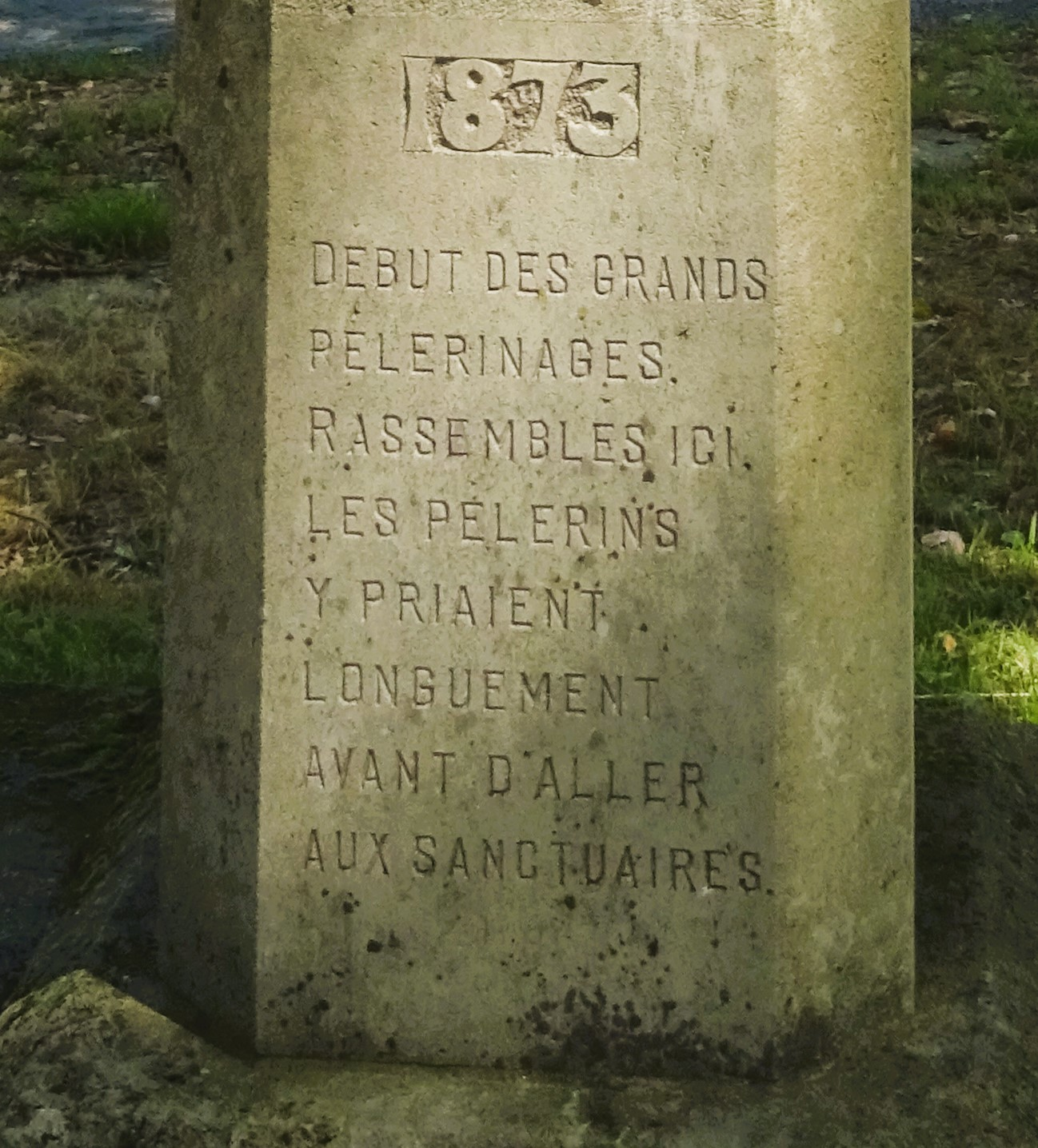
Borne du premier pèlerinage.

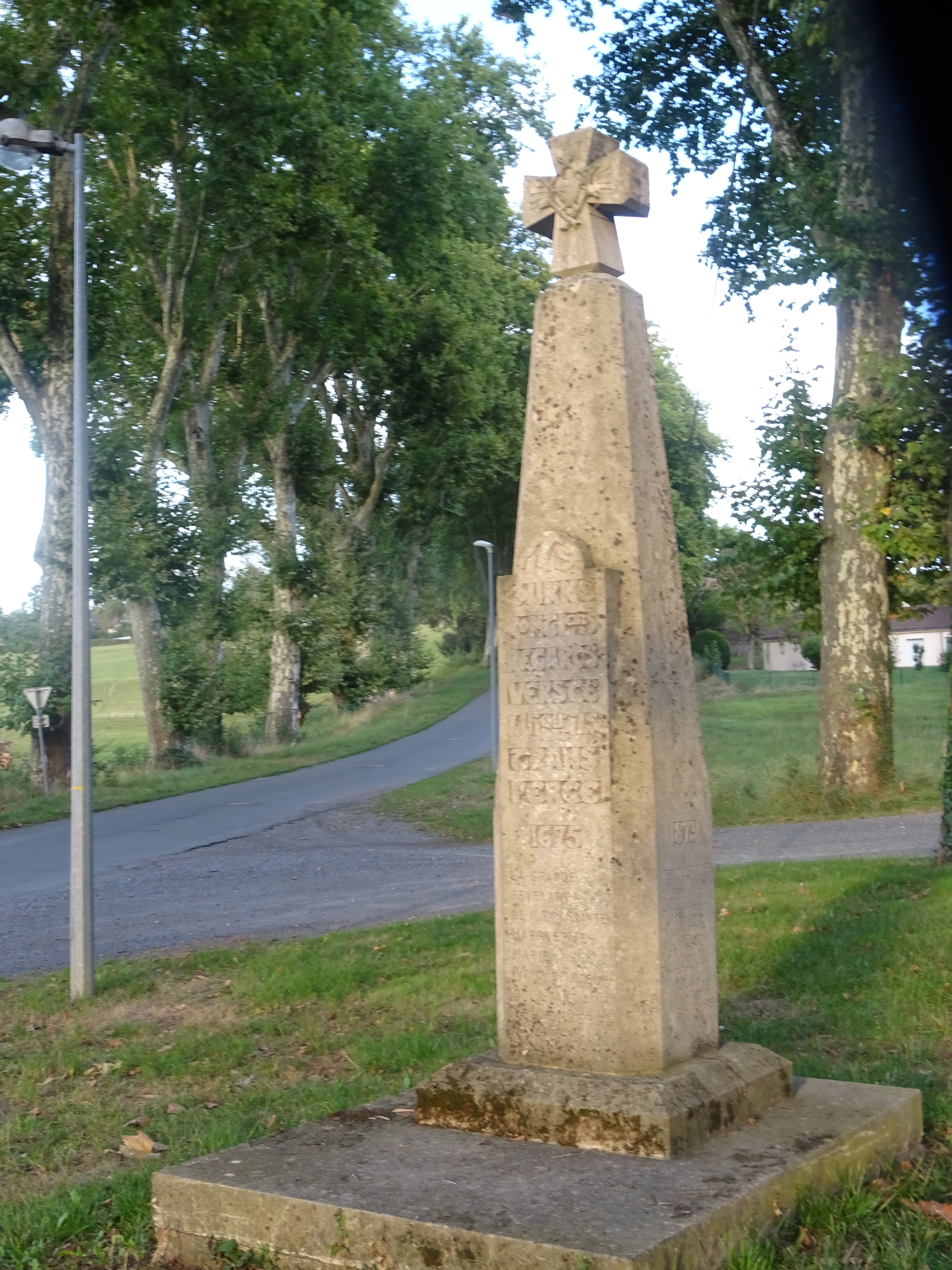
Croix du premier pèlerinage.

L’histoire des pèlerinages est riche en enseignements sur l’évolution des mentalités. À son commencement, en 1873, la grande masse des catholiques est marquée par un triple traumatisme : « la défaite de nos armées devant la Prusse, la réclusion du pape dans Rome après que le jeune royaume d’Italie eut annexé ses domaines et le souvenir effrayant de la Commune de Paris ». Le salut est dans le retour aux valeurs traditionnelles par une double restauration : celle de la royauté sociale du Christ et celle de la monarchie dont on espère la restauration par le comte de Chambord. Le succès de l’entreprise est à attribuer à un jésuite, le père Drevon qui réussit à convaincre l’évêque d’Autun et à une intense propagande utilisant tous les médias de l’époque dans l’ensemble de la France. Il faut ajouter les facilités nouvelles de transport grâce au chemin de fer et le choix de la belle saison : les deux grandes manifestations ont lieu les 20 et 29 juin. Tout l’été les groupes de pèlerins se succédent. À l’issue de cette saison exceptionnelle, 200 000 pèlerins sont venus. Et c’est à la suite d’un vœu prononcé que fut décidée la construction de la basilique de Montmartre.

Jusqu’au début du vingtième siècle, le succès ne se dément pas. C’est aussi affaire d’une meilleure organisation qui commence par la venue des pèlerins en groupes organisés bénéficiant de tarifs spéciaux de la part du PLM et leur accueil en gare au son des cloches. Au début, les cérémonies se déroulent dans la basilique. Lorsque celle-ci ne peut accueillir le trop grand nombre, elles sont transférées à l’ombre des platanes de l’avenue de Charolles. Les Visitandines ouvrent leur jardin : après avoir vénéré les reliques de sainte Marguerite-Marie dans la chapelle, le pèlerin y arrache discrètement une feuille du noisetier des apparitions. Les autorités religieuses prennent l’affaire en mains. En 1876, Adolphe Perraud, évêque d’Autun, fonde les Chapelains du Sacré-Cœur, chargés de desservir la basilique et d’assurer la direction et l’organisation des pèlerinages. Puis il est fait achat d’une nouvelle propriété en bordure du jardin et au chevet de la basilique. Dans le parc aménagé pour la pratique des exercices pieux et où est construit leur résidence, « on trace une allée circulaire (l’allée des processions), on installe un chemin de croix, et, en 1902, sera construit le dôme qui permettra de célébrer les offices dans de bonnes conditions de visibilité ».

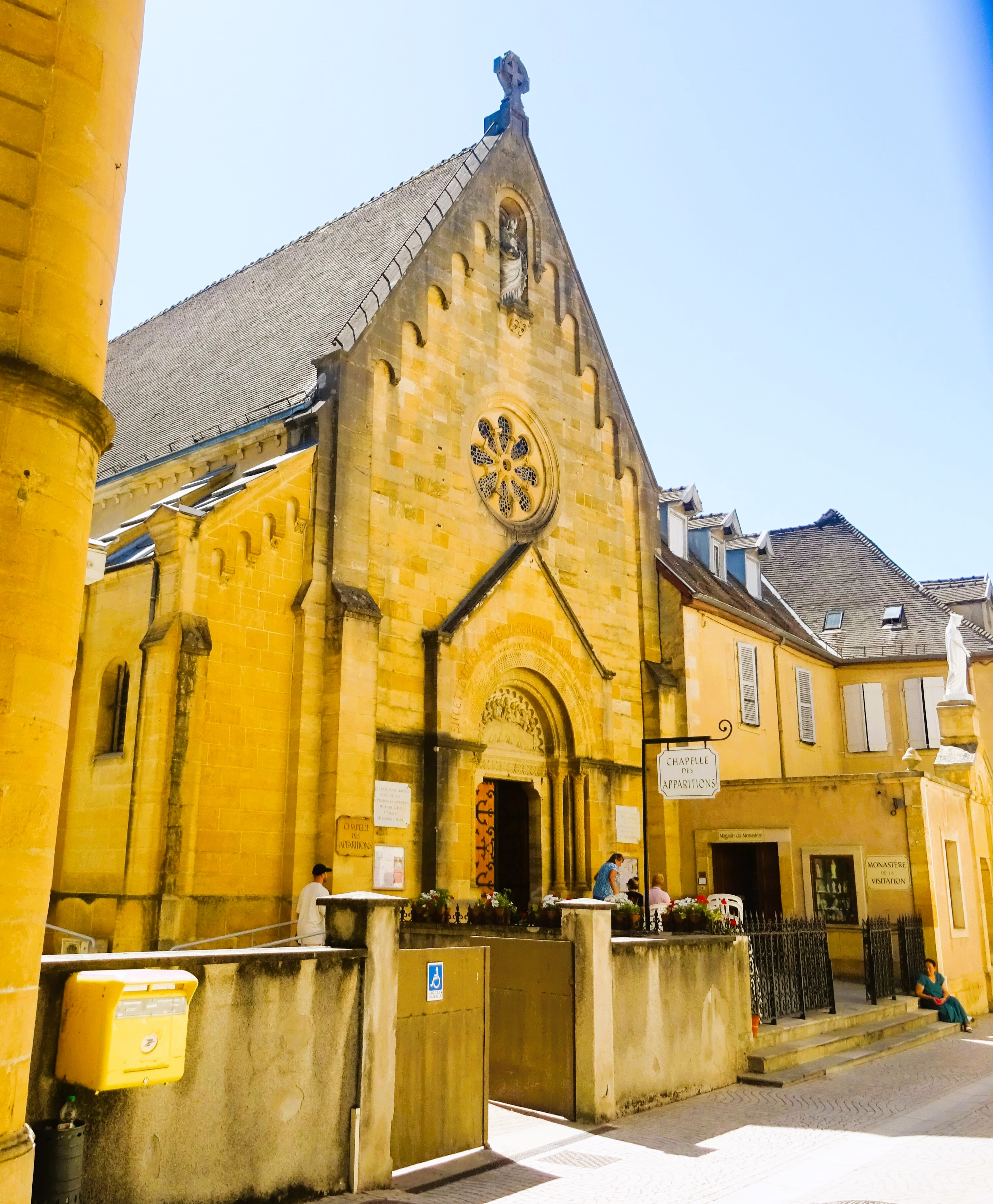
Vue extérieure de la chapelle de la Visitation.
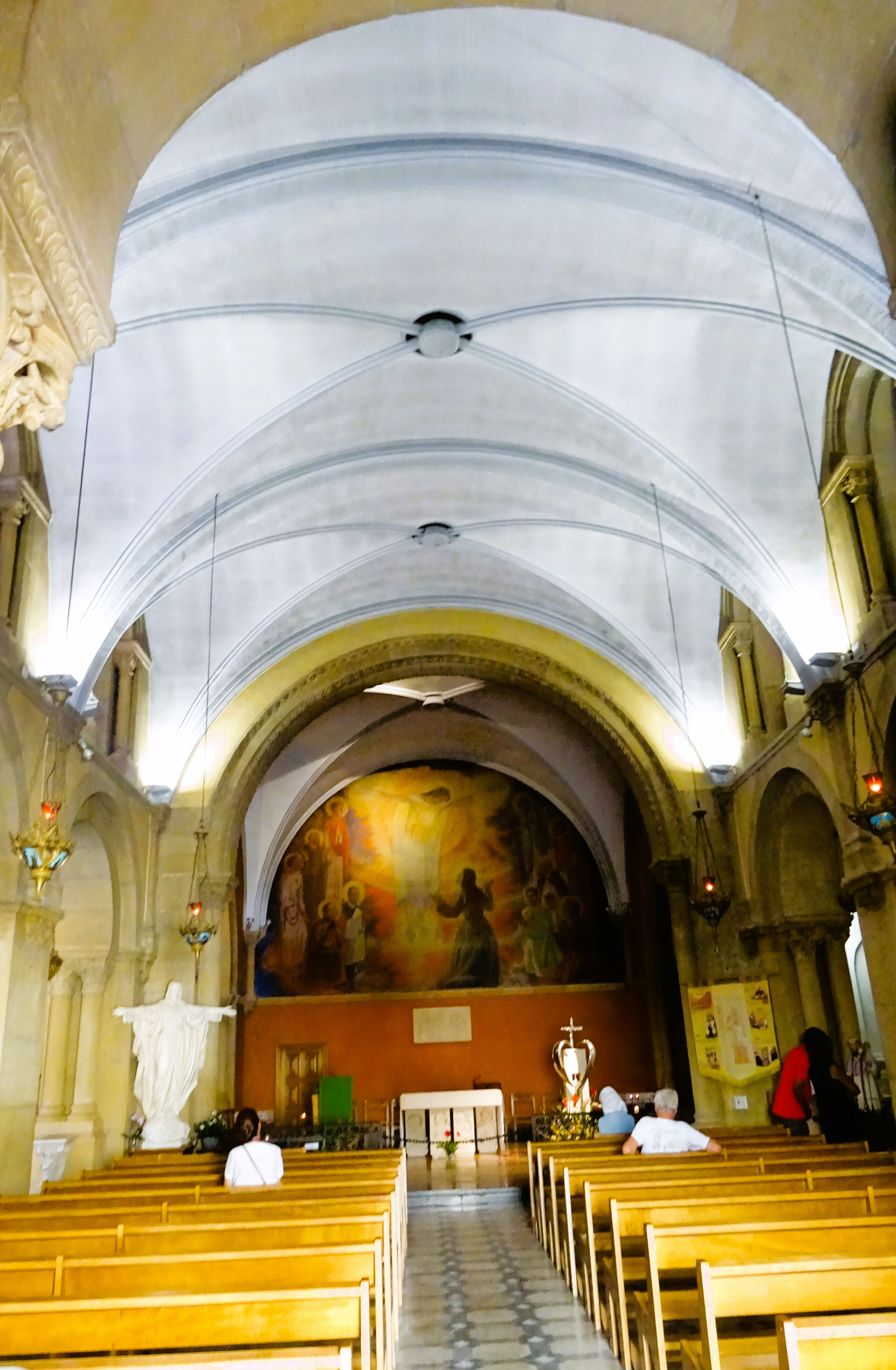
Intérieur de la chapelle.
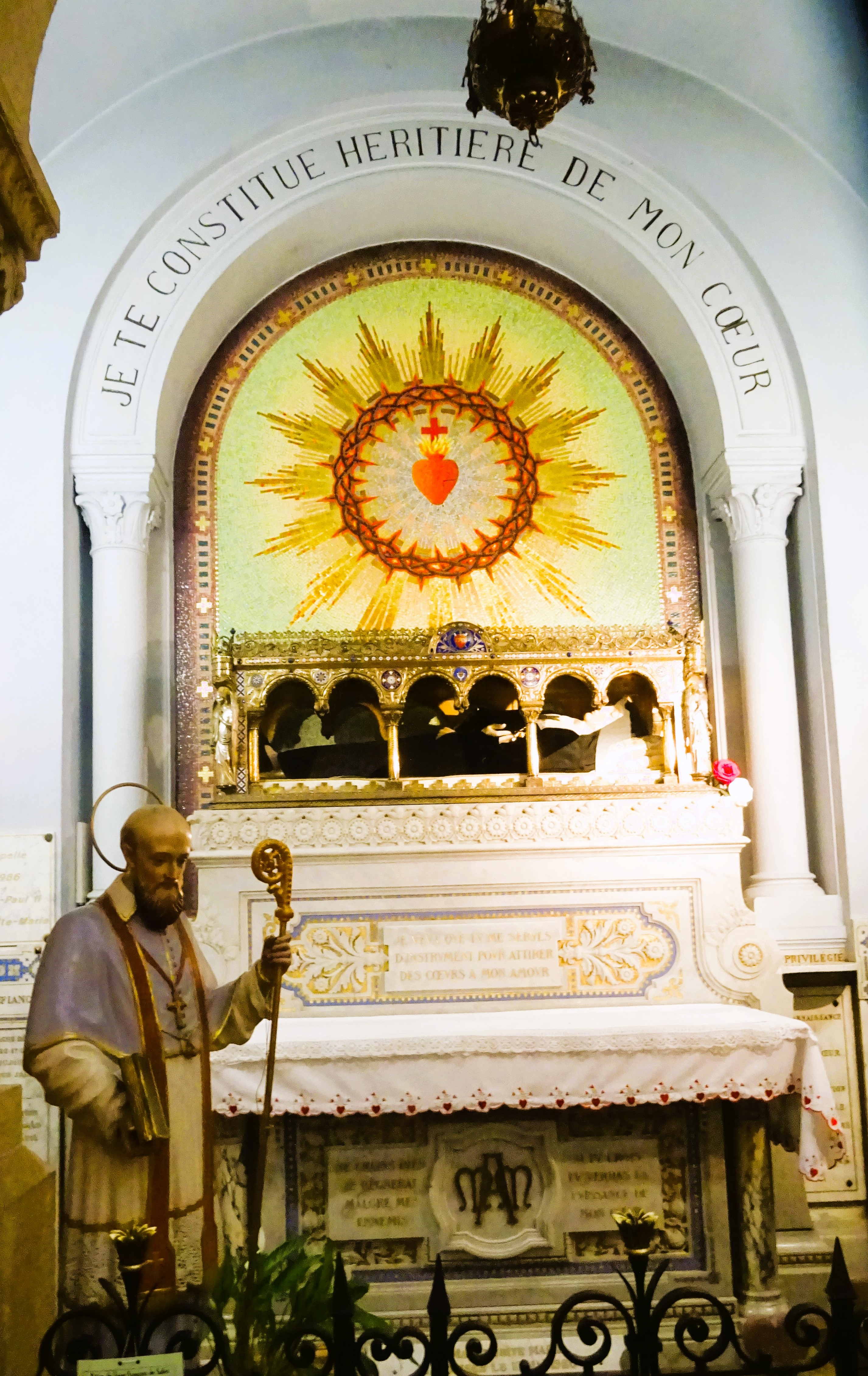
Chapelle sainte Marguerite-Marie.
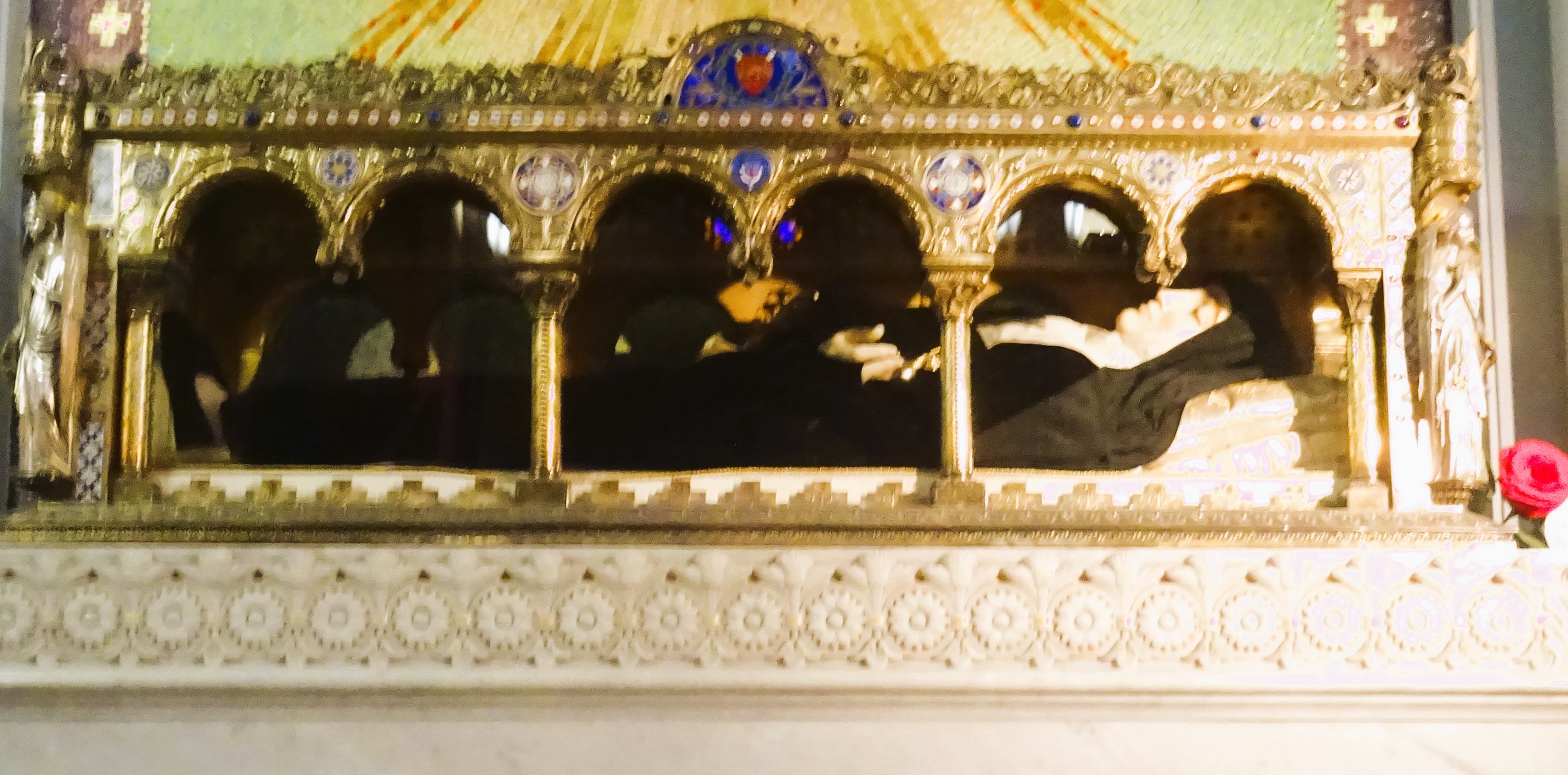
Châsse de sainte Marguerite-Marie.
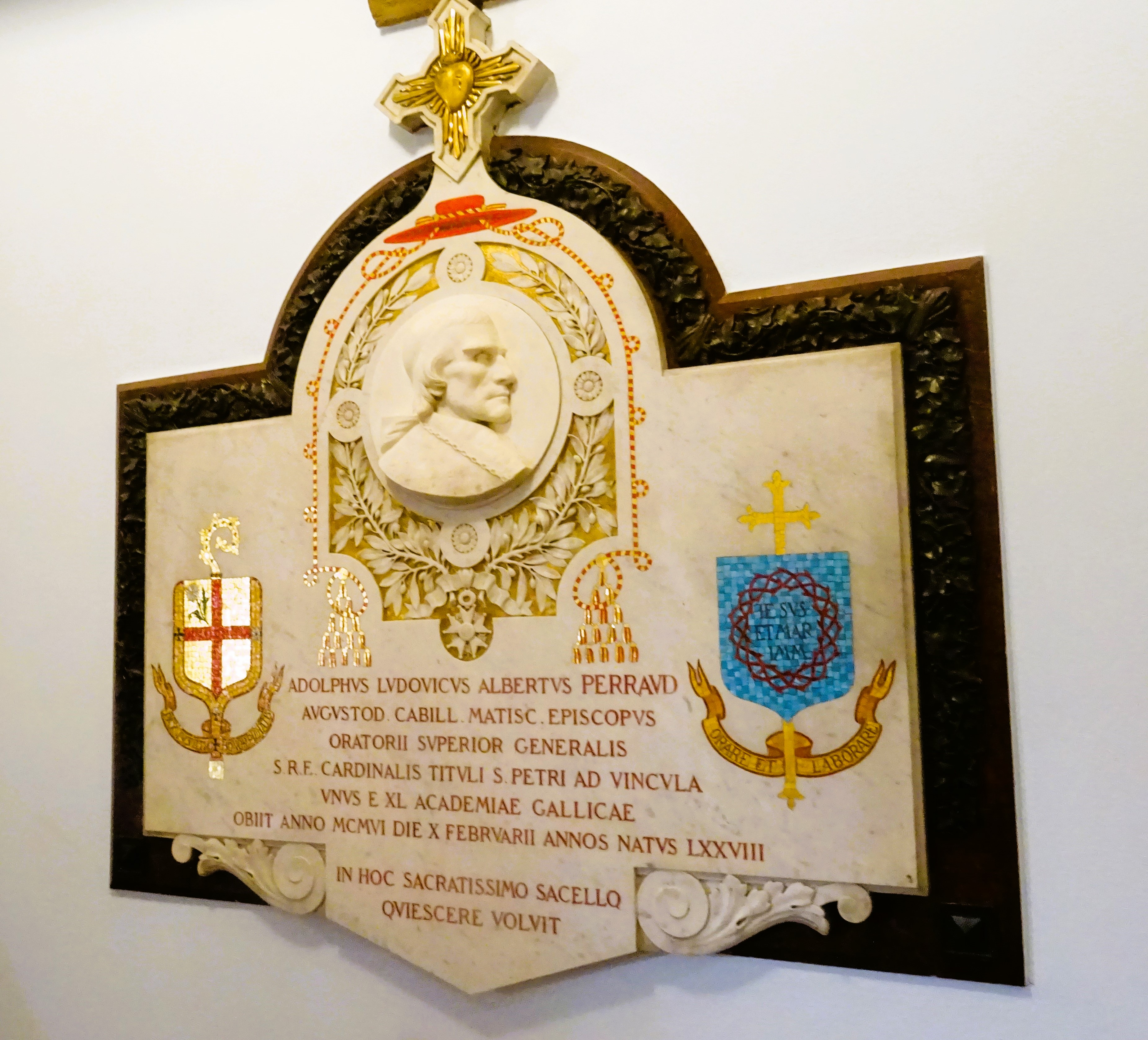
Adolphe Perraud.
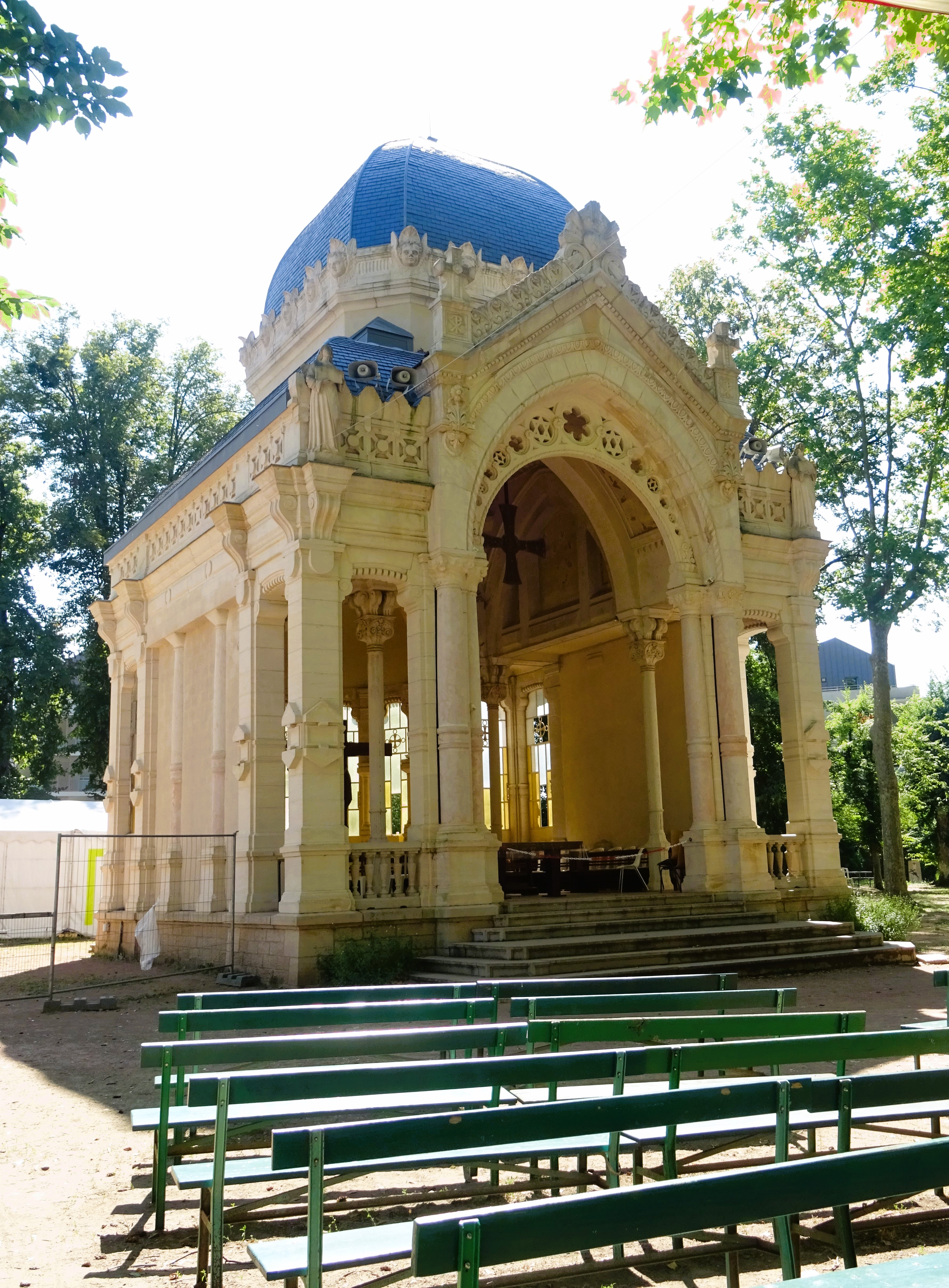
Dôme des Chapelins.
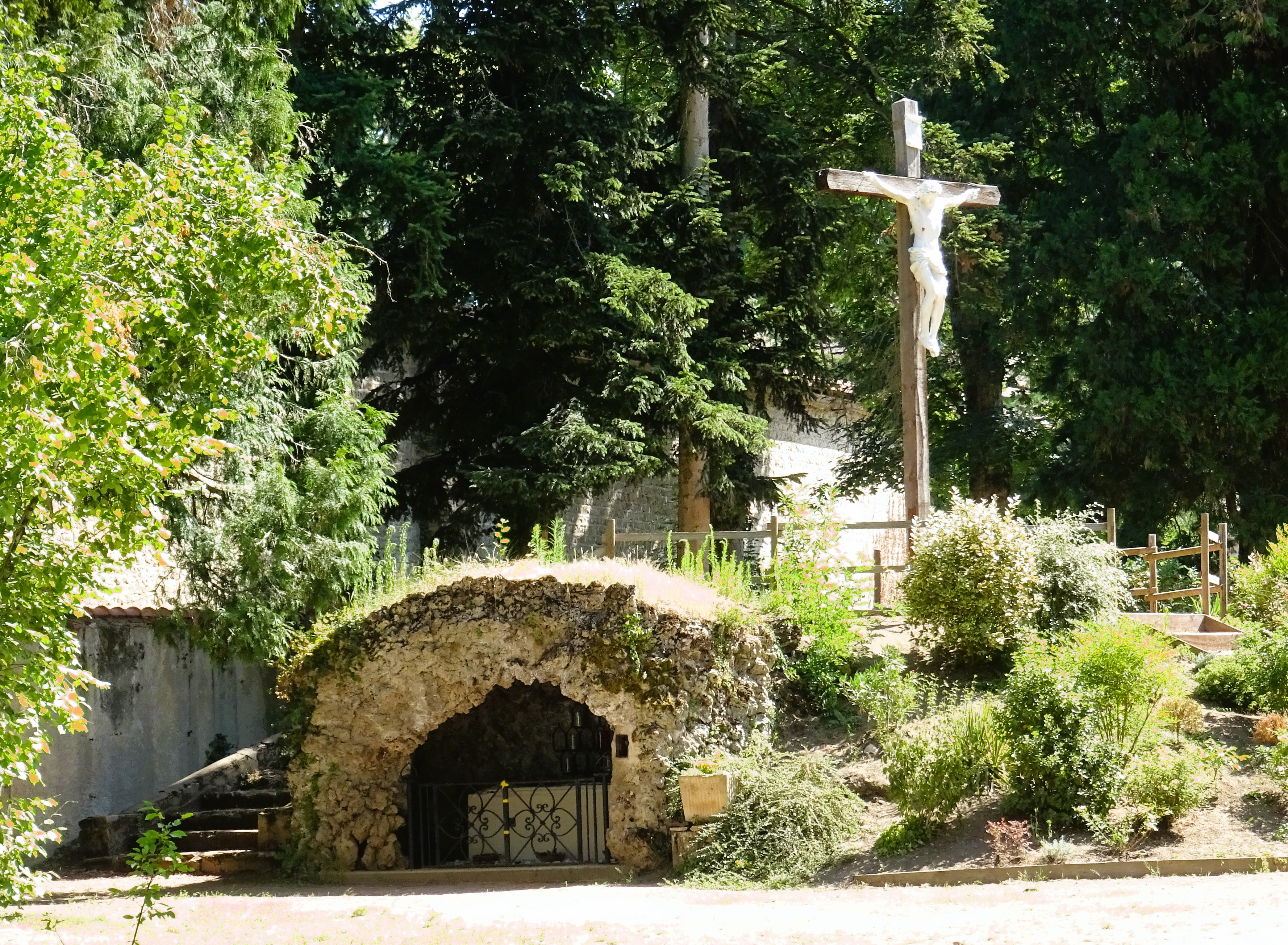
Parc des Chapelains.
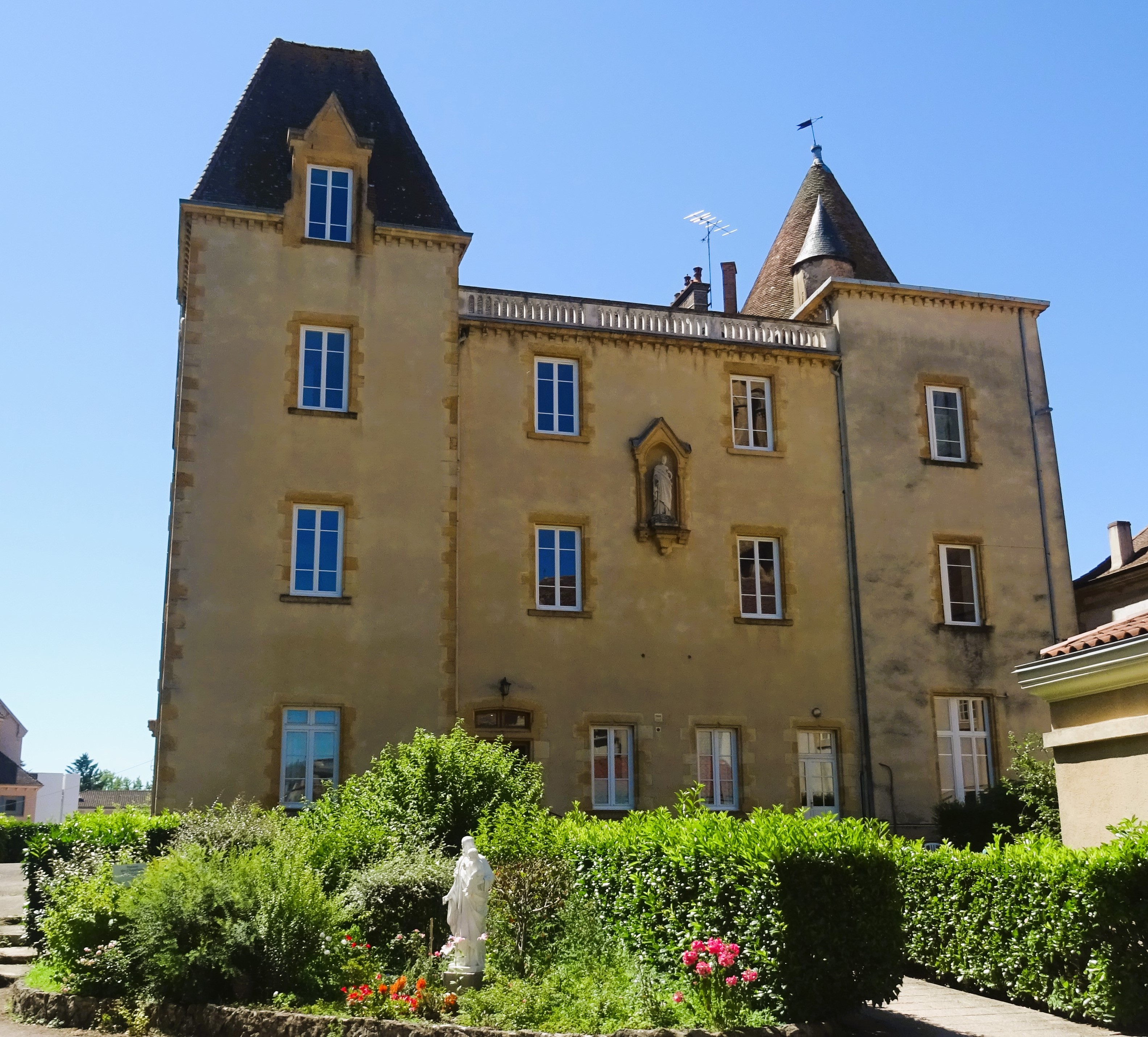
Maison des Chapelains.

La séparation de l’Église et de l’État correspond à des temps plus difficiles. À partir de 1914, la guerre impose l’union sacrée. Le monarchisme cède le pas au nationalisme. « On persiste donc à concevoir le culte du Sacré Cœur comme un moyen de s’accaparer les faveurs de Dieu pour s’assurer la victoire militaire ». Le conflit terminé, cette nouvelle approche est appuyée par le Vatican. Dans la même année 1920 sont canonisées Marguerite-Marie et Jeanne d’Arc. Claude La Colombière est béatifié neuf années plus tard. Malgré tout, ce regain de ferveur s’étiole jusqu’à la Deuxième Guerre mondiale. Même dans les milieux catholiques éclairés cette relation étroite entre la religion et le nationalisme qui nuit à la vocation universelle du catholicisme, est contestée. Ce n’est pourtant pas faute d’efforts de la part des autorités religieuses. En 1934 débutent les travaux de l’abri des pèlerins et, en 1935, est inauguré le diaporama qui retrace l’histoire de la ville et de sainte Marguerite-Marie.

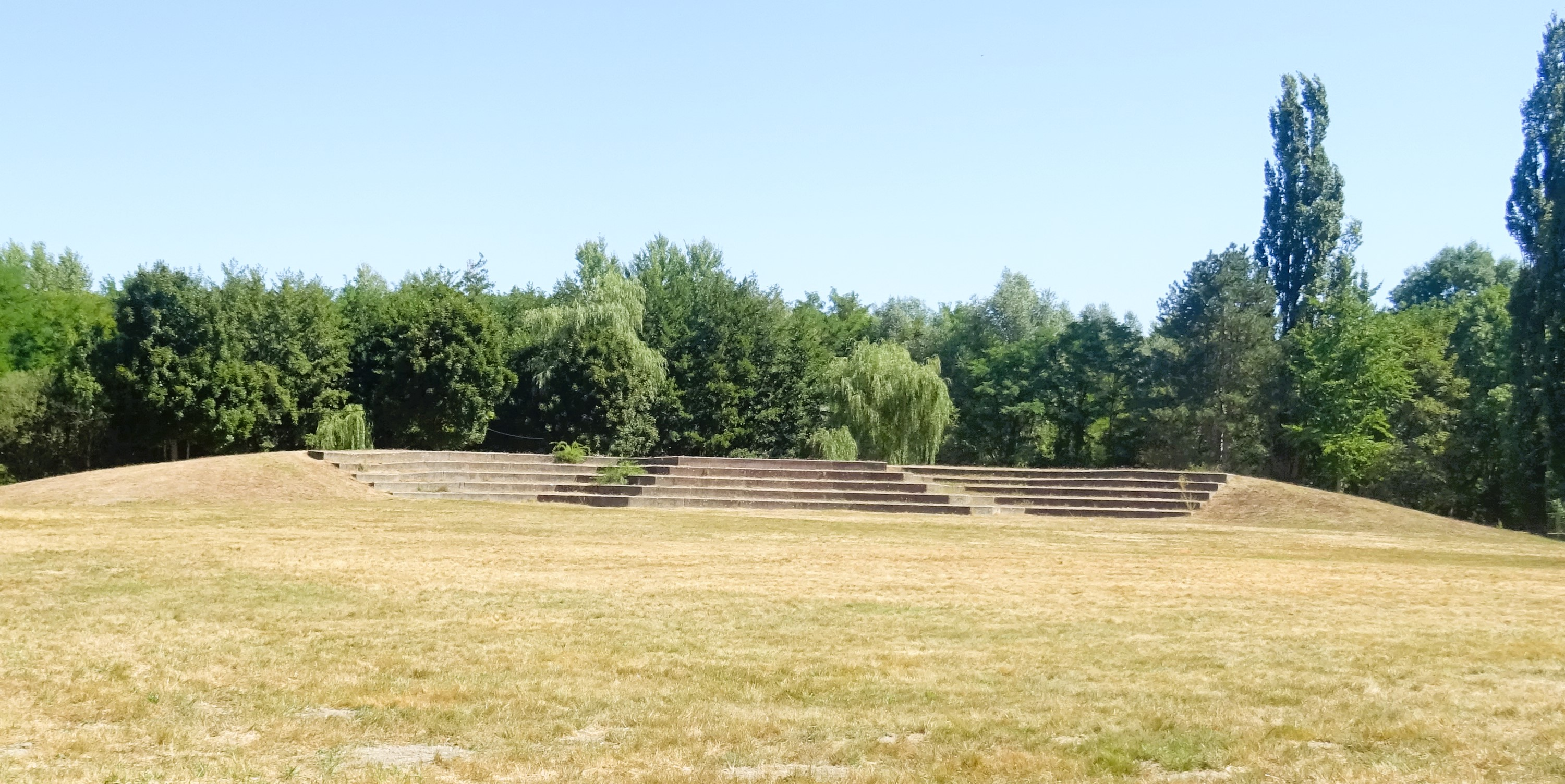
La butte dans le parc du moulin Liron.

Après la Deuxième Guerre mondiale, les souverains pontifes se montrent soucieux d’éviter des déviances qui nuisent à la cause même que les zélateurs entendent desservir. Ce sont donc des initiatives locales qui prennent leur relais pour relancer le culte du Sacré-Cœur. En 1975, Armand-François Le Bourgeois, auxiliaire de l’évêque d’Autun, est chargé, en liaison avec les jésuites, d’encourager la réflexion théologique sur son sens profond avec la redécouverte du visage de tendresse et de miséricorde de Dieu. Le dolorisme et les interprétations partisanes de 1873 sont loin. Ce culte s’élargit ainsi à l’ensemble du monde catholique et cesse de recevoir une interprétation franco-française. C’est aussi en 1975 que l’Emmanuel, une communauté du Renouveau Charismatique, organise ses premières sessions à Paray-le-Monial et en 1977 investit le parc des Chapelains. Ses adeptes relancent l’idée de pèlerinage : de 800 au départ, ils se retrouvent 5 000 dès 1976. Leur exemple fait école, divers mouvements s’agrègent à lui. En 1985, Armand-François Le Bourgeois confie à l’Emmanuel la responsabilité officielle du pèlerinage. Restait à recevoir la sanction pontificale de cette réorientation. Dès son élection en 1979 le pape Jean-Paul II a manifesté le plus grand intérêt pour le culte du Sacré-Cœur dans son encyclique Redemptor Hominis. Lors de son voyage en France en 1986, sa venue à Paray-le-Monial le 5 octobre est comme un couronnement de toute cette action. Une butte a été édifiée dans le parc du Moulin Liron pour que sa bonne parole soit entendue par une immense foule. Il prononce une homélie sur le thème « Je vous ai donné un cœur nouveau ». Le pèlerinage est ainsi bien relancé. En 1992, Jean-Paul II canonise Claude La Colombière, preuve supplémentaire de sa volonté d’associer les jésuites à ce renouveau.

#### Les institutions religieuses

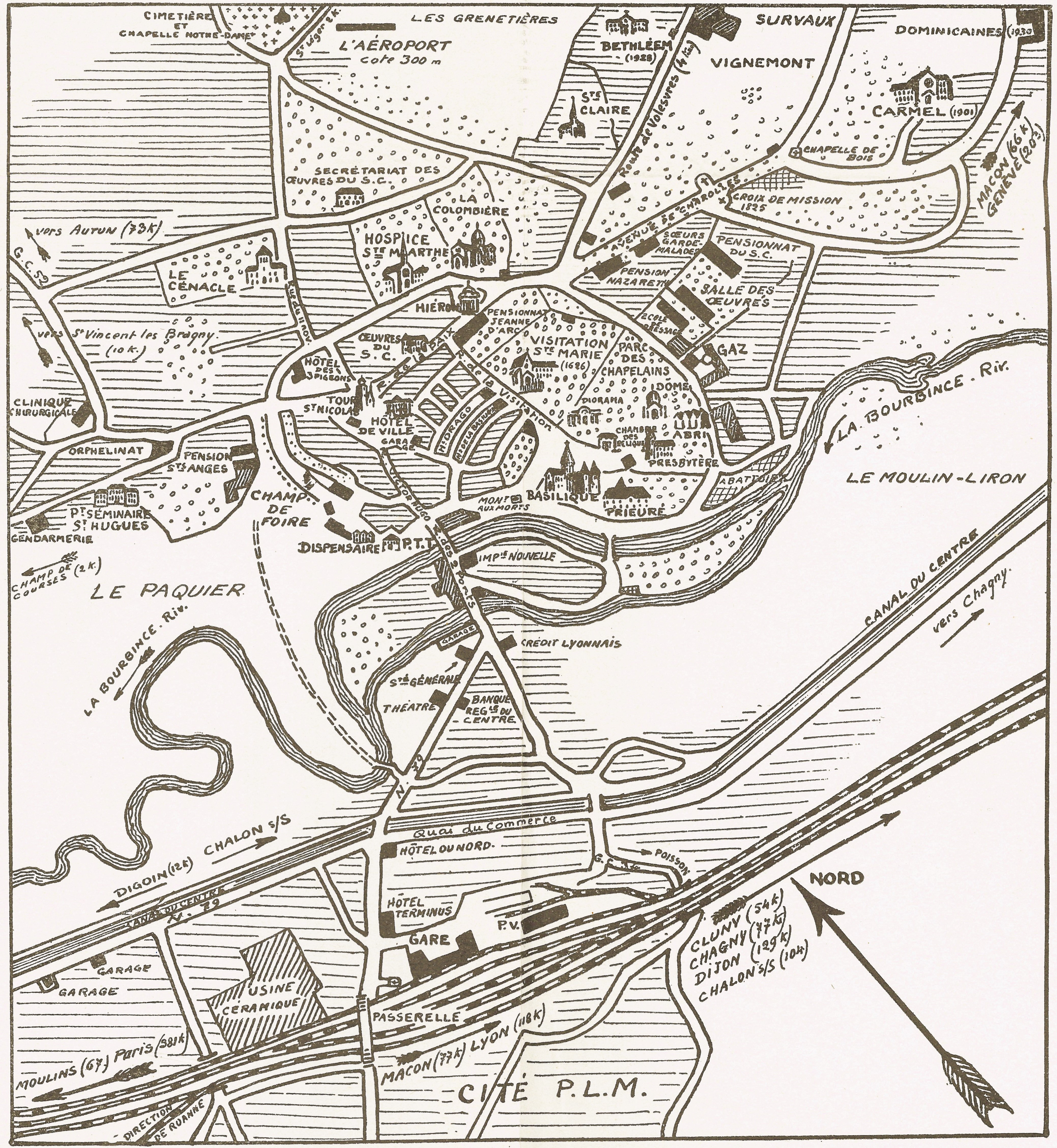
Établissements religieux de Paray.

S’agissant des jésuites, il ne s’agit pas d’un simple retour en grâce pour cet ordre qui, le premier, en la personne de Claude La Colombière, avait apporté crédit aux apparitions de Marguerite-Marie. La part prise au développement des pèlerinages à partir de 1873 a déjà été signalée. Ils font un retour triomphal avec deux initiatives. En 1876, un bâtiment de dimensions imposantes accueille des prêtres et les forment en une année à leur futur rôle de missionnaires. Malgré plusieurs interruptions ils sont 1 400 en provenance de trente-cinq nations à en bénéficier jusqu’à la fermeture en 1968 où ils laissent place au lycée Jeanne d’Arc. Pour bien souligner l’importance du rôle de Claude La Colombière, la décision a été prise en 1929, à l’occasion de sa béatification, de lui dédier une chapelle à proximité. Elle se veut en même temps être une demeure en l’honneur du Sacré-Cœur. Son style néo-byzantin est le choix de l’architecte Pierre Bossan, auteur de la basilique de Fourvière. La sobriété relative de la façade et de son dôme contraste avec la richesse ornementale de l’intérieur. Celle-ci est le fruit de la collaboration entre Léonard, décorateur, les frères Mauméjean pour les mosaïques et les vitraux, du sculpteur Henri Charlier pour les chapiteaux polychromes et de René Davoine, originaire de Charolles, pour le chemin de croix. Le transept gauche accueille la châsse où sont exposés les ossements de Claude La Colombière sous la forme d’un gisant de cuivre, œuvre des orfèvres A. Cataland et Castex. Cette chapelle a été honorée de la visite du pape Jean-Paul II venu en pèlerin lors de son passage à Paray-le-Monial en 1986, trois années avant la canonisation du bienheureux. Elle est reconnue comme patrimoine du XXe siècle.

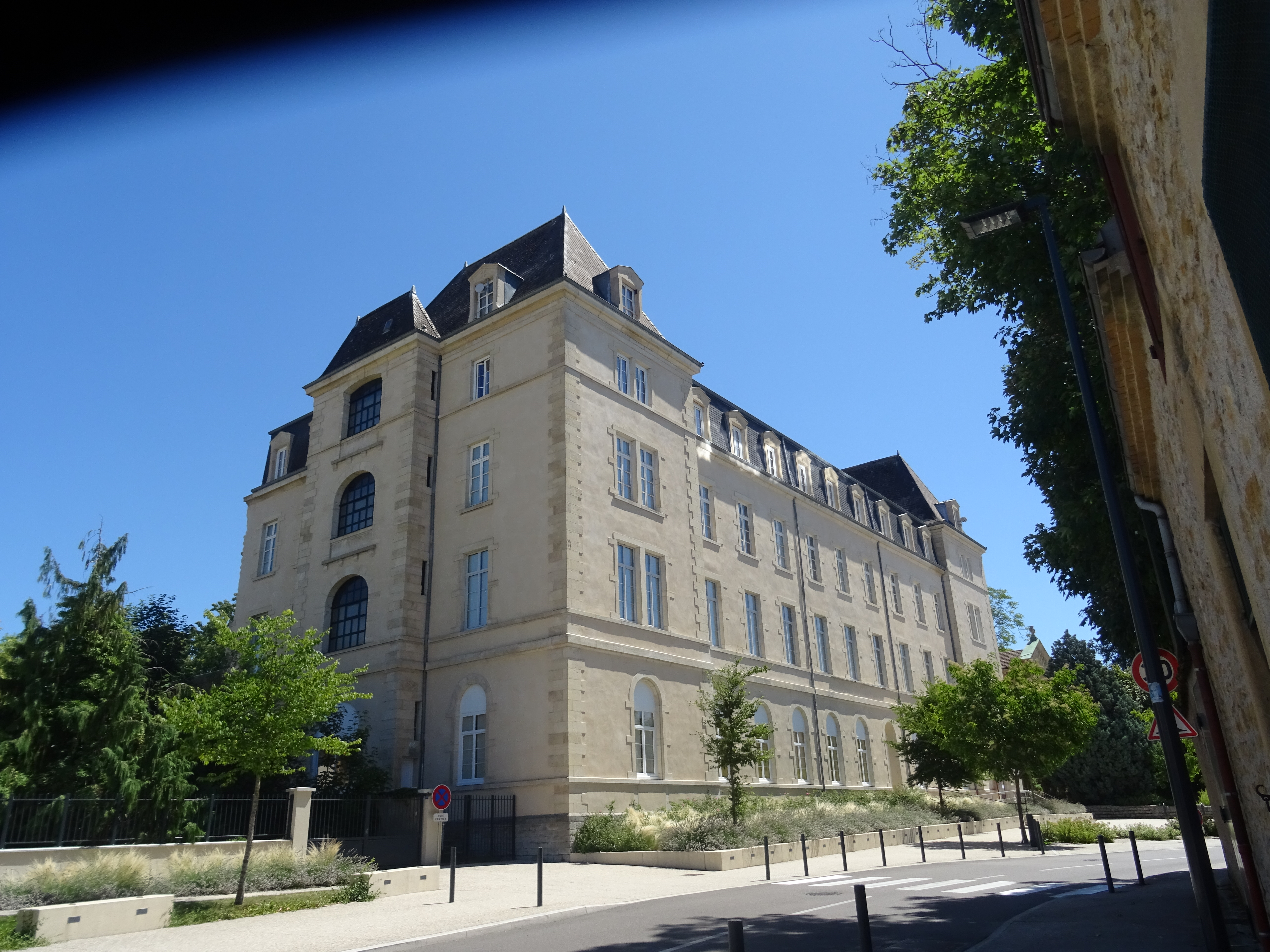
Lacolombière, vue de devant.
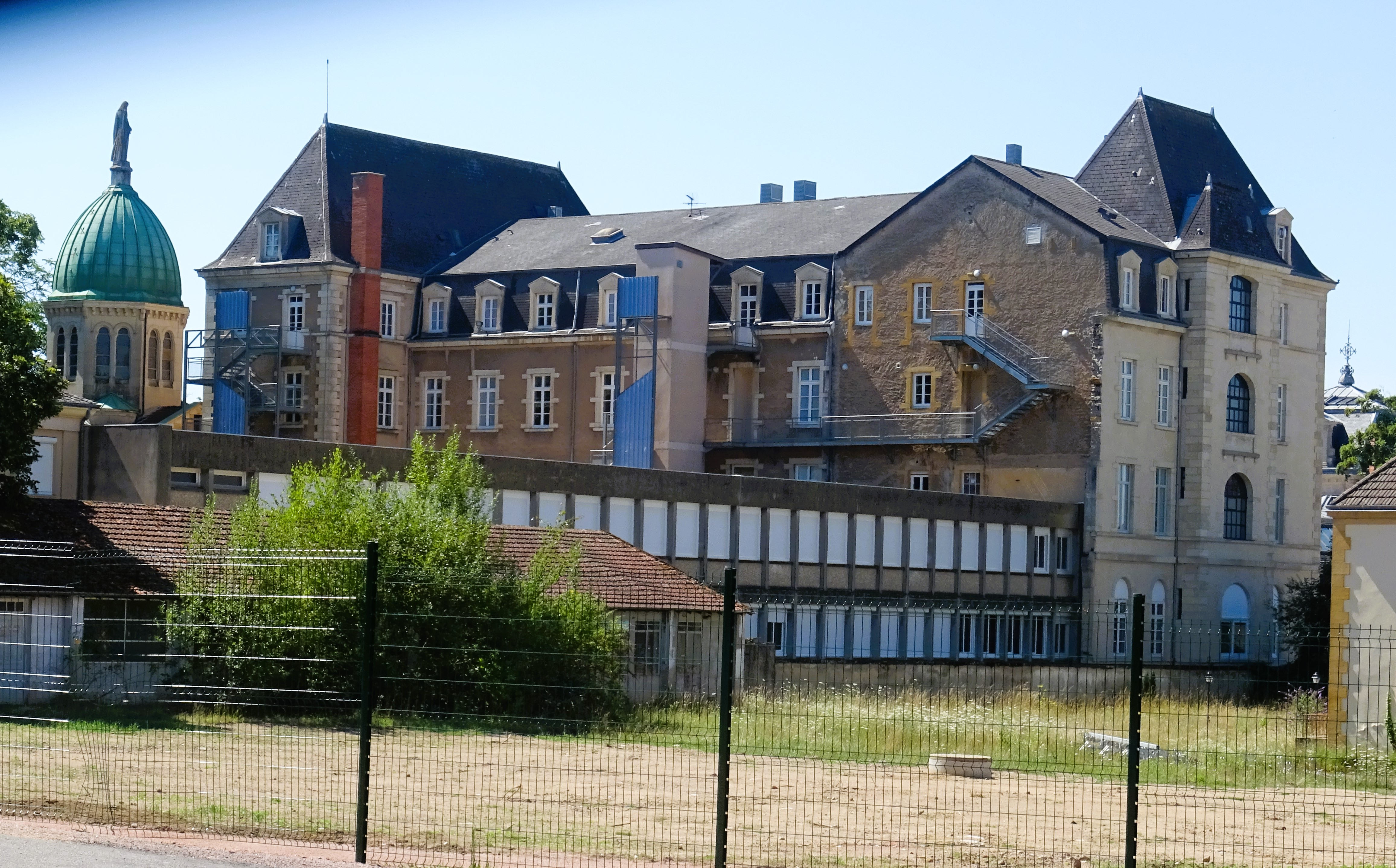
Maison des jésuites.
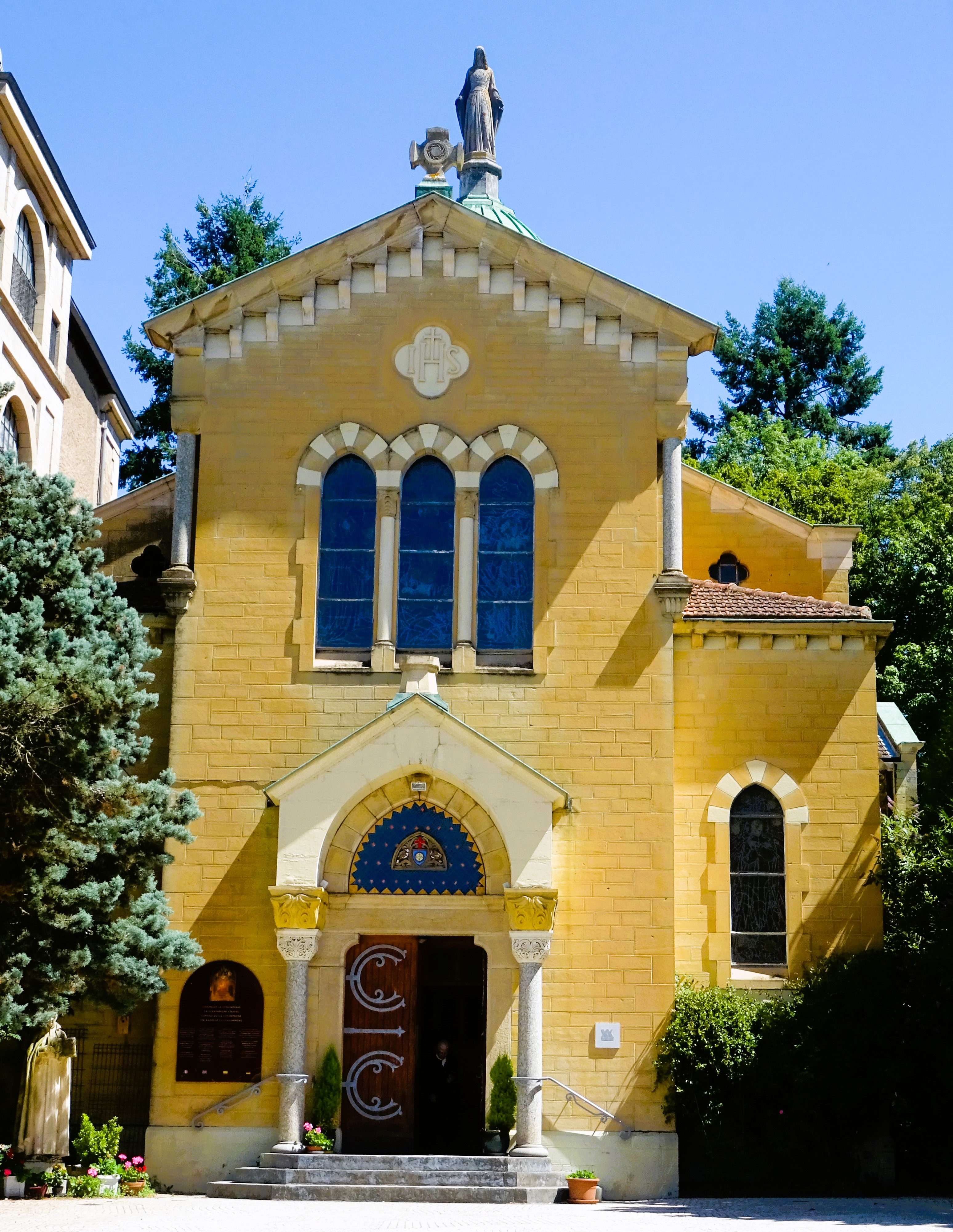
Façade de La Colombière.
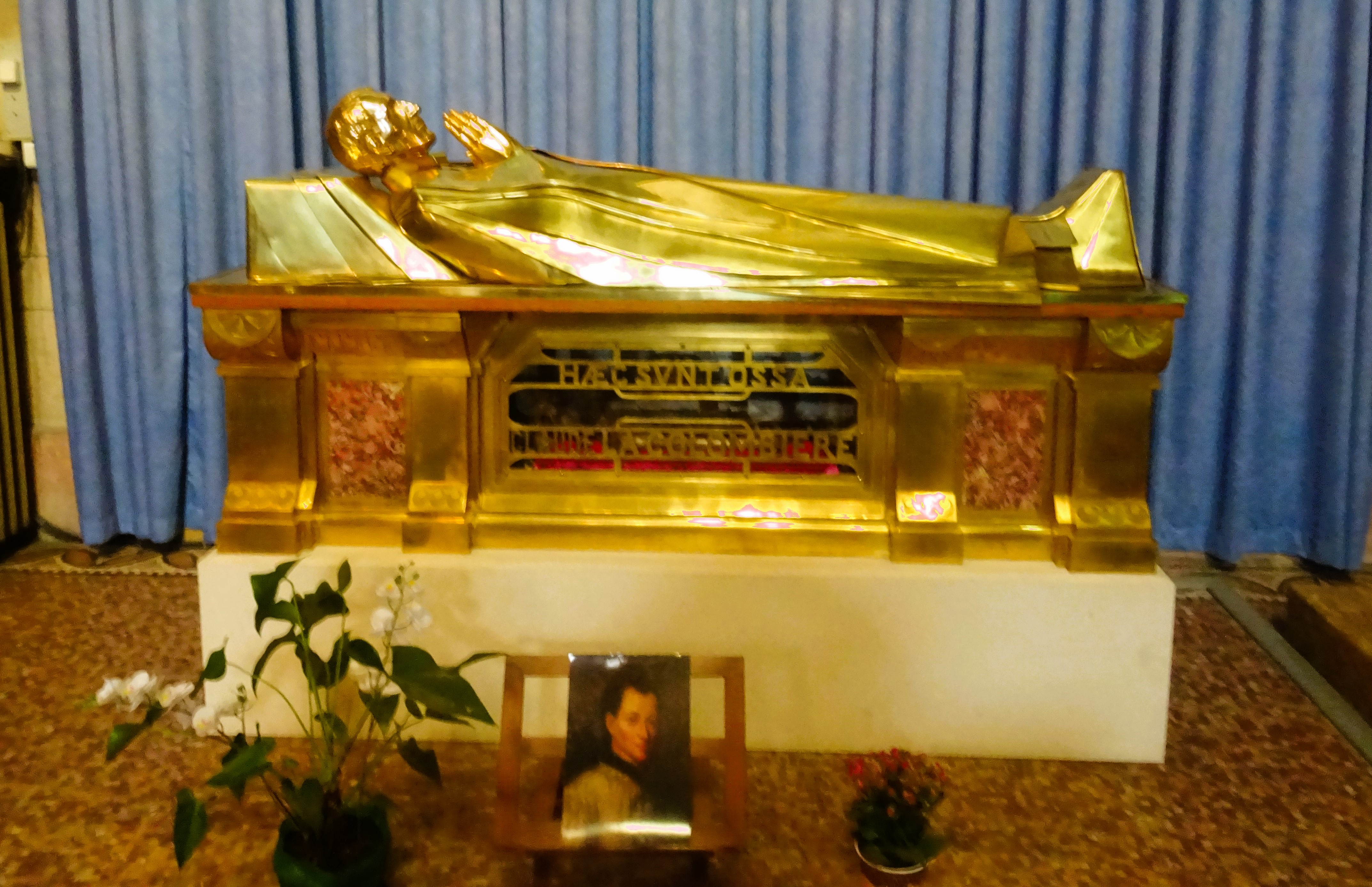
Châsse de Claude La Colombière.
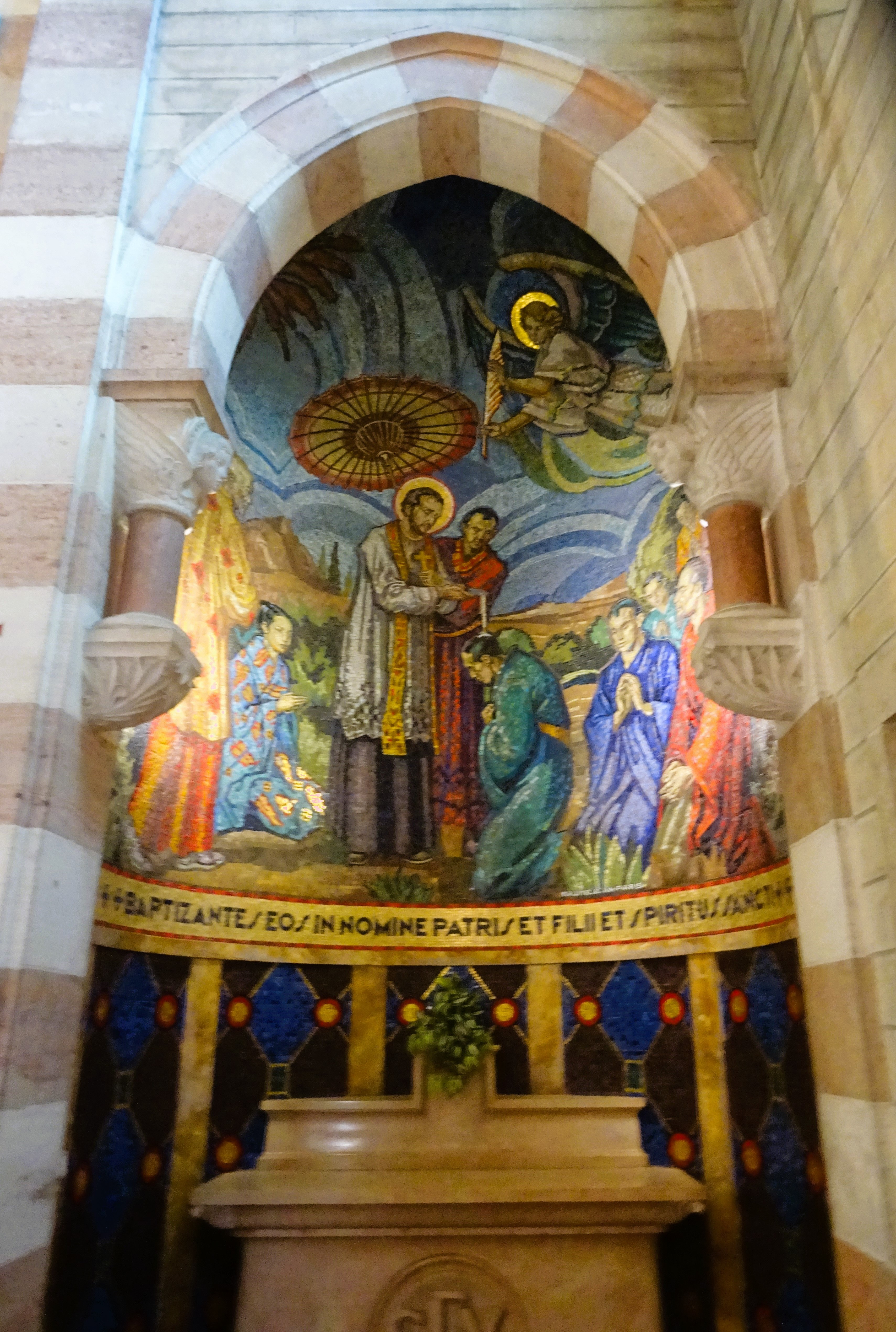
Mosaïques de la Colombière.
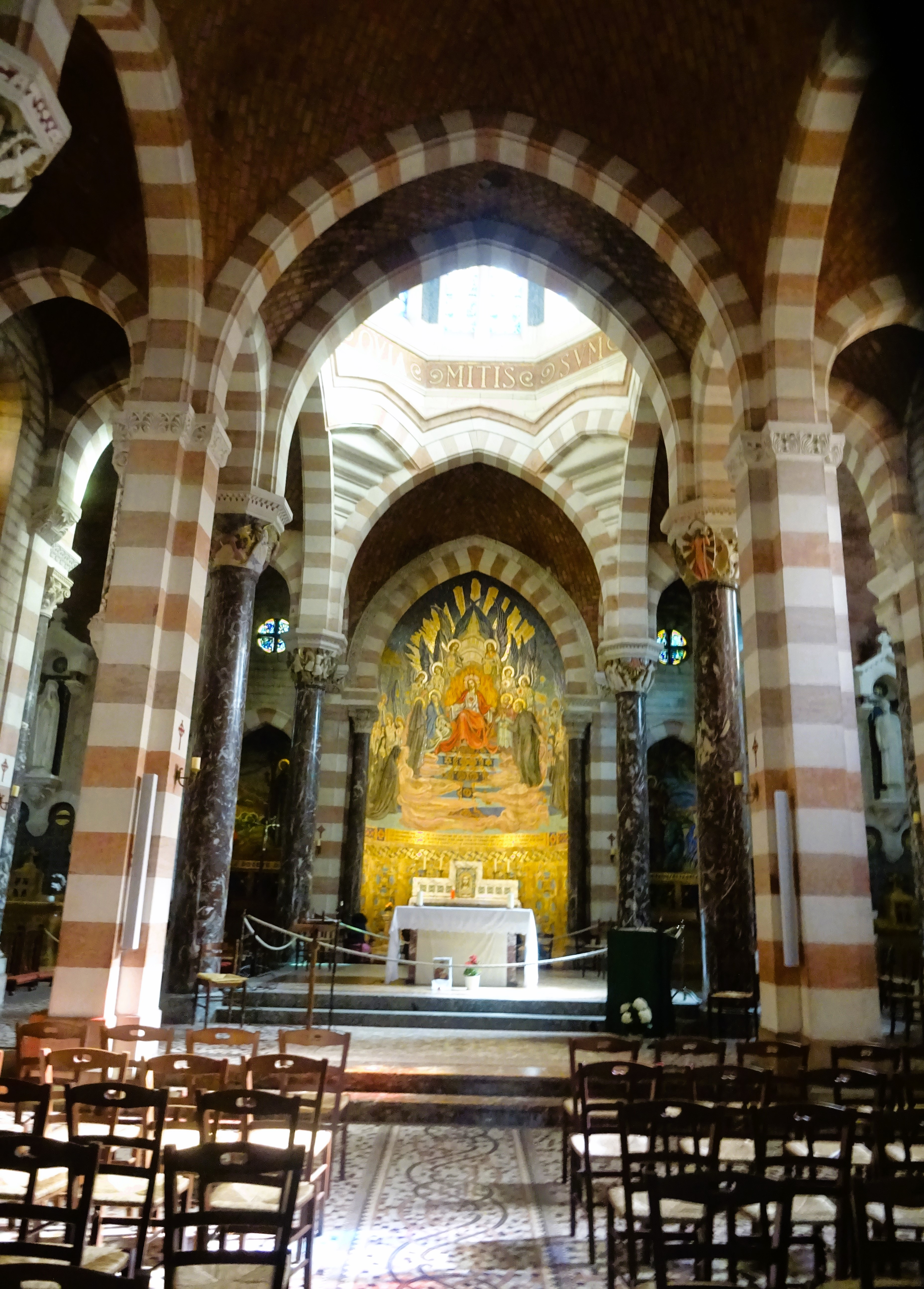
Intérieur de la chapelle de La Colombière.
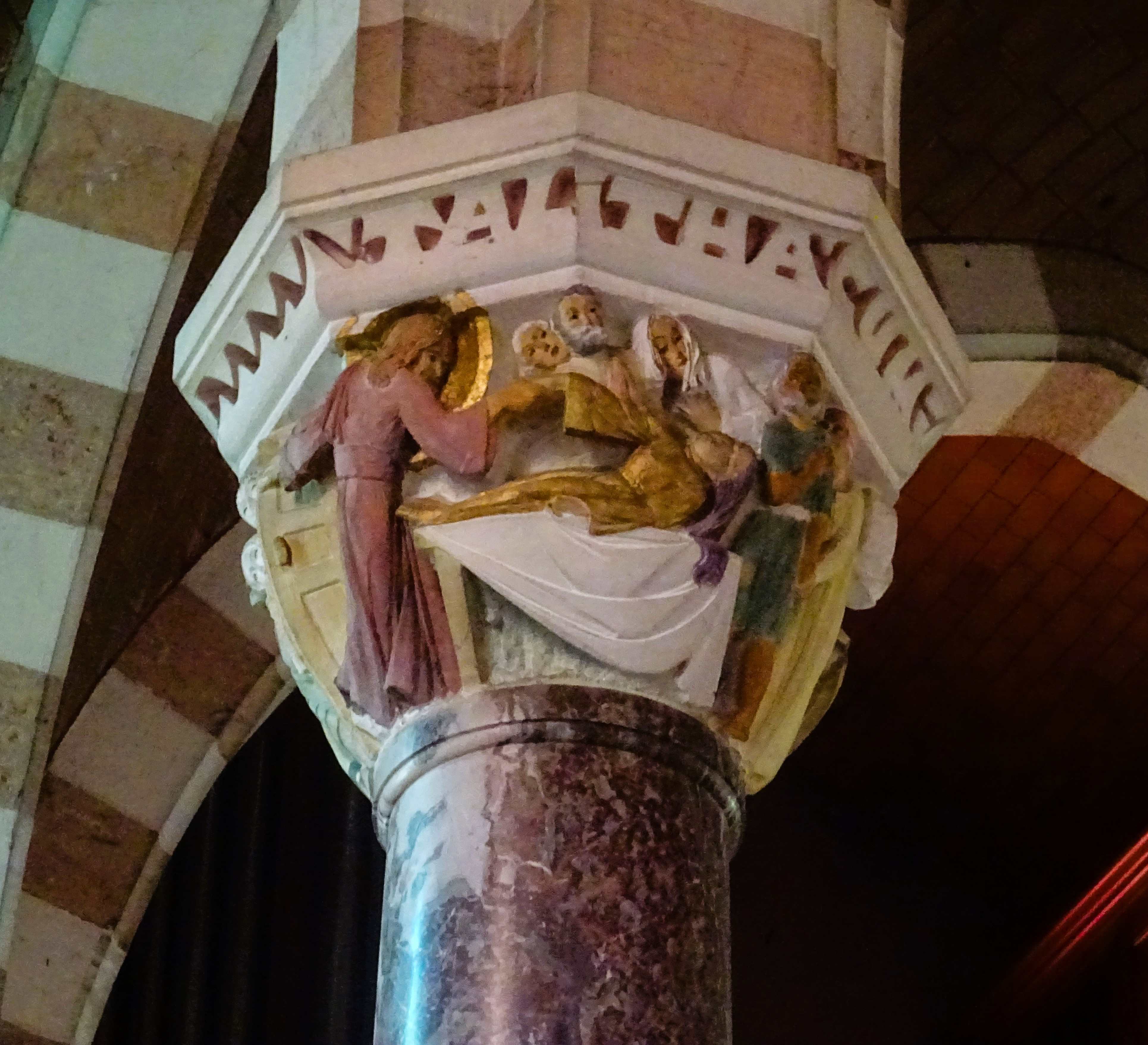
Un exemple de chapiteau.
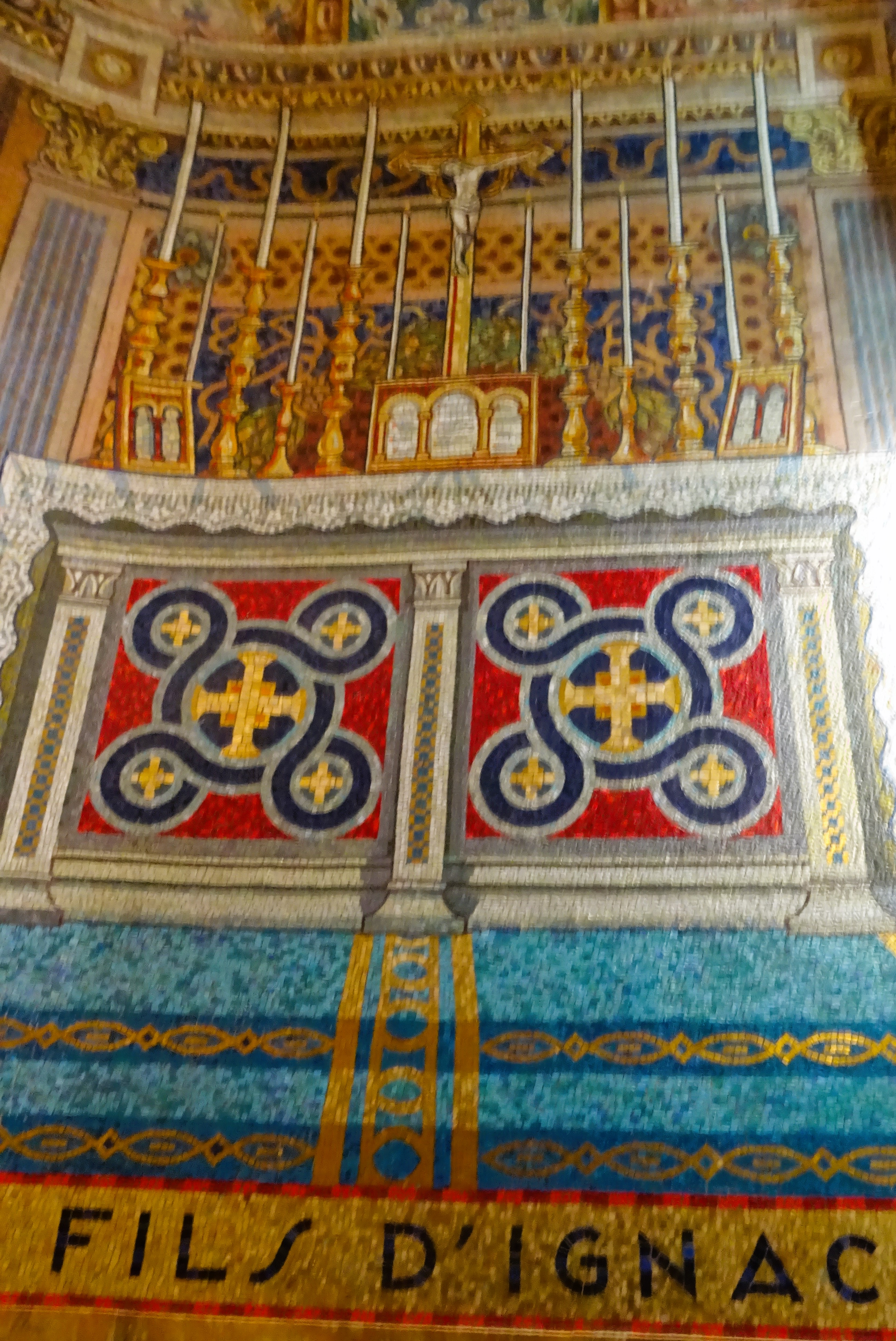

Dans l’enthousiasme qui a suivi le grand pèlerinage de 1873, les Clarisses, cette branche féminine des Franciscains, sont les premières à s’installer à Paray-le-Monial. Les huit sœurs qui débarquent de Périgueux ont mission de représenter l’ordre tout entier auprès du Sacré-Cœur. Chaleureusement accueillies par les Visitandines, elles sont aidées par les Chapelains avant de s’installer dans leurs propres murs à partir de 1880. Dès le début les vocations affluent et elles essaiment à leur tour en quelques années : vingt-neuf sœurs partent dans leurs deux fondations de Jérusalem et de Nazareth. En 1912, pour célébrer le septième centenaire de la fondation de l’ordre, le pèlerinage organisé par l’évêque d’Autun est un franc succès.

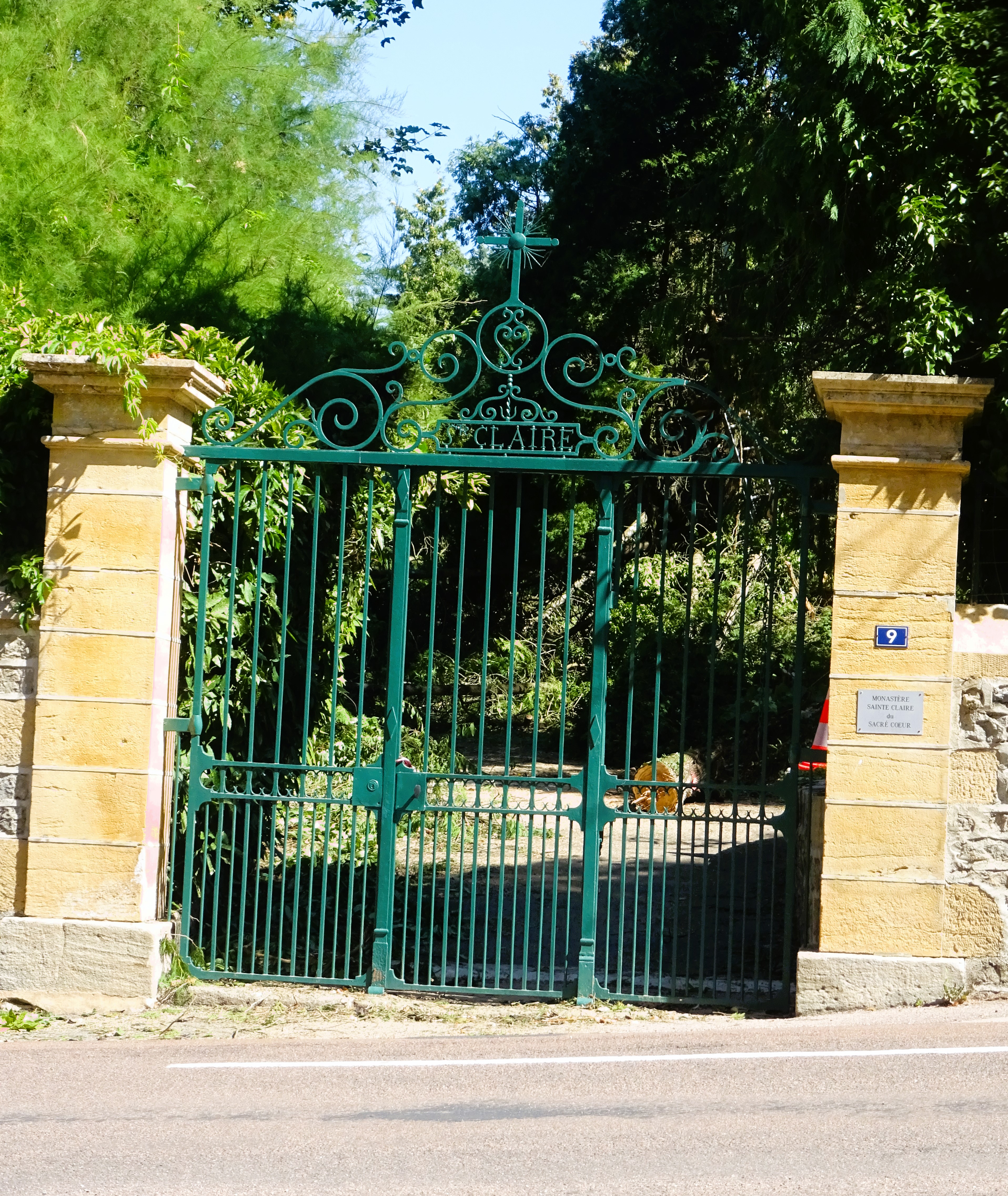
Entrée du monastère des Clarisses.
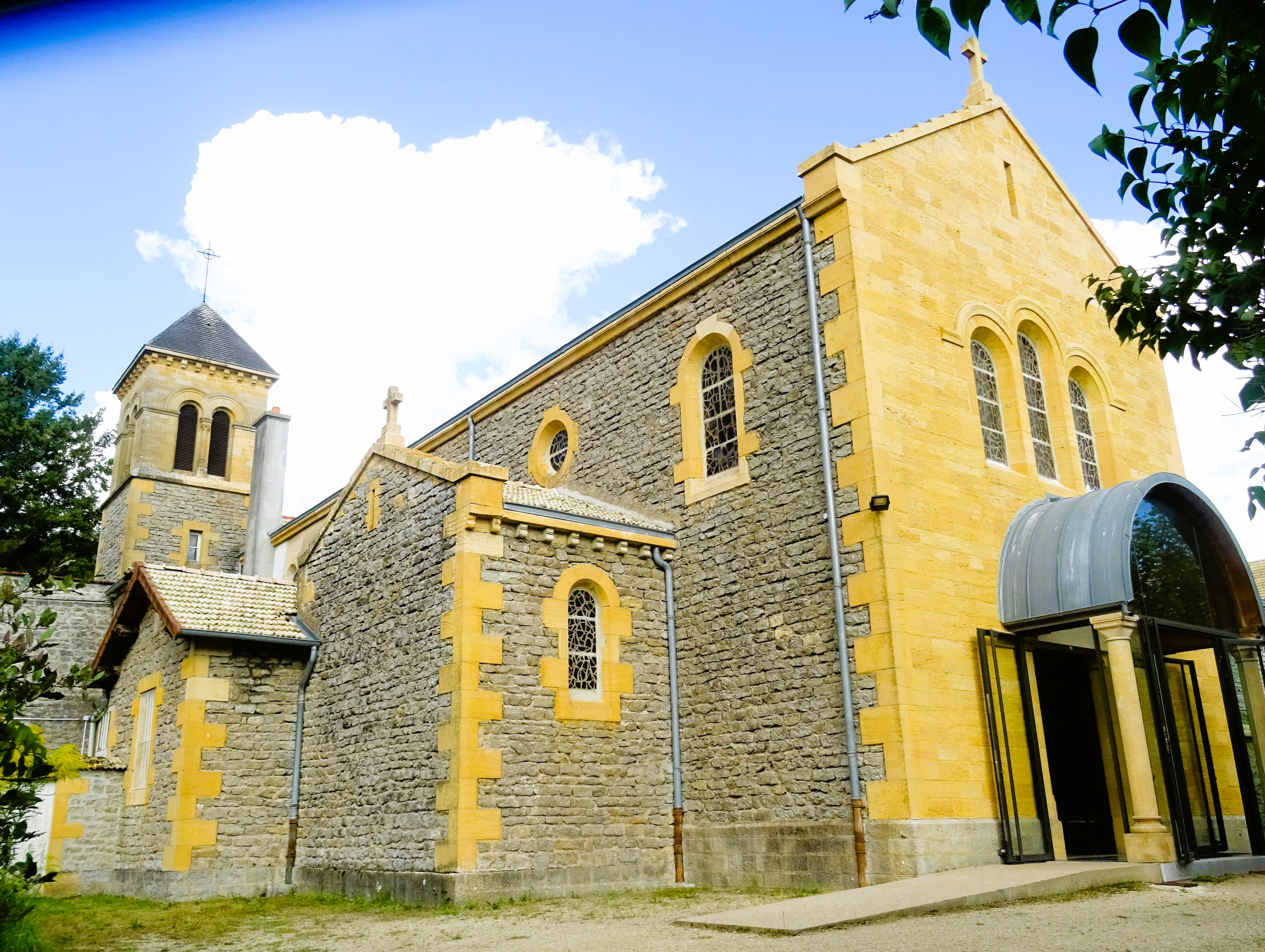
Monastère des Clarisses.
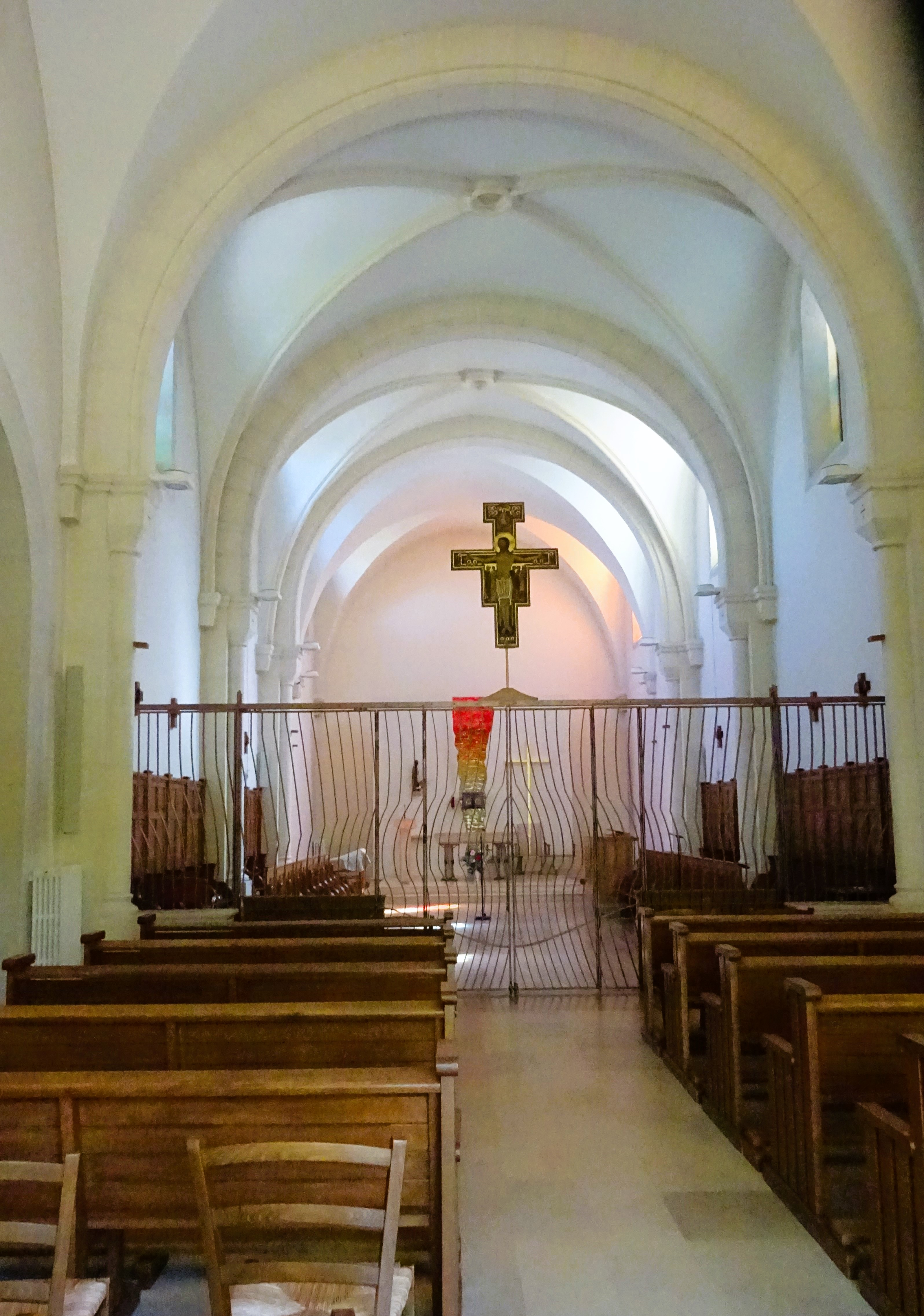
Chapelle des Clarisses.
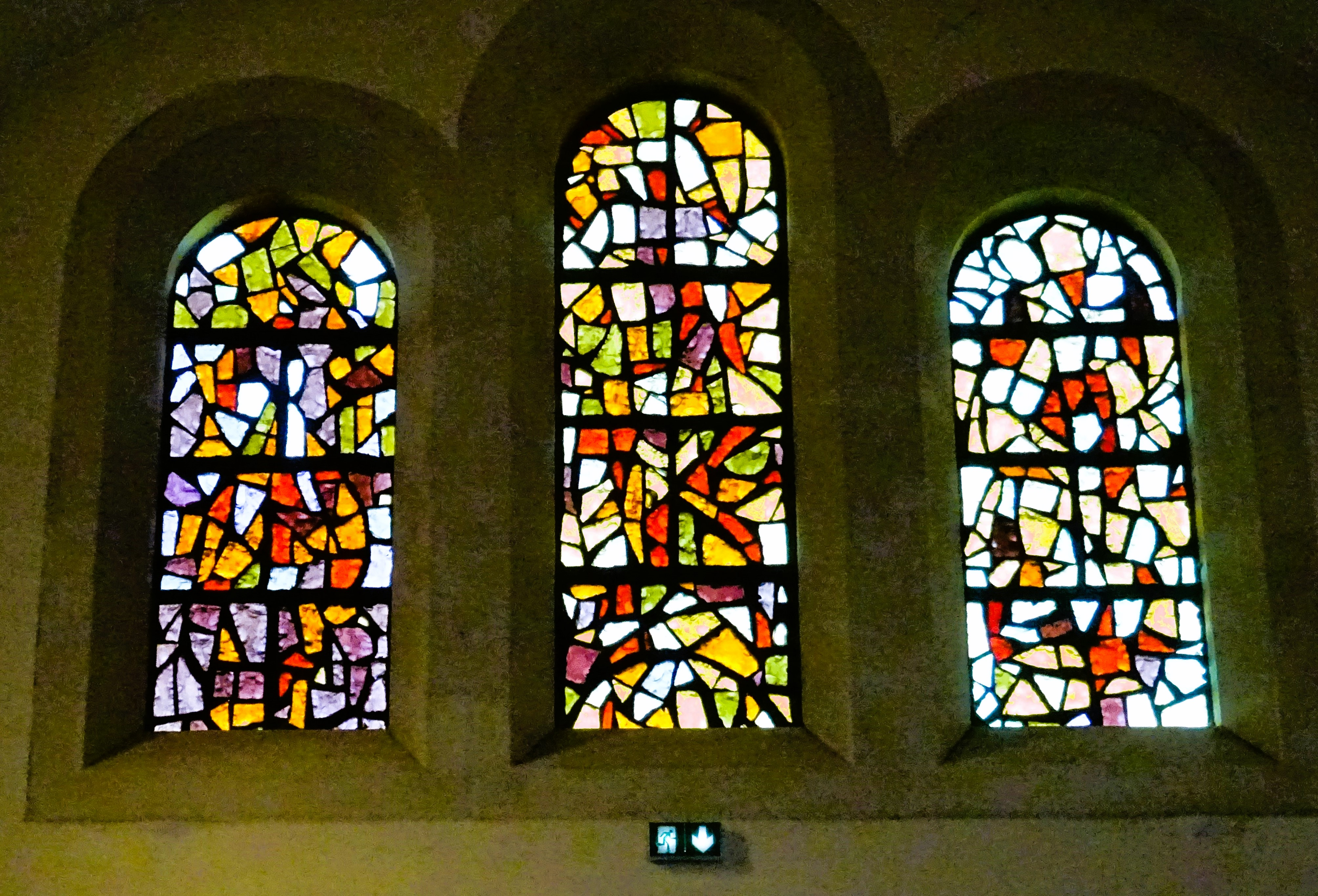
Vitraux de la chapelle des Clarisses.
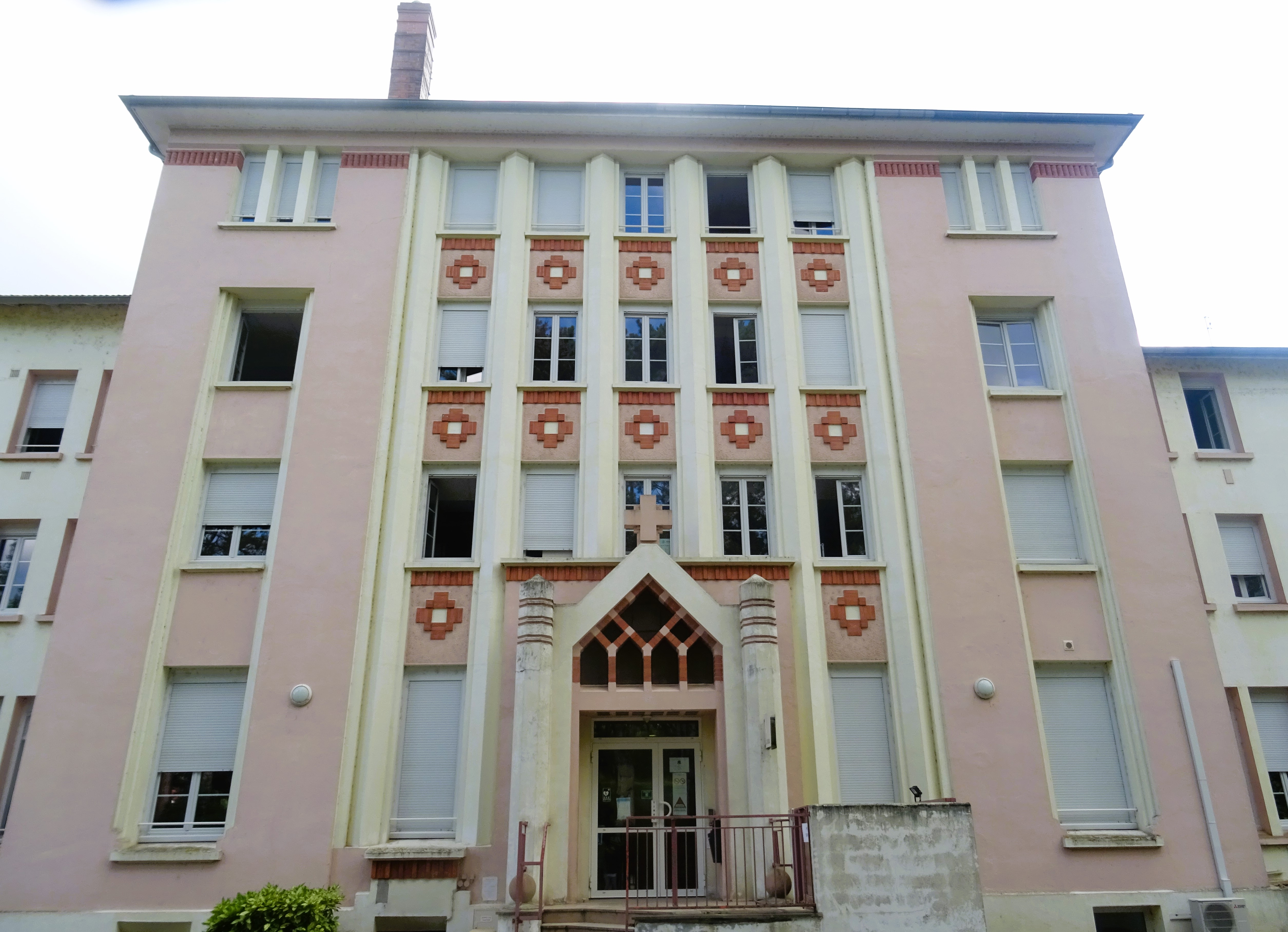
Bethléem, vue de la façade.
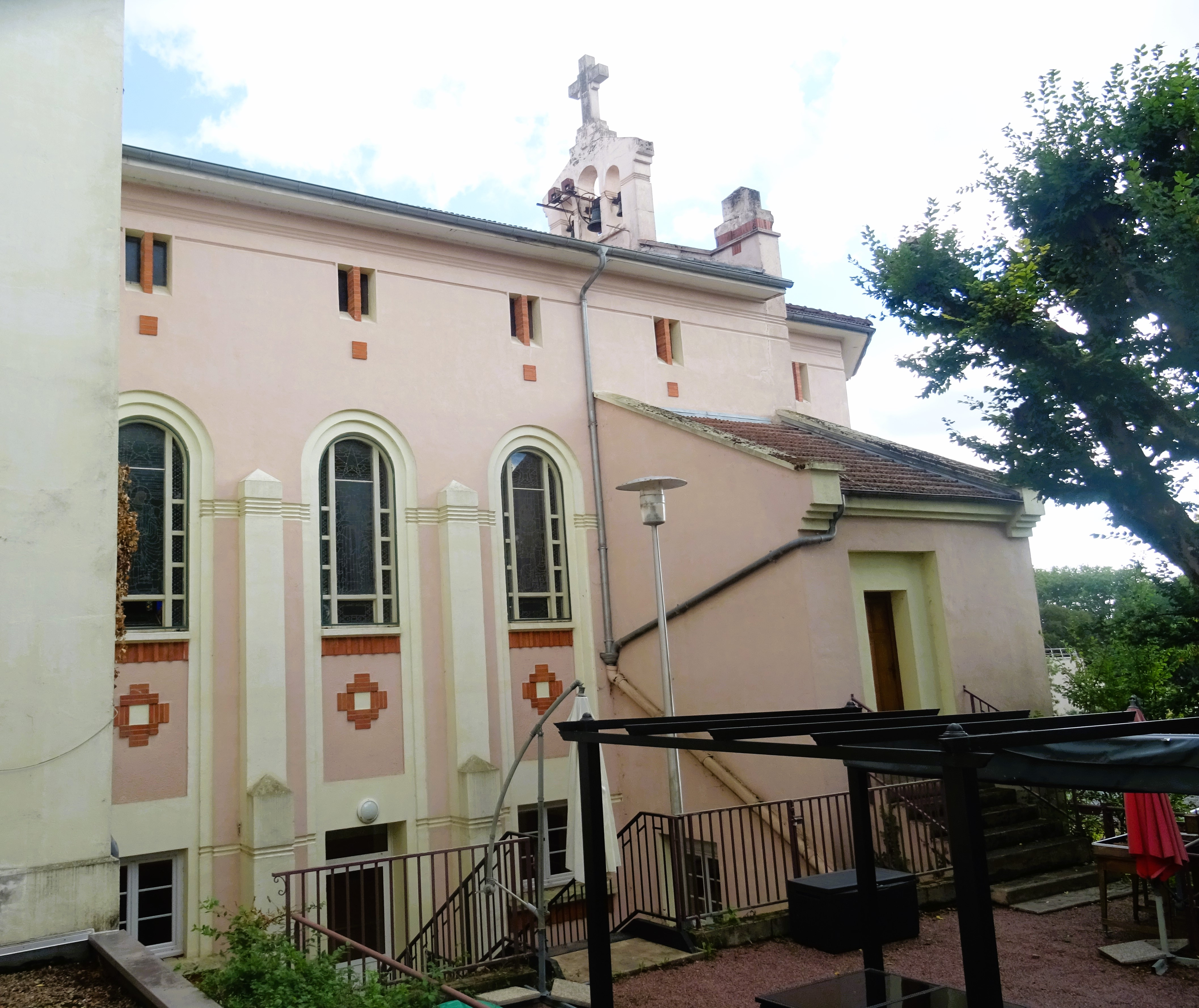
Bethléem, vue arrière.
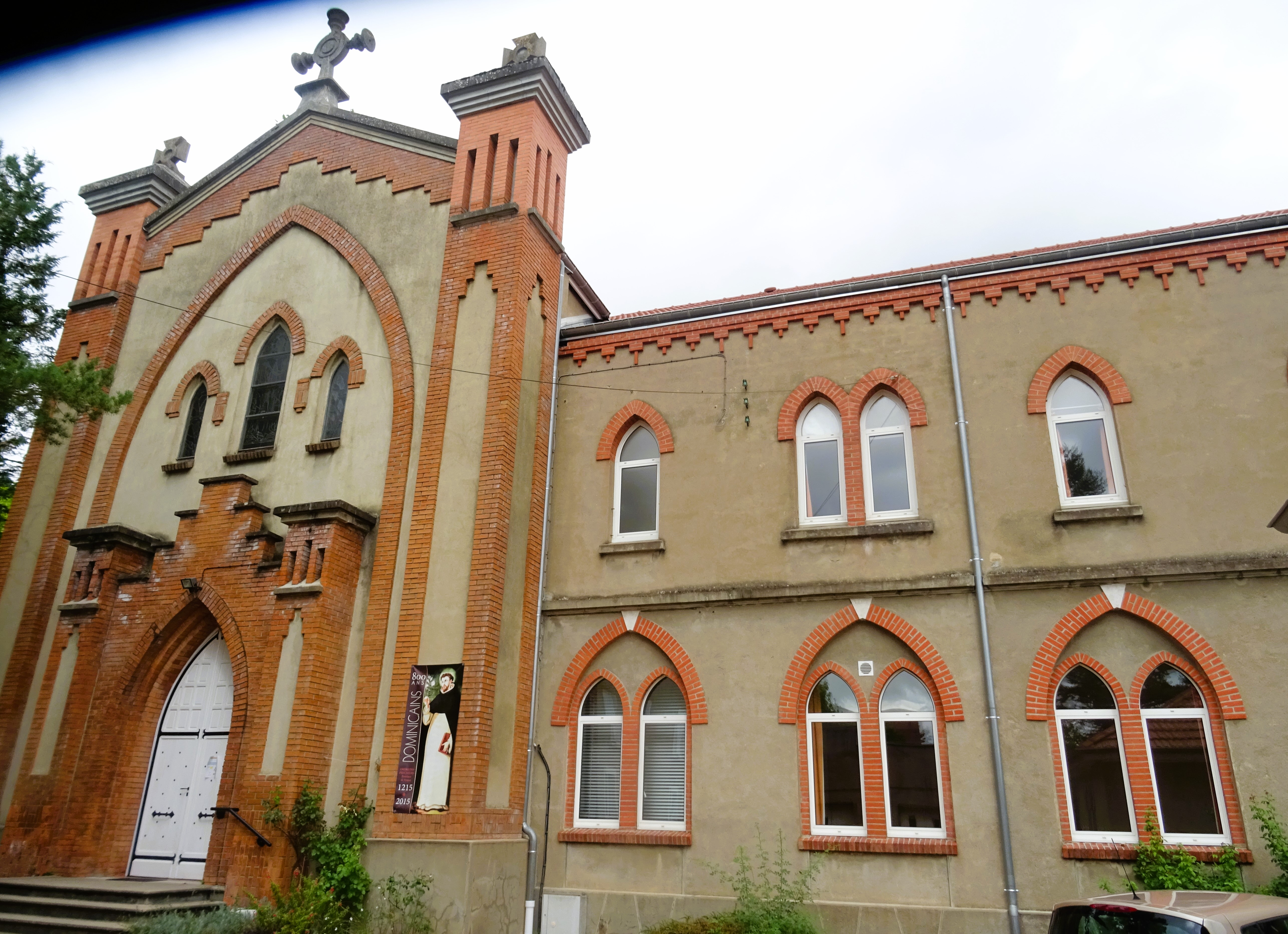
Monatère des Dominicaines.
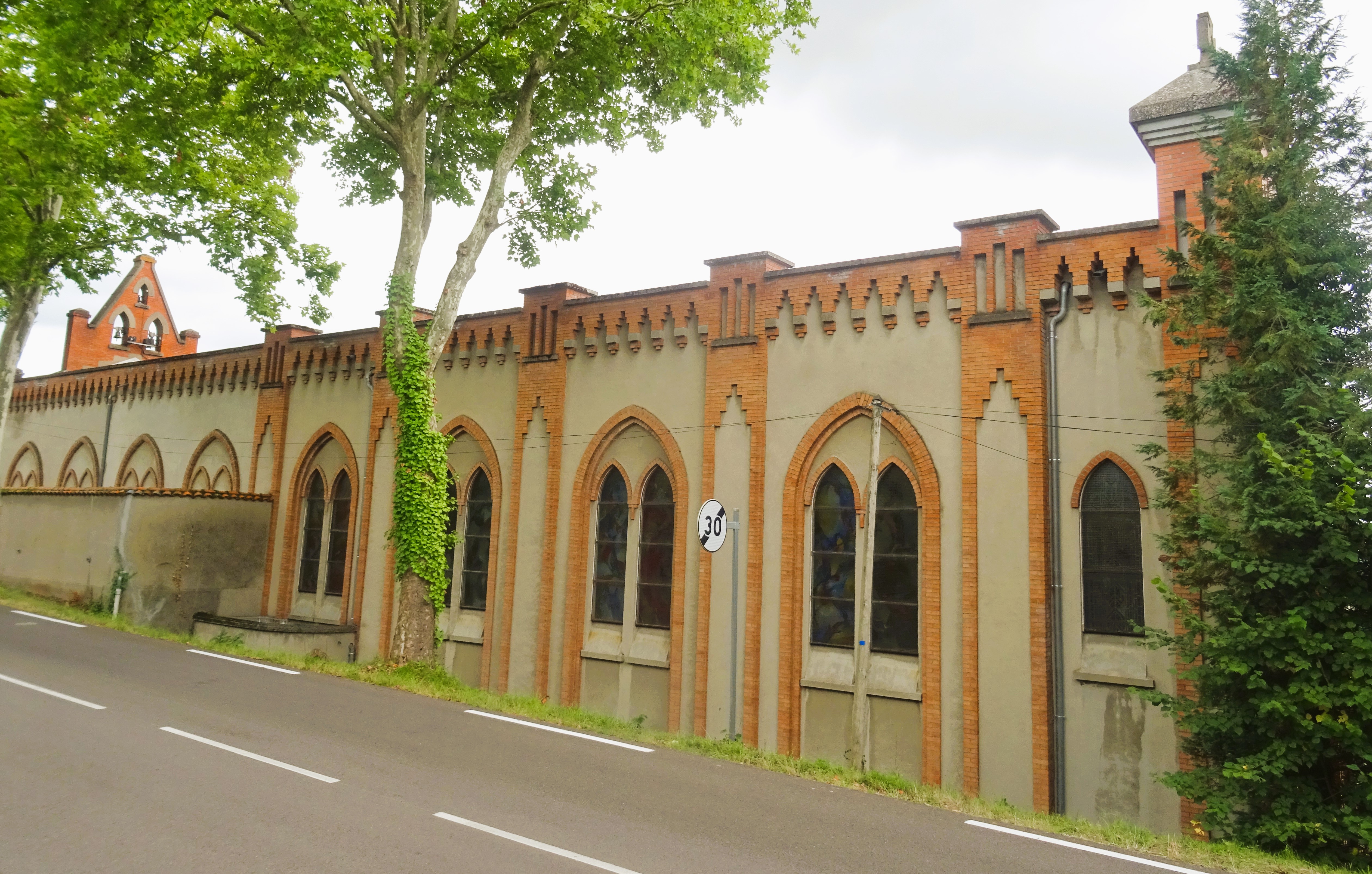
Les Dominicaines.

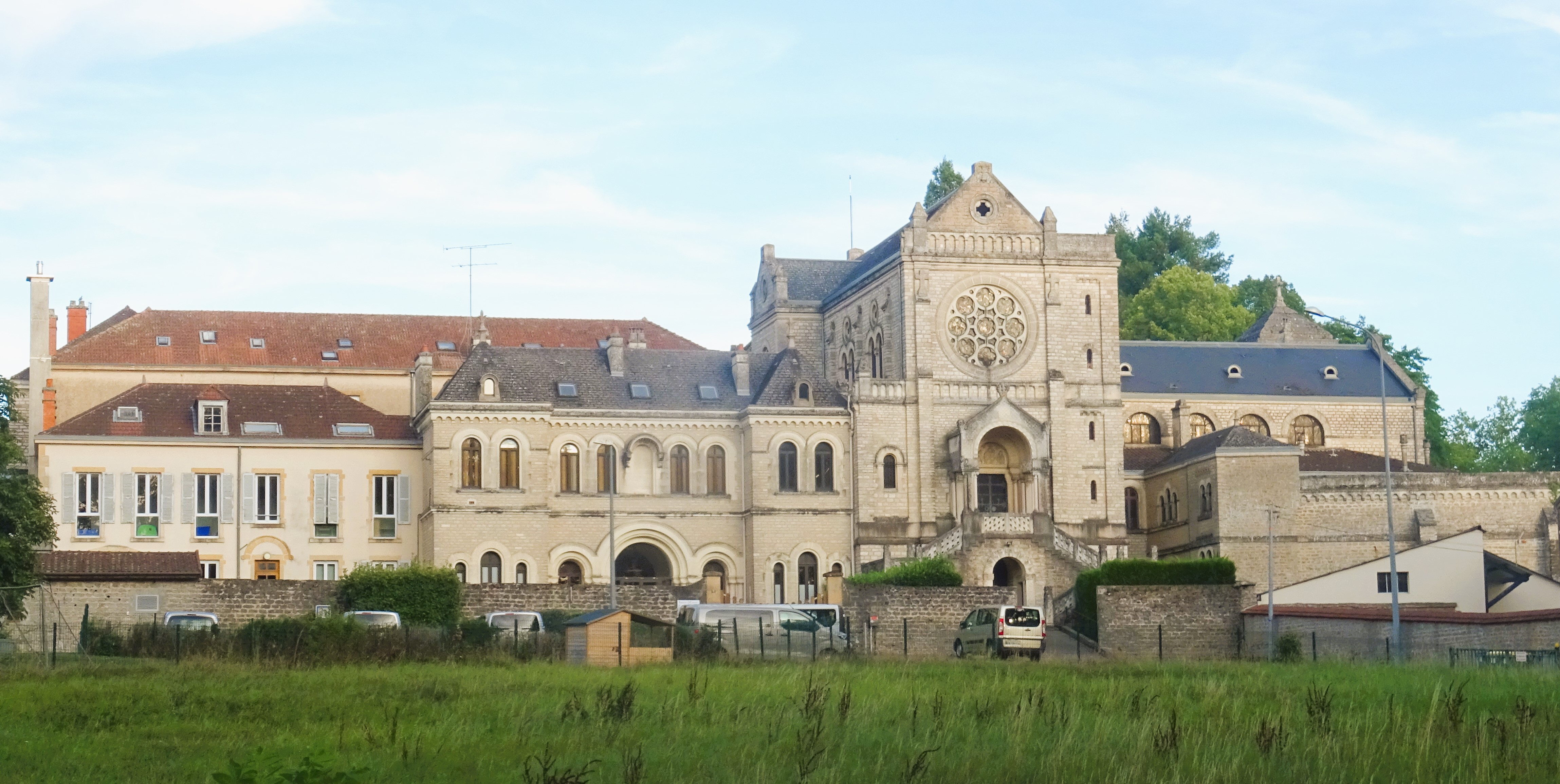
Le Carmel.

Lorsqu’en 1901, les Carmélites venues de Dijon manifestent à leur tour l’intention de s’établir à Paray-le-Monial, le contexte politique leur est défavorable sur le plan national alors que vient d’être votée la loi Waldeck-Rousseau limitant les droits des ordres religieux. Les relations sont également tendues entre l’évêque d’Autun et le conseil municipal dont la consultation est nécessaire et qui donne un avis négatif. Elles doivent d’abord se contenter d’un local exigu peu propice au respect des règles que doivent respecter des contemplatives. Si leur situation s’améliore entre 1904 et 1906, elles attendent l’achèvement de leur monastère, au lendemain de la guerre, en 1921. Les vocations sont alors nombreuses le recrutement devenant de plus en plus difficile. Le lieu est vendu en 1983 à l’Association des Papillons Blancs .
L’effet d’aimantation joue une dernière fois dans l’entre-deux-guerres. Les premières Dominicaines sont venues du pays basque en 1929. À l’origine, c’est un éminent dominicain de la province de Toulouse, célébrant la messe à la Visitation qui en eu l’inspiration soudaine : l’absence de son ordre auprès du Sacré-Cœur lui apparut comme une anomalie à corriger. Ses démarches coïncidèrent avec le legs de biens pour une fondation par une religieuse du monastère de Mauléon à la veille de sa profession de foi. Une fois le choix de Paray-le-Monial décidé, la réalisation du projet fut progressive devant les difficultés de financement. Au terme d’une installation dans des conditions précaires, alors que le nombre de candidates affluait, la construction du monastère fut confiée à un architecte toulousain, ami des fondatrices, qui transplanta en Bourgogne les matériaux et le style de la ville rose. La chapelle fut consacrée en 1937 par Hyacinthe-Jean Chassagnon, évêque d’Autun.

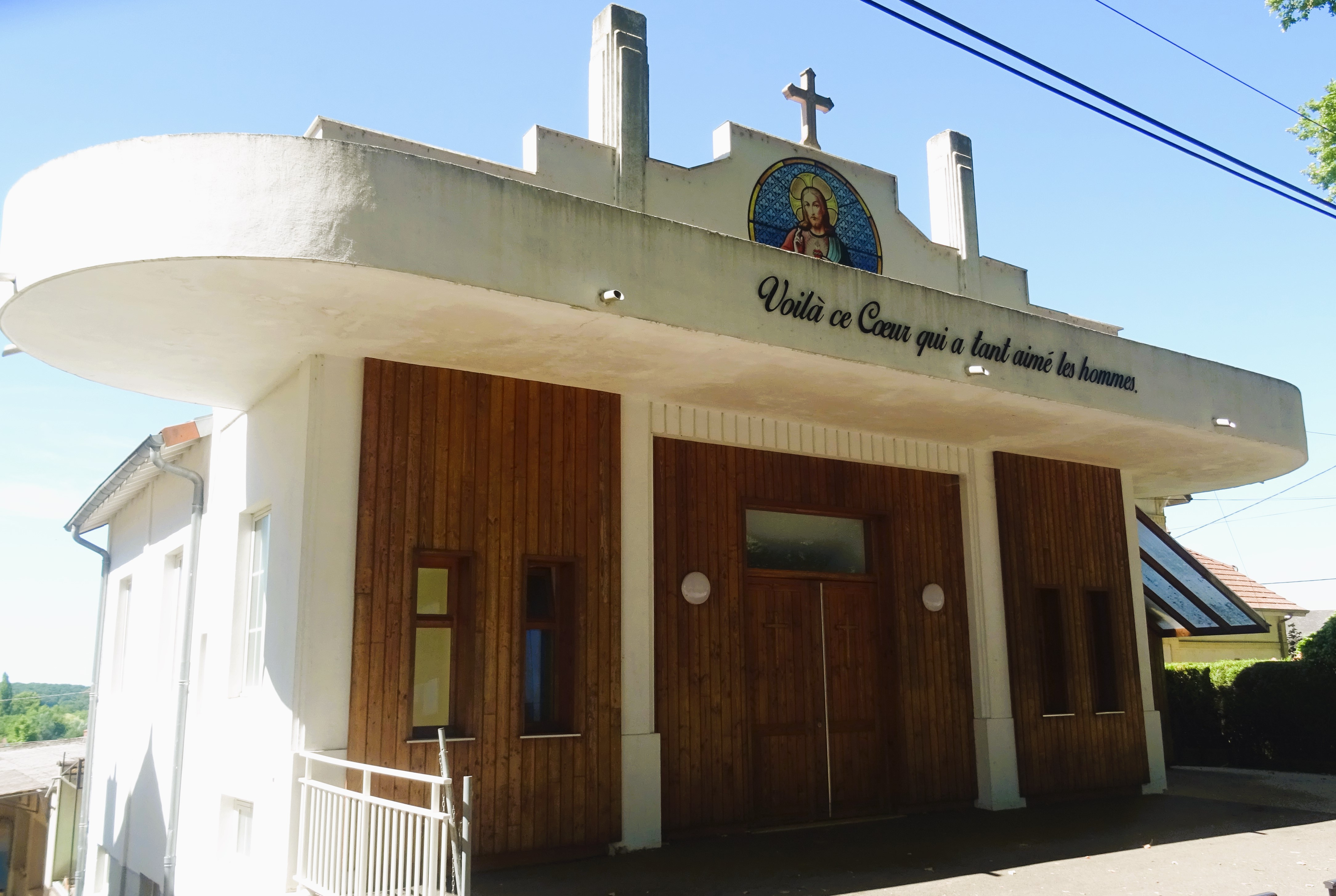

Les traditionalistes n’ont pas voulu se sentir exclus du culte du Sacré-Cœur. Ils ont investi, avenue de Charolles, les locaux d’un ancien garage transformé en chapelle, au plus près de la Visitation. Sous le nom de Fraternité saint Pie X ils célèbrent la messe en latin, initialement contre les décisions de Vatican II, et revendiquent la fidélité à la vraie foi.

#### Musée du Hiéron
En 1873, à l’occasion du premier grand pèlerinage, le père Drevon rencontre le riche baron Alexis de Sarachaga, polytechnicien de l’École de Zurich. De leur compagnonnage naît un centre qui réunit un fonds de tableaux de peintres et une bibliothèque de 5 000 volumes. Après la mort du père Drevon en 1880, le baron poursuit seul l’entreprise et construit un musée de 1890 à 1894. L’architecture complexe du bâtiment est à l’image des idées du baron empreintes d’illuminisme. Pas de quoi attirer le grand public. Et si, après sa mort en 1918 ses successeurs ont le mérite d’avoir insisté pour l’institution de la fête du Christ-Roi accordée par Pie XI en 1925, ils se montrent impuissants à empêcher de nouvelles dérives. Le public n’est toujours pas au rendez-vous, la gestion part à vau-l’eau et l’héritage se disperse. Le coup de grâce est donné par une tempête de grêle en 1990 : le Hiéron est fermé. " De bons génies et de bonnes fées de la direction du pèlerinage et le maire, M. Nesmes, se penchent sur son lit de douleur". Tout est mis en œuvre, dans tous les domaines tant juridiques, financiers, scientifiques et administratifs entre 1992 et 1997 pour faciliter une réouverture le 3 octobre 2005. La réputation du Hiéron n’est plus à faire. Il expose une collection de plus de cent tableaux de peinture majoritairement des XVIIe et XVIIIe siècles qui se rattachent au message de la Réforme catholique ainsi que quelques œuvres majeures. La plus spectaculaire, d’acquisition récente, porte le nom de Via vitae de l’orfèvre joaillier parisien Joseph Chaumet classée trésor national. Elle retrace neuf scènes de la vie du Christ sur une montagne d’albâtre, marbre, rubis et cristaux (2,70 m de haut sur 3 m de large) à travers 138 figurines d’or et d’ivoire ». Ce musée reste dans l’esprit de sa vocation, où toutes les œuvres présentées traitent du Christ, de la Vierge et de la vie de l’Eglise de telle sorte que le père Drevon n’aurait pas désavoué cette évolution,.

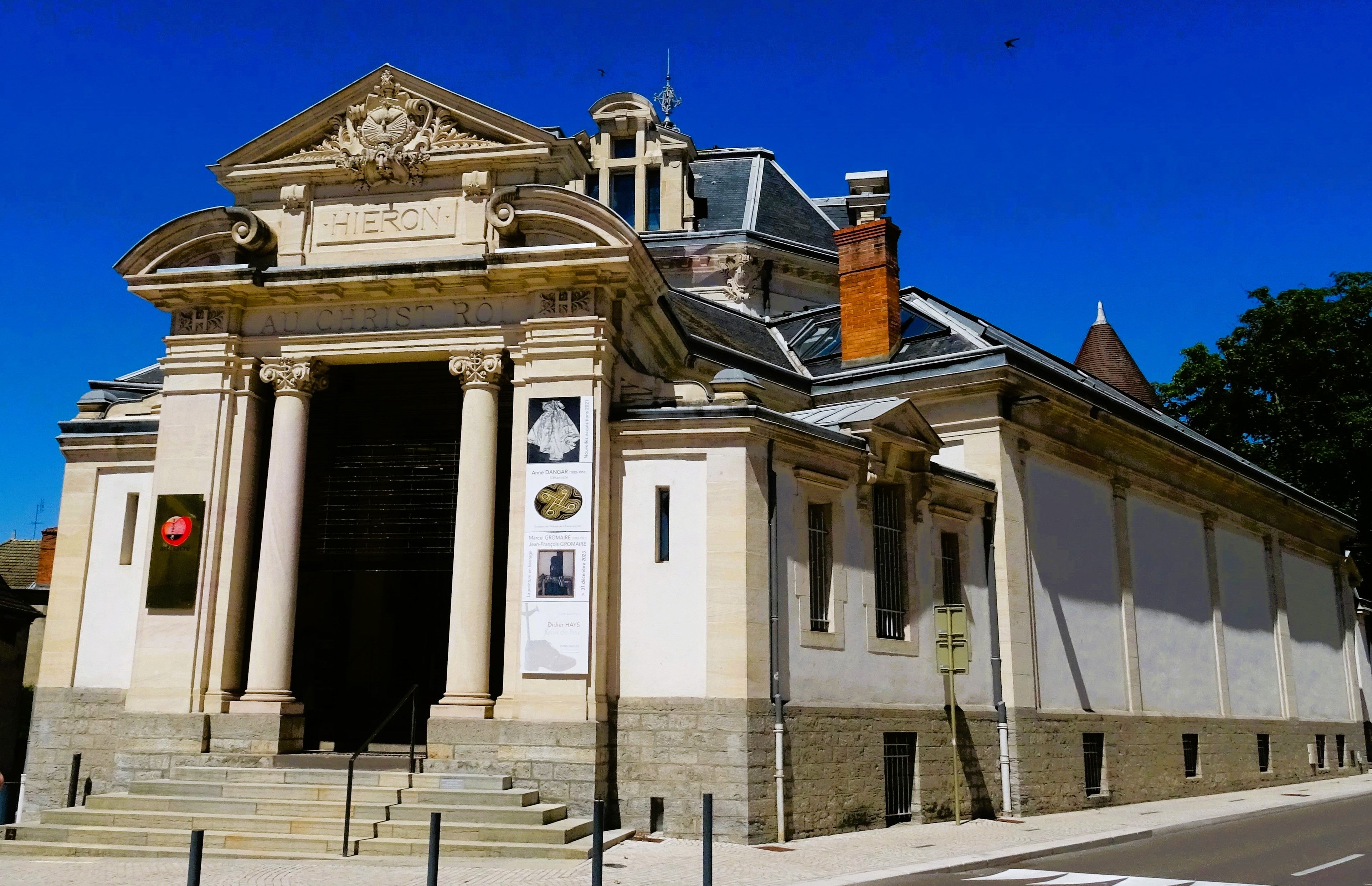
Le Hiéron.
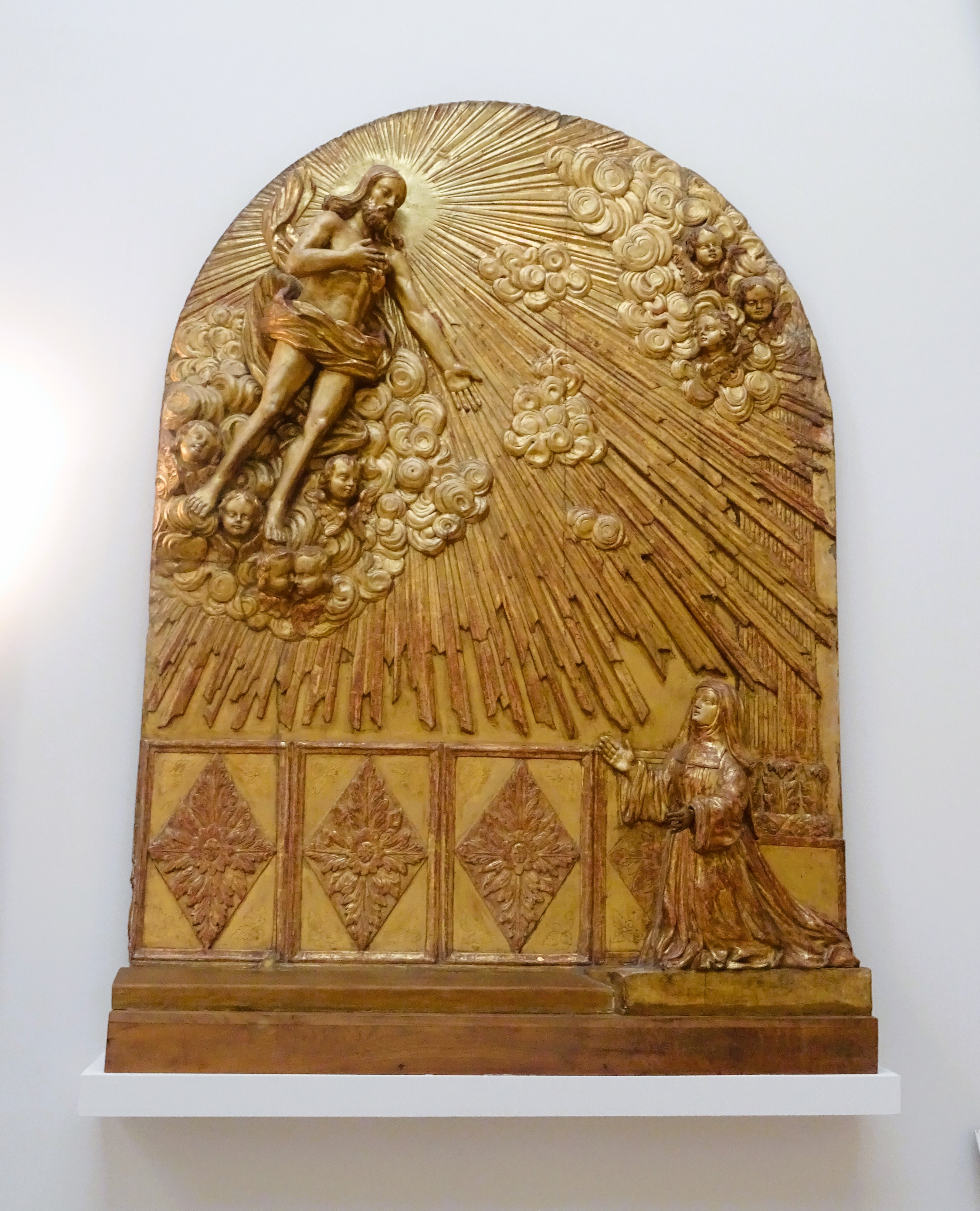
Apparitions de sainte Marguerite-Marie.
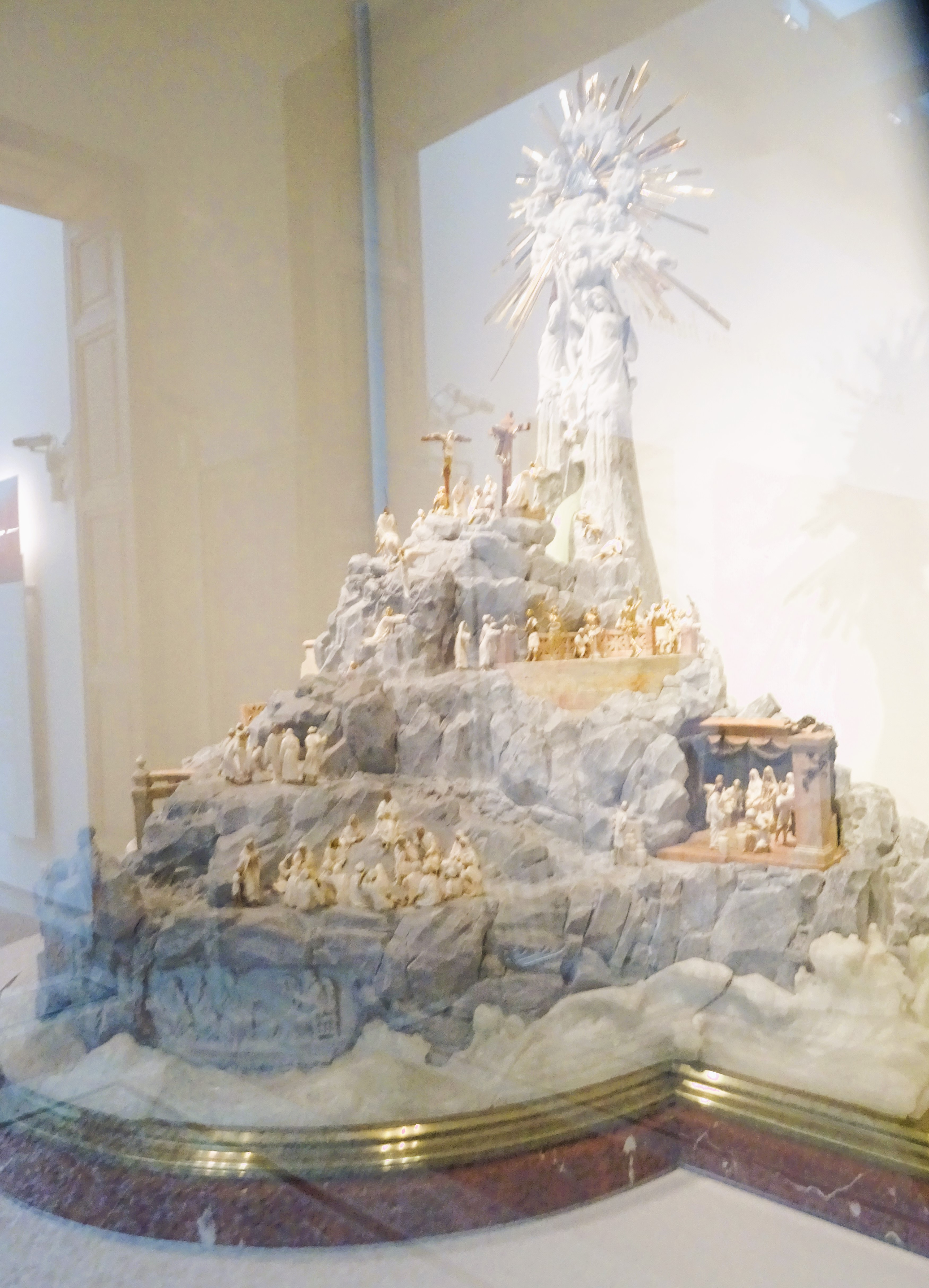
Via vitae.
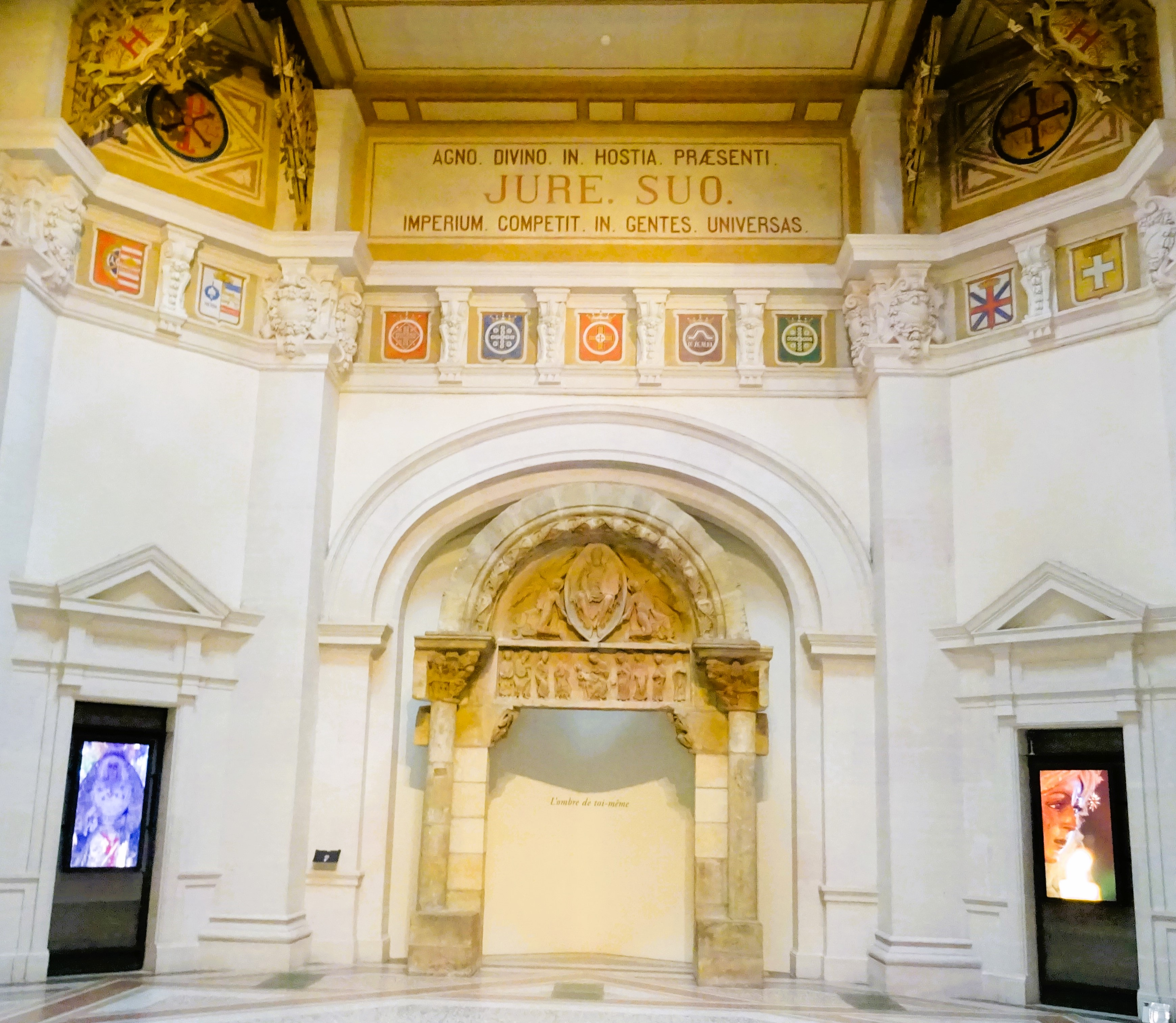
Le Hiéron, grande salle.
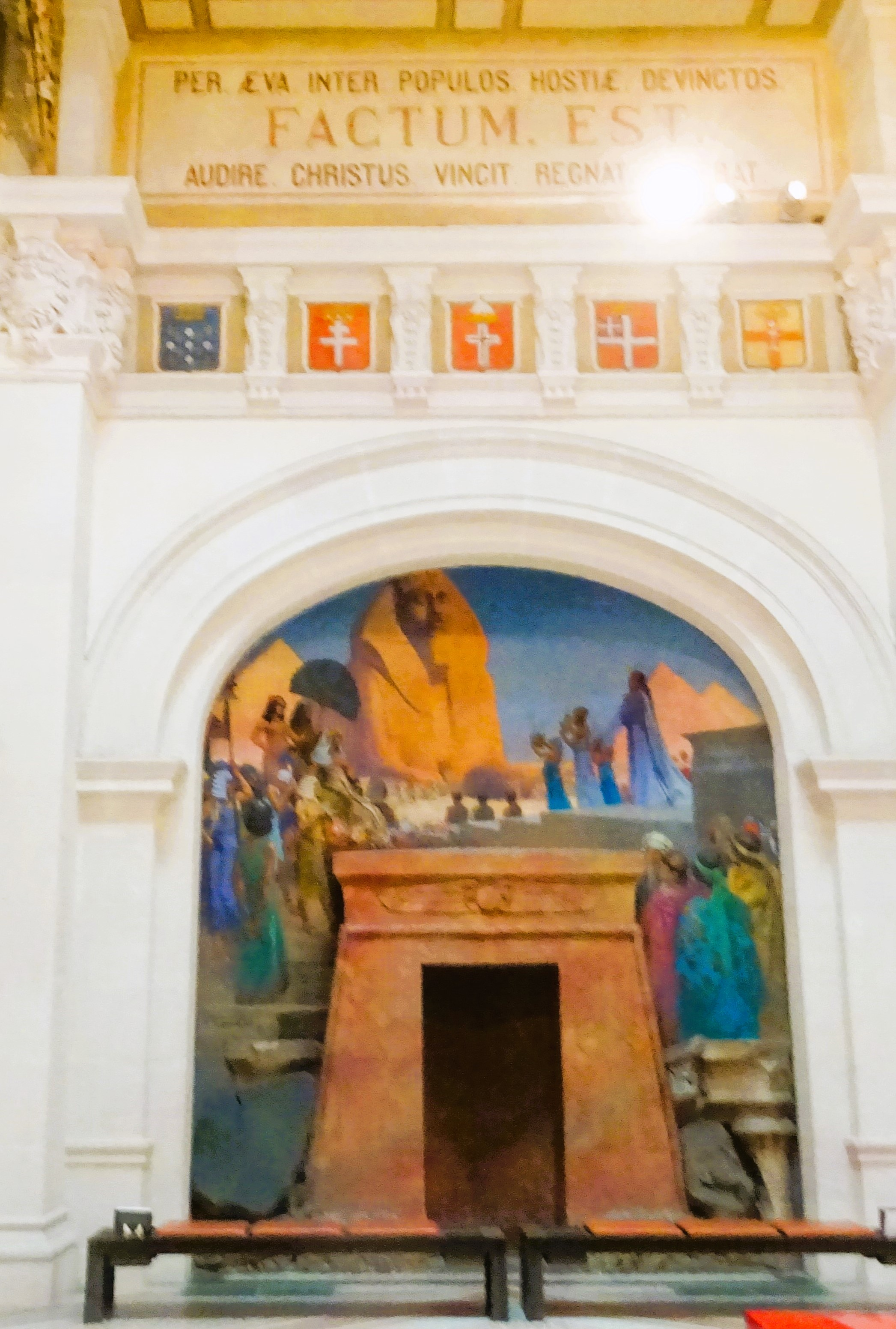
Le Hiéron, grande salle.
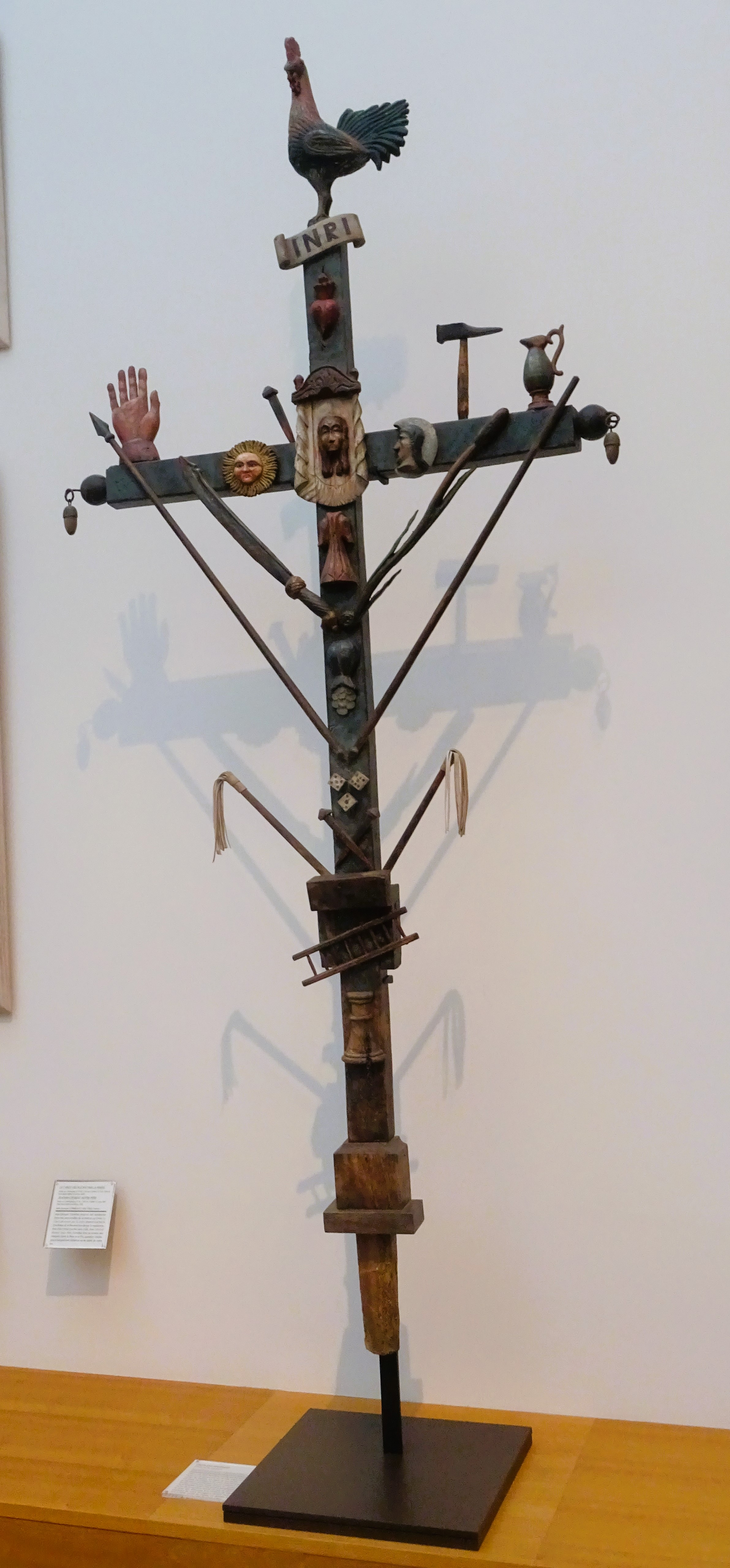
Croix des mariniers.
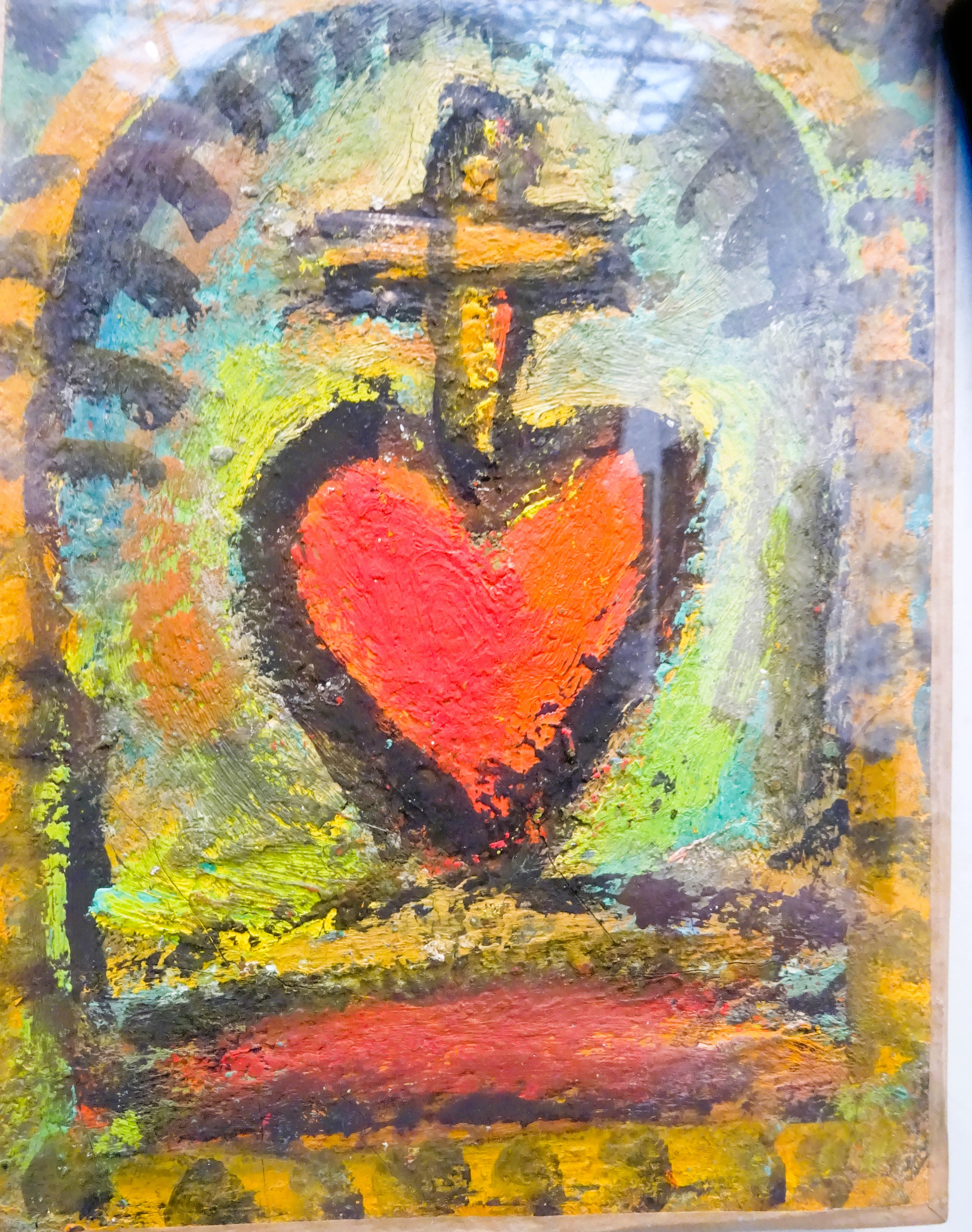
Sacré coeur de Rouault.

### Paray aujourd’hui

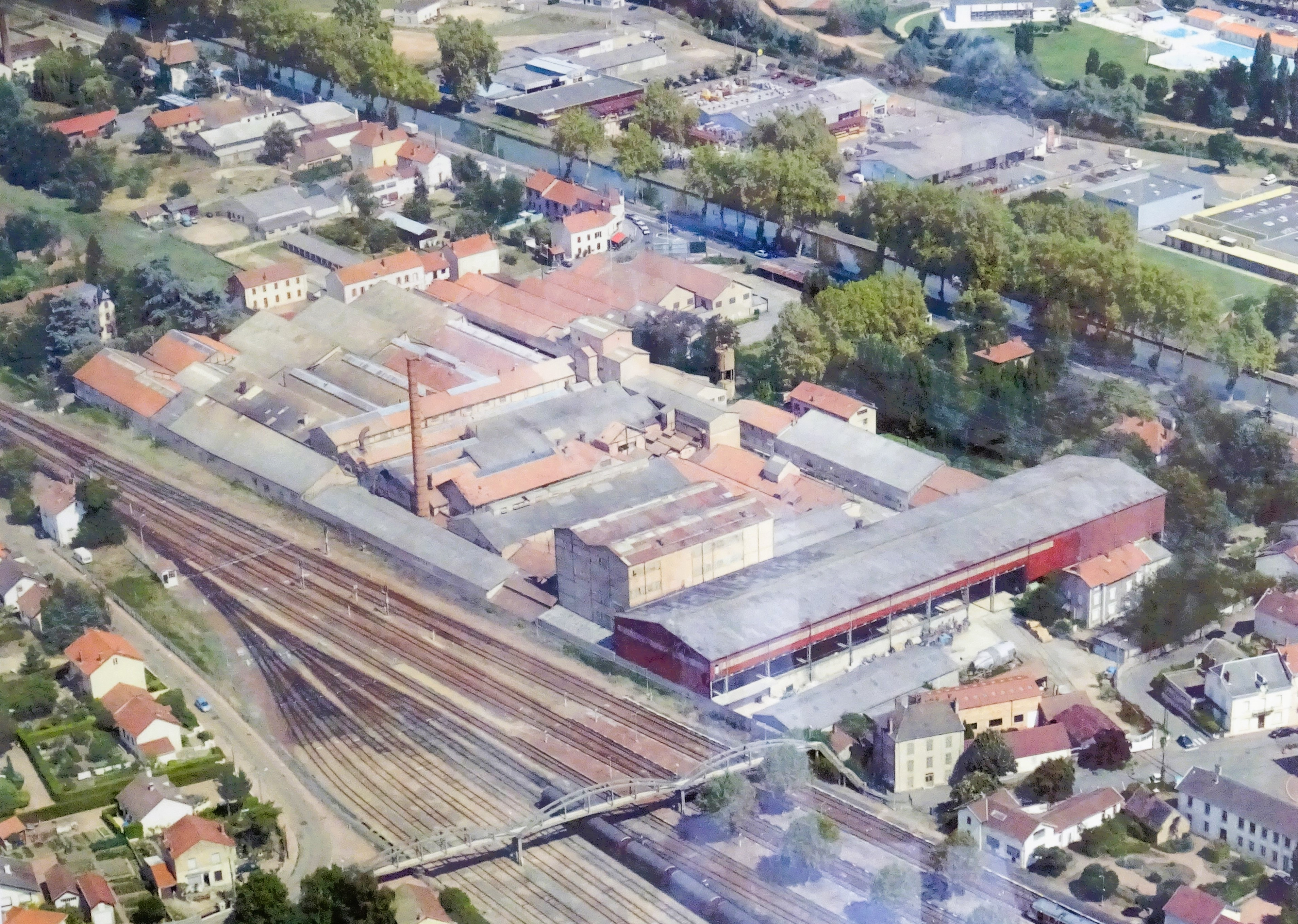
Cérabati.

#### Les activités

##### Le déclin de l'industrie

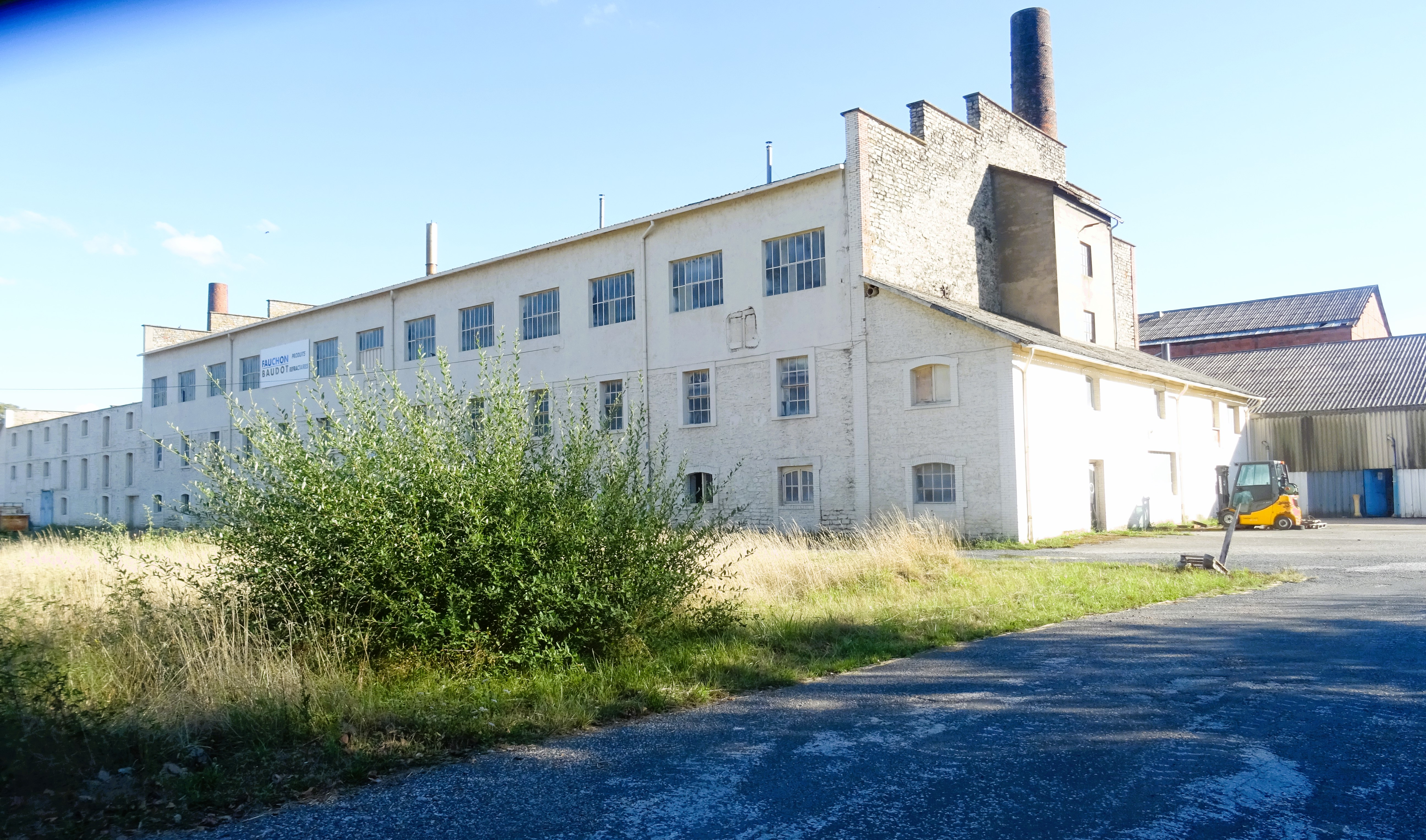
Usine Fauchon-Baudot.

L’activité industrielle, qui a joué un rôle si important dans le développement de la ville et a, en quelque sorte, pris le relais de l’activité ferroviaire défaillante, ne pèse plus d’un grand poids dans l'économie de la cité. Les trois entreprises qui la représentaient ont eu des destins fort différents. Depuis le premier choc pétrolier, Cerabati, menacée par la concurrence internationale, a lutté en vain pour sa survie. À partir des années 1980 les deux repreneurs successifs, pourtant combatifs, n’ont pas fait mieux. Le coup de grâce lui a été porté en 2005 : elle n’a pas survécu à la perte, au profit de la Turquie, d’un client allemand qui représentait le tiers de son chiffre d’affaires et a dû congédier ses 78 employés. Fauchon-Baudot s’est mieux adaptée à l’évolution technique en se spécialisant dans la fabrication de briques pour le revêtement des fours des fonderies et des aciéries. Elle en exporte la moitié dans divers pays européens. La modernisation de ses équipements qui est le gage de sa survie se fait au détriment de l’embauche : ils ne sont plus que quarante à l’ouvrage.
Le cas d’Eternit a été porté à la connaissance du monde entier depuis le jour où a été dénoncé le risque de cancer en cas d’inhalation des fibres d’amiante. « Les ouvriers de Vitry-en-Charolais ont été les premiers à se lancer dans le combat judiciaire visant à obtenir de l’entreprise et de l’État, des indemnisations pour les maladies graves qu’ils ont contractées au travail ». Force a été de se reconvertir. Dès 1997, les fibres d’amiante ont été remplacées par des fibres de cellulose et de polyvinyl alcool (PVA). La marque Natura a remplacé Eternit. Par la même occasion l’entreprise a cherché à respecter le milieu environnemental et à améliorer la sécurité de ses usines et en a reçu la certification. Reste le traitement des déchets. « Un projet de stockage et d’enfouissement de 41 000 à 48 000 tonnes dans une décharge du site de Vitry-en-Charollais a déclenché un conflit en 2011 ».

##### La fonction hospitalière
Lorsque la municipalité se décida de construire un hôpital digne de ce nom en remplacement de celui qui en tenait lieu dans l’île, elle saisit l’opportunité de la mise en vente d’un terrain jouxtant au nord le vieux centre, adossé à la colline des Grainetières. L’opération fut menée à bien par l’architecte charollais Berthier entre 1854 et 1858. L’établissement gardait un caractère religieux. Cet Hôtel-Dieu était construit symétriquement par référence à la chapelle et le parc abritait les oratoires de Notre-Dame de la Salette et de saint Joseph. Le personnel était constitué uniquement de moniales logées dans un local à gauche de la chapelle. À partir de 1955 il est fait appel à des infirmières civiles. Les dernières religieuses sont relogées dans un bel immeuble de la rue du 11 novembre. Plusieurs fois agrandi et doté de nouveaux services jusqu’en 1992, l’hôpital assure aussi la fonction d’hospice. Sur les terrains de la ferme qui le prolongeait vers la colline, ont pris place une école d’infirmières en 1975, un local pour les internes et, en 1978 un EHPAD. Une base d’hélicoptères était utilisée pour le transfert des malades.

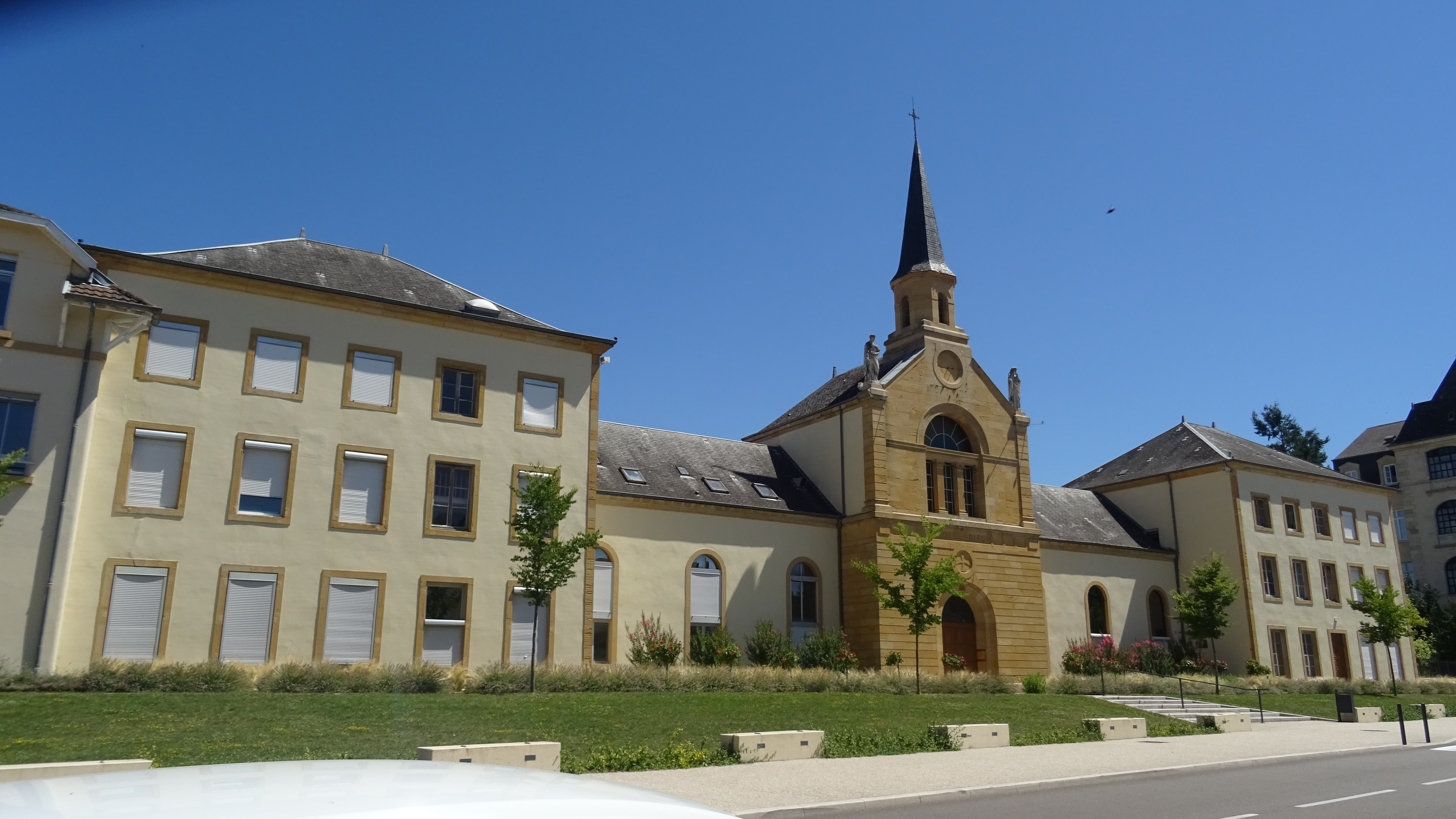
Ancien hôpital.
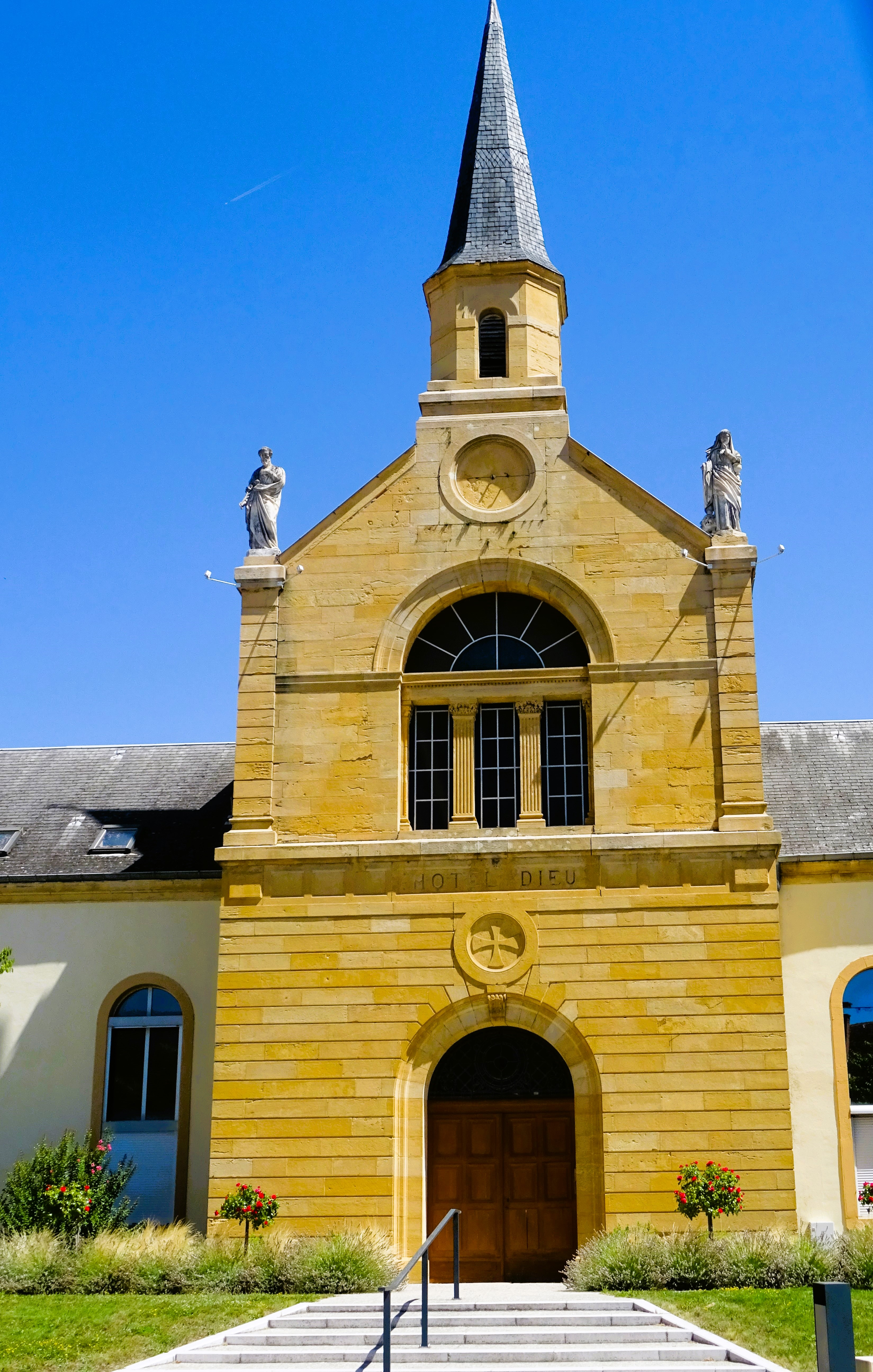
Chapelle de l'hôpital.
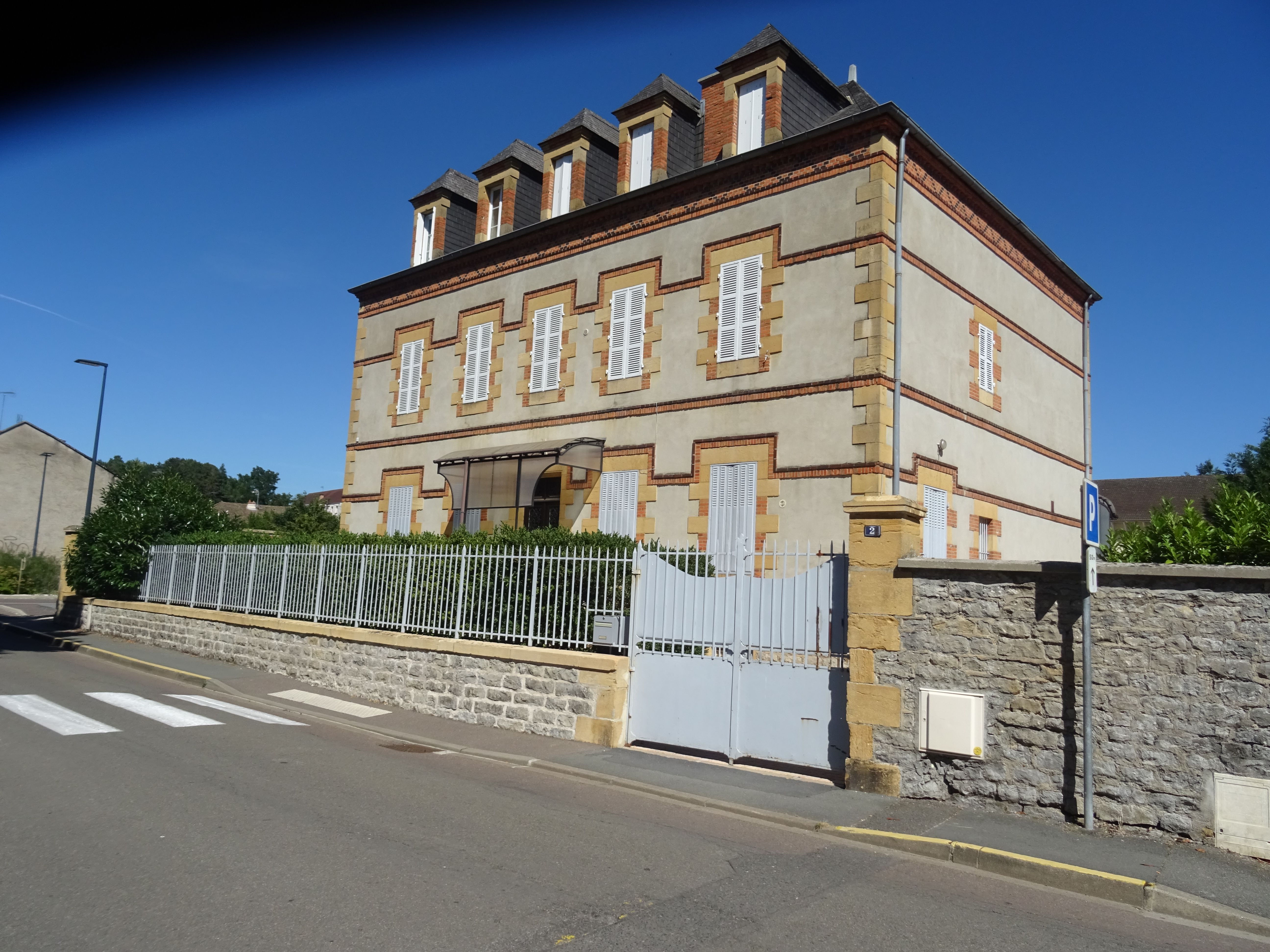
Maison des sœurs de l'hôpital.

En fonction d’un plan établi dans le cadre régional, un nouvel hôpital a été inauguré en 2006 dans le secteur des Charmes où il jouxte la clinique privée la Roseraie, les deux établissements étant appelés à fonctionner de façon complémentaire. Il peut accueillir 504 patients et dispose de services d’urgence, médecine, chirurgie, gynéco-obstétrique, maternité, long et moyen séjour. Divers établissements de soin ainsi qu’un EHPAD font de ce quartier un véritable pôle médical. Cette dernière précision amène à ajouter que nombreux sont les établissements réservés au troisième âge. La liste officielle en énumère onze dont plusieurs sont classés en EHPAD. Il s’agit d’une clinique reconvertie comme le Domaine du château, de nouvelles constructions dispersées dans la ville comme les Opalines mais plusieurs sont d’anciens établissements religieux qui retrouvent une nouvelle affectation comme c’est le cas pour celui nommé Bethléem. Par ailleurs, les anciens en pleine possession de leurs moyens sont accueillis dans des hébergements qui leur sont exclusivement réservés. Ils sont nouvellement construits comme celui de Verneuil ou réutilisent après complète restructuration l’espace de l’ancien hôpital sous le nom de Médicis. Les handicapés peuvent être rangés parmi les cas médicaux. L’institution des Papillons blancs, très active en Saône-et-Loire, prend en charge tout ce qui peut aider à leur réinsertion en matière d’éducation, de travail, de culture, de sports. Elle a repris la place de l’ancien Carmel.

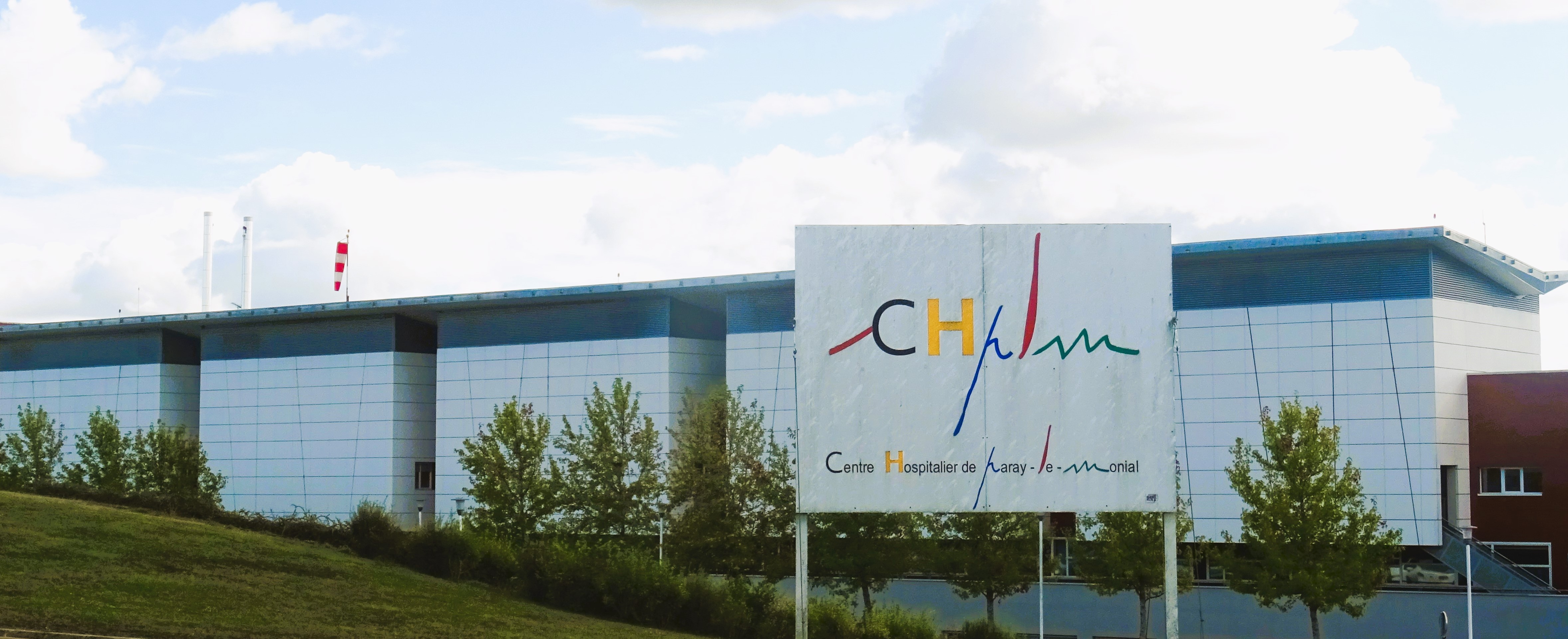
Hôpital des Charmes.
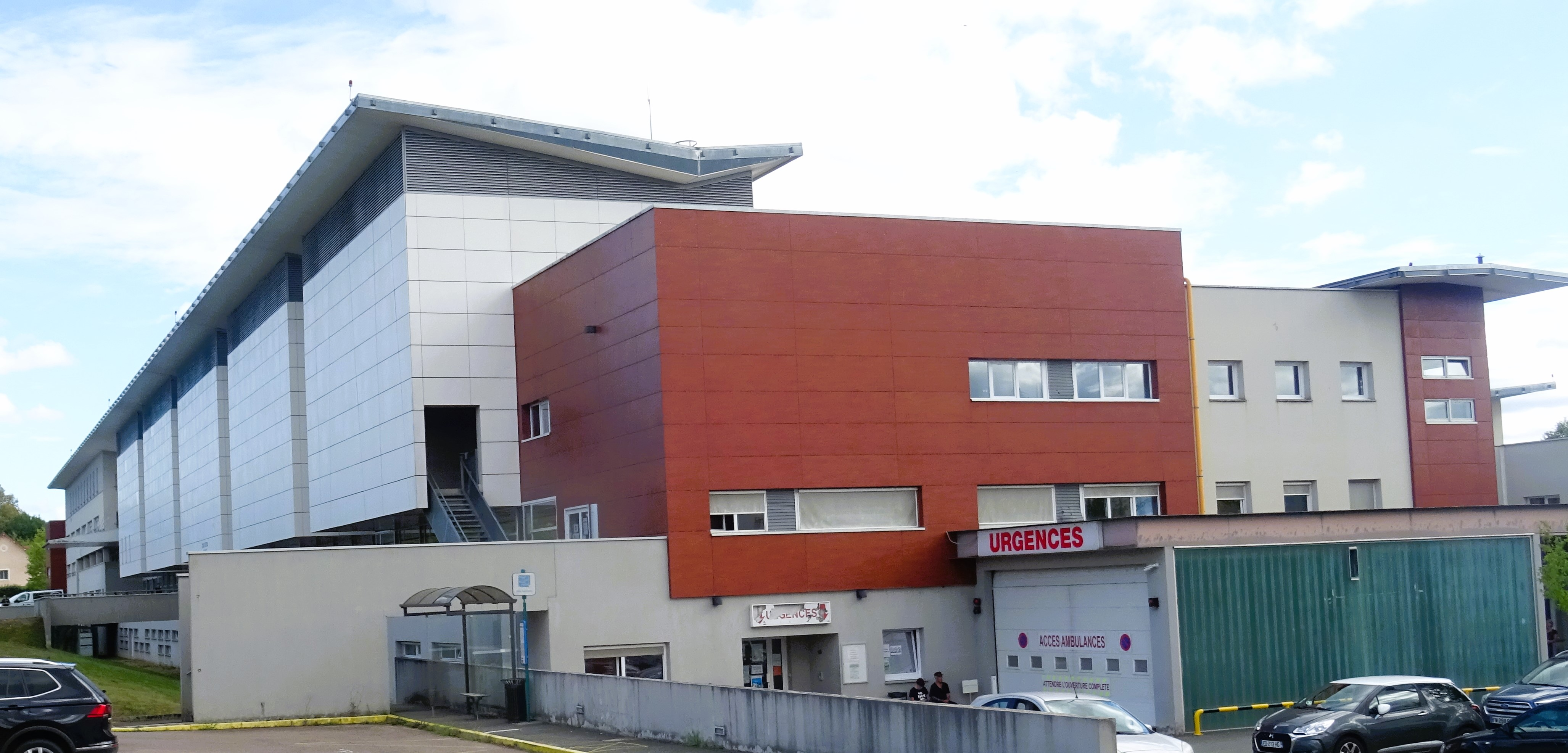
Clinique la Roseraie.
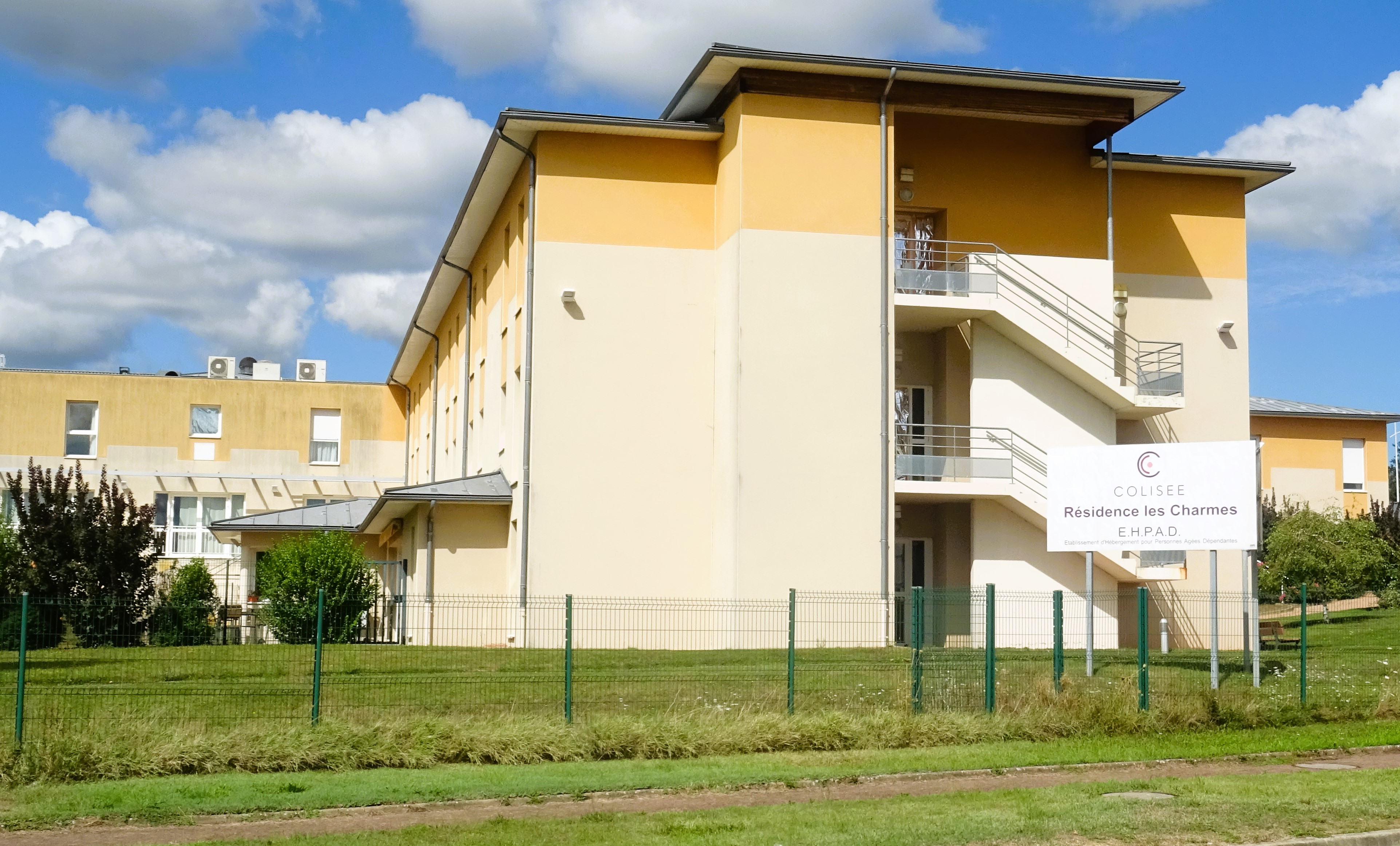
EHPAD des Charmes.
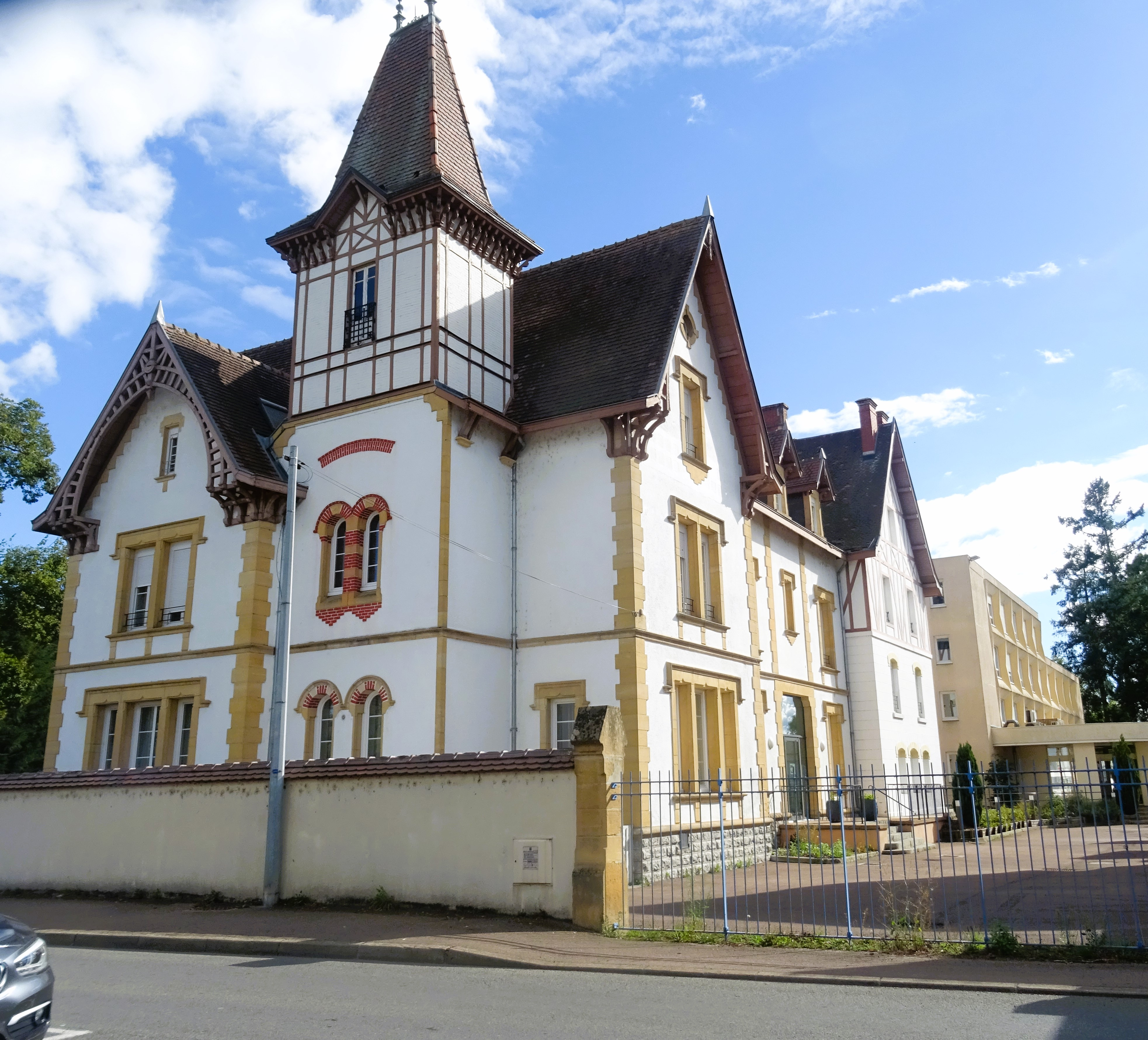
Domaine du château.
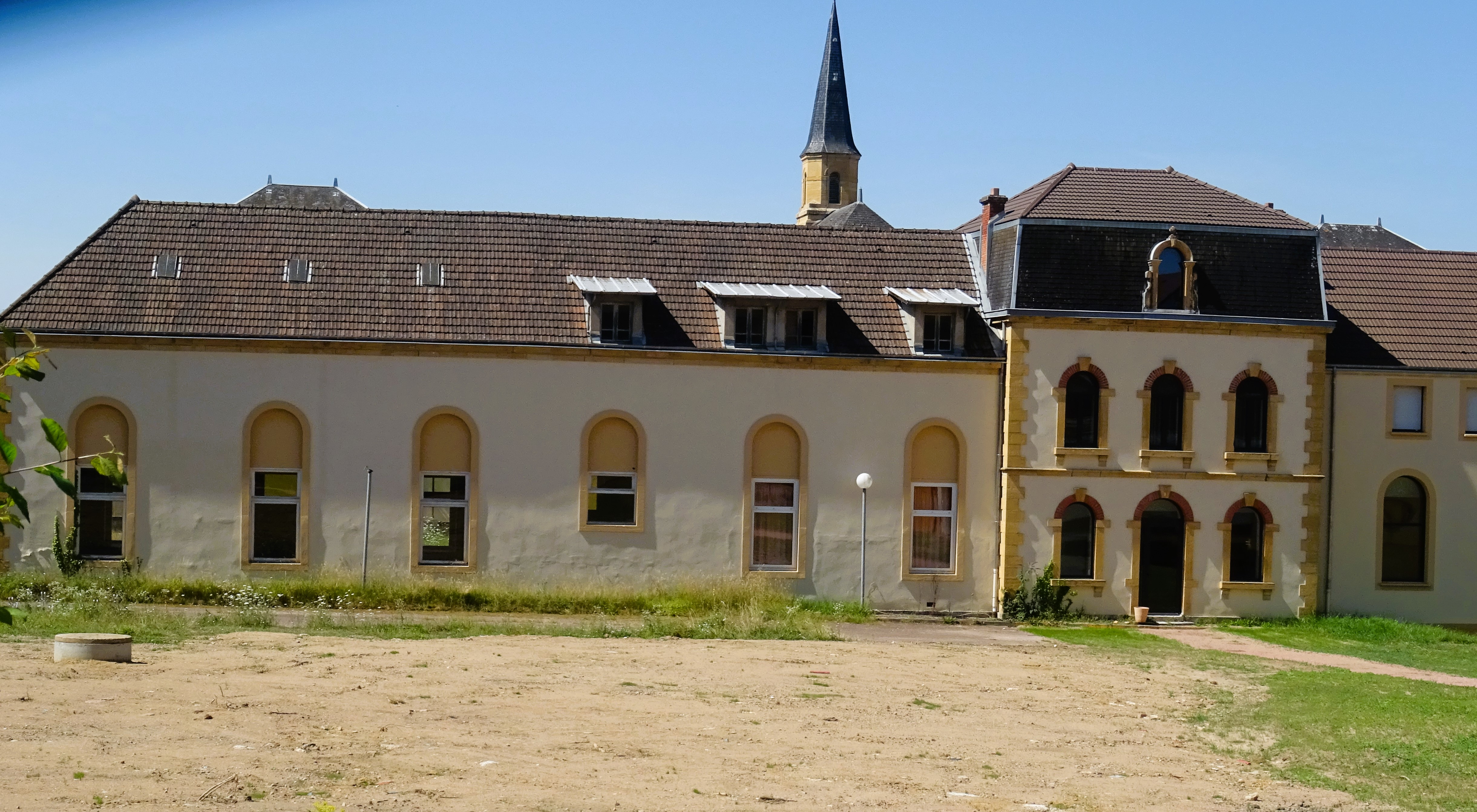
Résidence Médicis.

##### Le pôle commercial

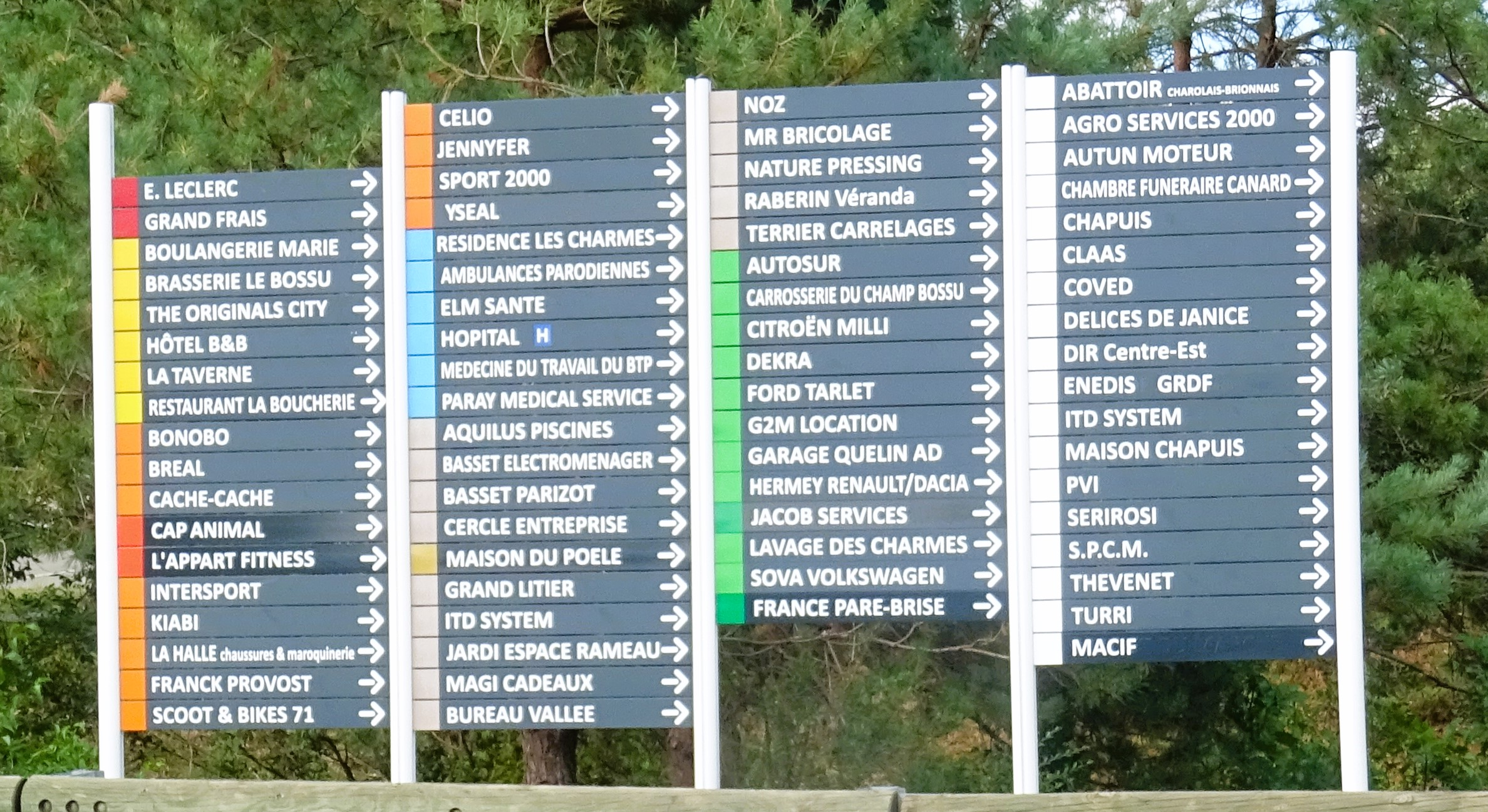
Champ Bossu : entreprises.

Les voies de communication jouent un grand rôle dans le développement de Paray-le-Monial. Si le canal et la voie ferrée ont donné naissance à la partie sud de la ville, la transformation du réseau routier explique les plus récentes transformations. Dans un premier temps, une voie rapide vers le nord a relié Paray à Montceau-les-Mines, avec un énorme gain de temps par rapport à la D 974, route étroite épousant toutes les sinuosités du canal. Il a fallu attendre le début du XXIe siècle  pour que l’axe autoroutier est-ouest Centre-Europe-Atlantique soit achevé et mette fin au trafic intense par la RN 79 qui scindait de fait la ville en deux. Désormais Paray-le-Monial joue son rôle de carrefour routier établissant la liaison entre les pays de la Loire et le sillon Saône-Rhône. Les entreprises installées à la jonction de ces deux axes bénéficient d’une excellente desserte et ont davantage de visibilité. Au nord-ouest du centre ancien, l'ensemble des ZAC du Champ Bossu et Les Charmes attirent ainsi de nombreux établissements qui assurent tous les types de services comme le montre le panneau en début de paragraphe .
Il en est résulté une répartition des rôles entre cette vaste zone commerciale et le centre traditionnel faisant risquer la désertification du second. Les services se développent, y compris exceptionnels[réf. souhaitée], tout en conservant les activités administratives, hôtelières, bancaires, festives et celles d’accueil des pèlerins. L’attractivité a été renforcé grâce au soin apporté à l’embellissement du parcours par le pavage des rues, la restauration des édifices publics ainsi que celle de la basilique. L’endiguement de la Bourbince remonte à l’Entre-Deux Guerres.
Plusieurs programmes immobiliers l’ont étoffé comme les lotissements de Survaux et de Bethléem. Le plus important est celui de la place de l’Europe. Le plan de la ville de Paray a été marqué par son environnement rural. Elle s’animait particulièrement le jour du marché hebdomadaire où les agriculteurs proposaient aux citadins les produits de leurs fermes dans la halle et surtout lors de la vente du bétail au champ de foire voisin. Cette activité a été transférée à Saint-Christophe-en-Brionnais. À cet espace libre s’ajoutait celui d’un ancien centre sportif. 4 hectares au total jouxtaient ainsi le centre ancien à l’ouest au-delà de l’ancien rempart. En 1983, décision fut prise de créer une ZAC et le projet prit corps. Les travaux commencèrent en 1990 et se prolongèrent jusqu’en 2005. La halle a été rénovée. « Cette extension du centre-ville a accueilli des résidents ainsi que des services : la bibliothèque municipale, les agences du Journal de Saône-et-Loire et de la Sécurité sociale, plusieurs boutiques. Elle a été réalisée dans le souci de maintenir l’unité de la ville, comme le montrent ses liaisons avec les autres secteurs actifs ou habités et ses architectures en harmonie avec les constructions traditionnelles ».

##### Le pôle éducatif
La concurrence entre les établissements laïcs et confessionnels suscite un équipement scolaire supérieur à celui d'une ville démographiquement modeste. D’autant que les classes d’âge concernées, compte tenu du grand nombre de personnes âgées (41 % de plus de 60 ans), forment une minorité : 12,5 % en 2019 pour la tranche des 0 à 14 ans. Dans le premier cycle du secondaire, la rivalité concerne les deux collèges privés : Jeanne d’Arc et René Cassin. Il y en a trois dans le secondaire : le lycée Jeanne d’Arc est logé dans La Colombière, ancien grand bâtiment des jésuites et les lycées professionnels du Sacré Cœur en centre-ville et Astier, près du Champ Bossu.

##### Les autres fonctions tertiaires

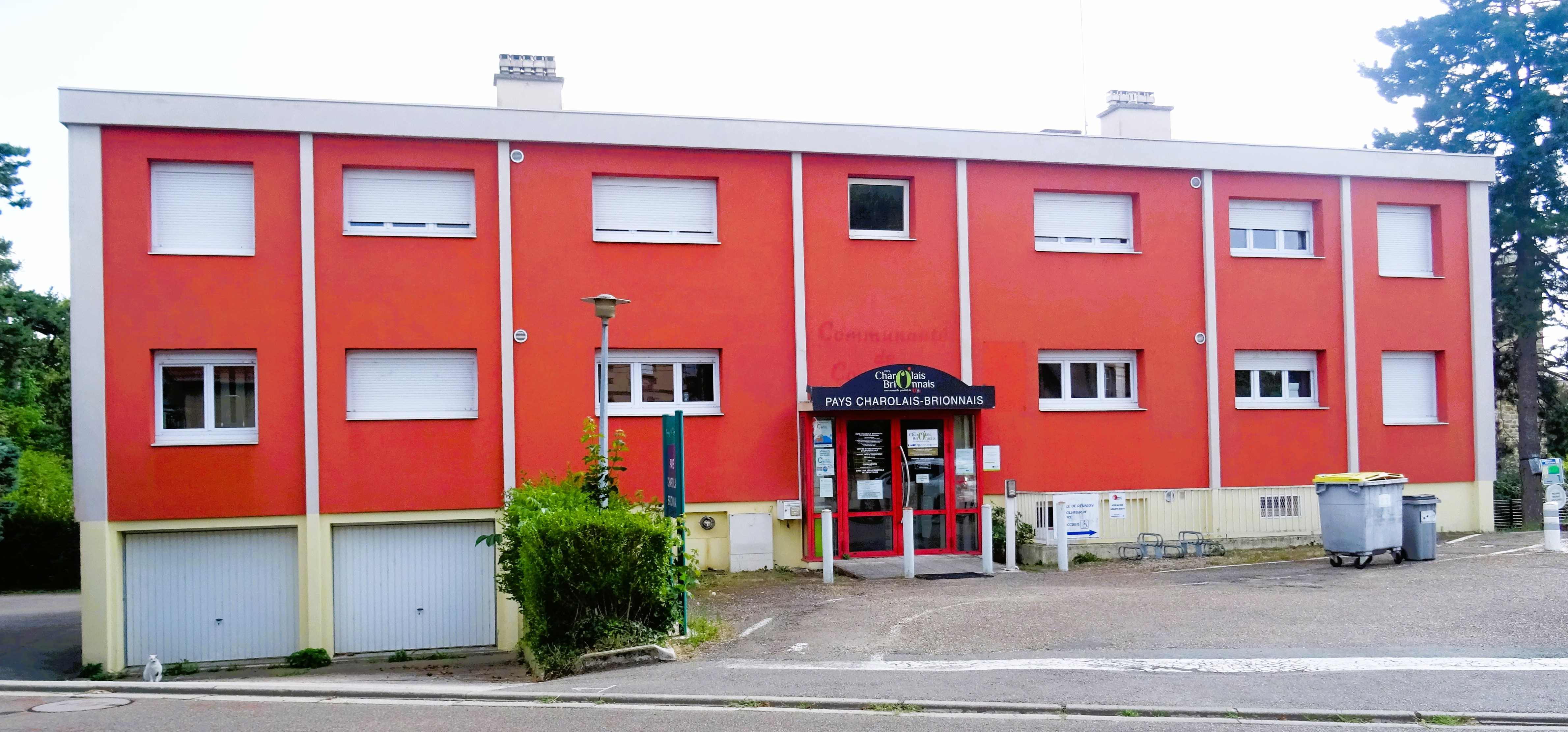
Siège de la communauté de communes.

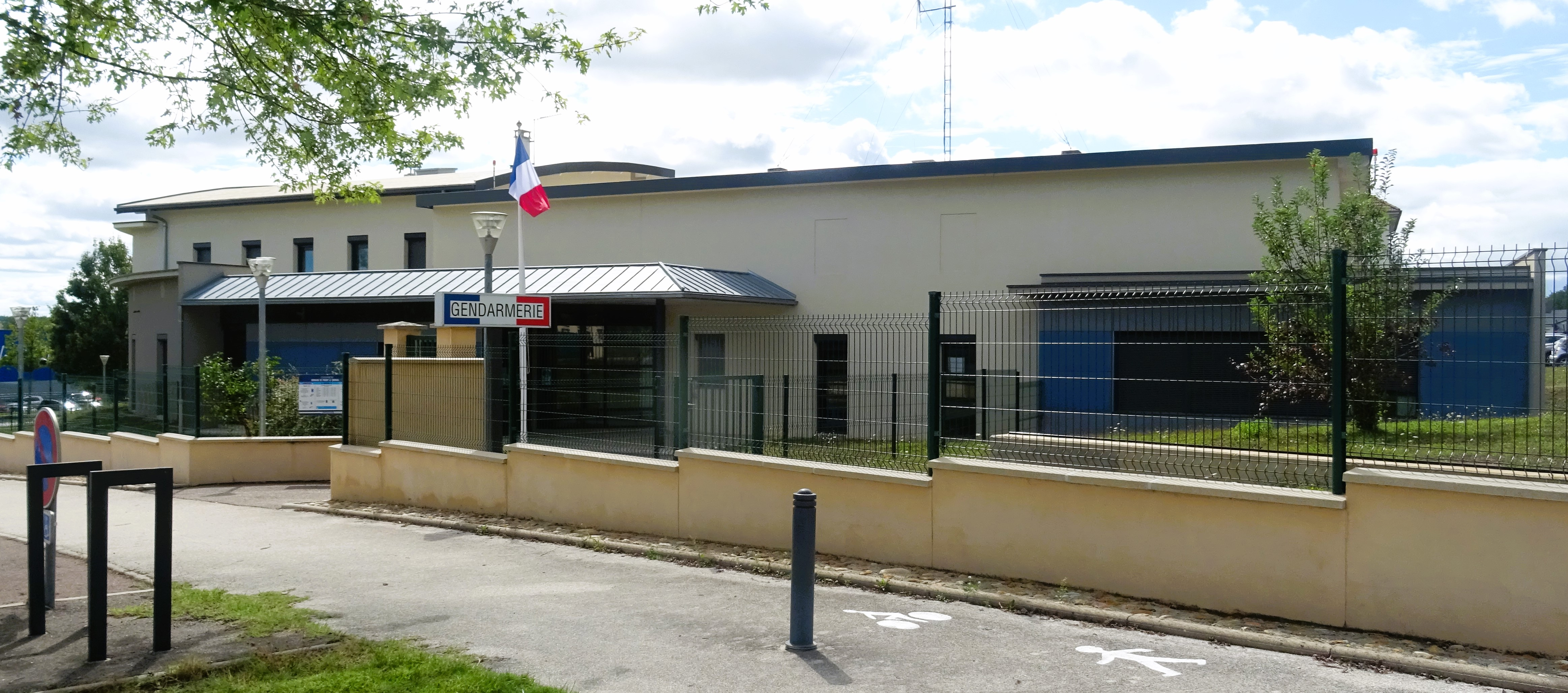
Gendarmerie de Paray-le-Monial.

Dans divers autres domaines Paray-le-Monial exerce un pouvoir de commandement s’étendant sur un espace variable selon la nature de chacun. Sur le plan administratif, le canton, qui n’avait guère d’intérêt que comme circonscription pour l’élection des conseillers généraux du département, est devenu le territoire d’une communauté de communes aux pouvoirs importants. Que Paray-le-Monial ait été choisi comme siège de cette institution relève du bon sens. La ville l'est restée lors de la mutation en 2017 en Communauté de communes Le Grand Charolais regroupant 44 communes par fusion avec les communautés de Digoin et de Charolles ainsi qu'avec trois communes de l’Allier. La cité abrite aussi dans le même bâtiment le Pays Charolais Brionnais élargi à 129 communes totalisant 90 000 habitants sur 2 500 km2. Sa position centrale a dû compter tout autant que son poids démographique. La gendarmerie, au gros effectif, a quitté le centre-ville en 2011 et se réinstaller dans la ZAC des Charmes.
L’hebdomadaire La Renaissance joue un rôle inattendu [réf. souhaitée]. Créé en 1906 sous le nom de Réveil du Charolais et du Brionnais, il est installé au même emplacement que l’hôpital, dans l’ancienne île. Nettement marqué à droite à ses origines, il se voulait le défenseur des valeurs religieuses et provinciales. Sous le nouveau nom de Renaissance depuis la Libération en 1944, il a perdu cette orientation partisane pour devenir un organe d’information de la vie locale. Il conserve à peu près la même audience avec un tirage de l’ordre de 5 000 exemplaires et est diffusé dans la même aire géographique : le Charolais, le Brionnais, le bassin de l’Arroux, le Clunysois, l’ouest du Mâconnais et le secteur du Creusot-Montceau-les-Mines.

Bien entendu, l’hôtellerie profite de l’affluence touristique des pèlerins qui s’ajoute à la clientèle courante de toute ville. Ceux-ci sont plus particulièrement les clients des hôtels de la Basilique et du Prieuré, à proximité des lieux saints. Ces établissements, bien qu’au nombre de huit au total dont trois étoilés totalisant 211 des 332 lits, ne suffiraient pas à accueillir les 30 000 fidèles (moyenne annuelle). Le plus gros contingent est logé lors de la grande affluence estivale dans de vastes villages de tentes au parc du Moulin Liron.

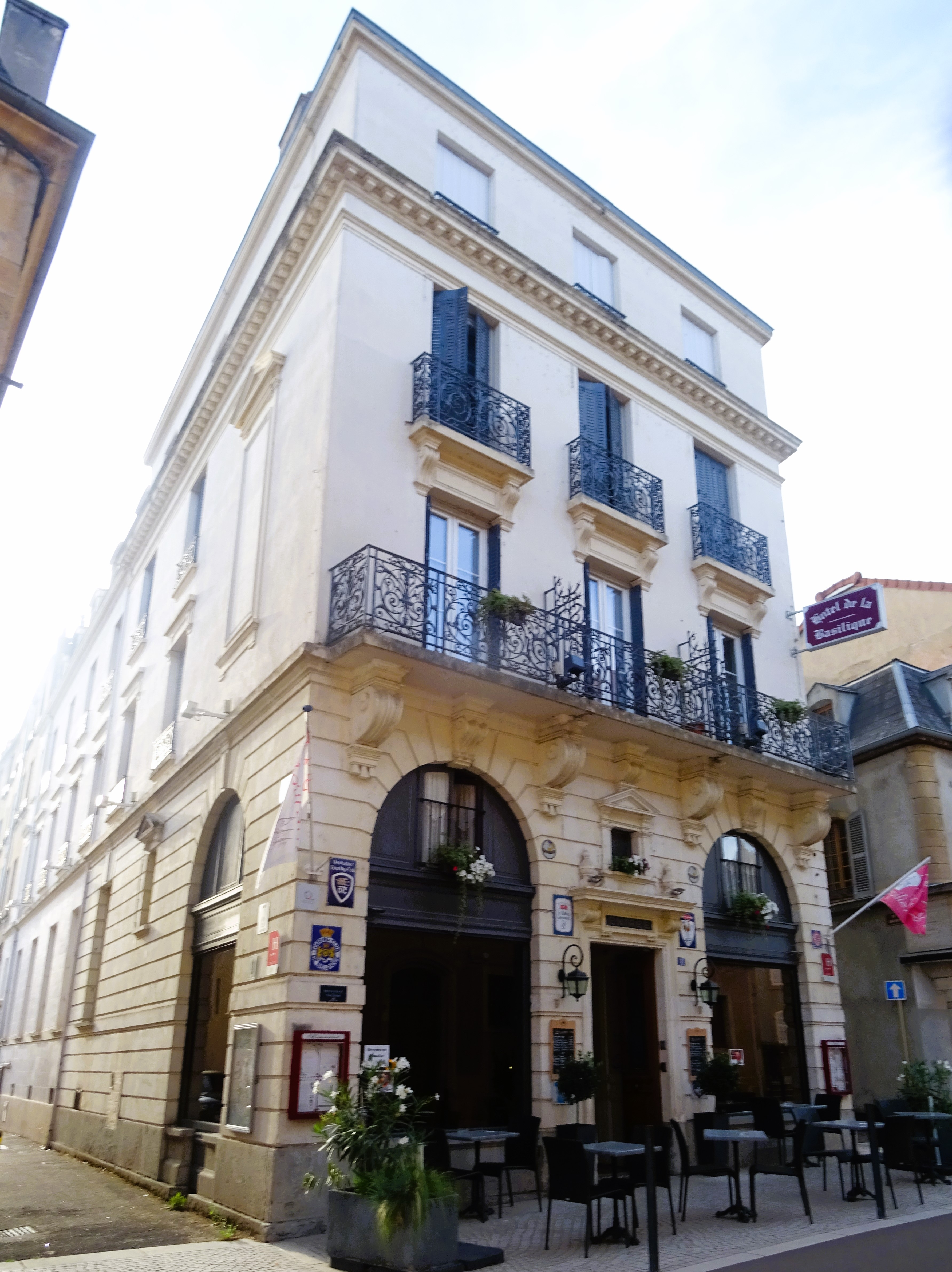
Hôtel de la Basilique.
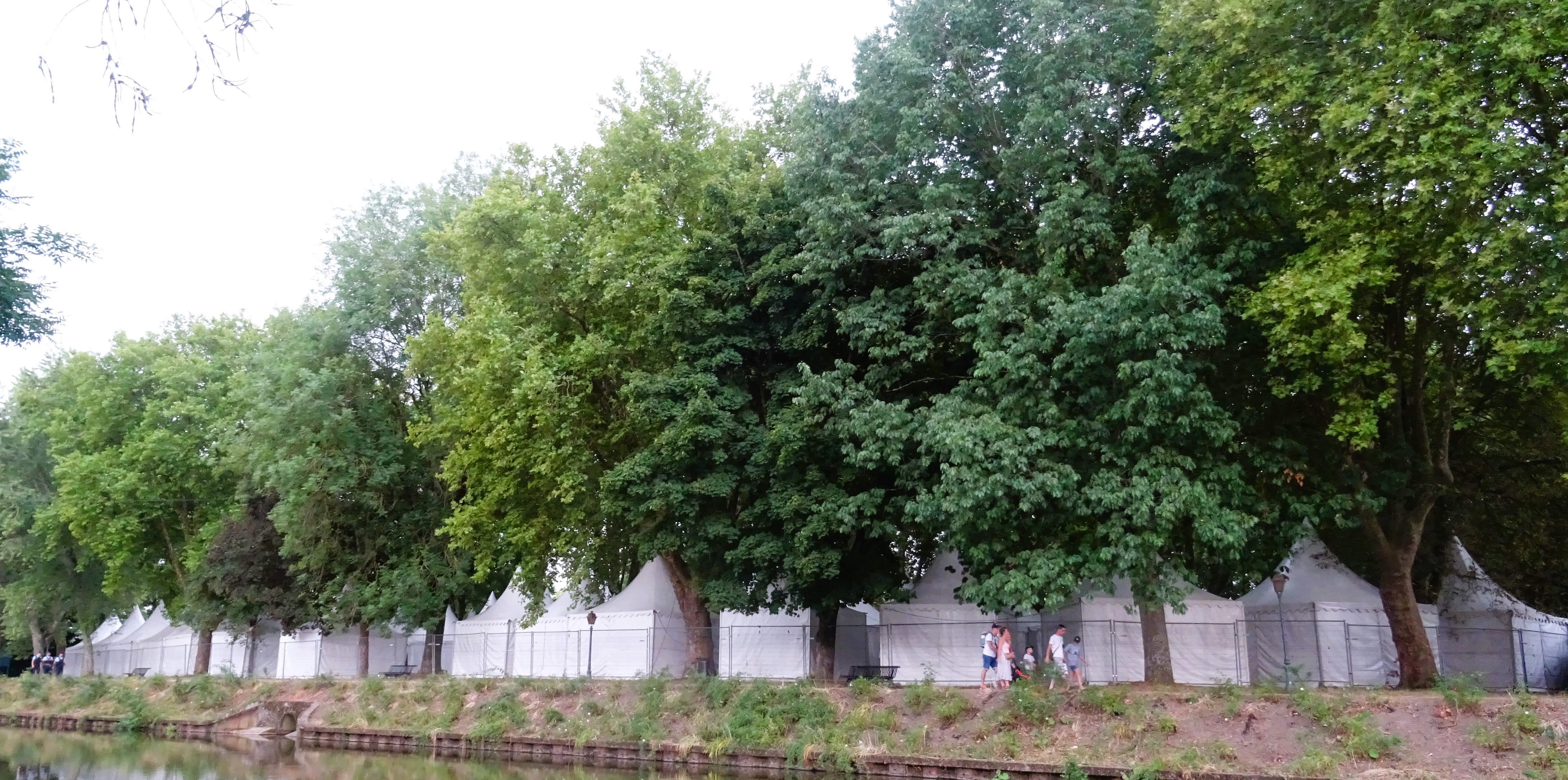
Village de tentes au Moulin Liron.
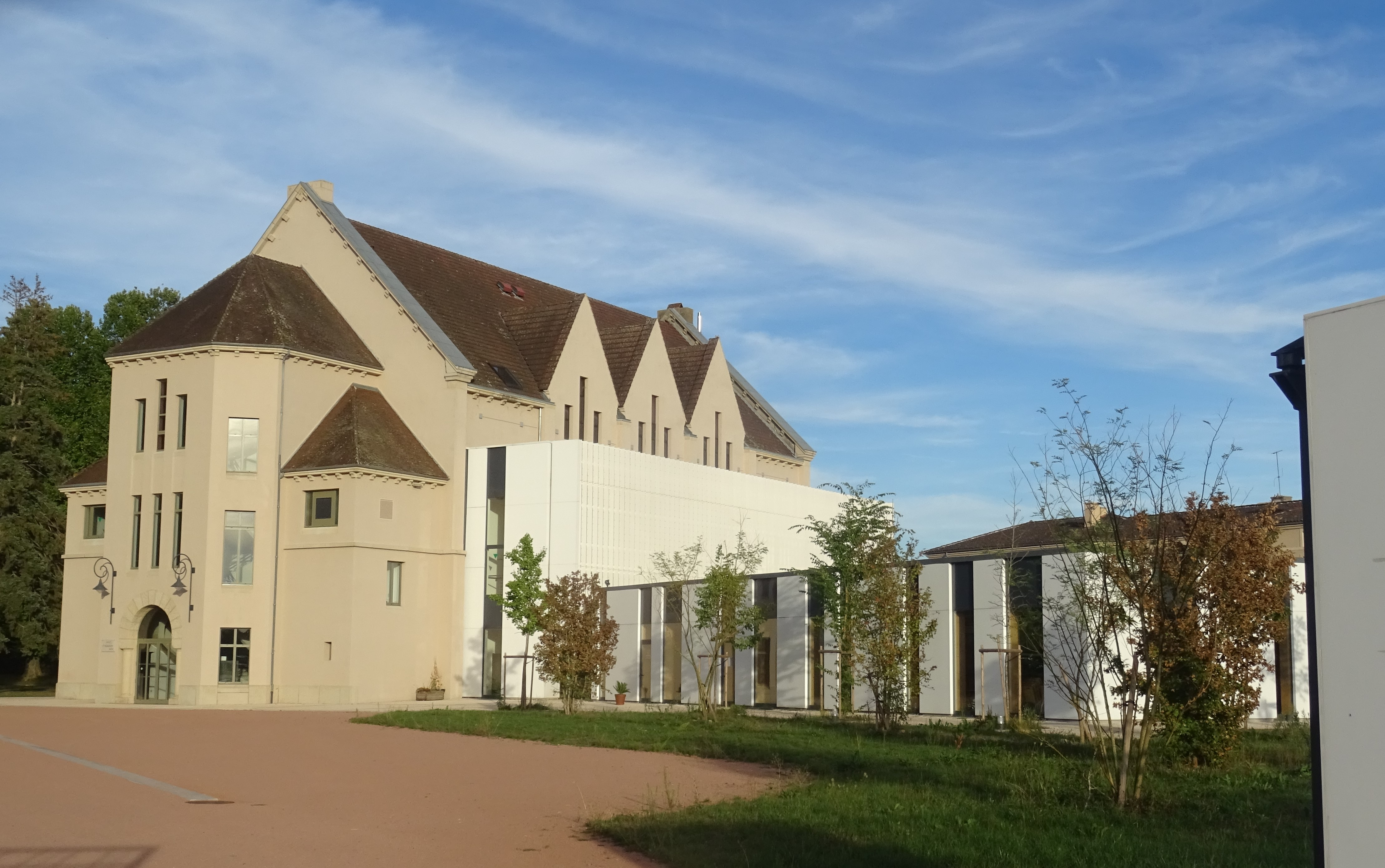
Nouvel hôtel des pèlerins côté parc.
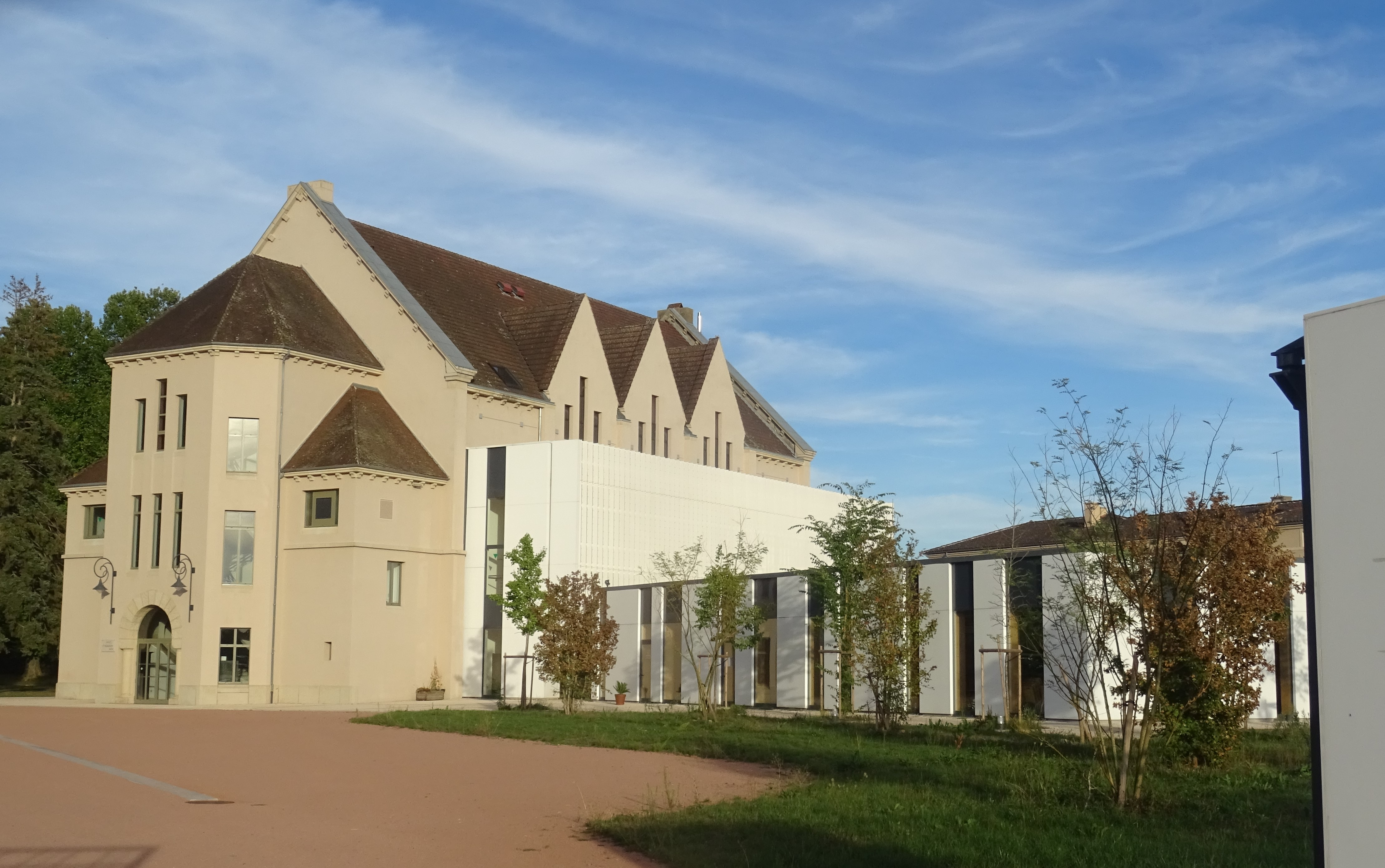
Nouvel hôtel des pèlerins, du côté de Bourbince.
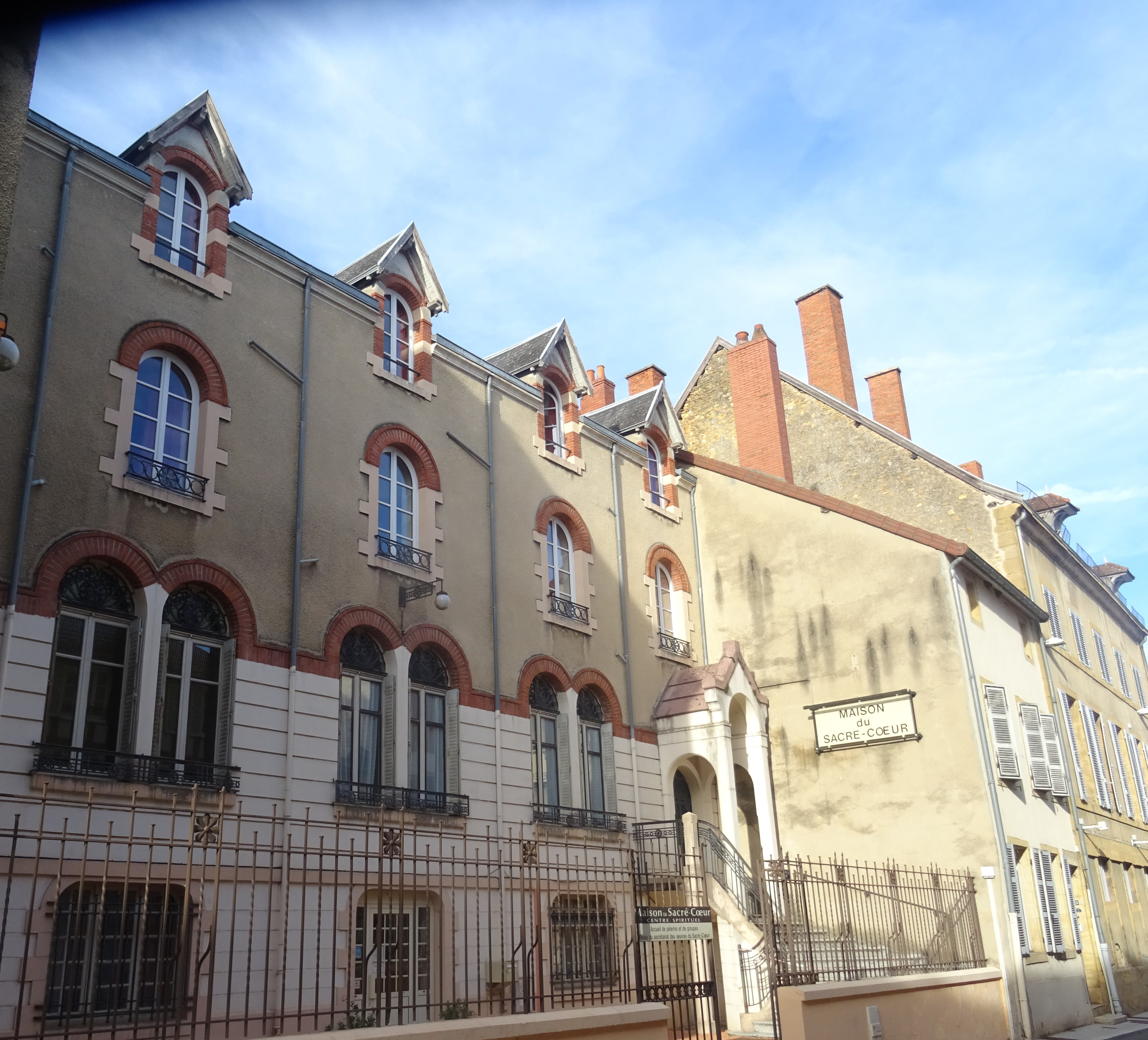
Maison du Sacré-Cœur.

#### Une démographie singulière[Quoi ?]
La population de Paray-le-Monial est tombée de 11 546 habitants en 1975 à 9 214 en 2019. La ville conserve la première place, devant Digoin qui est passée aux mêmes dates de 11 093 à 7741 tandis que Charolles accusait aussi un fort recul de 3 858 à 2 888 habitants. Ces données doivent être complétées. Tandis que la chute démographique se généralise autour de Digoin et de Charolles, les communes au nord de Paray-le-Monial ont progressé : Volesvres est passée de 399 habitants à 632, Saint-Léger-lès-Paray de 277 à 748 et Vitry-en-Charollais de 768 à 1 099. Au total, les quatre communes regroupent aujourd’hui 11 693 habitants contre 12 990 en 1975.
La situation en 2019 résulte d’un processus régulier de stagnation depuis une génération. D’une part, le solde naturel est fortement négatif : il s’établit à - 0,1 % par effondrement de la natalité (7,8 pour mille) qui ne compense donc pas le taux exceptionnellement élevé de mortalité (17,5 pour mille). Le solde migratoire compense cette baisse. Il est en effet positif (+ 1,2 %) en 2019. Ces données sont à mettre en rapport avec la structure de la population. La pyramide des âges est, en quelque sorte inversée par rapport à la moyenne. Les jeunes générations assurent mal la relève des anciennes : le cumul des 12,5 % de 0 à 14 ans et des 15 à 29 ans, totalise 26,5%, alors que les classes de personnes du haut de la pyramide sont exceptionnellement fournies : 22,9 % de 60 à 74 ans et 20 % au-delà soit 42,9 % au total.
Les conséquences de cette situation démographique sur les services urbains sont doubles. D’une part, l’importance des structures d’accueil pour les seniors explique le solde migratoire renouvelé[Quoi ?] en compensation de la mortalité élevée. D’autre part, la bonne santé démographique des communes voisines de Paray-le-Monial résulte de la migration de proximité de jeunes ménages avec leurs enfants, un temps encouragée par le moindre poids des charges fiscales dans les communes d’accueil,.
En 1975, au terme des Trente Glorieuses, Paray-le-Monial faisait figure de foyer animé par l’industrie qui avait bien compensé la défaillance de l’activité cheminote. Il était impossible d’imaginer une mutation aussi complète pendant le dernier demi-siècle. La structure de l’emploi en 2019 est entièrement renouvelée. L’industrie a presque cessé de compter : elle ne mobilise plus que 5,7 % des actifs. Lui ajouter les 4,7 % de la construction ne totalise que 10,4 % des actifs. Le visage actuel est celui d’un centre de services dans deux ordres différents symbolisés par les deux pôles du Champ Bossu/les Charmes et du centre ancien. Le développement du premier explique pour l’essentiel les 40 % d’actifs classés sous la rubrique commerces, transports et services divers. Le second est davantage spécialisé dans les domaines de l’administration publique, de la santé et de l’action sociale qui regroupent 49,1 % des actifs.
L’ensemble de la population est représentatif d’une petite ville française. La désindustrialisation a réduit à 15,8 % la classe ouvrière. Les secteurs de l’artisanat, du commerce et des services divers comptent, eux, pour 5,2 % et les cadres pour 10,8%, les classes moyennes donnent l’image de la société avec les 30,4 % de professions intermédiaires et les 37,2 % d’employés.

## Pour approfondir